# Список похороненных в некрополе Донского монастыря

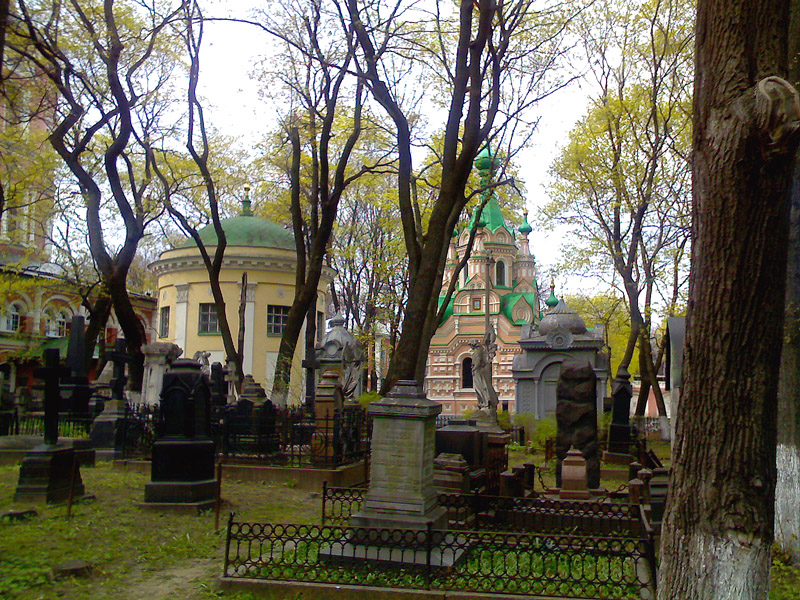

Ниже представлен список похороненных в некрополе Донского монастыря (на Старом Донском кладбище). Исходная версия списка, составленного по состоянию на 1993 год, основана на соответствующем разделе книги M. Д. Артамонова «Московский Некрополь», где для большинства позиций списка обозначены и номера участков некрополя (с 1-го по 6-й, в нумерации автора), на которых похоронены указанные лица. Следует иметь в виду, что в начале XXI века количество участков и порядок их нумерации были изменены в соответствии с менее информативным списком из книги И. Е. Домбровского «Некрополь Донского монастыря» (2007).
В данный список включены и некоторые персоны, могилы которых были на других некрополях (в том числе разорённых), но их надгробия были перенесены в Донской монастырь, когда в нём функционировал филиал музея архитектуры.
В 1969 году сотрудниками музея архитектуры был снят топографический план некрополя, соответствующий составленной в 1954 году инвентарной описи надгробий (в объёме около 2000 позиций, обозначенных присвоенными надгробиям инвентарными номерами), но он не был введён в научный оборот.
Среди перечисленных ниже захоронений некрополя 18 имели на начало XXI века формально (вне связи с предполагаемой повышенной бережностью охраны от разрушения) статус объектов культурного наследия федерального значения, 11 — регионального значения.
С 2011 по 2022 годы по заказу департамента Мосгорнаследия силами специализированных организаций проведены работы по реставрации около 100 художественных надгробий некрополя.
С течением времени данный список постепенно пополняется краткими уточнениями (с соблюдением формата списка).
Следует иметь в виду, что в родственный интернет-ресурс "Похороненные в некрополе Донского монастыря" безосновательно включены также и некоторые персоны, похороненные на смежном Донском кладбище.

## Список
| # А Б В Г Д Е Ё Ж З И К Л М Н О П Р С Т У Ф Х Ц Ч Ш Щ Э Ю Я |

### А
- Абрамовы:
  - Абрамов Александр Васильевич (ум. 1858)
  - Абрамова Анастасия Александровна (ум. 1854)
  - Абрамова Екатерина Ивановна (1858—1878)
- Абрикосова (ур. Жемочкина) Нина Николаевна (1898—1956; дочь Н. М. Жемочкина)
- Авалианов Николай Михайлович (ум. 1793) — сын подполковника
- Аввакум (Миланкович) (1743—1792) — архимандрит Донского монастыря (в 1778 году ему пожалована бриллиантовая с изумрудами панагия за особенные его заслуги; в 1780 году изданы «Стихи на получение панагии его высокопреподобию первокласнаго ставропигиальнаго Московскаго Донскаго монастыря священно-архимандриту Аввакуму Миланковичу» авторства игумена Ювеналия Воейкова)
- Аврамовы:
  - Аврамов Михаил Михайлович (1752—1806) — майор
  - Аврамов Пётр Михайлович (1748—1834) — генерал-майор артиллерии (1793)
  - Аврамова (ур. Орлова) Надежда Никитична (1724—1798) — капитанша, вдова капитана Михаила Михайловича Аврамова (отца указанных выше майора Михаила Михайловича и генерал-майора Петра Михайловича Аврамовых), сестра включённых в список Г. Н. Орлова и А. Н. Протасовой
- Агапит (Вознесенский) (1794—1854) — епископ Томский и Енисейский
- Агарева (Огарева) Анна Сергеевна (1748—1826) — бабушка (по отцу) поэта Н. П. Огарёва
- Агеевы:
  - Агеев Василий Илларионович (1784—1807) — московский купец
  - Агеев Иван Илларионович (1775—1805) — московский купец
  - Агеев Константин Петрович (1810—1831) — кандидат Московского университета
  - Агеев Пётр Илларионович (1778—1844) — московский купец
- Агния (в миру А. П. Булгакова, 1818—1893) — монахиня Зачатьевского монастыря (прожившая в нём 52 года)
- Адамов Михаил Николаевич (ум. 1896) — адвокат (муж Марии Эдуардовны Бромлей, одной из совладельцев механического завода Торгового дома «Братья Бромлей и Ко»; его надгробие тщательно отреставрировано за летне-осенний период 2020 года)
- Адамович Дарья Васильевна (1888—1950)
- Адамсы (фамилия английского и шотландского происхождения, производная от имени Адам):
  - Адамс Александра (1818—1822)
  - Адамс (ур. Невежина) Анна Тимофеевна (1787—1828) — титулярная советница
  - Адамс Екатерина Григорьевна (ум. 1869) и младенец Даниил
- Адольфы :
  - Адольф Андрей Викентьевич (1857—1905) — профессор, директор 5-й московской гимназии (на смежном Новом Донском кладбище похоронен его сын, искусствовед и краевед Викентий Андреевич Адольф (1885, Москва — 16 января 1966))
  - Адольф Надя (ум. 1953)
- Азанчевская Софья (1835—1849) — девица, сконч. 6 мая 1849 г. на 14-м году (надгробие-колонка сдвинуто с места)
- Акатов Михаил Иванович (ум. 1789) — капитан
- Акинфовы (фамилия используется и в форме «Акинфиевы»; происходит от имени Акинфий или от древнегреческого Иакинф, что в переводе на русский язык значит «гиацинт»):
  - Акинфов Владимир Николаевич (1841—1914) — действительный тайный советник, губернатор Симбирской губернии (а в частной жизни — «великодушный рогоносец»)
  - Акинфова (ур. Хвощинская) Екатерина Авраамовна (1820—1888) — мать В. Н. Акинфова (и племянница русского «железного канцлера» А. М. Горчакова)
- Аконникова Мария Артамоновна (ум. 1796)
- Аксаковы (русская фамилия тюркского происхождения; состоит из основы — прозвища Аксак (тюркское aqsaq — «хромой»). По-видимому, пращур Аксаковых имел этот недостаток — хромоту как следствие травмы или боевой раны):
  - Аксаков Александр Николаевич (1832—1903) — писатель, приверженец спиритизма, племянник С. Т. Аксакова
  - Аксакова (ур. Панова) Екатерина Алексеевна (1809—1857) — его мать
  - Аксакова Софья Александровна (1835—1880) — его жена (по первому браку Беккер); не путать её с полной тёзкой, но урождённой Шишковой, снохой писателя-классика С. Т. Аксакова (посвятившего сказку «Аленький цветочек» именно её дочери)
- Аксёновы (семейное купеческое захоронение):
  - Аксёнов Фёдор Иванович (1836—1894) — купец, владелец с 1871 года ресторана «Яр»
  - Аксёнова Анастасия Петровна (1795—1897)
  - Аксёнова Лидия Фёдоровна (1884—1894)
- Аладины (фамилия использовалась и в формах Оладьины, Аладьины; их могилы были в больничной церкви Евфимия, радикально перестроенной под усыпальницу Голицыных):
  - Аладин Богдан Васильевич (1672—1757) — статский советник (на 1741 год; ровесник — одногодок Петра I, помещик)
  - Аладина Анна Даниловна (ум. 1737) — его жена (урожд. Мансурова)
- Александр (ум. 1851) — младенец
- Александр Михайлович (ум. 1800) — священник церкви Всех Скорбящих на Ордынке (рядом с его сохранившимся надгробием находятся ещё два сходных с ним надгробных обелиска с масонской символикой над могилами протодиаконов Василия Гавриловича и Михаила Алексеевича, что давало повод до середины 1850-х годов называть прилегающий участок некрополя «Братским кладбищем», но эта традиция не сохранилась)
- Александровы:
  - Александров Алексей Николаевич (1846—1877) — почётный гражданин
  - Александров Афанасий Александрович (1846—1874) — потомственный почётный гражданин, московский купец 1-й гильдии (владелец Троицкой суконной фабрики в Подольском уезде Московской губернии)
  - Александров А. Я.
  - Александров Вячеслав Николаевич (1843—1876)
  - Александров Павел Давыдович (1845—1912) — фабрикант и владелец магазинов церковной утвари
  - Александрова Анна Васильевна (1855—1915)
  - Александрова Екатерина Сергеевна (1875—1958)
  - Александрова Н. С.
- Александрова-Кочетова, Александра Доримедонтовна (1833—1902) — артистка императорской Московской оперы (дочь протоиерея посольской церкви в Берлине Доримедонта Васильевича Соколова, жена военного чиновника; здесь же похоронена её дочь, оперная певица Зоя Разумниковна Кочетова, жена писателя Василия Ивановича Немировича-Данченко)
- Алексеевы:
  - Алексеев Андрей Алексеевич (ум. 1888, род. 1818) — потомственный почётный гражданин (купец 1-й гильдии; помимо предпринимательства (торговля чаем и сахаром) занимался общественной и благотворительной деятельностью; могилы четы Алексеевых были в несохранившейся семейной часовне-усыпальнице, место которой определено по её архивной фотографии конца 1920-х годов с выявленной в 2025 году ошибочной авторской атрибуцией её принадлежности якобы игумении Сергии)
  - Алексеева Варвара Андреевна (ум. 1894, род. 1824) — его жена (в качестве жертвователя на благоустройство монастыря она отмечена на установленном в 1893 году обелиске «Летопись Донского монастыря», но могилы и её, и её мужа считались утерянными)
  - Алексеев Василий Алексеевич (1839—1886)
  - Алексеев, Иван Алексеевич (1750—1816) — действительный тайный советник, сенатор (с мая по июль 2018 года проведена капитальная реставрация скульптурного надгробия, включая воссоздание утраченного в 1950-х годах креста)
  - Алексеев Пётр Александрович (ум. 1877) — генерал-лейтенант (военный педагог; генерал-майор с 26.08.1856, генерал-лейтенант с 21.04.1867)
  - Алексеев Пётр Алексеевич, (протоиерей) (1731—1801) — протоиерей кремлёвского Архангельского собора, лексикограф, богослов и историк церкви, представитель белого духовенства и враг масонства всех видов, переводчик, член Российской академии с 1783 года (место утерянной могилы известно только с точностью до участка некрополя)
  - Алексеев Порфирий Васильевич (1797—1871) — полковник (на надгробии обозначен подполковником)
  - Алексеев Фёдор Петрович (ум. 1799) — надворный советник
  - Алексеева Прасковья Александровна (ум. 1782) — жена протоиерея Архангельского собора Петра Алексеевича Алексеева (в браке они имели трёх сыновей и дочь)
  - Алексеева Софья Николаевна (1811—1880) — летом 2021 года завершена вполне качественная реставрация надгробия, выполненная по разработанной в 2018 году проектной документации (в которой, к сожалению, не нашли отражения даже минимальные данные о погребённой персоне; не путать её с полной тёзкой, урождённой Варенцовой)
  - Алексеева Федосья Григорьевна (ум. 1898) — жена полковника
- Аленевы (они же Оленевы; см.ниже в списке; группа трёх однотипных белокаменных надгробий-саркофагов):
  - Аленев Дмитрий Родионович (1708—1778) — купец (а рядом сын, Онуфрий Дмитриевич)
  - Аленева Мария Ильинична (ум. 1782) — вдова купца
- Алмазовы (представители знатного, но обедневшего дворянского рода):
  - Алмазов, Александр Иванович (ум. 1920)
  - Алмазов Борис Александрович (ум. 1919)
  - Алмазов Борис Николаевич (Адамантов) (1827—1876) — писатель и поэт (в 1861 году вышел в отставку в чине губернского секретаря; племянник Василия Петровича Зубкова); могила утеряна
  - Алмазов Владимир (1860—1870)
  - Алмазов Дмитрий (1866—1870)
  - Алмазов Иван (1872—1872)
  - Алмазов Иван Николаевич (ум. 1780) — поручик
  - Алмазов Пётр (1863—1864)
  - Алмазов Пётр Борисович (1857—1863)
  - Алмазов Пётр Николаевич (3.01.1756 - 15.02.1815) — бригадир, Богородский уездный предводитель дворянства (дед поэта Б. Н. Алмазова)
  - Алмазов Пётр Николаевич (р. 1813) — младенец
  - Алмазовы: Дмитрий, Софья (ум. 1865)
  - Алмазова Мария Борисовна (ур. кн. Голицына, 1758—1847) — жена бригадира П. Н. Алмазова; из первого выпуска Смольного Института благородных девиц (бабушка поэта Б. Н. Алмазова)
  - Алмазова Софья Захаровна (1836—1874) — жена поэта Б. Н. Алмазова (урожд. Воронина)
  - Алмазова (ур. Бухольцова) Фёкла Ивановна (1724—1806) — полковница, мать бригадира П. Н. Алмазова, прабабушка поэта Б. Н. Алмазова
- Алфеевы:
  - Алфеева Екатерина Ивановна (1794—1872)
  - Алфеева Матрёна Степановна (1777—1852) — жена протоиерея
- Альбединская Наталья Кирилловна (1803—1873) — надворная советница (  муж её был внебрачным сыном обер-гофмейстера Петра Романовича Альбедиля;а она дочь сенатора князя Кирилла Александровича Багратиона; мать Петра Павловича Альбединского (1826—1883), генерала от кавалерии, главы прибалтийских и литовских губерний, варшавского генерал-губернатора)
- Альбицкий Михаил Игнатьевич (ум. 1853) — священник
- Алягевская Варвара Ивановна (1746—1779) — подполковница
- Амвросий (Андрей Степанович Зертис-Каменский) (1708—1771) — архиепископ Московский (надгробный памятник на месте его погребения в Малом соборе сохранился, хотя и с небольшими утратами).
- Амилахоров, Егор Васильевич (1724—1779) — грузинский князь (рода Амилахвари), действительный тайный советник, президент Вотчинной коллегии, председатель палаты гражданского суда Московской губернии (поблизости погребён и его брат Евгений Васильевич)
- Ананьин Пётр Михайлович (1875—1893)
- Андреевы:
  - Андреев Василий Михайлович (1894—1948)
  - Андреев Григорий Андреевич (1828—1891) — мещанин (надгробие подлежит реставрации по разработанной в 2018 году проектной документации)
  - Андреев Иван Петрович (ум. 1893)
  - Андреева Агриппина Сидоровна (1825—1901) — вдова похороненного рядом Григория Андреевича Андреева
- Андроновы:
  - Андронов Николай Петрович (1751—1814) — купец (купец I гильдии, затем II гильдии)
  - Андронов Николай Петрович (1713—1783) — московский купец 1-й гильдии
  - Андронов Пётр Николаевич (1775—1846) — купец II гильдии, затем купец III гильдии
- Аникеевы:
  - Аникеева Екатерина Михайловна (1787—1833)
  - Аникеев Сергей Петрович (1823—1863) — почётный гражданин.
- Аничкова Анна Ильинична (ум. 1846) — жена священника бывшего Андреевского монастыря
- Анненковы:
  - Анненков Александр Аркадьевич (ум. 1791) — сын бригадира Аркадия Никаноровича Анненкова
  - Анненков Василий Петрович
  - Анненков Павел Петрович (1776—1854) — штабс-капитан
  - Анненков Сергей Аркадьевич (ум. 1791) — младенец, сын бригадира Аркадия Никаноровича Анненкова
  - Анненкова Мария Яковлевна (ум. 1877) — жена Павла Петровича Анненкова
  - Анненкова (ур. Болтина) Прасковья Александровна (1763—1828) — внучка (но троюродная) историка И. Н. Болтина (а родная она внучка не известного историка И. Н. Болтина (1735—1792), а просто некого Ивана Яковлевича Болтина), жена генерал-майора Аркадия Никаноровича Анненкова, прабабушка Петра Аркадьевича Столыпина, бабушка А. М. Верещагиной-Хюгель, тётя-свойственница декабриста Ивана Александровича Анненкова
- Ансеров Павел Александрович (ум. 1883) — священник (священник и законоучитель при мещанских училищах в Москве; получил семинарскую фамилию в виде «латинского эквивалента» фамилии Гусев)
- Анофриевы:
  - Анофриев Александр Григорьевич (1831—1884) — купец
  - Анофриева Феодосья Родионовна (1842—1907)
- Антиповы:
  - Антипов Александр Егорович (1825—1881)
  - Антипова Екатерина Гавриловна (1822—1912) — его жена
- Анурьевы:
  - Анурьев Антон Михайлович (1893—1951)
  - Анурьева Вера (1916—1935)
  - Анурьева Наташа (1919—1940)
  - Анурьева Таня (1910—1936)
- Антония (1845—1898) — монахиня
- Антоний (в миру Михаил Семёнович Флоренсов; 1847 - 1918) - епископ РПЦ
- Анфим Эрсекий (1722—1787) — греческий митрополит (из пелопоннесского города Калаврита)
- Анциферов Михаил Дмитриевич (1800—1829) — коллежский регистратор
- Анштендич Александр Борисович (1878—1958)
- Апраксин Пётр Фёдорович (1728—1811) — граф, отставной генерал-поручик (надгробие на его могиле в виде беломраморного пилона сохранилось, но с полностью утраченными надписями; в 1820 году его двоюродный внук Александр Иванович Апраксин был восприемником при переходе в православие А. Д. Бланка, деда В. И. Ленина)
- Аргамакова Елизавета Ивановна (1771—1823) — жена майора (это ошибка: на надгробии она значится как генерал-майорша), дочь Ивана Андреевича и Марьи Ивановны Лутовиновых, жена героя войны 1812 года Ивана Васильевича Аргамакова, тётя Варвары Петровны Тургеневой (ур. Лутовиновой)
- Аржанухина-Малютина Евгения Николаевна (1891—1951) — певица
- Аркадий (1810—1882) — архимандрит, наместник Донского монастыря (член Православного миссионерского общества с 1870 г.)
- Арсений (1780—1840) — настоятель Валдайского Иверского первоклассного монастыря (в период 1829—1840), священно-архимандрит
- Арсеньевы:
- Арсеньев Юрий (Георгий) Васильевич (1857—1919) — историк,учёный в области генеалогии и геральдики, хранитель Оружейной палаты (следов его захоронения не обнаружено)  
  - Арсеньева (ур. Самойлова) Авдотья Фёдоровна (1754—1819) — генерал-майорша (описка автора списка: годы жизни соответствуют неполной тёзке, но урождённой Соймоновой, похороненной в Даниловом монастыре; а верна последующая запись — см. ниже)
  - Арсеньева Авдотья Фёдоровна (1725—1797) — жена титулярного советника
  - Арсеньева (ур. кн. Черкасская) (1745—1821) Дарья Александровна — жена действительного статского советника (Александра Александровича Арсеньева, не имевшего от неё детей; сестра Марии Александровны Щербатовой и тётя Дарьи Фёдоровны Дмитриевой-Мамоновой)
  - Арсеньева Екатерина Степановна (в монашестве Евпраксия) (1760—1808) — монахиня Московского Девичьего монастыря
  - Арсеньева Елизавета Степановна (ум. 1792) — девица
  - Арсеньева (ур. кн. Дадиан) Мария Александровна (1840—1894) — дочь кн. А.Л. и Л. Г. Дадиан
  - Арсеньева Фаена Степановна (1758—1835) — девица, дочь титулярного советника Степана Ивановича Арсеньева
- Арсеньева Федосья Фёдоровна (1725—1797) — могила не найдена (но вероятнее это ошибочная запись; правильную см. выше — Авдотья Фёдоровна)
- Архиповы
  - Архипова (Евдокия Сергеевна; ум. 1882)
  - Архипова Наталия Николаевна (ур. Ситникова, 1889—1952) — преподаватель русского языка в средней школе, дочь Т. А. Ситниковой-Немировской
- Арцыбашевы:
  - Арцыбашев Иван Георгиевич (ум. 1779) — сержант лейб-гвардии Преображенского полка
  - Арцыбашев Иван Егорович (1755—1778) — гвардии прапорщик
- Аршеневский Василий Кондратьевич (1761—1808) — надворный советник, профессор Московского университета (в сентябре 2018 года разработана проектная документация реставрации и его надгробия, и найденного поблизости надгробия его сына; при этом в документации зафиксировано, что в настоящее время надписи на этих надгробиях нечитаемы)
- Астанговы:
  - Астангов Михаил Фёдорович (1900—1965) — народный артист СССР (ведущий актёр Театра имени Е. Б. Вахтангова, что давало повод к шутливому переиначиванию наименования этого театра в «театр Астангова»; портретный скульптурный бюст на его надгробии, установленном в 1969 году, выполнен Иулианом Митрофановичем Рукавишниковым)
  - Астангова Алла Владимировна (1920—1981) — его красавица-жена (вторая, урожд. Потатосова; участница ВОВ, награждённая боевыми наградами, среди которых по дословному выражению барда 1980-х г.г. были: «Слава третьей степени и медаль отважная»)
- Афанасий (1711—1774) — митрополит Тбилисский (из рода Амилахвари)
- Афанасий Петриев (Алексей Гаврилович Петрашвили) (1774—1832) — архимандрит Донского монастыря (переводчик некоторых государственных русско-грузинских договорных актов начала 19-го века; сохранилась его надгробная доска под колокольней Малого собора; а также см. о нём: « Артюшенко М. В. Церковно-общественное служение архимандрита Афанасия (Петриева) — грузинского дворянина, настоятеля Донского монастыря»)
- Афанасия (ум. 1802) — монахиня
- Ефимович (ур. Нарышкина) Прасковья Семёновна (1763—1844) — жена действительного статского советника (Яфимовича Ивана Николаевича (1749-19.08.1817), действительного статского советника с 13.08.1801 г..)
- Аяпина Анна Фёдоровна (1776—1796) — жена титулярного советника

### Б
- Бабухин, Александр Иванович (1827—1891) — заслуженный профессор Московского университета (его считают отцом русской гистологии и основателем русской бактериологии; надгробие в неполном составе перенесено с разорённого некрополя Данилова монастыря без перезахоронения праха; уменьшенная символическая копия-кенотаф установлена в 2006 году на кладбище г. Орла, родины учёного)
- Багратионы:
  - Багратион Александра Ивановна (1778—1853) — княгиня, тайная советница, 2-я жена похороненного рядом кн. К. А. Багратиона
  - Багратион Александра (1721—1789) — княжна, дочь царевича Вахунштия Вахтанговича
  - Багратион Варвара Алексеевна (ум. 1788) — княгиня (ур. кн. Хованская, 1-я жена кн. К. А. Багратиона, ск. 19-лет, родив двух сыновей)
  - Багратион, Кирилл Александрович (1749—1828) — князь, сенатор (дядя генерала П. И. Багратиона)
  - Багратион Дарья Кирилловна (1809—1832) — княжна
- Багриновская Александра Антоновна (1838—1881)
- Баженов Николай Николаевич (1857—1923) — профессор Московских высших женских курсов (известный психиатр, один из лидеров московского масонства; могила утеряна и её место нигде документально не зафиксировано)
- Базанов Николай Дементьевич (1850—1882)
- Базилевичи:
  - Базилевич, Александр Иванович (1788—1843) — генерал-майор, участник Отечественной войны 1812 года, Георгиевский кавалер.
  - Базилевич (ур. Ефименкова) Александра Ильинична (1799—1843) — его жена
  - Базилевич Александр Александрович (1824—1891) — полковник
  - Базилевич Александра Александровна (1863—1885) — его дочь
- Базилевские (на их сохранившемся семейном надгробии годы жизни не обозначены):
  - Базилевский Михаил Павлович
  - Базилевский, Павел Васильевич (1808—1880) — генерал-майор (в Полоцком кадетском корпусе; 1 февраля 1852 — подполковник, награждён Георгиевским орденом IV степени № 8932 за выслугу ; 13 августа 1865 — уволен от службы генерал-майором)
  - Базилевская Любовь Павловна (ур. Войнович) — его жена (дочь титулярного советника, харьковского помещика, вместе воспитали 9-х детей)
- Баклановский Иван (род. 20 марта 1805 г., ум. 22 сент. 1805 г.) - младенец-сын генерал-майора и кавалера Михаила Алексеевича Баклановского (миниатюрное надгробие младенца, имеющее эпитафию мистического характера, пристыковано к солидному совместному надгробию Жуковых - его деда, Ивана Афанасьевича, и прадеда, генерала  Афанасия Семёновича Жукова)
  - Баклин, Николай Васильевич (1788—1867) — один из пионеров создания российского научного кино (в результате описки автора данного списка годы жизни персоны сдвинуты на 100 лет, вместо правильных — 1888—1967)
  - Баклина Нина Павловна (1897—1951) — его жена
  - Балкашина (ур. Волкова) Надежда Сергеевна (?-1853) — помещица (могила не найдена)
- Балхина Елизавета Ивановна (1808—1831) — урожд. Терская, жена штабс-капитана В. А. Блохина (правильную запись см. ниже в этом списке)

- Бантыш-Каменские:

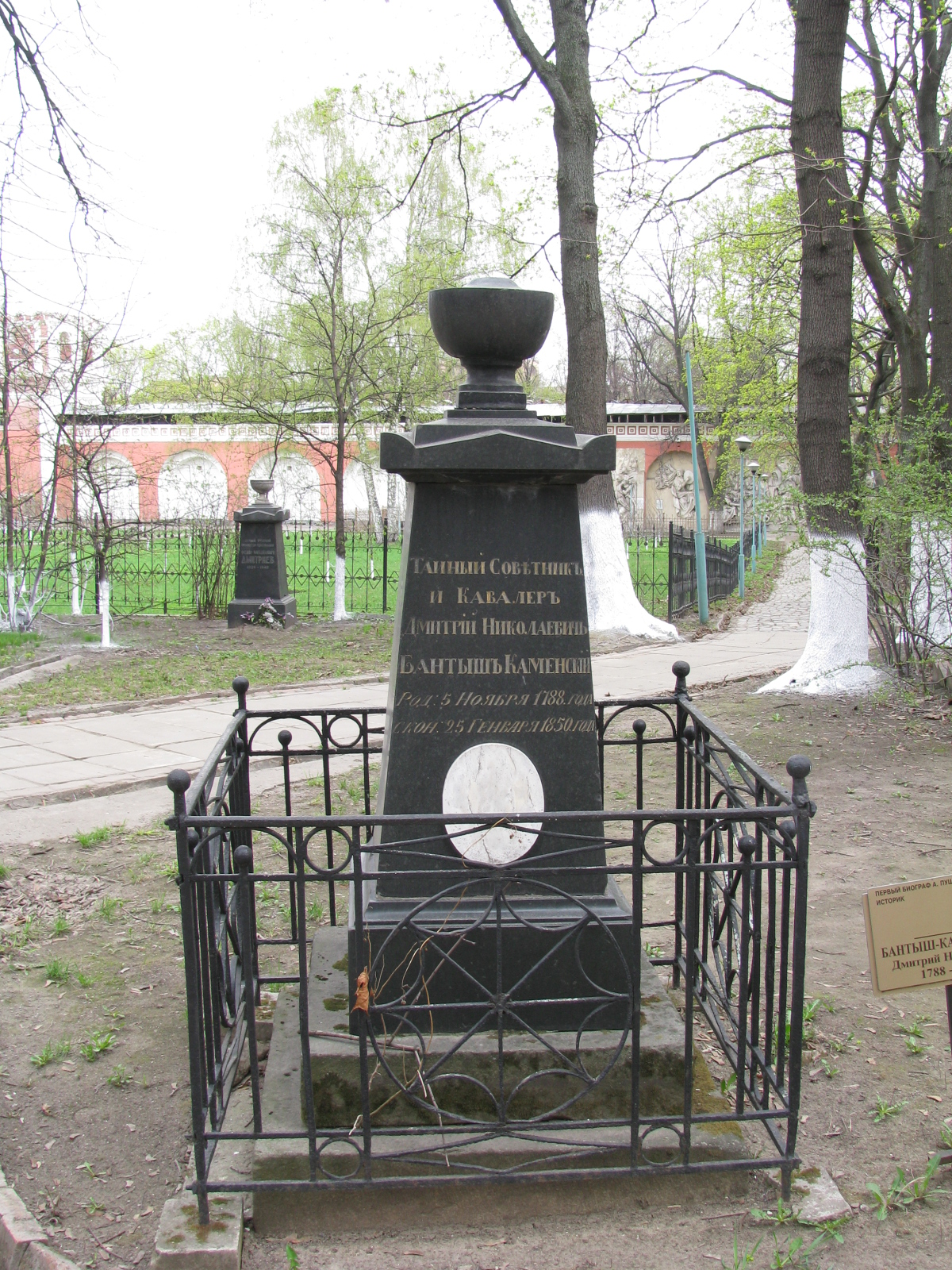
Бантыш-Каменский Дмитрий Николаевич

  - Бантыш-Каменский, Дмитрий Николаевич (1788—1850) — историк
  - Бантыш-Каменский, Николай Николаевич (1737—1814) — учёный архивист, почетный член Российской Академии наук
  - Бантыш-Каменский, Иван Николаевич (1739—1787) — его брат, коллежский советник, попечитель Воспитательного дома
  - Бантыш-Каменская (ур. Куприянова) Мария Ивановна (1755—1788) — жена Н. Н. Бантыш-Каменского
  - Бантыш-Каменская Мария (1827—1829) — её внучка
  - Бантыш-Каменская Анна Дмитриевна (1816—1889) — дочь тайного советника
  - Бантыш-Каменский Иван Николаевич (1739—1787) — племянник архиепископа Амвросия (он уже включён в этот список — см. выше)
  - Бантыш-Каменская Анна Николаевна (1775—1852) — дочь действительного статского советника (Николая Николаевича Бантыш-Каменского)
  - Бантыш-Каменская Елизавета Ивановна (1798—1834) — жена историка Д. Н. Бантыш-Каменского (урождённая Бибитинская; её портрет 1815 года работы Н. И. Аргунова стал символом Ярославского художественного музея)
- Баклановский Иван (род-ся и ум. в 1805) — сын генерал-майора (Михаила Алексеевича Баклановского)
- Балкашины:
  - Балкашина Анна (ум. 1825) — младенец
  - Балкашина Евдокия Ивановна (ур. Ивина) (1776—1848)
  - Балкашина Надежда Сергеевна (ур. Волкова) (ум. 1853)
- Барановы:
  - Баранов Григорий Михайлович (ум. 1818) — подполковник (предположительно он участник войны 1812 года; поэтому надгробие было отреставрировано к юбилейному 2012 году)
  - Баранов Виктор Иванович (1888—1964)
  - Баранов Иосиф Иванович (1885—1950) — семейное захоронение; здесь же Владимир Юрьевич Баранов (1939—2005) — видный учёный-физик, доктор физико-математических наук, профессор, член-корреспондент Академии наук СССР
  - Баранов Лев Павлович (ум. 1848) — младенец, граф
  - Баранов Лука Леонтьевич (ум. 30.04.1879, 64 года, в метрической записи 70 лет) — московский мещанин Семёновской слободы. Умер от воспаления в мозгах. Отпевание тела состоялось 02.05 в церкви Троицкой на Шабаловке. Надгробный памятник расположен на 8 участке
  - Баранов Николай Иванович (1757—1824) — тайный советник (московский гражданский губернатор в 1804-06 годы)
  - Баранова Варвара Александровна (1768—1838) — его жена (не путать её с полной тёзкой, женой сенатора Д. О. Баранова, восприемницей в православном крещении Александра Дмитриевича Бланка, деда В. И. Ленина)
  - Баранова Мария Павловна (1856—1860) — графиня (здесь же её брат-младенец Лев; они дети графа Павла Трофимовича Баранова)
- Барановские:
  - Барановский, Петр Дмитриевич (1892—1984) — архитектор-реставратор, заслуженный деятель искусств РСФСР. Могила имеет статус объекта культурного наследия регионального значения[2].
  - Барановская Мария Юрьевна (ум. 1975) — историк, жена П. Д. Барановского
- Баркгаузен Евгения Васильевна — дополнительная надпись вида ФИО на надгробии Оремуса Ивана Николаевича (1902—1962)
- Баринов Григорий Михайлович (ум. 1818) — подполковник (на самом деле Баранов, а не Баринов, но этот Баранов уже включён в список; здесь имеет место одна из редких ошибочных записей в исходном списке М. Д. Артамонова)
- Барковский Николай Михайлович (1891—1951)
- Барсов Елпидифор Васильевич (ум. 1917)[3] (В исходном списке М. Д. Артамонова этой записи нет. Следов могилы Е. В. Барсова или места её расположения в Донском монастыре не обнаружено. Единственный источник информации о факте захоронения Е. В. Барсова в Донском монастыре — Некролог // Исторический вестник. — 1917. — N 7—8. — С. 287—288)
- Бартенев Николай Арсеньевич (ум. 1902) — дворянин (его дочь Юлия стала с 1911 года женой Григория Александровича Пушкина, внука поэта)
- Барщова Ольга Михаиловна (ум. 1889) — дочь полковника
- Барышева Анна Сергеевна (1852—1926) — в родственном захоронении кондитерских фабрикантов Леновых

- Барышниковы:

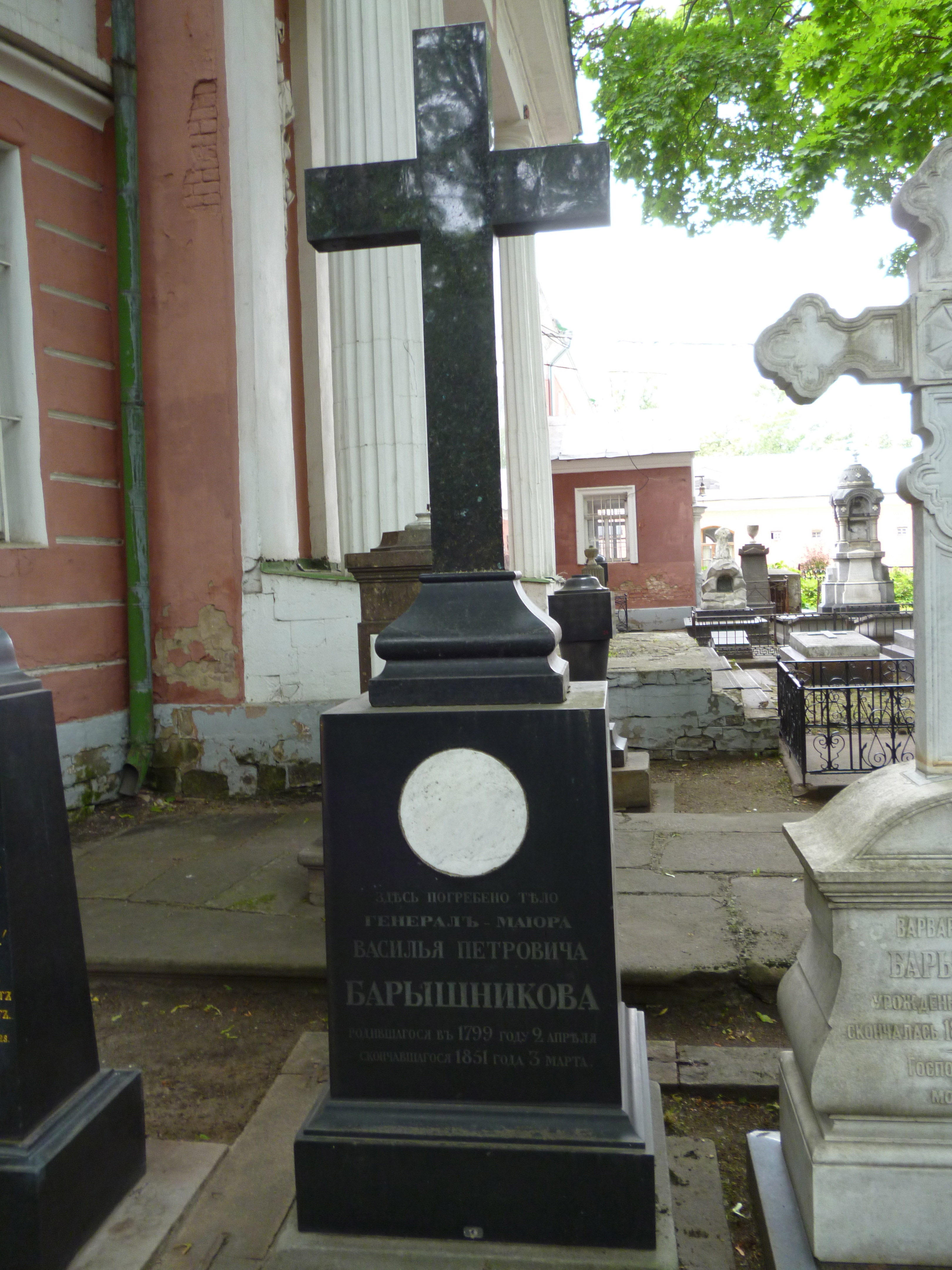
Барышников Василий Петрович

  - Барышников Александр Иванович (ум. 1801) — младенец
  - Барышников, Василий Петрович (1799—1851) — генерал-майор (один из функционеров Московского Попечительного о Тюрьмах Комитета, основанного доктором Ф. П. Гаазом и генерал-губернатором Д. В. Голицыным)
  - Барышников Иван Иванович (1749—1834) — отставной майор артиллерии (московский дворянин и богатый помещик, владевший обширными землями в Смоленской губернии)
  - Барышников Иван Иванович (1792—1829) — его сын, надворный советник
  - Барышников Николай Иванович (1829—1867)
  - Барышникова (ур. Секретарева) Варвара Фёдоровна (ум. 1880) — жена генерал-майора Василия Петровича Барышникова
  - Барышникова (ур. Яковлева) Елизавета Ивановна (1772—1806) — жена старшего И. И. Барышникова
  - Барышникова Елизавета Ивановна (1818—1836) — девица (дочь похороненного поблизости Ивана Ивановича-младшего; надгробие отреставрировано в 2021 году)
- Баршевы (надписи на их надгробии выполнены по послереволюционной орфографии и без указания дат жизни — видимо, для сокрытия социального статуса похороненных):
  - Баршев Владимир Сергеевич (1854—1906) — директор правления и директор фабрики Товарищества мануфактур Н. Н. Коншина в Серпухове, депутат Первой Госдумы
  - Баршева Капитолина Николаевна (1856—1912) — его жена (дочь фабриканта Н. Н. Коншина; не путать её с тёзкой-племянницей, Капитолиной Николаевной Коншиной)
- Барятинский, Фёдор Сергеевич (1742—1814) — князь, действительный тайный советник, обер-гофмаршал
- Баскаковы (фамилия происходит от титула баскак — «ставящий печать, наместник хана Золотой орды»):
  - Баскаков Василий Васильевич (1765—1794) — секунд-майор
  - Баскаков Иван Егорович (1753—1798) — надворный советник, дед поэта Н. П. Огарева
  - Баскакова (ур. Хитрово) Вера Петровна (1743—1827) — его жена
  - Баскаков Петр Васильевич (ум. 1794) — поручик
  - Баскаков Алексей (p. 1761)
  - Баскакова Анна Филипповна (1817—1889) — девица
- Басовы:
  - Басов Василий Петрович (1842—1887) — директор 5-й гимназии
  - Басова Антонина Фёдоровна (1841—1895) — его жена
  - Басов Митя (1867—1877)
- Баталины:
  - Баталин Матвей Андреевич (ум. 1855) — действительный статский советник, военный врач
  - Баталина (ур. Дашкова) Феодосия Яковлевна (1773—1852) — его жена
- Баташева (ур. Резвова) Федосья Петровна (ум. 1798) — майорша (дочь санкт-петербургского купца Петра Терентьевича Резвого, поэтому она урождённая Резвова или Резвая; место её могилы известно, но надгробие утрачено; сохранились и отреставрированы в 2022 году надгробия её мужа и замужней дочери, Д. И. Шепелевой)
- Батюшковы:
  - Батюшков Алексей Николаевич (1845—1868)
  - Батюшков Николай Павлович (1816—1868) — чиновник, двоюродный брат поэта К. Н. Батюшкова
  - Батюшкова (ур. Шубинская) Анна Алексеевна (1821—1852) — помещица Ярославской губернии
  - Батюшкова (ур. Смирнова) Татьяна Алексеевна (1827—1885) — помещица Ярославской губернии (с мая 2018 нода начата запланированная в 2017 году реставрация беломраморного надгробия, оконченная с положительным результатом в августе 2018 года)
  - Батюшкова Юлия Николаевна (1852—1863)
- Бахметевы (именно так, а не Бахметьевы):
  - Бахметев … Иванович (предположительно Иван Иванович Бахметев, сын Ивана Юрьевича, муж гр. Анны Андреевны Толстой, жил 50 лет; могила утеряна)
  - Бахметев Борис Алексеевич (не установлены ни место могилы, ни родственные связи персоны)
  - Бахметев, Алексей Николаевич (1801—1861) — гофмейстер, попечитель Московского учебного округа (не путать его с полным тёзкой-генералом и с дедом, Алексеем Ивановичем)
  - Бахметев Георгий (Юрий) Алексеевич (ум. 1788) — доктор медицины (скончался на 24-м году жизни, через 2 месяца после возвращения из Эдинбурга с докторским дипломом и намерением внедрить в России оспопрививание)
  - Бахметев Иван Васильевич (ум. 1779) — надворный советник
  - Бахметев Петр Иванович (ум. 1786) — гвардии сержант
  - Бахметев Алексей Иванович (ум. 1799) — коллежский прокурор (отец графини Варвары Алексеевны Протасовой и дед гофмейстера Алексея Николаевича Бахметева)
  - Бахметев Николай Фёдорович (1798—1884) — муж В. А. Лопухиной (помещик Пензенской и Тамбовской губерний, штабс-капитан в отставке; с мая 1835 г. женат на В. А. Лопухиной)
  - Бахметева, Варвара Александровна (1814—1851) — его жена, друг М. Ю. Лермонтова
  - Бахметева (ур. гр. Толстая) Анна Петровна (1804—1884) — дочь графа П. А. Толстого, жена Алексея Николаевича Бахметева, рядом с коим погребена
  - Бахметева Агафаклея Ивановна (ум. 1815) — жена Алексея Ивановича Бахметева (урожд. Верёвкина)
  - Бахметева (ур. кн. Несвицкая) Варвара Фёдоровна (ум. 1859) — жена Николая Алексеевича Бахметева
  - Бахметева Александра Николаевна (ум. 1777) — жена генерал-майора (Гавриила Петровича Бахметева)
  - Бахметева Софья Львовна (1735—1777) — жена капитана (Николая Ивановича Бахметева)
- Бахтина А. П. (ум. 1920)
- Башмаковы:
  - Башмаков Борис Николаевич
  - Башмаков Николай Яковлевич (1859—1918)
  - Башмакова Любовь Григорьевна (1897—1952)
  - Башмакова Таточка (1920—1929)
- Безобразовы (фамилия несёт следы существовавшего на Руси суеверного обычая для защиты ребёнка «от сглаза» давать ему имя Безобраз, надеясь наперекор злым силам иметь ребёнка пригожей внешности) :
  - Безобразов Алексей (ум. 1780) — премьер-майор
  - Безобразов Сергей Васильевич (1755—1800) — коллежский асессор, брянский помещик
  - Безобразова Вера (ум. 1867) — младенец
  - Безобразова Наталья Ивановна (ум. 1780) — жена прокурора
  - Безобразова (ур. кн. Горчакова) Ольга Петровна (1833—1873) — дочь кн. П. Д. Горчакова-старшего, первая жена тамбовского помещика В. Г. Безобразова (мать восьми дочерей; она приходилась бабушкой трагически ушедшим из жизни поэту Василию Алексеевичу и художнику Владимиру Алексеевичу Комаровским)
- Безсоновы:
  - Безсонов Василий Фёдорович (ум. 1787) — артиллерии поручик
  - Безсонов Михаил Фёдорович (1753—1827) — статский советник
  - Безсонов Фёдор Михайлович — коллежский советник (с 1759 года владелец села Спасского Арзамасского уезда; отец Михаила Фёдоровича)
  - Безсонова Анна Фёдоровна (1753—1814) — девица, его дочь
  - Безсонова Екатерина Фёдоровна (1751—1823) — девица, его дочь
  - Безсонова Наталья Васильевна (ум. 1776) — его жена
- Бекетов П. А. (1734—1796) — (полковник Пётр Афанасьевич) скульптурная часть изготовленного в 1823 году надгробия работы И. П. Витали из Новоспасского монастыря (осенью 2019 года обнаружены части гранитного постамента памятника, использованные в 1930-х годах в качестве ступеней нынешнего театра Эстрады)
- Беклемишевы:
  - Беклемишев Порфирий Егорович (ум. 1870)
  - Беклемишева (ур. Бибикова) Наталья Степановна (ум. 1784) — подполковница
- Белаго:
  - Белаго Сергей Иванович (ум. 1841 76 лет) — штабс-капитан (после отставки — помещик, судья уездного суда г. Рузы Московской губернии в 1821 году), 1 участок кладбища
  - Белаго Елизавета Сергеевна (1778—1867) — его жена
  - Белаго Алексей Дмитриевич (1790—1863) — отставной прапорщик, 3 участок кладбища
  - Белаго Лариса Александровна — его жена (ум. 1847)
- Беленченко:
  - Беленченко Иван Лаврентьевич (1792—1868) — генерал-майор (в 1842 году — подполковник, кавалер ордена Святого Георгия IV класса «за выслугу лет»)
  - Беленченко (ур. Елфимова) Зеновия Александровна (1805—1862)
- Белкина (ур. Карр) Екатерина Васильевна (ум. 1841) — капитанша
- Белокуровы:
  - Белокуров Алексей Петрович (1834—1909) — протоиерей
  - Белокурова Софья Алексеевна (30.8.1840-21.4.1865) — его жена
- Белостоцкий Женя (1936—1955)
- Белоусов Владимир Павлович (1821—1886) — потомственный почетный гражданин
- Беляевы:
  - Беляев Алексей Егорович (1831—1883)
  - Беляев Иван Митрофанович (1890—1969) — младший брат преподобного Никона Оптинского
  - Беляев Митрофан Николаевич (ум. 1903) — потомственный почетный гражданин, отец преподобного Никона Оптинского
- Бенедиктова Елизавета Александровна (1811—1843)
- Берги (семейная трёхглавая часовня-усыпальница не сохранилась, место её известно по фотографии конца 1920-х г.г. Ныне на этом месте в 1930-х годах установлены вынесенные из подклета Большого собора надгробия в виде саркофагов в качестве экспонатов Музея архитектуры):
  - Берг Павел Васильевич (1818—1894) — подполковник (наиболее известен по малоправдоподобной истории превращения отставного офицера в преуспевающего промышленника, поведанной в мемуарах купца Н. А. Варенцова)
  - Берг Анна Павловна(1852—1873) — девица
  - Берг Наталья (1850—1850) — младенец, дочь подполковника
  - Берг Ольга (1852—1853) — младенец, дочь подполковника
- Березовец Тарас Филиппович
- Берх Иван Васильевич (1818—1883) — генерал-майор (брат Павла Васильевича Берга)
- Беспальчев Василий Фёдорович (ум. 1834) — штабс-капитан
- Бестужевы-Рюмины:
  - Бестужев-Рюмин Михаил Фёдорович (1770—1834) — коллежский советник
  - Бестужева-Рюмина (ур. Хозикова) Анастасия Николаевна (1808—1883)
  - Бестужевы-Рюмины, младенцы: Фёдор, Екатерина, Мария и Варвара
- Бехтеевы:
  - Бехтеев, Александр Алексеевич (1795—1849) — писатель, действительный статский советник, участник Отечественной войны 1812 года (могила не сохранилась)
  - Бехтеев, Владимир Георгиевич (1878—1971) — художник
  - Бехтеева Анна Николаевна (1858—1937) — мать художника
  - Бехтеева Наталья Иосифовна — жена художника (ур. Плахова)
  - Бехтеева (ур. Татищева) Пелагея Ивановна (1772—1847) — мать А. А. Бехтеева; она урождённая Чернцова, а не Татищева (ближайшее её родство с Татищевыми — через бабушку, Екатерину Ивановну)
- Биберы:
  - Бибер Наум Львович (1870—1938)
  - Бибер Анна Наумовна (1906—1962)ближай
  - Бибер Розалия Михайловна (1875—1951)

- Бибиковы:

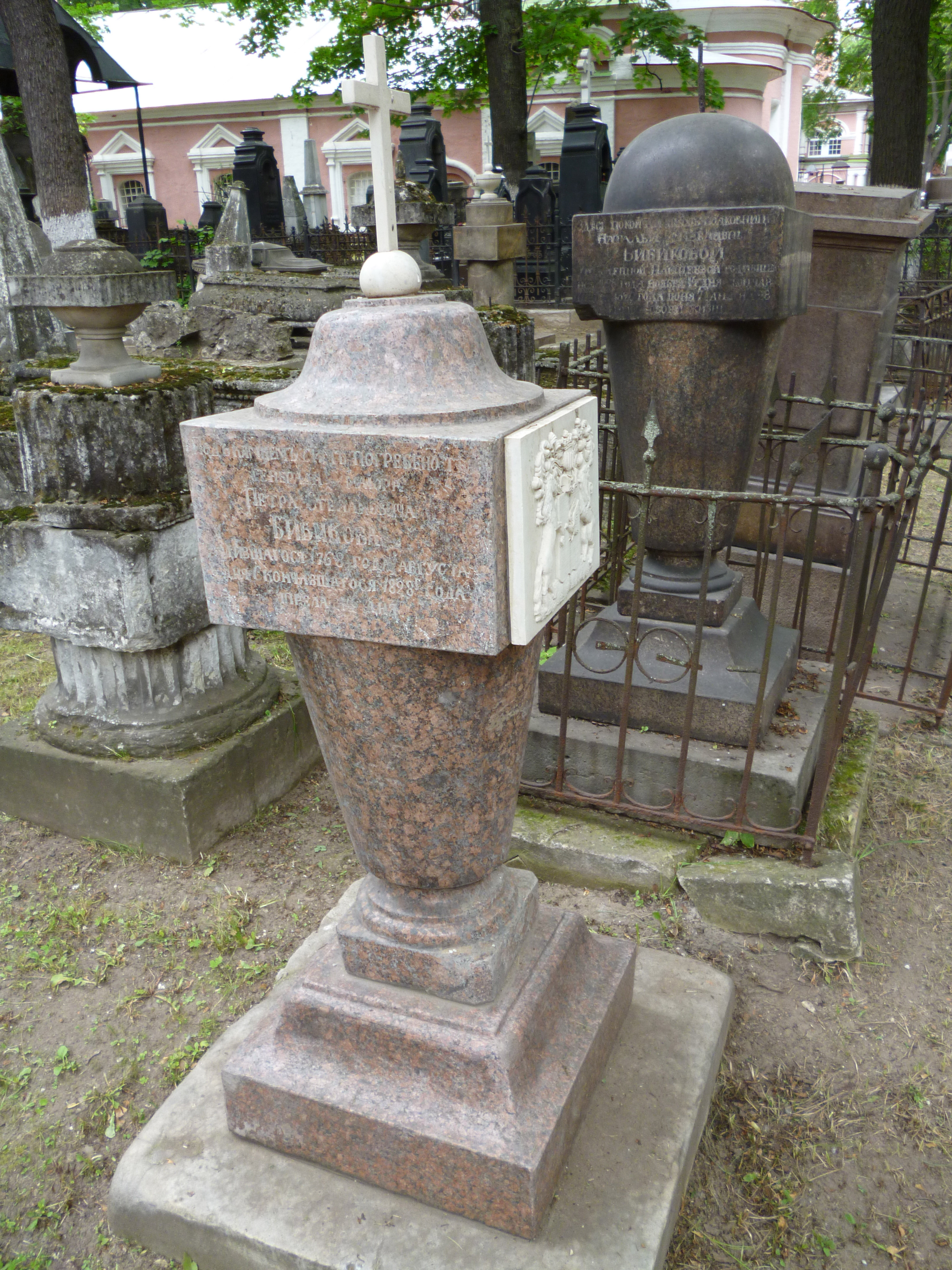
Бибиков Петр Степанович

  - Бибиков Иван Иванович (1771—1828) — поручик
  - Бибиков Пётр Петрович (1748—1806) — бригадир (свояк Василия Денисовича Давыдова и официальный опекун несовершеннолетних сирот Дениса, Евдокима и Льва Васильевичей Давыдовых, племянников его второй жены)
  - Бибиков Пётр Степанович (1768—1828) — генерал-майор (в 1806—1816 г. предводитель дворянства Епифанского уезда, в 1817 г. предводитель дворянства Тулы; надгробие отреставрировано к 2012 в числе надгробий участников ОВ 1812 года)
  - Бибиков Степан Иванович (ум. 1790) — его отец, поручик (с 1758 года отставной гвардии поручик, тульский помещик)
  - Бибиков Фёдор Степанович (ум. 1777) — вахмистр
  - Бибикова Мария Ивановна (ум. 1779) — девица
  - Бибикова Мария Степановна (1764—1829) — девица, дочь поручика
  - Бибикова Надежда Степановна (1761—1835) — девица
  - Бибикова (ур. Плещеева) Наталья Павловна (1798—1826) — полковница (жена похороненного рядом Петра Степановича Бибикова)
  - Бибикова Татьяна Давыдовна (ур. Зыбина) (1698—1780)
- Бибоштяк Антон Георгиевич (1892—1951)
- Благовещенские:
  - Благовещенский Евгений Иванович (1836—1874) — надворный советник
  - Благовещенский Иван Алексеевич (1797—1876) — протоиерей Спасо-Преображенской церкви в Наливках
  - Благовещенская Евдокия Васильевна (1803—1881) — его жена
- Блахины (они же Блохины):
  - Блахин Владимир Алексеевич (1794—1830) — штабс-капитан
  - Блахина (ур. Терская) Елизавета Ивановна (1809—1831) его жена (похороена рядом с А. А. Терским)
- Блинова Прасковья Филипповна (1891—1960)
- Боборыкин Григорий Александрович (ум. 1844)
- Бобринские (семейное захоронение):
  - Бобринский, Алексей Васильевич (1831—1888) — граф, правнук Екатерины II и её фаворита Г. Г. Орлова (московский губернский предводитель дворянства (1875—1884); член Православного миссионерского общества с 1870 г.)
  - Бобринский Василий (1860—1861) — младенец, граф (сын Алексея Васильевича)
  - Бобринская (ур. Львова) Екатерина Александровна (1834—1855) — графиня (1-я жена Алексея Васильевича)
  - Бобринская (ур. Шереметева) Софья Алексеевна (1842—1871) — графиня (2-я жена Алексея Васильевича)

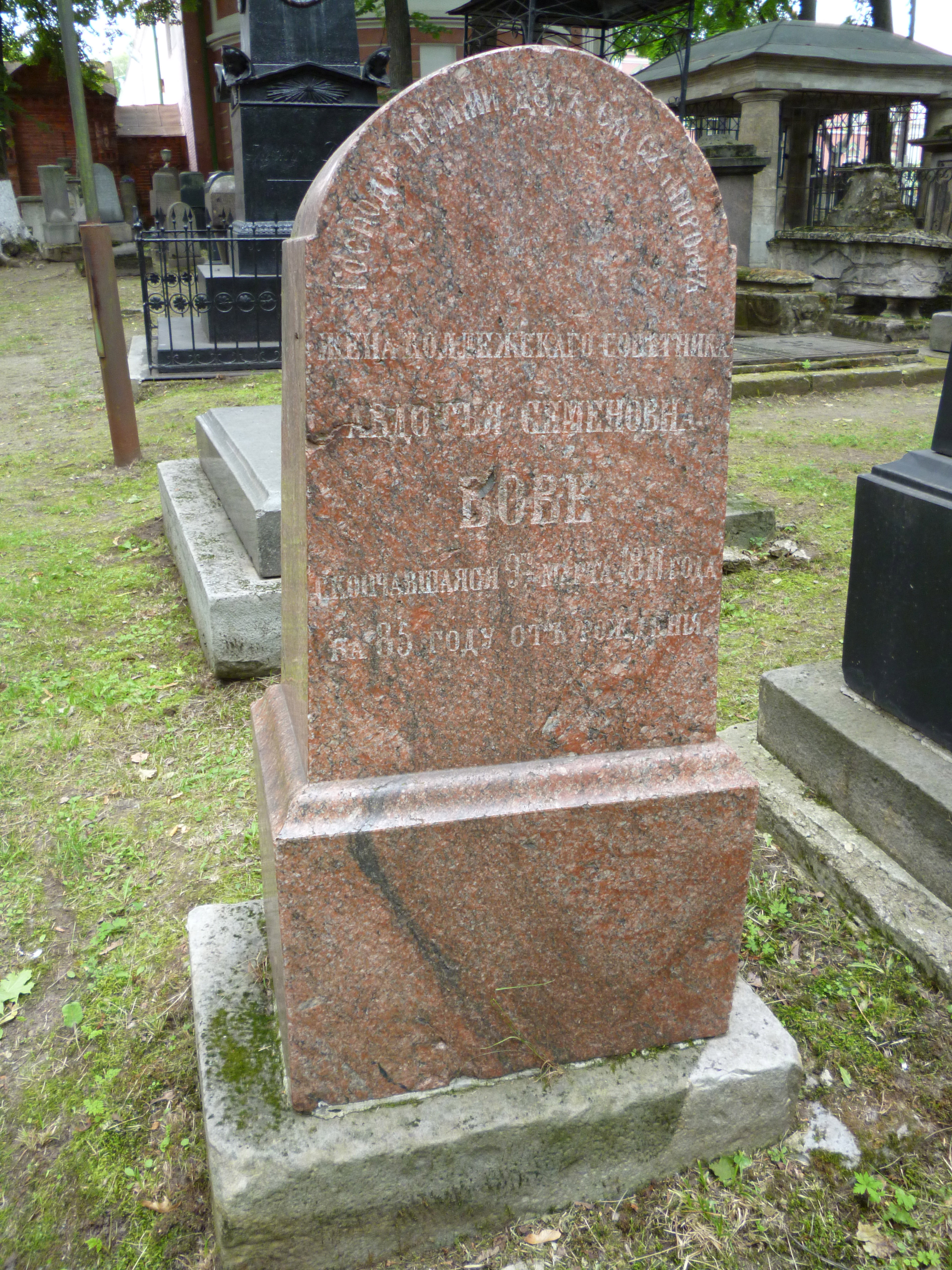
Бове Анна Николаевна (а точнее, Авдотья Семёновна)
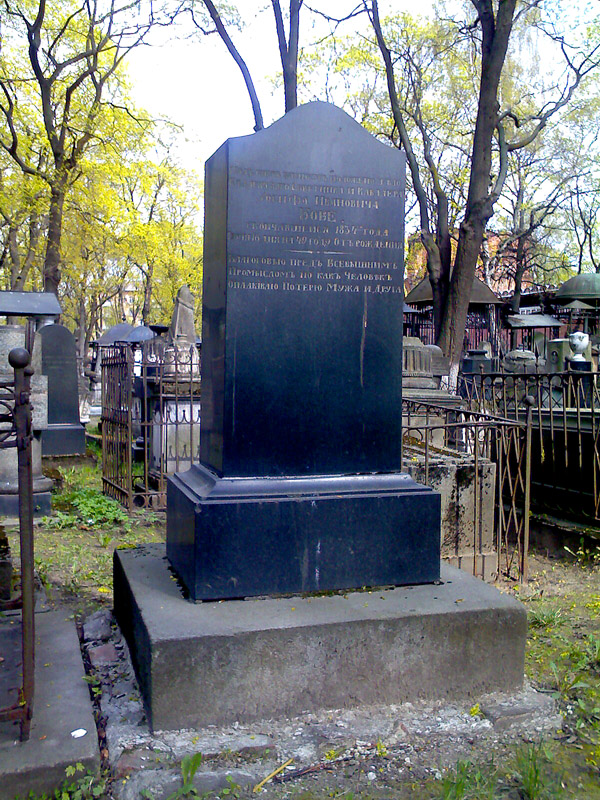
Бове Осип Иванович

- Бове:
  - Бове, Осип Иванович (1788—1834) — выдающийся архитектор, коллежский советник, участник Бородинского сражения. Могила имеет статус объекта культурного наследия федерального значения[2].
  - Бове Авдотья Семёновна (1786—1871) — жена архитектора (вдова кн. Алексея Ивановича Трубецкого)
  - Бове Михаил Осипович (1828—1883) — доктор медицины
  - Бове Анна Николаевна (1827—1849) — штабс-ротмистрша
  - Бове Иосиф Михайлович (ум. 1865)
  - Бове Варвара Карповна (ум. 1861)
- Бобылева Прасковья Андреевна (ум. 1818)
- Богдань Роза Семёновна (1903—1951)
- Боголепов Антоний Алексеевич (ум. 1864) — священник
- Богославский Иван Иванович (1784—1807) — титулярный советник
- Богословский М. М. (1826—1893) — отец историка М. М. Богословского; на его могиле скульптурное распятие работы В. О. Шервуда (с мая 2018 года начата реставрация скульптурного надгробия, начатая с приведения надгробия в состояние повреждённости от урагана конца 1990-х годов, в котором оно краткое время находилось перед быстрым восстановлением; реставрация завершена к октябрю 2018 года со впечатляющими результатами, ставшими следствием качественного проекта реставрации)
- Бозовр Сергей Васильевич (ум. 1800) — коллежский асессор
- Болдыревы:
  - Болдырев, Алексей Васильевич (1784—1842) — ректор Московского университета (надгробие и прах перенесены с ликвидированного Дорогомиловского кладбища; поиски портретного изображения А. В. Болдырева до сих пор безрезультатны)
  - Болдырев Николай Егорович (1795—1853) — титулярный советник
  - Болдырева Наталья Егоровна (1791—1853) — статская советница
- Болконский Захарий Павлович (р. 1746)
- Болкунова Степанида Ивлевна (ум. 1778) — бригадирша
- Болотовы:
  - Болотов Сергей (1866—1867)
  - Болотова Елизавета Васильевна (1837—1887) — её муж — генерал-лейтенант Александр Николаевич Болотов, отец — генерал-майор Василий Васильевич Ильин
  - Болотова Мария Филипповна (ум. 1792) — вдова фабриканта
- Болтина Анна Александровна (1757—1783) — девица
- Борисов Сергей Петрович (ум. 1891) — губернский секретарь
- Боровикова Евдокия Васильевна (1785—1848) — девица, дочь статского советника
- Боровкова Мария Савельевна (1902—1950)
- Бородина Анна Романовна (ум. 1887)
- Бороздины (семейное захоронение, вместе с Козьмиными):
  - Бороздин, Илья Николаевич (ум. 1959) — профессор (историк и археолог)
  - Бороздина Ю. В. (ум. 1916) — его мать (Юлия Владимировна, учительница истории)
- Боршевцовы:
  - Боршевцов Никифор Никифорович (ум. 1791) — купец
  - Боршевцова Татьяна (ум. 1776) — его жена
- Боссе:
  - Боссе Александр Карлович (1843—1913) — архитектор
  - Боссе Екатерина Александровна (ум. 1882)
  - Боссе Владимир — младенец
  - Боссе Екатерина — младенец
  - Боссе Елена — младенец
  - Боссе Мария — младенец
- Бочарниковы:
  - Бочарников Виктор Георгиевич (1809—1887) — на надгробии годы его жизни другие: (1887—1965)
  - Бочарникова-Ермолова Галина Алексеевна (1888—1977), его жена
  - Бочарникова Илария Николаевна (ум. 1898)
- Брандукова А. В. (1890—1950)
- Бредихины (в основе фамилии лежат прозвища Бредиха, Бредюк, относящиеся к болтливому человеку, пустослову; в древнерусском бредить — «говорить вздор, пустое»):
  - Бредихин, Сергей Александрович (ум. 1784) — генерал-поручик
  - Бредихина (ур. кн. Голицына) Анна Фёдоровна (1744—1781) — жена
  - Бредихина Елизавета Александровна (ум. 1785) — девица
  - Бредихина Анна Ивановна (1686—1781) — майорша
- Брежнева Степанида Васильевна (ум. 1782) — майорша
- Брикус Сергей Алексеевич (1893—1956)
- Бриллиантовы:
  - Бриллиантов Леонид Петрович (1897—1931)
  - Бриллиантова Мила (1923—1923)
- Брук Григорий Эммануилович (1891—1946)
- Брюсы:
  - Брюс, Александр Романович (1704—1760) — генерал-поручик (надгробие перевезено из усадьбы Глинки без перезахоронения праха)
  - Брюс, Прасковья Александровна (1729—1786) — надгробие перевезено из Глинок (ныне в фондах Музея архитектуры на Воздвиженке)
- Брянчанинова (ур. кн. Трубецкая) Елизавета Алексеевна (1810—1829)
- Бруммер фон Владимир (ум. 1843) — юнкер (пасынок Платона Васильевича Голубкова)
- Бубы (греческие купцы):
  - Буба Анастасий Кириллович (1775—1848)
  - Буба Дмитрий Кириллович (1758—1817)
  - Буба Стефан (1761—1813) — купец
  - Буба Стефан Анастасиевич (1819—1903)
  - Буба Смарагда Матвеевна (1796—1839) — жена купца
  - Буба Мария Ивановна (1799—1823)
- Бубука Иван Павлович (ум. 1824) — купец
- Булатова Агриппина Иосифовна (ум. 1873)
- Булгаковы:
  - Булгаков Александр Павлович (ум. 1887)
  - Булгакова (уp. Зубкова) Анна Абрамовна (1769—1846)
  - Булгакова Анна Антоновна (1737—1789) — жена коллежского асессора (надгробие перенесено из Андроникова монастыря; примечателен редкий случай указания места могилы непосредственно в мемориальной надписи на надгробии)
  - Булгакова (ур. кн. Хованская) Наталья Васильевна (1785—1841) — знакомая А. С. Пушкина, В. А. Жуковского
- Булгари А. М. (ум. 1841) — надгробие (13-ти летней Анны Марковны, дочери дипломата Марка Николаевича Булгари) работы И. П. Витали было перенесено из Андроникова монастыря
- Булыгина Ольга Николаевна (ум. 1925)
- Бунины:
  - Бунин Алексей Иванович (ум. 1903) — действительный статский советник (выпускник Константиновского межевого института, чиновник — землеустроитель)
  - Бунин Иван (ум. 1785) — премьер-майор
  - Бунин Иван Алексеевич (1802—1872) — коллежский асессор
  - Бунина Глафира Антоновна (1858—1894)
  - Бунина Наталья Ивановна (1844—1892)
- Бунслер Конкордия Николаевна (ум. 1881)
- Буренины:
  - Буренин Константин Петрович (1836—1882) — педагог-математик (старший брат известного публициста и критика Виктора Петровича). Могила имеет статус объекта культурного наследия регионального значения[2].
  - Буренина Надежда Петровна (1844—1914)
- Буренстам Вера Ивановна (1886—1951)
- Бурцев Павел Иванович (1779—1833) — титулярный советник
- Бутеневы:
  - Бутенева (ур. Ильина) Вера Васильевна (1853—1887)
  - Бутенева Татьяна (1884—1888) — её дочь
- Бутовские:
  - Бутовский Виктор Викторович (1854—1871)
  - Бутовский, Виктор Иванович (1815—1881) — директор Московского Строгановского училища (внешних следов его захоронения вместе с супругой не обнаружено)
  - Бутовская (ур. Базилевич) Зинаида Александровна (1826—1861) — его жена, дочь генерал-майора (за ноябрь 2017 года быстро проведена капитальная реставрация скульптурного надгробия в виде фигуры небесной покровительницы похороненной — святой Зинаиды)
- Бутрымы:
  - Бутрым Николай Климентьевич
  - Бутрым Анна Сергеевна (1893—1952)
- Бухвостовы (выявлено их очень дальнее родство с «первым российским солдатом» С. Л. Бухвостовым, а с архитектором Я. Г. Бухвостовым не выявлено):
  - Бухвостов Александр Петрович (1779—1781)
  - Бухвостов Андрей Петрович (1774—1793) — вахмистр
  - Бухвостов Лев Петрович (1776—1794) — вахмистр
  - Бухвостова (ур. Познякова) Наталья Андреевна (1743—1780) — подполковница (сестра генералов П.А. и И. А. Позняковых, мать Ф. П. Смирновой и трёх вышеуказанных сыновей-недолгожителей)
- Быковы:
  - Быкова Анна Михайловна (ум. 1793) — девица, дочь капитана
  - Быкова Татьяна Александровна (ум. 1786) — вдова майора
- Быковские:
  - Быковский Андрей Владимирович (1844—1894)
  - Быковский Иван Андреевич (1815—1872)
  - Быковская (ур. Астапова) Анна Петровна (1825—1853)
  - Быковская (ур. Прохорова) Екатерина Яковлевна (1828—1850)
  - Быковская Елизавета Ивановна (1848—1856)
  - Быковская (ур. Алексеева) Елизавета Семёновна (1791—1870) — дочь купца Семёна Алексеевича Алексеева (родоначальника династии купцов-промышленников и общественных деятелей Алексеевых; Елизавета Семёновна приходится двоюродной бабушкой К. С. Алексееву-Станиславскому)
  - Быковская (ур. Полетаева) Софья Васильевна (1835—1869)
- Быстровы:
  - Быстров Борис Николаевич (1909—1951) — участник ВОВ (сотрудник фронтовой газеты «Сталинский воин» 23 -го танкового корпуса 2-го Украинского фронта)
  - Быстрова Александра Уваровна
- Быханов Михаил Евграфович (р. 1867) — инженер-технолог (окончил механическое отделение Харьковского практического технологического института в 1892 г. со званием инженера-технолога. Предположительно, 2-й помощник заместителя отдела Харьковского телеграфа)
- Быховцы:
  - Быховец Иван Андреевич (1789—1819) — гвардии подполковник (на надгробии в виде гранитной колонки надпись: «Гвардии подполковник и кавалер Иван Андреевич Быховец скончался 1819 года декабря 6 дня на 31 году от рождения»)
  - Быховец Мавра Егоровна (1793—1853) — действительная статская советница (жена временно исполнявшего должность нижегородского губернатора С. А. Быховца; двоюродная бабушка Е. Г. Быховец, адресата стихотворения Лермонтова «Нет, не тебя так пылко я люблю»)
  - Бюлер, Фёдор Андреевич (1821—1896) — барон, действительный статский советник, дипломат, архивист и писатель
  - Бюлер (ур. кн. Черкасская) Мария Петровна (1830—1893) — его жена

### В
- Вабикова (ур. графиня Толстая) Екатерина Ивановна (1756—1824) — опечатка в фамилии (нужно — Воейкова; а правильная запись имеется ниже в этом списке)
- Вадбольская, Варвара Алексеевна (1817—1868) — писательница (ур. кнж. Оболенская; могила утеряна)
- Валентина (1840—1883) — игуменья, настоятельница Зачатьевского монастыря (могила именно этой, мало известной историкам игуменьи, утеряна, но сохранилась могила другой игуменьи этого монастыря Валентины, умершей в 1908 году — Варвары Васильевны Борониной, которая была настоятельницей с 1881 по 1908 г., сменив уволенную на покой игумению Валерию (Хвостову))
- Вальцовы:
  - Вальцов Алексей Павлович — юноша, погиб на пожаре в 1864 г.
  - Вальцов Николай Павлович — юноша, погиб на пожаре в 1864 г.
- Валерия (Калерия) Хвостова (1811—1884) — игуменья, настоятельница(с 25 октября 1864 по 7 августа 1881 года) Зачатьевского монастыря (могила утеряна)
- Вальцова (ур. Повалишина) Варвара Алексеевна (1824—1861) — штабс-капитанша
- Варгины:
  - Варгин Алексей Иванович (1823—1896) — действительный статский советник (служил по почтовому ведомству, заведовал почтовыми железнодорожными перевозками, возведен в 1892 году в потомственное дворянское достоинство)
  - Варгин Василий Иванович

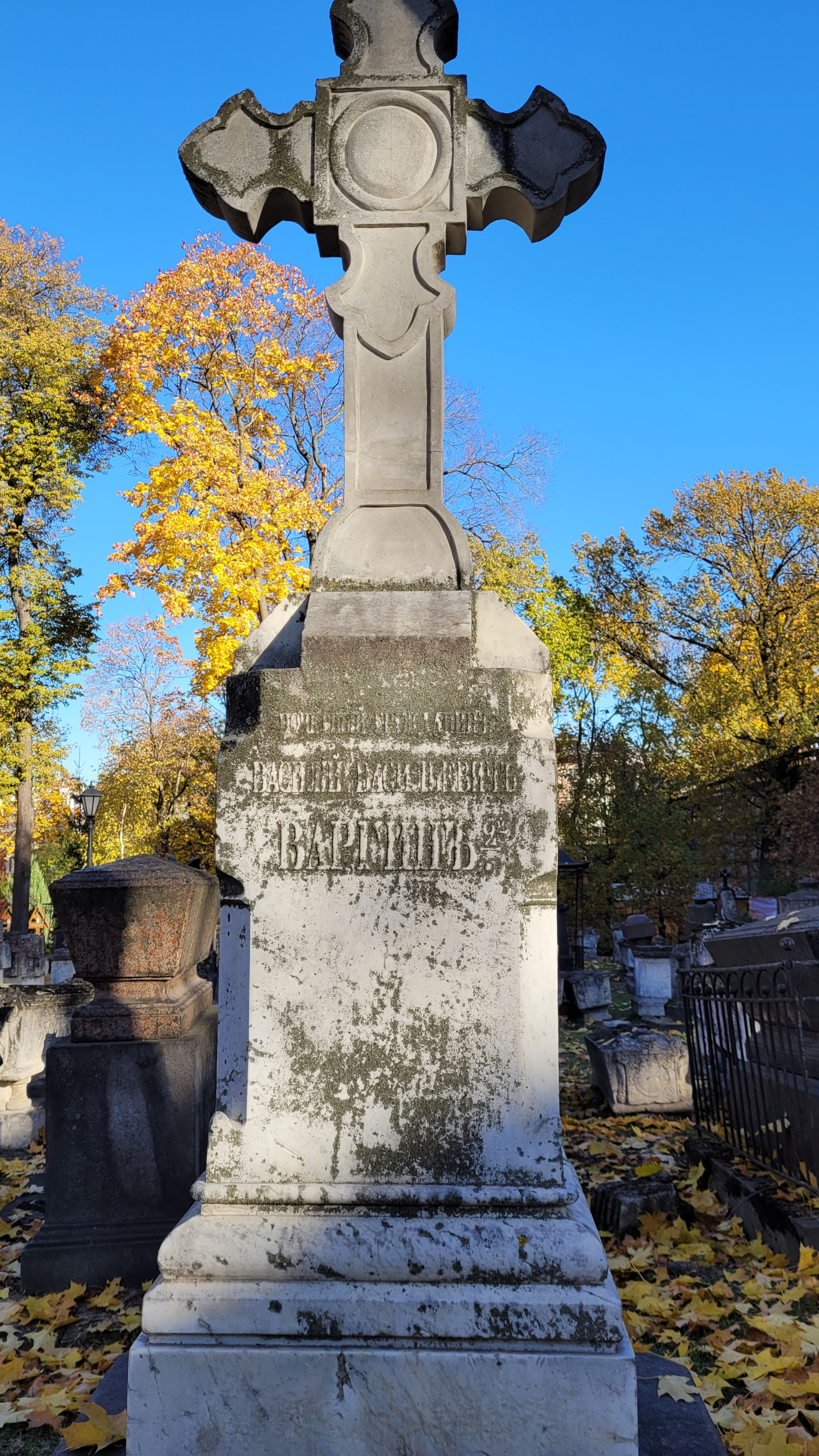
Крест на захоронении Варгиных. Василия Васильевича 1-го, Василия Васильевича 2-го, Василия Васильевича 3-го. А также указаны: Прасковья Алексеевна Варгина (жена В.В. 1-го) и Григорий Васильевич Варгин. Участок 4. Осень 2024 года (памятник реставрирован в 2012 году)

  - Варгин Василий Васильевич 1-й (1758 - 1830)
  - Крест на захоронении Варгиных. Василия Васильевича 1-го, Василия Васильевича 2-го, Василия Васильевича 3-го. А также указаны: Прасковья Алексеевна Варгина (жена В.В. 1-го) и Григорий Васильевич Варгин. Участок 4. Осень 2024 года (памятник реставрирован в 2012 году)Варгин Василий Васильевич 2-й (1791—1859) — купец-патриот, поставщик сукна и холста для армии в Отечественной войне 1812 года, почетный гражданин (отреставрированный в 2012 году беломраморный памятник-крест под воздействием грязи московской атмосферы и в отсутствие регулярного ухода принял к 2020 году непрезентабельный вид)
  - Варгин Василий Васильевич 3-й (1798 - 1867) — младший брат Василия Васильевича 2-го
  - Варгин Дмитрий Иванович (1809—1873) — серпуховский купец I гильдии; в 1873 году делает крупное пожертвование серпуховскому городскому обществу; в 1896 году часть Нижне-Рождественской улицы Серпухова переименована в Варгинскую
  - Варгин Григорий Васильевич — младший брат Василия Васильевича 2-го
  - Варгин Яков Васильевич (ум. 1866, род. 1802)
  - Варгина Анна Ивановна (1823—1866)
  - Варгина Надежда Петровна (1818—1891)
  - Варгина Прасковья Алексеевна
- Варенцов Михаил Андреевич (1872—1961)
- Варженевские (земские деятели Можайского уезда):
  - Варженевский Гавриил Александрович (1828—1891) — подполковник (гвардии подполковник, автор "Путевых впечатлений" о путешествии по Европе в 1857 году; Можайский земский исправник)
  - Варженевская (ур. Бове) Евдокия Николаевна (1848—1887) — его жена, внучка О. И. Бове(не путать её с мужниной племянницей, поэтессой Елизаветой Александровной Варженевской, автором слов романса «Ночные цветы»)
- Варлаам (Лащевский) (ок. 1704—1774) — архимандрит Донского монастыря (и ректор Московской славяно-греко-латинской академии; похоронен в Сретенской церкви Большого собора)

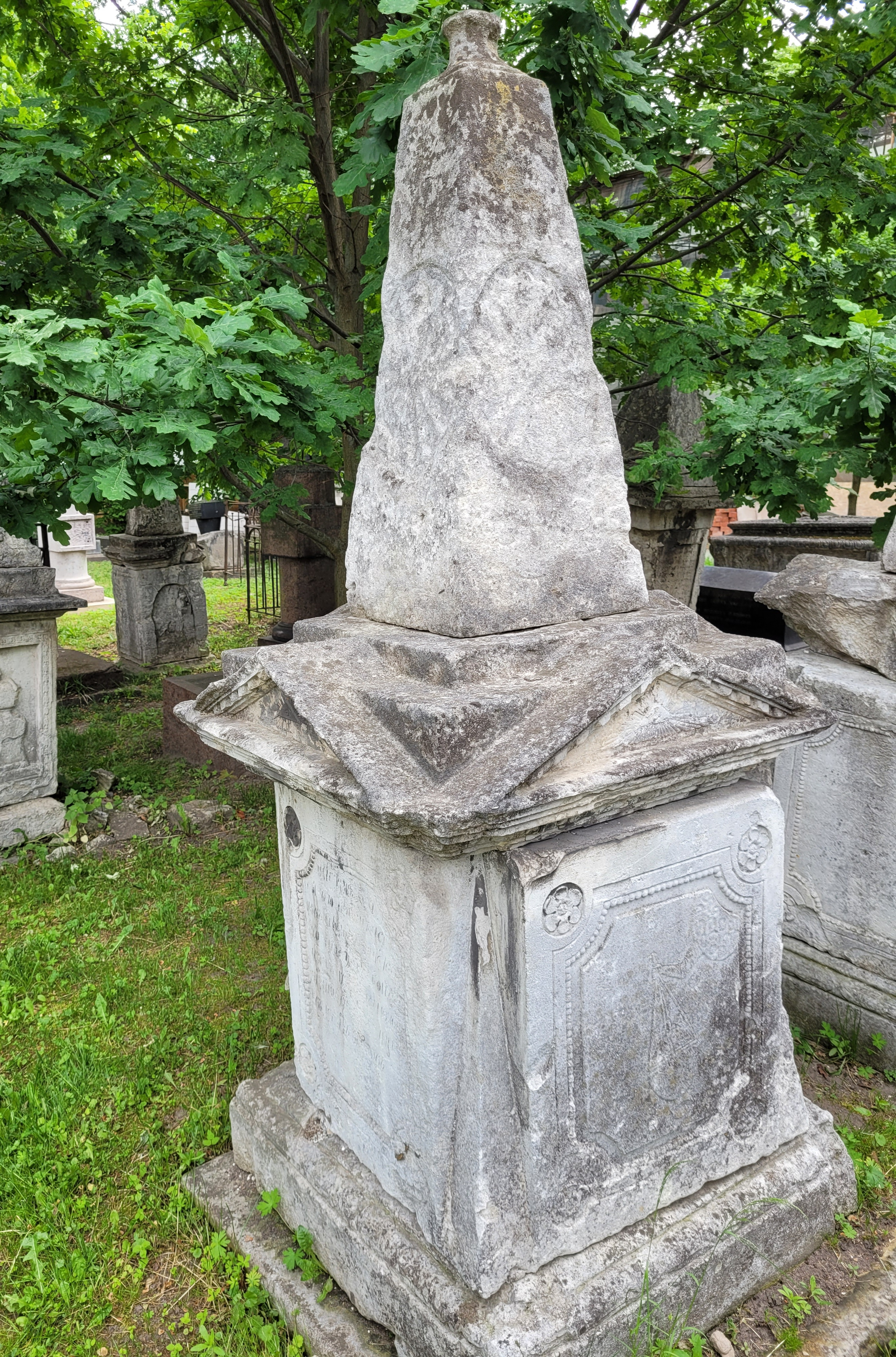
Надгробный памятник Василия Гавриловича, протодиакона Успенского собора Кремля (участок 4)

- Надгробный памятник Василия Гавриловича, протодиакона Успенского собора Кремля (участок 4)Василий Гаврилович (1728—1798) — протодиакон кремлёвского Успенского собора (его могила рядом с могилами священников Александра Михайловича и Михаила Алексеевича)
- Василий Иванович (скончался в 1845 году на 75-м году жизни) - пресвитер Московского Благовещенского собора, член Московской духовной цензуры
- Васильевы:
  - Васильев Александр Лонгинович (ум. 1901)
  - Васильев Борис Константинович (1885—1941) — военврач 2 ранга
  - Васильев Василий Исаевич (1888—1951)
  - Васильев Евсей Семёнович (1751—1826) — купец
  - Васильев Иван Семёнович (1743—1806) — надворный советник
  - Васильев Никита Дмитриевич (1829—1882) — купец
  - Васильев Семён Семёнович (1693—1772) — купец
  - Васильев Сережа (1884—1889)
  - Васильев С. А. (ум. 1902)
  - Васильев Тимофей Семёнович (1742—1827) — купец
  - Васильев Хрисанф Васильевич (1834—1903)
  - Васильев Фёдор Семёнович (1750—1816) — купец
  - Васильева Варвара Сергеевна (ур. кн. Урусова) (1751—1831) — действительная тайная советница, графиня (жена министра финансов графа Алексея Ивановича Васильева)
  - Васильева Мария Васильевна (ум. 1919)
- Василенко Надежда Николаевна (1881—1953)
- Васильков Алексей Иванович (1829—1900) — купец (торговля шерстью), староста церкви святых Бориса и Глеба в Зюзино, благотворитель, храмоздатель
- Васильчиковы (нетитулованные дворяне знатного рода):
  - Васильчиков Александр Алексеевич (1832—1890) — историк, искусствовед и археолог, директор Эрмитажа, тайный советник
  - Васильчиков Александр Николаевич (ум. 1791) — подполковник
  - Васильчиков Алексей Васильевич (1776—1854) — действительный тайный советник, племянник екатерининского фаворита Александра Семёновича
  - Васильчиков Петр Александрович (1867—1879) — сын Александра Алексеевича
  - Васильчиков Петр Алексеевич (1829—1898) — камергер, гофмейстер императорского двора, член-учредитель Православного Палестинского Общества, председатель Отделения поддержания православия в Святой Земле, уполномоченный Общества попечения о раненых и больных воинах (1875—1876); член Православного миссионерского общества (с 1870 г.)
  - Васильчикова (ур. Архарова) Александра Ивановна (1795—1855) — мать историка, друг А. С. Пушкина, тетя В. А. Соллогуба
  - Васильчикова (ур. кнж. Дадиан Анна Петровна) (1746—1803) — надворная советница (дочь кн. Петра Егоровича)
  - Васильчикова Евдокия Петровна (1833—1902)
- Вейер (знакомцы А. С. Пушкина и П. В. Нащокина по денежно-заёмным отношениям; могилы не сохранились):
  - Вейер(ур. Евреинова) Анна Петровна (1779—1849) — её муж — французский вице-консул, купец 2-й гильдии, ростовщик
  - Вейер Андрей Никитич (1810—1836) — её сын
- Векшина Валентина Васильевна (1913—1978) — дополнительная мемориальная надпись на надгробии П. И. Яковлева
- Векшина Елена Владимировна (1951—1997) — дополнительная мемориальная надпись на надгробии П. И. Яковлева (в процессе профессиональной реставрации  надгробия изъято претенциозное пояснение родственников о том, что эта персона является якобы академиком и основателем некого Института Физики Времени)
- Великопольская (ур. Радилова) Устинья Никитична (ум. 1799) — надворная советница (1-я жена Ермолая Ивановича Великоольского, имевшего от 2-го брака сына Ивана Ермолаевича, поэта-любителя, картёжника и знакомца А. С. Пушкина; по свидетельству К. Ф. Калайдовича поблизости от могилы Устиньи Никитичны была бедная и ныне утерянная могила А. П. Сумарокова)
- Веллеры:
  - Веллер Давид Абрамович
  - Веллер Софья Михайловна (1879—1951)
- Веллинги:
  - Веллинг Володя (1899—1910)
  - Веллинг Николай Романович
  - Веллинг Ольга Андреевна (1873—1929)
- Вельяминовы:
  - Вельяминов, Алексей Александрович (1785—1838) — генерал-лейтенант, участник Отечественной войны 1812 года и заграничных походов 1813—1814 гг., а также военных действий на Кавказе; младший из двух братьев-генералов, равно отличавшихся умом, образованием и военными дарованиями. Похоронен был по повелению императора в своём имении (село Медведка Алексинского уезда Тульской губернии; не путать Алексея со старшим братом Иваном, похороненным в Даниловом монастыре)[4]
  - Вельяминов Михаил Дмитриевич (ум. 1801)
  - Вельяминова Наталья Афанасьевна (ум. 1789) — коллежская советница (дочь Афанасия Ивановича Бунина, сводная, а точнее единокровная сестра В. А. Жуковского; фаворитка тульского губернатора М. Н. Кречетникова)
- Вельяминова-Зернова Дарья Ивановна (ум. 1789) — подполковница (дочь И. М. Дурново, вдова подполковника С. А. Вельяминова-Зернова)
- Вельяшева Марфа Семёновна (1780—1817) — надворная советница
- Веневитиновы:
  - Веневитинов Алексей (1771—1793) — гвардии сержант
  - Веневитинов Владимир Петрович (1777—1814) — гвардии прапорщик, участник Отечественной войны 1812 года, отец поэта Д. В. Веневитинова (могила утеряна)
  - Веневитинов, Михаил Алексеевич (1844—1901) — директор Румянцевского музея в Москве, племянник поэта (надгробия четы Веневитиновых подлежат реставрации по разработанной в 2020 году проектной документации)
  - Веневитинова (ур. кн. Щербатова) Ольга Александровна (1861—1892) — его жена
- Венедиктов Дмитрий Иванович (1898—1958)
- Вениаминов Петр Дмитриевич (ум. 1775) — профессор медицины (ординарный профессор практической медицины, химии и ботаники Московского университета; по свидетельству Н. И. Новикова: «Сочинил многие изрядные слова и речи; а напечатаны из них некоторые 1766 и 1767 годов в Москве»)
- Венкович (ур. Родиславская) Мария Ивановна (1824—1865) — майорша
- Вердеревские (потомки древнего рязанского рода):
  - Вердеревский Николай Тимофеевич (ум. 1876) — капитан
  - Вердеревская Анна Алексеевна (ум. 1856)
  - Вердеревская Мария (ум. 1793) — дворянка, девица
- Верёвкины:
  - Верёвкин Александр Николаевич (1818—1831)
  - Верёвкин, Николай Никитич (1766—1830) — генерал-лейтенант, санкт-петербургский комендант (1813—1814), московский комендант (1821—1830); (могила не сохранилась, но её место приблизительно известно, так как имеется на фотографии А. Т. Лебедева 1920-х годов)
  - Верёвкина (ур. Кандалинцева) Аграфена Фёдоровна (1790—1869)
- Верещагины:
  - Верещагин Иван Стефанович (1801—1871) — протодьякон придворного собора Зимнего Дворца в Петербурге
  - Верещагин Владимир Николаевич (1872—1873) — его внук
  - Верещагин Михаил Николаевич (1865—1870) — его внук
  - Верещагин Николай Иванович — его сын
  - Верещагина Елизавета Николаевна — его дочь
  - Верещагин Саша (1860—1860) — младенец
- Веселкины (родители Ольги Михайловны Весёлкиной):
  - Веселкин Михаил Михайлович (1842—1897) — чиновник высокого ранга (занимал посты Олонецкого, Черниговского и Херсонского губернатора)
  - Веселкина (ур. Столыпина) Матильда Валериановна (1845—1909) — его жена (троюродная сестра П. А. Столыпина и М. Ю. Лермонтова)
- Вечеслова Екатерина Аполлоновна (1864—1874)
- Вешнякова Елизавета Ильинична (1781—1846) — дочь надворного советника
- Визарий Матвей Родионович (1774—1824) — купец (на надгробии — Ризарий) — более известен как Мантос Ризарис(1764—1824); Ризарий Матвей Родионович внесён автором в данный список — см. запись на букву «Р»
- Виктор (Прокопович-Антонский) (1749—1825) — архимандрит (в миру Василий Антонович Прокопович-Антонский, брат похороненного рядом А. А. Прокоповича-Антонского, ректора МУ; их надгробные доски — в полу трапезной Малого собора)
- Виктор (1799—1889) — архимандрит (архимандрит Виктор (Саврасов), в миру его звали Василием; многолетний настоятель Сретенского монастыря; в газетной заметке 1889 года указано место ныне утраченной могилы: «у северо-западного угла левого Феодоровского придела теплой монастырской церкви»)
- Викулины:
  - Викулин Иван Алексеевич (1804—1880) — знакомый В. А. Жуковского
  - Викулин Сергей Иванович (1851—1869) — рядовой Семёновского полка
  - Викулина Мария Ивановна (1850—1869)
- Виноградовы:
  - Виноградов Борис Иванович
  - Виноградов Борис Иванович (1885—1956)
  - Виноградов Владимир Иванович (1880—1947)
  - Виноградов Владимир Никитич (1848—1897) — купец
  - Виноградов Иван Никитич (1854 - 1918) — потомственный почетный гражданин (владелец нескольких московских бань)
  - Виноградов Георгий Иванович (1882—1914)
  - Виноградов Никита Степанович (1826—1882) — купец
  - Виноградова Адель Эдуардовна
  - Виноградова Мелания Петровна (1859—1903) - жена Ивана Никитича
  - Виноградова Нина Павловна
  - Виноградова Ольга Лавровна (1881—1965)
  - Виноградова Зинаида Николаевна (1895—1945)
- Вититины:
  - Вититин Ф. П. (Фёдор Петрович) (1886—1951), здесь же подзахоронены его замужняя дочь с мужем
  - Вититина А. И. (Анна Ивановна) (1891—1967)
- Вишняковы:
  - Вишняков, Алексей Семёнович (ум. 1919, род. 1859) — основатель Московского коммерческого института (завещал быть похороненным в устроенном в 1914 году склепе под домовой церковью Женского коммерческого училища на Зацепе)
  - Вишняков Владимир Семёнович (1869—1906) — его брат
  - Вишняков Иван Петрович (1820—1873) — потомственный почетный гражданин
  - Вишняков Семён Алексеевич (1793—1880) — годы жизни указаны в списке ошибочно, ибо здесь похоронен сын Алексея Семёновича, внук Семёна Петровича и племянник Владимира Семёновича Вишняковых, включённых в список и похороненных рядом с ним, но на его хорошо сохранившемся надгробии даты жизни указаны совсем другие: «род. 1880 — ск. 87 лет» (а вся надпись — по послереволюционной орфографии)
  - Вишняков Семён Петрович (1821—1884) — купец 2-й гильдии, отец Алексея и Владимира Семёновичей
  - Вишнякова (ур. Лухманова) Александра Николаевна (1826—1856)
  - Вишнякова (ур. Грачёва) Ольга Семёновна (1831—1882) — жена Семёна Петровича, мать Алексея Семёновича
  - Вишнякова Надежда Григорьевна (дочь Григория Ивановича и Елены Сергеевны Петуховых, жена Петра Алексеевича Вишнякова, сына Алексея Семёновича)
  - Вишнякова (ур. Черокова) Софья Ивановна (1800—1824)
- Владимир (1770—1830) — архимандрит Заиконоспасского монастыря, бывший ректор Московского славяно-греко-латинской академии (могила не сохранилась, место её известно)
- Владимир (1837—1882) — иеромонах, казначей Донского монастыря
- Владимиров Иван Терентьевич (1856—1894) — архитектор
- Власов Алексей Иванович (1838—1892)
- Воеводские:
  - Воеводская Анна Вацлавовна (1911—1951)
  - Воеводская Екатерина Теофиловна (1881—1951) — (её брат — известный педагог-энтузиаст Станислав Теофилович Шацкий)
- Воейковы:
  - Воейков, Александр Васильевич (1.11.1779 — 8.03.1815) — полковник (командир Пензенского пехотного полка), участник Отечественной войны 1812 года и заграничных походов, умерший от ран (умер до рождения своей дочери Прасковьи; вдова умершего полковника посчитала нужным указать в надписи на его надгробии, что прожила с ним 10 месяцев и 14 дней)
  - Воейков Александр Матвеевич (ум. 1777) — надворный советник (состоятельный Рязанский помещик; шурин Льва Александровича Пушкина по первому браку того)
  - Воейкова Анна Александровна (ум. 1775) — дочь надворного советника
  - Воейкова (ур. гр. Толстая) Екатерина Ивановна (1756—1824) — литератор-переводчица (И. М. Долгоруков отметил, что она «дама умная и охотница до стихов», но «собой очень нехороша»)
- Возницына Авдотья Васильевна (1712—1791) — боярыня
- Волковы:
  - Волков, Абрам Степанович (1730—1803) — действительный статский советник, вице-президент Государственной медицинской коллегии (и литератор-переводчик)
  - Волков Николай Степанович (1810—1869) — действительный статский советник (высокообразованный и разносторонне одарённый чиновник; отец художника Александра Николаевича Волкова-Муромцева (1844—1928))
  - Волков Сережа (1885—1891)
  - Волкова Александра Абрамовна (ум. 1822) — девица
  - Волкова Елизавета Онуфриевна (ум. 1832) — девица, дочь коллежского советника
  - Волкова Надежда Григорьевна (ум. 1783) — статская советница
  - Волкова Настасья Васильевна (1754—1830) — вдова Абрама Степановича Волкова
  - Волкова Елена Ануфриевна (ум. 1832)
  - Волкова (ур. Дмитриева-Мамонова) Наталья Александровна (ум. 1844) — 1-я жена Николая Степановича
  - Волкова (ур. Дмитриева-Мамонова) Татьяна Александровна (1820—1844) — её сестра (в МН она не значится, и о её муже данных нет)
- Волконские:
  - Волконский Александр Абрамович (1775—1793) — князь
  - Волконский Абрам Михайлович (1710—1760) — князь, майор, отец Н. А. Пушкиной и М. А. Волконской
  - Волконский Михаил (1829—1831) — князь
  - Волконский Николай (1834—1835) — князь
  - Волконский Петр Александрович (1724 -1801) — князь (статский советник; не путать его с несколькими полными тёзками)
  - Волконский Семён Фёдорович (1703—1768) — генерал-аншеф, князь, брат Сергея Фёдоровича (чугунная надгробная доска перевезена из Николо-Греческого монастыря без перезахоронения праха)
  - Волконский Евгений Николаевич (ум. 1906) — князь
  - Волконский Сергей Фёдорович (ум. 1784) — генерал-майор, князь, прадед Л. Н. Толстого (могила утеряна)
  - Волконская Зиновия (1830—1831) — княжна
  - Волконская Мария Абрамовна (1736—1794) — княжна (её портрет был определён в Историческом музее как работа Ф. С. Рокотова в 2018 году; сестра Н. А. Пушкиной)
  - Волконская Мария Лаврентьевна (ум. 1775) — княгиня, генерал-майорша
  - Волконская (ур. Измайлова) Мария Семёновна (1764—1790) — княгиня (найдено на участке 3 только надгробие Волконской (ур. Измайловой) Марии Сергеевны (1751—1790), жены Петра Николаевича Волконского)
  - Волконская (ур. Ушакова) Агриппина Дмитриевна (1788—1877) — княгиня (дочь гвардии прапорщика Д. Ф. Ушакова; на надгробии мужа она написала: «Другу моему от супруги княгини Волконской в память и благодарность за прошедшее щастье»)
  - Волконская Софья Семёновна (1747—1769) — княжна, дочь генерал-аншефа (чугунная надгробная доска перевезена из Николо-Греческого монастыря без перезахоронения праха)
  - Волконская (ур. кн. Мещерская) Софья Семёновна (1707—1777) — княгиня, жена генерал-аншефа С. Ф. Волконского (её надгробная доска в Малом соборе, а скульптурный барельеф работы И. П. Мартоса — в ГТГ)
- Володин, Петр Андреевич — архитектор
- Вольф фон Христина Яковлевна (1808—1869) — баронесса
- Волчкова Мария Павловна (1892—1951)
- Воробьёвы:
  - Воробьёв Василий Михайлович
  - Воробьёв Павел Матвеевич (1777—1853) — купец
  - Воробьёв Сергей Петрович (1827—1885) — купец 1-й гильдии
  - Воробьёва Александра Михайловна (1904—1951)
  - Воробьёва (ур. Мочалова) Анна Фёдоровна (1777—1844) — купчиха
  - Воробьёва Мария Андреевна (1902—1938)
- Воровский Виктор Станиславович (1894—1951)
- Воронцовы:
  - Воронцов, Виктор Евграфович (1844—1900) — заслуженный ординарный профессор С.-Петербургской военно-медицинской академии
  - Воронцов Евграф Андреевич (ум. 1866)
  - Воронцов Михаил Илларионович (1714—1767) — граф, государственный канцлер; надгробие было перевезено из несохранившейся Крестовоздвиженской церкви (с начала 1990-х ценное надгробие — в фондах Музея архитектуры на Воздвиженке. В настоящее время демонтированные памятники, среди которых и надгробие М. И. Воронцову, так и хранятся на территории музея в разобранном виде)
  - Воронцова Анастасия Евграфовна (ум. 1866)
  - Воронцова Екатерина Артёмовна (1781—1836) — графиня, девица (дочь действительного тайного советника, сенатора графа Артемия Ивановича Воронцова)
  - Воронцова Мария Михайловна (ум. 1903)
- Воронцовский Николай Владимирович (1836—1886) — профессор Московского университета, доктор медицины, действительный статский советник
- Воскресенский Сергей Флегонтович (1862—1933) — архитектор (на надгробии горельефная композиция «Оплакивание Христа», которую разработал в XIX веке Вацлав (Вячеслав Антонович) Кафка (1850—1889))
- Вранкен:
  - Вранкен, Антон Карпович (1815—1870) — генерал-майор (М. Д. Артамонов поверил ошибочной записи в авторитетном дореволюционном «Московском некрополе»; на самом деле генерала звали Агафоном Карловичем)
  - Вранкен Зинаида Павловна (ум. 1855) — вдова генерал-майора
- Враские:
  - Враская Анна Фёдоровна (ум. 1740) — жена поручика
  - Враской Яков Фёдорович (1712—1731) — солдат, сын поручика
- Врубель Фаддей Власьевич (ум. 1921)
- Вульферт Вера Григорьевна (дочь Григория Ивановича и Елены Сергеевны Петуховых), вторая жена Владимира Вульферта, чья первая жена Наталья Шереметевская-Вульферт довольно скандально вышла замуж за Великого князя Михаила Александровича
- Выродов Иван Васильевич (ум. 1842) — майор
- Высокопольская Федосья Васильевна (1793—1830) — коллежская секретарша
- Высоцкие (Высотские):
  - Высоцкий Алексей Алексеевич (1818—1901)
  - Высоцкий Григорий Иванович (1757—1830) — коллежский советник (советник московской палаты суда и расправы)
  - Высоцкая Варвара Григорьевна (ум. 5 октября 1861) — его дочь
  - Высоцкая Варвара Фёдоровна (ум. 6 октября 1840)
- Вяземские:
  - Вяземский Виктор Николаевич (1848—1875) — князь
  - Вяземский Лев Николаевич (1831—1852) — князь
  - Вяземский Николай Григорьевич (1769—1846) — князь, действительный тайный советник, писатель
  - Вяземский Николай Сергеевич (1814—1881) — князь, приятель и сослуживец М. Ю. Лермонтова (с 1855 года подполковник; в ряде публикаций он безосновательно назван генерал-майором, хотя сохранились финансовые документы 1872 года, по которым он остаётся подполковником)
  - Вяземский Сергей Сергеевич (1777—1847) — князь (генерал-майор, отец кн. Н. С. Вяземского)
  - Вяземская (ур. кн. Черкасская) Анна Александровна (1732—1776)
  - Вяземская (ур. Гусева) Варвара Ивановна (ум. 1885) — княгиня
  - Вяземская Екатерина Григорьевна (1851—1852) — княжна
  - Вяземская Екатерина Петровна (1761—1844) — княжна
  - Вяземская Елизавета Григорьевна (1850—1851) — княжна
  - Вяземская Елизавета Петровна (ум. 1792) — княжна
  - Вяземская Елизавета Ростиславовна (1788—1860) — княгиня (дочь Р. Е. Татищева, жена кн. С. С. Вяземского)
- Вяткина О. А. (1865—1939) — ур. Залежская Ольга Андреевна, двоюродная сестра В. И. Ленина (по линии его матери); внучка А.Д.Бланка
- Вяхирева Екатерина Семёновна (1804—1862) — девица

### Г
- Гавриленко:
  - Гавриленко, Александр Павлович (1861—1914) — профессор ИМТУ (первоначально был захоронен на смежном с монастырём Новом Донском кладбище)
  - Гавриленко Софья Петровна (1862—1933) — его жена
- Гайдины:
  - Гайдин Иван Степанович (ум. 1897) — купец 2-й гильдии (не путать его с известным тёзкой-крестьянином); торговец суконным товаром на Ильинке, в доме Воскресенского подворья; с 1881 по 1885 годы он — почетный член Московского Совета детских приютов; реставрация надгробия проведена в 2019 году с хорошими результатами)
  - Гайдина Анна Афанасьевна (ум. 1912) — его жена
- Гайсинский Георгий Леонидович (1904—1960)
- Гагарин, Матвей Алексеевич (1725—1793) — генерал-майор (сохранились надгробия с полностью утраченными надписями над могилами князя и его супруги Анны Васильевны)
- Гардеева Анастасия Ивановна (1818—1851) — купчиха
- Гаряиновы:
  - Гаряинов Леонид Иванович (1818—1873) — камергер и действительный статский советник; доводился племянником-свойственником декабристу А. З. Муравьеву
  - Гаряинов Сергей Леонидович (1845—1859) — отрок
  - Гаряинова Елизавета Павловна (1823—1897) — жена Леонида Ивановича (урожд. Шишкина, внучка похороненных поблизости Н.И. и В. А. Барановых)
- Галковская Мария Викентьевна (1863—1951) — жена врача, бабушка Героя СССР, военного лётчика С. М. Крамаренко (1923—2020)
- Гастевы:
  - Гастев Владимир Александрович (ум. 1881) — священник (Иоанно-Предтеченской церкви на Малой Лубянке; отец двух сыновей-инженеров и членов РСДРП)
  - Гастев Сергей Александрович (1835—1903) — его брат, священник (церкви Св. Михаила Архангела при Солодовниковской богадельне на Щипке)
- Гатцуки (мужская фамилия склоняется по падежам, женская — несклоняема):
  - Гатцук, Алексей Алексеевич (1839—1891) — археолог, издатель
  - Гатцук Алексей Яковлевич (1797—1869) — его отец
  - Гатцук Дмитрий Алексеевич (ум. 1896)
  - Гатцук Евгений Дмитриевич (1896—1957)
  - Гатцук Анна Алексеевна (ум. 1890)
  - Гатцук Варвара Алексеевна (ум. 1907)
  - Гатцук (ур. Соколова) Надежда Леонтьевна (1807—1874)
  - Гатцук Наталья Антоновна (ум. 1867)
  - Гатцук Ольга Алексеевна (ум. 1894)
- Гвоздевы (ударение только на первом слоге, иначе — обида):
  - Гвоздев, Александр Александрович (1810—1860) — генерал-майор (а затем тайный советник, директор департамента общих дел Министерства Внутренних дел)
  - Гвоздев Александр Васильевич (1778—1838) — его отец (подполковник)
  - Гвоздев, Алексей Васильевич (1768—1836) — генерал-лейтенант (старший брат Александра Васильевича)
  - Гвоздева (ур. Тинькова) Екатерина Ильинична (1786—1863) — жена Александра Васильевича, мать Александра Александровича
- Гедеонов Алексей Александрович (1884—1958)
- Гейгели:
  - Гейгель Николай Юрьевич (1861—1920)
  - Гейгель (ур. Крыжановская) Анастасия Андреевна (1871—1956)
  - Гейгель Коленька (1945—1946)
  - Гейгель Сашенька (1934—1944)
- Гекина Екатерина Ивановна (ум. 1788) — майорша (могила не найдена)
- Георгиевский Василий Семёнович (1849—1892)
- Георгий Щербатский (Щербацкий) (ум. 1754) — префект Киевской духовной академии; преподаватель Славяно-греко-латинской академии (похоронен в Сретенской церкви Большого собора; могила не найдена)
- Герасим Захарьев (1697—1765) — протоиерей церкви Николая Чудотворца (могила, бывшая якобы под папертью Большого собора, не найдена)
- Герлах Варвара Фёдоровна (1863—1933)
- Герольдштейн Фёдор Андреевич (1832—1901) — доктор медицины; упоминается также как Феодосий Андреевич; действительный статский советник с 1891 года, орден Св. Владимира 3-й ст.; в 1892 году внесён в III часть родословной книги дворянства Московской губернии; умер 12 ноября (с лета 2020 года начата реставрация надгробия)
- Гессе:
  - Гессе Мария Александровна (ум. 1888) — могила на участке 5 (в нумерации автора списка)
  - Гессе Прасковья Семёновна (1784—1848) — жена генерал-лейтенанта (вдова московского коменданта Ивана Христиановича Гессе (1757—1816))
- Гзелишвили:
  - Гзелишвили Михаил Владимирович (1894—1965) — экономист, начальник планового отдела Центральной конторы Главснаба НКЦМ
  - Гзелишвили Татьяна Иулиановна (1900—1979) — научный сотрудник государственного музея архитектуры
- Гигаур Елизавета Богдановна (1810—1835) — девица
- Гильфердинги:
  - Гильфердинг Николай Иванович (1812—1862) — подполковник
  - Гильфердинг (ур. Крашенинникова) Капитолина Михайловна (1833—1873) — жена подполковника
- Гиппиус Е. (1871—1964; Евгения Ивановна; наследница торговых дел купца И. В. Жукова; родственная связь с известными персонами из рода Гиппиус не установлена; после революции жила в Загорске и заведовала там некоторое время детским домом; знакомый с ней М.Пришвин упоминает в дневнике 1930-х г.г., что у соседей она получила устрашающее прозвище «Гепеусиха»)
- Гладкие:
  - Гладкая А. Н.
  - Гладкая А. Ф.
- Гладышева Екатерина Николаевна
- Глаголевские:
  - Глаголевский Иван Васильевич (1766—1822) — титулярный советник
  - Глаголевская Варвара Васильевна (1770—1826)
- Глебовы:
  - Глебов Иоанн Фёдорович (ум. 1867) — надворный советник (он безосновательно отождествляется со своим полным тёзкой, известным педагогом; могила не сохранилась)
  - Глебов Павел Иванович (1744—1826) — действительный статский советник (с 1785 г.; служил по судебному ведомству; знакомец семьи Пушкиных и восприемник в крещении младенца Льва Сергеевича Пушкина; брат генерала Фёдора Ивановича Глебова; жертвователь доходов от одного из своих домовладений в Зарядье на нужды Глазной больницы)
  - Глебов Сережечка (1869—1874)
  - Глебов, Фёдор Иванович (1734—1799) — генерал-аншеф, сенатор (в надписи на надгробии он поименован Глебовым-Стрешневым, что не вполне корректно, поскольку при жизни он был именно Глебовым; в июне 2018 года начата реставрация четырёх надгробий Глебовых-Стрешневых, оконченная в апреле 2019)
  - Глебов Фёдор Петрович (1853—1885) — штабс-ротмистр (могила утеряна, как и могила похороненной им годом ранее жены)
  - Глебова (ур. Карвовская-Дашкевич) Лидия Вячеславовна (1856—1884) - его жена (могильное место 3-го разряда для неё откуплено мужем за 120 рублей)
  - Глебова (ур. Ададурова) Татьяна Васильевна (1751—1802) - жена Павла Ивановича Глебова
- Глебовы-Стрешневы (помещики Владимирской, Костромской, Московской и Тульской губ.) :
  - Глебов-Стрешнев Дмитрий Фёдорович (1782—1815) — камер-юнкер
  - Глебов-Стрешнев, Пётр Фёдорович (1773—1807) — генерал-майор (при последней реставрации его надгробия не была восстановлена мраморная доска с эпитафией авторства И. М. Долгорукова, выпавшая с надгробия около 10 лет назад и не расколовшаяся, а ныне, видимо, затерянная в хозяйственных закромах администрации монастыря)
  - Глебова-Стрешнева, Елизавета Петровна (1751—1837) — статс-дама, жена генерал-аншефа (за место её погребения выплачено монастырю 590 рублей ассигнациями)
- Глейзеры:
  - Глейзер Александра Ароновна (1915—1963)
  - Глейзер Цива Яковлевна (1892—1951)
- Гливенко Иван Карпович (1829—1895) — протоиерей
- Глинка-Измайловы:
  - Глинка-Измайлов Александр Николаевич (1856—1942) — профессор, племянник М. И. Глинки по матери (артист провинциальных театров, преподаватель пения, музыковед)
  - Глинка-Измайлова Герта Александровна (1886—1933) — дочь племянника композитора М. И. Глинки
- Глинский Василий Борисович (1828—1896) — потомственный почетный гражданин (благотворитель, выделил большие средства на строительство храма Сергия Радонежского на Ходынском поле)
- Говоркова Матильда Андреевна (1899—1950)
- Годеины (с ударением на слоге «де»; в некоторых публикациях буква «и» в этой русской фамилии ошибочно заменялась буквой «й»):
  - Годеин Николай Петрович (1794—1856) — генерал-майор (зять князя К. А. Багратиона; участник Отечественной Войны 1812 года; с 1819 года был членом Союза благоденствия, после роспуска которого в тайных обществах не состоял)
  - Годеина Александра Николаевна (1834—1873) — девица, его дочь
  - Годеина Анна Кирилловна (1804—1875) — вдова генерал-майора
  - Годеина Наталья Ивановна (1790—1840)
- Голицыны:
  - Голицын Александр Михайлович (1772—1821) — князь (дипломат и коллекционер; скоропостижно умер в Париже, где и первоначально похоронен)
  - Голицын Александр Николаевич (1830-1911) — сын Н.Я. и В.Д.  Голицыных; отставной полковник гвардии; владелец ценной книжной коллекции исторической тематики, значительно пополнившей аналогичное историческое собрание его тестя А.Д.Черткова
  - Голицын Борис Владимирович (1769—1813) — генерал-лейтенант, участник Отечественной войны 1812 года и Бородинского сражения, надгробие из Больших Вязём (экспонировалось в неполном составе в Михайловской церкви Донского монастыря до начала 1990-х годов; ныне в фондах МУАР)
  - Голицын Алексей Борисович (1732—1792) — генерал-майор, участник семилетней войны (могила его в подклете Большого собора; надгробие в виде саркофага сложной формы с обилием христианской символики и масонским акцентом находится ныне близ наружной стены собора)
  - Голицын А. Д. (1697—1768) — князь Алексей Дмитриевич, сенатор, надгробие авторства Ж. Гудона из Богоявленского монастыря (экспонировалось в Михайловской церкви Донского монастыря до начала 1990-х годов; ныне в фондах МУАР)
  - Голицын Василий Михайлович (ум. 1797) — князь, капитан-поручик (многодетный отец; над могилой изящное мраморное барельефное надгробие работы некого Э де Педри; а устаревшая чугунная надгробная доска с его могилы ныне бесприютно «кочует» по территории монастыря)
  - Голицын Владимир Борисович (1731—1798) — князь, бригадир (рядом с могилой супруги, кн. Натальи Петровны)
  - Голицын Григорий Яковлевич (1791—1821) — князь, участник Отечественной войны 1812 года и Бородинского сражения
  - Голицын Василий Дмитриевич (1752—1822) — князь, действительный статский советник (поэт-дилетант; см. о нём публикацию: Гуковский Г. А. Сиятельный злопыхатель XVIII столетия)
  - Голицын Дмитрий Васильевич (1704—1780) - его отец, князь, полковник (погребён вместе с женой Екатериной Кирилловной под папертью Большого собора; их надгробия в виде белокаменных саркофагов стоят ныне в группе однотипных надгробий близ южного входа в Большой собор)
  - Голицын Дмитрий Владимирович (1771—1844) — генерал от кавалерии, участник Отечественной войны 1812 года, Московский военный генерал-губернатор
  - Голицын Дмитрий Михайлович (1721—1793) — князь, посол в Вене, сын фельдмаршала М. М. Голицына-старшего, надгробие было перенесено из Дмитриевской церкви Голицынской больницы
  - Голицын Дмитрий Михайлович (1735—1771) — князь, полковник (его могила в Малом соборе не сохранилась; сын генерал-адмирала Михаила Михайловича-младшего (1684—1764); близкий родственник предыдущего, с которым он иногда ошибочно отождествлялся неопытными публикаторами)
  - Голицын Дмитрий Михайлович (1758—1782) — князь, капитан (сын Михаила Михайловича(1731—1804))
  - Голицын Михаил Васильевич (1759—1815) — премьер-майор (сын Василия Михайловича; в 2020 - 21 годы проведена реставрация его надгробия и надгробия его сестры, генеральши Александры Васильевны Лаптевой, не зафиксированной почему-то в «Московском некрополе»)
  - Голицын, Михаил Михайлович (1675—1730) — князь, успешный полководец времен Петра I, генерал-фельдмаршал, кавалер ордена Св. Андрея Первозванного; его надгробие авторства Ж. Гудона было перенесёно из Богоявленского монастыря
  - Голицын Михаил Михайлович-младший (1684—1764) — памятник был перенесён из Богоявленского монастыря
  - Голицын Михаил Михайлович (1731—1802) — князь, генерал-лейтенант (на сохранившейся надгробной доске дата смерти — «21го генваря 1804го года»)
  - Голицын Михаил Михайлович (1735—1802) — армии генерал-майор и ордена Св. Георгия кавалер (имел загадочное прозвище «Чепура»; овдовев в 34 года, он больше не вступал в брак и целиком отдался сельской жизни в своей усадьбе Роща под Тарусой; он брат Василия Михайловича; могила была близ Михайловской церкви)
  - Голицын Николай Михайлович (1729 - 1802) - брат В.М. Голицына, бригадир, предводитель дворянства Звенигородского уезда Московской губернии, владелец усадьбы Вязёмы (сохранились лишь фрагменты его надгробия с утраченными надписями; личность похороненного выявлена реставраторами на основании архивных документов Донского монастыря)
  - Голицын Николай Фёдорович (2.12.1728 – 20.03.1780) - генерал-поручик (отец мемуаристки графини В.Н.Головиной; был похоронен в ряду родственных захоронений под папертью Большого собора; ныне его плохо сохранившееся надгробие экспонируется на правой стороне дорожки, ведущей к южному крыльцу Большого собора)
  - Голицын Иван Алексеевич (1787—1812) — князь, капитан (титулярный советник), инженер, хронолог и писатель; был женат на Анне Степановне Мельгуновой (1789—1857), брак бездетен (на надгробии стихотворная эпитафия от матери); А. Я. Булгаков сообщал брату в письме 20 мая 1812 года: «Князя Алексея Ивановича Голицына сын Иван (Горбун), женатый на Мельгуновой и ею брошенный, умер на сих днях…[5]»
  - Голицын Иван Фёдорович (1731—1797) — князь, генерал от инфантерии (возведён в этот чин при имп-ре Павле, будучи лишь опальным отставным генерал-майором, но сохранившим верность имп-ру Петру Фёд-чу)
  - Голицын Николай Яковлевич (1788—1850) — князь, генерал-лейтенант, участник Отечественной войны 1812 года и Бородинского сражения (рядом с ним погребены: его жена Вера Дмитриевна, их сын Александр Николаевич и внук Николай Александрович)
  - Голицын Павел Борисович (1795—1879) — князь (отставной штабс - капитан лейб–гвардии Преображенского полка; подозревался в связях с декабристами, но к следствию не привлекался)
  - Голицын Пётр Михайлович (1738—1775) — генерал-поручик, участник войны 1768—1774 годов с Турцией, сын генерал-адмирала М. М. Голицына-младшего
  - Голицын Николай Фёдорович (1728—1780) — генерал-поручик (генерал-майор с 1762 г., шеф пехотного полка, генерал-поручик с 8 мая 1766; кавалер орденов св. Анны и св. Александра Невского; надгробие-саркофаг перенесено в 1930-х годах с места захоронения в юго-западной  части подклета Большого собора)
  - Голицын Михаил Петрович (1764—1836) — участник Отечественной войны 1812 года, библиоман (коллекционер, умер в бедности на попечении двоюродного брата, князя С. М. Голицына; могила М. П. Голицына не найдена; единственный первоисточник о её наличии в монастыре — «Род князей Голицыных / составил князь Н. Н. Голицын»)
  - Голицын Сергей Михайлович (1727—1806) — князь, действительный тайный советник (на надгробии его статский чин обозначен как тайный советник, а придворный как действительный камергер); старший брат Михаила Михайловича (1731—1804)
  - Голицын Сергей Николаевич (1843—1877) — князь
  - Голицын Фёдор Григорьевич (1819—1887) — князь, композитор-любитель
  - Голицын князь Фёдор Сергеевич (8 августа 1712 — 26 февраля 1797); жил 87 лет (sic); тезоименитство его 19 сентября — действительный статский советник; председатель Ямской Канцелярии (такая запись имеется в авторитетном «Московском некрополе» и надгробие на могиле сохранилось, но в исходный список запись не была включена; а пометка «sic» отражает сомнение авторов МН в правильности числа лет)
  - Голицын Яков Александрович (1748—1821) — князь, бригадир, участник Отечественной войны 1812 года, член петербургской масонской ложи «Беллоны»
  - Голицын Яков Алексеевич (1763—1840) — князь, бригадир (холост и бездетен; могила утеряна)
  - Голицын (ум. 1783) — князь, младенец
  - Голицына (ур. Озерова)Александра Павловна (1801—1872) — княгиня
  - Голицына Анастасия Михайловна (ум. 1854 на 91 году от роду) — княжна (была издана «Беседа при гробе новопреставленной княжны Анастасии Михайловны Голицыной, в церкви Божией Матери, иконы Ея Ржевския, говоренная Филаретом, митрополитом Московским, ноября 13 дня, 1854 года»)
  - Голицына (ур. бар. Строганова) Анна Александровна (1739—1816) — жена похороненного рядом генерал-лейтенанта Михаила Михайловича Голицына
  - Голицына Анна Егоровна (1754—1779) — жена князя Александра (на самом деле — Алексея) Борисовича Голицына, дочь генерал-аншефа царевича Георгия Грузинского[6]
  - Голицына (ур. Матюшкина) Екатерина Кирилловна (1724—1779) — княгиня (погребена вместе с мужем, Дмитрием Васильевичем)
  - Голицына Вера Дмитриевна (1807—1850) — княгиня (активная благотворительница; её трагическая насильственная смерть вызвала в обществе различные, в том числе и нелицеприятные, кривотолки, от которых её доброе имя не смогли защитить ни многочисленный клан князей Голицыных, ни церковь)
  - Голицына Екатерина — княжна
  - Голицына Екатерина Михайловна (1763—1823) — княжна (дочь М.М. и А. А. Голицыных, фрейлина; публиковала свои переводы некоторых европейских авторов)
  - Голицына Екатерина Петровна (1791—1841) — княгиня, майорша («жила 50 л. 2 м. 5 д.»; её место в якобы хорошо изученном родословии Голицыных не найдено, а надгробие сохранилось и находится в хорошем состоянии; реалистичным, но спорным представляется предположение, что она урожд. Карамышева, а жена кн. Петра Васильевича, рождённого в 1763 и генерал-майора с 1798 года)
  - Голицына Елена Михайловна (1775—1855) — княжна (дочь Михаила Михайловича и Анны Александровны)
  - Голицына (ур. Нелидова) Варвара Васильевна (1795—1852) — княгиня
  - Голицына Елизавета Борисовна (1737—1805) — дочь князя Бориса Сергеевича, девица (богатая наследница; но повинуясь воле своей покойной матери, она завещала всё своё имение вместе с прядильной и бумажной фабриками зятю, действительному тайному советнику сенатору и кавалеру Николаю Ивановичу Маслову, и сыну его Ивану Николаевичу Маслову)
  - Голицына (ур. бар. Строганова) Анна Александровна (1739—1816) — княгиня, жена генерал-лейтенанта (Михаила Михайловича Голицына); эта запись избыточна, так как она уже есть в списке — см. выше
  - Голицына (ур. Татищева) Мария Алексеевна (4.01.1735 - 17.10.1801) — жена Василия Михайловича, многодетная мать (на месте её могилы сохранились лишь фрагменты её монументального надгробия и фрагменты состыкованных с ним надгробий её деверей, Николая и Михаила Михайловичей Голицыных)
  - Голицына (ур. Вихляева) Надежда Ивановна (1740—1811) — княгиня (жена Ивана Фёдоровича Голицына)
  - Голицына Наталья Михайловна (1698—1780) — княжна, дочь фельдмаршала М. М. Голицына, племянница адмирала М. М. Голицына
  - Голицына (ур. гр. Головина) Наталья Николаевна (1803? −1837) — жена Я. А. Голицына (в 1779 году она — выпускница Смольного института благородных девиц; да и на их общем с мужем надгробии указано, что она скончалась 30 марта 1837 года на 74-м году жизни; за место её погребения выплачено 590 рублей)
  - Голицына Наталья Петровна (1739—1837) — княгиня («Пиковая дама»); за место её погребения выплачено монастырю 1180 рублей ассигнациями
  - Голицына (ур. кн. Шаховская) Наталья Фёдоровна (1799—1837) — княгиня (годы жизни на её сохранившемся надгробии совсем другие: 25.11.1779—09.08.1807; жена Александра Михайловича Голицына)
  - Голицына Ольга Алексеевна (1824—1879) — княгиня (вдова гвардии штаб-ротмистра С. Ф. Голицына, дочь А.Г. и С. С. Щербатовых)
  - Голицына (ур. Бем) Прасковья Петровна (1763—1784) — княгиня
  - Голицына Татьяна Васильевна (ур. Васильчикова) (1782—1841) — княгиня, жена генерал-губернатора Москвы Д. В. Голицына
  - Сент-При (ур. кн. Голицына) Софья Алексеевна (1777—1814) — графиня (она на 5 лет старше мужа; могила не сохранилась, место её известно — вблизи могил брата Егора и сестёр Елизаветы и Марии)
- Головины (не графы):
  - Головин Иван (ум. 1783) — секунд-майор
  - Головин Иван Васильевич (1704—1776) — майор (зять Сибирского вице-губернатора А. К. Петрово-Соловово)
  - Головин Иван Фёдорович (ум. 1894)
  - Головин Михаил Георгиевич (1902—1958)
  - Головина (ур. Карачинская) Варвара Васильевна (1783—1859) — жена коллежского асессора (масона Ивана Александровича Головина, брата известного генерала Евгения Александровича Головина)
  - Головина Екатерина Николаевна (ум. 1889)
- Головкины:
  - Головкин Владимир Иванович (1884—1961)
  - Головкин Михаил Алексеевич (1824—1908)
  - Головкин Иван Алексеевич (1812—1864) — статский советник
  - Головкина Евдокия Петровна (1833—1898)
  - Головкина Прасковья Ивановна (1788—1865)
- Головнины:
  - Головнин Иван Михайлович (ум. 1880)
  - Головнин Михаил Яковлевич (1796—1869) — капитан-лейтенант (знакомец П. И. Бартенева)
- Голубковы:
  - Голубков Платон Васильевич (1786—1855) — купец, владелец золотоносного прииска (названного Платоновским), издатель, благотворитель
  - Голубкова Мария Ивановна (ум. 1846) — его жена (вторая)
- Голубицкий Фёдор Степанович (ум. 1779) — статский советник
- Гольштейн Даня (1926—1951)
- Гомеровы:
  - Гомеров Маркел Ксенофонтович (ум. 1885)
  - Гомерова (ур. Корзинкина) Капитолина Ивановна (ум. 1778) — его жена, ум. в 1878, а не в 1778
- Гончаров Иван (1836—1837) — сын доктора
- Горбуновы:
  - Горбунов Николай Николаевич
  - Горбунов Николай Николаевич (1921—1951)
  - Горбунова Аделаида Станиславовна (1895—1933)
- Горбушины:
  - Горбушин, Борис Петрович (1881—1951) — профессор МИСИ
  - Горбушина Каллиста Александровна (р. 1889) — его жена
  - Горбушин Петр Борисович — их сын
- Горголи:
  - Горголи Анастасий (1777—1831) — купец
  - Горголи Георгий (ум. 1811) — купец
- Горскова Н. М. (1698—1737)
- Горчаковы:
  - Горчаков Алексей Иванович (1737—1805) — князь, коллежский асессор, дед государственного канцлера А. М. Горчакова
  - Горчаков Валентин (1802—1804)
  - Горчаков Владимир (1805—1805)
  - Горчаков Дмитрий Петрович (1831—1871) — князь (отставной лейб-гвардии полковник; сын генерала от инфантерии Петра Дмитриевича; четвероюродный брат Л. Н. Толстого)
  - Горчаков, Михаил Алексеевич (1768—1831) — князь, генерал-майор, отец государственного канцлера А. М. Горчакова
  - Горчаков, Иван Романович (1716—1801) — князь, генерал-поручик (А. В. Суворов доводился ему шурином)
  - Горчаков Николай Дмитриевич (1788—1848) — князь, участник Отечественной войны 1812 года, гвардии капитан (и литератор: одна из его работ 1842 года — «Описание Донского монастыря в Москве»); потомства не оставил, хотя был женат два раза
  - Горчаков Петр Дмитриевич (1863—1906) — князь (внук генерала от инфантерии Петра Дмитриевича; женат на крестьянке;  четвероюродный племянник Л.Н.Толстого; был склонен к дилетантскому стихоплётству)
  - Горчаков, Пётр Дмитриевич (1789—1869) — князь, генерал от инфантерии, генерал губернатор Западной Сибири, участник Крымской войны 1853—1855 гг. (и троюродный дядя Л. Н. Толстого)
  - Горчакова Агафоклея Николаевна (1802—1888) — княгиня (урожд. Бахметева, жена М. Д. Горчакова, бабушка П. А. Столыпина)
  - Горчакова Анна Алексеевна (1767—1830) — княжна
  - Горчакова Александра Алексеевна (1765—1831) — княжна
  - Горчаков Александр (р. 1687) — князь
  - Горчаков, Андрей Иванович (только ФИО без дат) — князь (место могилы и даты жизни указанной личности неизвестны; основанием для включения этой записи в список является источник: «Московский некрополь» — справочное издание 1907—1908 гг., в котором даты жизни князя тоже не указаны, что не даёт убедительных оснований отождествить этого князя с прославленным генералом Андреем Ивановичем Горчаковым)
  - Горчаков Иван (ум. 1778) — коллежский секретарь
  - Горчакова Анна Васильевна (1744—1813) — княгиня, сестра А. В. Суворова
  - Горчакова Екатерина Ивановна (1780—1816) — племянница А. В. Суворова
  - Горчакова Елизавета Ивановна (1772—1805) — княжна
  - Горчакова Мария (ум. 1862) — младенец, княжна
  - Горчакова Наталья Дмитриевна (ум. 1849, род. ок. 1800) — кавалерственная дама (с 3 апреля 1838), жена генерала от инфантерии (П. Д. Горчакова), сестра декабриста П. Д. Черевина
  - Горчакова (ур. Фаминцына) Прасковья Андреевна (1802—1835) — княгиня (жена Николая Дмитриевича, что и отражено в надписи на её надгробии; по ошибочной записи в авторитетном МН её мужем значится Николай Михайлович)
  - Горчакова Прасковья Петровна (р. 1828) — княжна
- Горюшина, Валентина Гавриловна — дважды лауреат Гос. премии СССР
- Горяиновы:
  - Горяинов Афанасий Васильевич (1819—1877) — статский советник
  - Горяинова (ур. Гурьева) Софья Васильевна (1803—1831)
  - Горяинов Николай (ум. 1831) — младенец
- Гофман Маргарита Евгеньевна (ум. 1905)
- Гребенёвские:
  - Гребенёвский Алексей Николаевич (1818—1845) — сын пресвитера
  - Гребенёвский Николай Михайлович (1786—1843) — пресвитер Московского придворного Благовещенского собора
  - Гребенёвская Наталья Алексеевна (1796—1869) — его жена
- Грачёвы:
  - Грачёв Александр Александрович (1816—1886)
  - Грачёв Александр Дмитриевич (1786—1833) — купец
  - Грачёв Николай Александрович (1823—1839)
  - Грачёва Анна Сергеевна (1801—1886)
- Греве Петр Иванович (ум. 1867)
- Грейнер Адам Иванович (ум. 1885) — статский советник
- Грибоедовы:
  - Грибоедов Алексей Фёдорович (17… —1833) — дядя А. С. Грибоедова[7](могила не найдена)
  - Грибоедов Василий Иванович (ум. 1852) — коллежский советник
  - Грибоедов Петр Васильевич (ум. 1866)[8]- его сын
  - Грибоедов Семён Алексеевич (1798—1801) — сын А.Ф. и А. С. Грибоедовых
  - Грибоедов Фёдор Алексеевич (1797—1800) — сын А.Ф. и А. С. Грибоедовых
  - Грибоедова (ур. кн. Одоевская) Александра Сергеевна (1767—1791) — жена поручика (первая жена А. Ф. Грибоедова, упомянутого в надписи на её надгробии как поручика гвардии)
  - Грибоедова (ур. Нарышкина) Анастасия Семёновна (1777—1844) — дочь С. В. Нарышкина, вторая жена А. Ф. Грибоедова
  - Грибоедова Елена Васильевна (ум. 1884) — сестра П. В. Грибоедова, похороненного рядом с ней
  - Грибоедова Елизавета Васильевна (ум. 1860)
  - Грибоедова Татьяна Дементьевна (1787—1860) — жена Василия Ивановича Грибоедова, похороненного рядом с ней
- Григорьевы:
  - Григорьев, Иван Никитич (1766—1841) — титулярный советник, архитектор
  - Григорьева (ур. Борщова) Вера Михайловна (ум. 1838) — надворная советница
  - Григорьева Екатерина Петровна (1819—1894)
  - Григорьева Елизавета Ильинична (1837—1878)
  - Григорьева Мария Игнатьевна (ум. 1912) — по надписи на надгробии — « Любимый друг семьи Камаровских»
  - Григорьева (ур. Рыжова) Наталья Борисовна (1798—1827)
- Григорий (ум. 1777) — архимандрит
- Гринёвы:
  - Гринёва А. П. (1852—1919)
  - Гринёв Петр Терентьевич (ум. 1841) — коллежский асессор, помещик, депутат дворянского собрания Подольского уезда Московской губернии
- Гриневич Ольга Павловна (1851—1877)
- Громов Иван Васильевич (1782—1836) — подполковник
- Гроте ле-Буко:
  - Гроте ле-Буко фон Александра Дмитриевна (1811—1883) — майорша
  - Гроте ле-Буко Сергей Александрович — младенец пяти лет
- Грузинов Александр Николаевич (1867—1914)
- Грузинские царевичи и князья:
  - Амилахварова (1690—1789) — грузинская княгиня
  - Анна Васильевна (1720—1794) — жена грузинского царевича Афанасия Леоновича
  - Анна Георгиевна (1706—1780) — жена грузинского царевича Бакара Вахтанговича, дочь князя Эристова
  - Анна Матвеевна (1770—1832) — имеретинская царица (жена царя Имерети Давида II; по грузинск. источн. годы её жизни: 17 июля 1765 г. — 4 июня 1832 г.)
  - Арчил Вахтангович (1647—1713) — царь имеретинский, поэт
  - Афанасий (Адарнасе) Леонович (1707—1784) — грузинский царевич, генерал-лейтенант (с 1763 по 1764 год он, исполняя должность обер-коменданта Москвы; командовал гарнизоном города; он участвовал и в усмирении Чумного бунта в сентябре 1771 года и едва избежал побития камнями толпы в Московском Кремле)
  - Бакар Вахтангович (1700—1750) — сын грузинского царя Вахтанга VI, литератор (погребён в Сретенской церкви под белокаменным надгробием вида саркофага, накрытого покрывалом)
  - Вахушти Вахтангович (1695—1758) — его единокровный брат, побочный сын царя Вахтанга VI, крупнейший грузинский историк и географ XVIII века (при раскопках в 1980-х годах могила не найдена и надёжных документальных данных о её существовании в Донском монастыре нет; источником ложной информации о наличии могилы могла стать сомнительная запись в дореволюционном «Московском некрополе» о захоронении некого мифического Вахунштия Вахтанговича (1729—1784))
  - Вахунштий Вахтангович (1729—1784) — сын царя Вахтанга Леоновича (запись из «Московского некрополя» со ссылкой на путеводитель конца XVIII века; могила утеряна; личность с таким сочетанием имени, отчества, титула и дат жизни не упоминается в грузинской или русской истории; единственное совпадене этой персоны с реальной личностью в том, что указанный год смерти равен году смерти Иоафана Вахуштовича, сына Вахушти Вахтанговича; полный текст этой записи имеется в архивном документе ЦИАМ: Ф 421. Оп. 1. Д. 7353)
  - Георгий Вахтангович (1712—1786) — грузинский царевич (брат Бакара Вахтанговича; имел чин генерал-аншефа)
  - Гликерия Ильинична (1662—1720) — жена генерала фельдцейхмейстера имеретинского царевича Александра Арчиловича
  - Грузинский Евграф Леонович (1794—1802) — князь
  - Грузинский Леон Леонович (1764—1800) — князь
  - Грузинская (ур. кн. Сибирская) Александра Яковлевна (1728—1793) — княгиня, жена царевича Леона Бакаровича Грузинского (1728—1763); не путать её с полной тёзкой-внучкой (похороненной на Ваганьковском кладбище)
  - Грузинская Анна (1744—1779) — княжна, дочь царевича Вахунштия Вахтанговича Грузинского (то есть, она родилась в 1744, когда её отцу (неизвестному царевичу Вахунштию, 1729 г.р.) было 15 лет? Но документально подтверждено, что она дочь известного Вахушти Вахтанговича,1695 г.р.)
  - Грузинская Мария (ум. 1791) — младшая дочь царевича Леона Леоновича Грузинского
  - Давыд Арчилович (1682—1688) — сын царя Арчила Вахтанговича
  - Дарья Арчиловна (1678—1740) — имеретинская царевна (дочь царя Арчила Вахтанговича)
  - Екатерина Давыдовна (ум. 1719) — Имеретинская царица, жена царя Арчила Вахтанговича
  - Иаков Егорович (1751—1768) — поручик, сын царевича Грузинского
  - Александр Арчилович (1673—1711) — сын грузинского царя Арчила, сподвижник Петра I, генерал-фельдцейхмейстер (в ноябре 1700 года при осаде русской армией Нарвы он так командовал её артиллерией, что вся она была захвачена шведами, а сам он попал в долгий плен, из которого ему вернуться живым не удалось)
  - Имеретинский, Константин Константинович (1827—1885) — князь (внук имеретинского царя Давида Георгиевича, ему пожалован  императором Александром II в 1865 году титул светлейшего князя, но в надписи на его надгробии титул «светлости» не обозначен; воспитанник привилегированного пажеского корпуса; театрал-любитель провинциального масштаба, знакомец В. А. Гиляровского; осенью 2020 года окончена тщательно выполненная реставрация надгробия; обновлённая полировка хорошо выявила текстуру и цветовую гамму камня)
  - Леон Леонович (1764—1800) — грузинский князь, внук царя (точнее, царевича) Бакара Вахтанговича
  - Матани Арчилович (ум. 1693) — сын царя Арчила Вахтанговича (имя Матани в русской транскрипции — Матвей)
  - Матфий Арчилович (ум. 1693) — сын царя Арчила Вахтанговича (он же Матани; на надгробной доске обозначен как "царевич Мамука Арчилович ")
  - Русудан (ум. 1741) — царица Грузинская, супруга царя Арчила Вахтанговича (точнее: царя Картли, Вахтанга VI)
  - Сулхан Елизбарович (ум. 1733) — князь
  - Яков Георгиевич (1751—1768) — сын грузинского царевича Георгия Вахтанговича, поручик
- Грушецкие:
  - Грушецкий, Василий Васильевич (1767—1804) — генерал-лейтенант
  - Грушецкий, Василий Владимирович (1743—1813) — генерал-поручик, действительный тайный советник, сенатор
  - Грушецкая Евдокия Васильевна (1744—1811) — его жена, действительная тайная советница, дочь генерал-аншефа В. М. Долгорукова-Крымского, рядом с ней похоронены муж и дети — Василий Грушецкий и дочь Анастасия (на надгробии стихотворная эпитафия от семьи)
- Гудович (ур. Закревская) Елизавета Дмитриевна (1815—1866) — графиня (жена участника наполеоновских войн генерала Андрея Ивановича Гудовича; её первый муж А. К. Данзас, брат К. К. Данзаса, друга и секунданта Пушкина; а ещё она приходится троюродной бабушкой Марии Игнатьевне Закревской-Бенкендорф-Будберг; в фондах музея истории российской литературы им В.И.Даля имеется портрет Елизаветы Дмитриевны Данзас, урожд. Закревской)
- Гурген Тамазович (ум. 1730) — секретарь князей Грузинских
- Гурова В. В. (ум. 1917)
- Гурьевы:
  - Гурьев Василий Семёнович (1775—1841) — коллежский советник (директор конторы московского коммерч. банка; брат Авдотьи Семёновны Бове)
  - Гурьева (ур. Дмитриева-Мамонова) Анна Сергеевна (1788—1854) — коллежская советница (его жена)
  - Гурьева (ур. гр. Толстая) Евдокия Петровна (1795—1865) — графиня (жена сенатора графа А. Д. Гурьева, председателя департамента государственной экономии государственного совета)
  - Гурьева (ур. Другова) Екатерина Ивановна (1793—1848) — попадья
- Гусевы:
  - Гусев Петр Петрович (1799—1854) — коммерции советник
  - Гусева Анна Фёдоровна (1803—1881) — его жена
  - Гусева Надежда Ивановна (1871—1951)
- Гусятниковы (надгробия большинства из них утеряны или стали безымянными из-за утери надписей):
  - Гусятников Михаил Михайлович (1708—1776) — обер-директор
  - Гусятников Петр Михайлович (1752—1816) и его дети: Аполлон, Константин и Ольга — младенцы
  - Гусятников Семён Михайлович (ум. 1782) — купец
  - Гусятников Фёдор Михайлович (1759—1791) — поручик, дядя декабриста М. Ф. Орлова
  - Гусятникова Анна Ларионовна (ум. 1797)
  - Гусятникова Евдокия Петровна (ум. 1778) — жена купца
  - Гусятникова Елизавета (ум. 1793) — дочь купца
  - Гусятникова Ирина Ивановна (1722—1771) — жена обер-директора
  - Гусятникова Татьяна Фёдоровна (1783—1794)

### Д

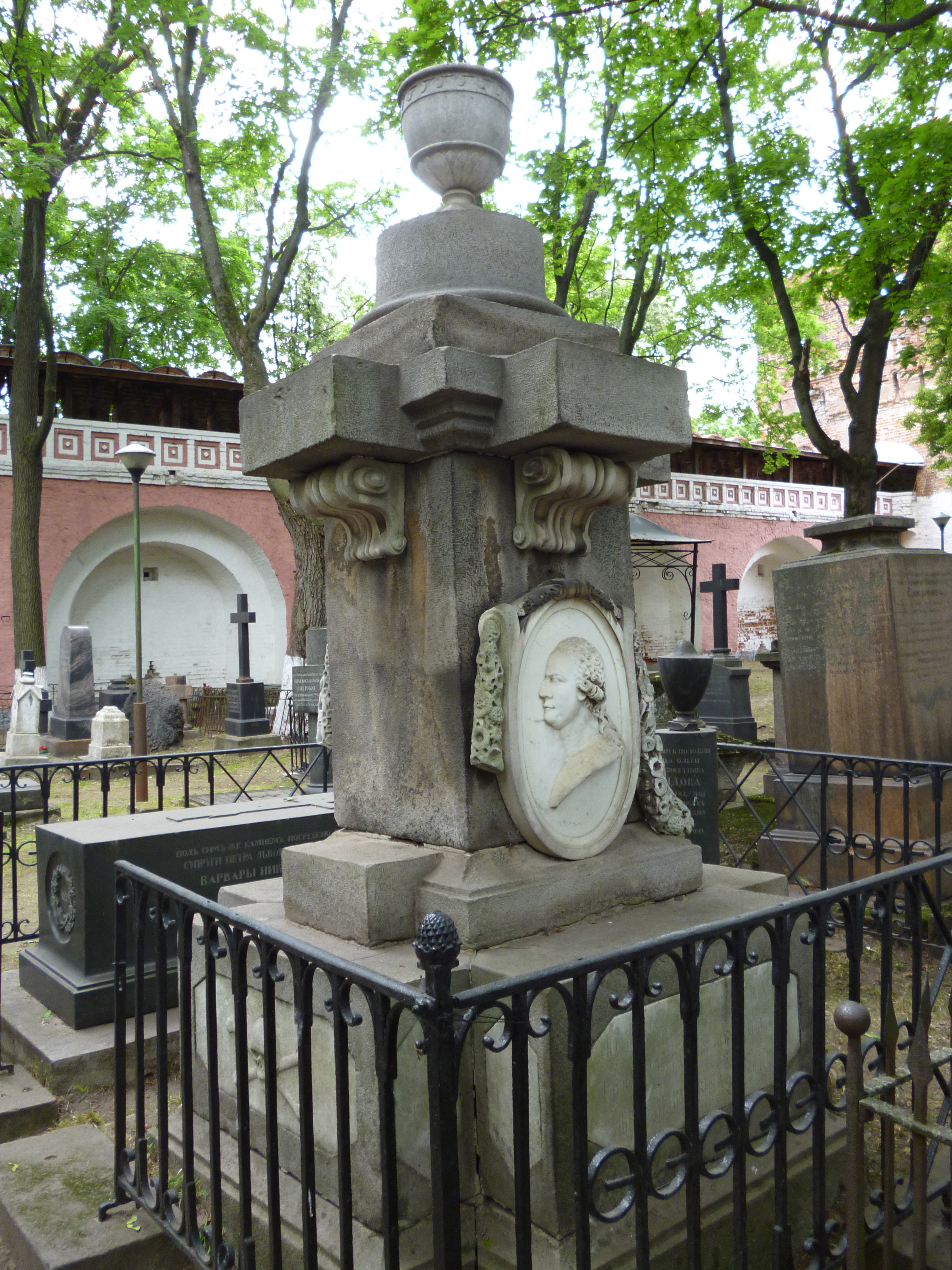
Давыдов Лев Денисович
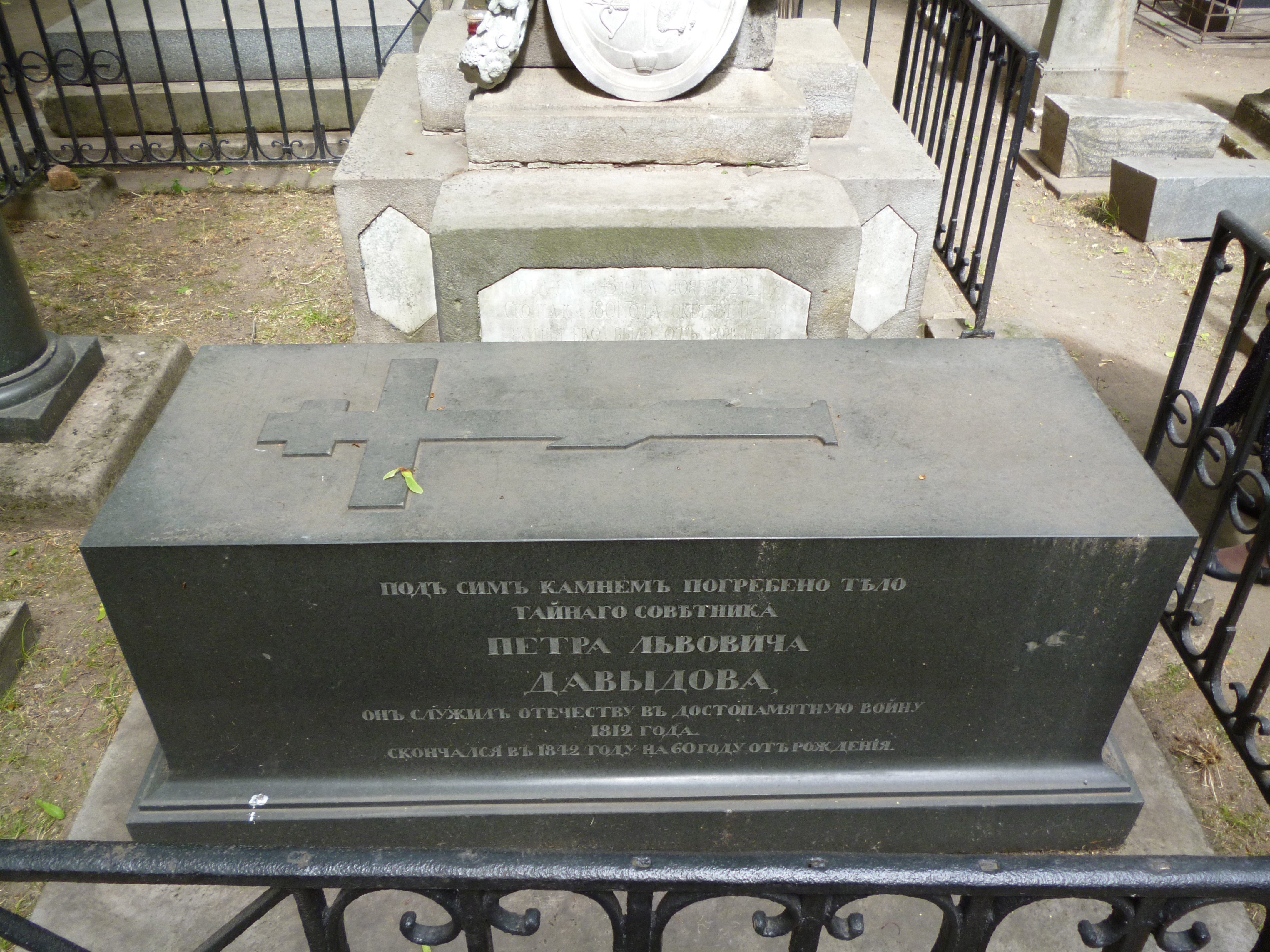
Давыдов Пётр Львович

- Давыдовы:
  - Давыдов Александр Петрович (1838—1885) — чрезвычайный посланник и полномочный министр в Японии, действительный статский советник (с 1878 года)
  - Давыдов Алексей Николаевич (1842—1893) — потомственный почетный гражданин ( купец, потомственный почётный гражданин, один из преемников Н.В. Немирова–Колодкина, фабрикант, церковный староста церкви Тихона Задонского Святителя, на Ширяевом поле в Сокольниках; крупный благотворитель)
  - Давыдов Василий Васильевич (1809—1858) — см. о нём публикацию — «Несчастный любовник венчаемой девицы: знакомый А. С. Пушкина Василий Васильевич Давыдов»
  - Давыдов Владимир Петрович (1797—1844) — коллежский советник (и помещик Корчевского уезда Тверской губернии)
  - Давыдов, Дмитрий Сергеевич (1758—1820) — секунд-майор, участник Отечественной войны 1812 года (он из поколения более заслуженных героев-генералов этой ОВ — братьев Евграфа и Николая Владимировичей Давыдовых)
  - Давыдов Лев Денисович (1743—1801) — генерал-майор, отец декабриста В. Л. Давыдова, дядя героя партизана Д. В. Давыдова (вблизи подзахоронена урна с прахом правнука Д. В. Давыдова — Льва Денисовича Давыдова, рождённого в 1907 году); с ноября 2017 года начата капитальная реставрация группы надгробий Давыдовых, завершённая в мае 2018 года (воссозданные при реставрации утерянные детали беломраморного декора в 2020 году заметно пожелтели)
  - Давыдов Лев Петрович (3.12.1834 — 18.12.1887) — действительный статский советник, Казанский и Саратовский вице-губернатор, племянник декабристов В. Л. Давыдова и В. Н. Лихарева и героя Отечественной войны 1812 года H.H. Раевского
  - Давыдов Михаил Давыдович (1767—1829) — статский советник (штаб-лекарь, помощник главного доктора Голицынской больницы)
  - Давыдов Николай Васильевич (1848—1920) — юрист, писатель и театральный деятель (по данным воспоминаний В. Ф. Булгакова, участника похорон Н. В. Давыдова, он был похоронен в Даниловом монастыре, а по менее убедительным воспоминаниям другого участника, М. В. Сабашникова,- в Донском, рядом с могилой родителей). Но в 2014 году в некрополе Донского монастыря рядом с надгробием родителей Н. В. Давыдова установлена новодельная плита-надгробие самому Н. В. Давыдову (вероятно, с памятно-символическим смыслом)
  - Давыдов Иван Иванович (1858—1880)
  - Давыдов Пётр Львович (1782—1842) — тайный советник, участник Отечественной войны 1812 года, старший брат декабриста В. Л. Давыдова (и отец похороненных неподалеку сыновей - А.П. и Л.П. Давыдовых)
  - Давыдова (ур. кн-жна Голицына) Александра Павловна (16.04.1766 - 22.04.1804) — сестра Анны Павловны Козловой, дочь  гвардии капитан-поручика князя П. Ф. Голицына, жена бригадира А. И. Давыдова, а их дочь Софья Андреевна Давыдова была женой «слепого поэта» И. И. Козлова
  - Давыдова (ур. Голицына) Александра Павловна (1766—1804). Бригадирша (неинформативный повтор предыдущей записи)
  - Давыдова Александра Павловна (ум. 1924)
  - Давыдова (ур. Лихарева) Варвара Николаевна (1802—1876) — сестра декабриста В. Н. Лихарева, жена П. Л. Давыдова
  - Давыдова Глафира Григорьевна — замужняя дочь похороненного рядом Г. И. Высоцкого
  - Давыдова Екатерина Николаевна (1781—1818)
  - Давыдова Екатерина Петровна (1804—1855) — статская советница
  - Давыдова Ольга Алексеевна (ум. 1882) — отроковица
  - Давыдова Ольга (1836—1837) — дочь В. Н. и П. Л. Давыдовых (место погребения младенца откуплено родителями за 365 рублей)
  - Давыдова Саша (1862—1871)
  - Давыдова Софья Андреевна (1810—1871) — жена В. В. Давыдова, рядом с которым и погребена (мать юриста Н. В. Давыдова)

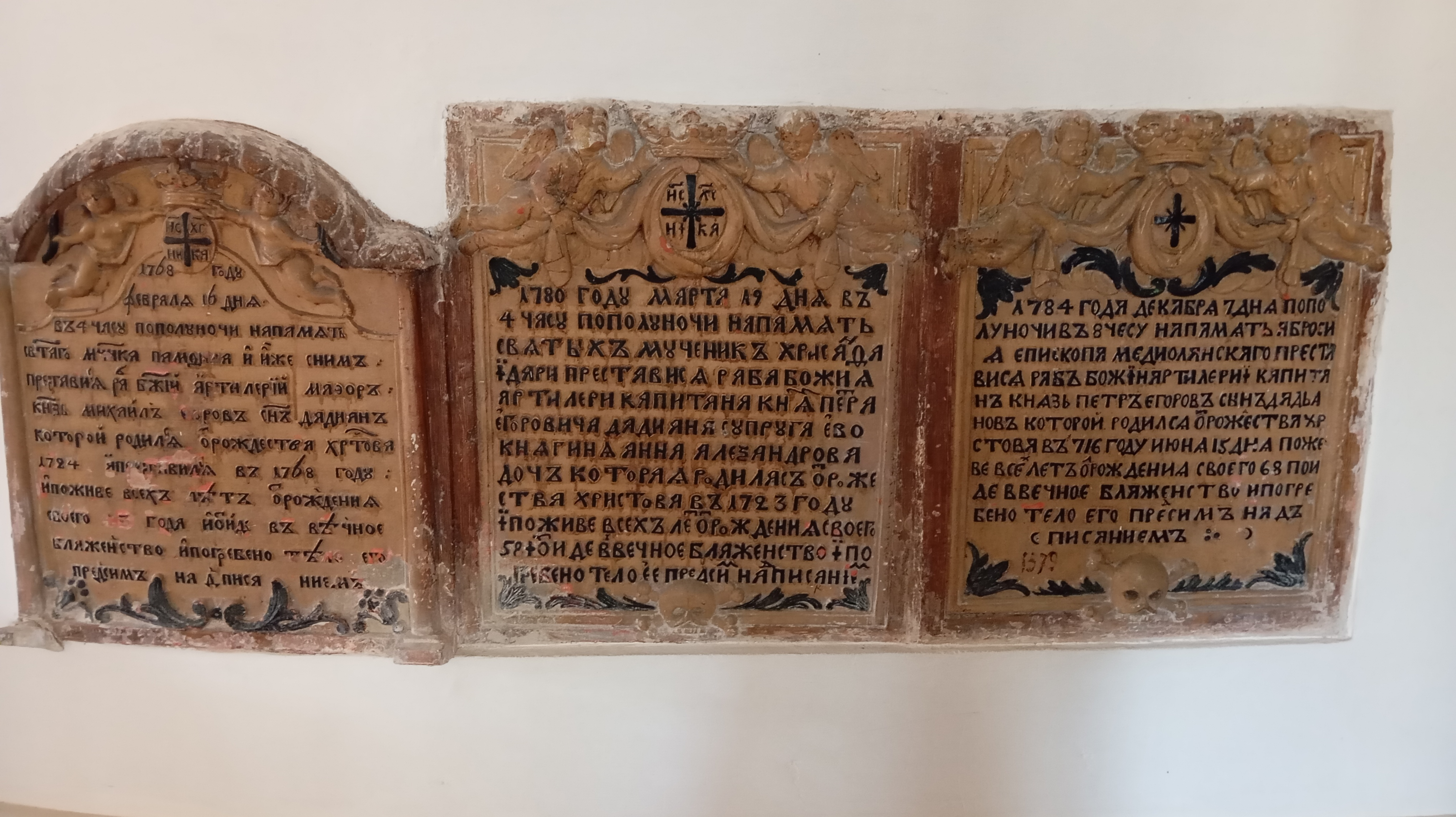
Три надгробных стенных плиты из захоронения Дадиановых. Сретенская церковь, Большой собор Донского монастыря. Москва.

- Дадиановы (они же Дадиани, Дадианы, Дадьяновы):
  - Дадианов Александр Леонович (1800—1865) — князь (со скандальной служебной репутацией)
  - Дадианов Александр Петрович (1747—1811) — князь (помещик Московской, Симбирской и Казанской губерний)
  - Дадианов Егор Александрович (ум. 1861) — князь, в 1815—1861 владелец в Клинском уезде имением Боблово, купленным впоследствии Д. И. Менделеевым
  - Дадианов Михаил Егорович (1713—1752) — князь, майор
  - Дадианов Николай Егорович (1724—1768) — князь, подполковник
  - Дадианов Петр Александрович (1776—1786) — князь
  - Дадианов Петр Георгиевич (1716—1784) — князь, капитан артиллерии
  - Дадианова Анна Александровна (1723—1780) — его жена княгиня (дочь царевича Александра Иeсеевича Багратиона-Мухранского, жена князя Петра Георгиевича Дадианова)
- Дадианы:
  - Дадиан Дмитрий Леонович (12.12.1801—01.07.1851) — отставной поручик гвардии, предводитель дворянства Спасского уезда Казанской губернии, князь. Умер от воспаления (по слухам, после получения мстительного ружейного ранения). Отпевание тела состоялось 04.07 в церкви Успенской на Вражке
  - Дадиан Егор Леонтьевич (1683—1765) — генерал-майор, владелец (по титулу — «владетель», то есть, правитель) Мингрелии
  - Дадиан Леон Александрович (ум. 1845) — младенец
  - Дадиан Леон Александрович (1706—1743) — князь
  - Дадиан Леон Александрович (1810—1847) — князь
  - Дадиан Петр Леонович (1803—1875) — помещик села Петропавловского Спасского уезда Казанской губернии
  - Дадиан Анна Леоновна (1753—1812) — княгиня
  - Дадиан Екатерина (1743—1769) — княжна
  - Дадиан Екатерина Васильевна (1824—1845) — княгиня
  - Дадиан Елизавета Петровна (1750—1814) — княжна
  - Дадиан (ур. бар. Розен) Лидия Григорьевна (1817—1866) — княгиня, супруга князя А. Л. Дадиана
  - Дадиан (ур. Нарышкина) Мария Дмитриевна (1779—28.03.1854) — княгиня, 2-я супруга князя Л. А. Дадиана (1777—1847); мать похороненных неподалёку Дмитрия и Петра Леоновичей (Александр Леонович — от 1-го брака отца). Отпевание тела состоялось 31.03.54 в церкви Успенской на Вражке
  - Дадиан Софья Александровна (1691—1747) — княгиня (супруга Егора Леонтьевича, дочь царевича Александра Арчиловича)
- Данилины:
  - Данилин Д. В. (1878—1951)
  - Данилин Н. Д. — полковник
  - Данилина Д. А.
- Данилевский Всеволод Григорьевич (1897—1961) — собиратель рукописных автографов русских литераторов (племянник писателя Г. П. Данилевского)
- Даниловы:
  - Данилов Николай Фёдорович (1810—1826)
  - Данилова Марья (ум. 1788) — коллежская советница
- Дашковы (нетитулованные дворяне; не путать с князьями Дашковыми):
  - Дашков Александр Петрович (1755—1810) — отставной майор, помещик
  - Дашков Николай Матвеевич
  - Дашков Матвей Петрович (1740—1801) - помещик Вологодского уезда
  - Дашкова (ур. Татищева) Александра Евграфовна (1759—1795) — жена надворного советника (Якова Андреевича Дашкова)
  - Дашкова (ур. кн. Оболенская) Вера Дмитриевна (1815—1854) — дочь полковника князя Дмитрия Николаевича Оболенского; замужем за штабс-капитаном Николаем Матвеевичем Дашковым
  - Дашкова Прасковья Петровна (1766—1842)

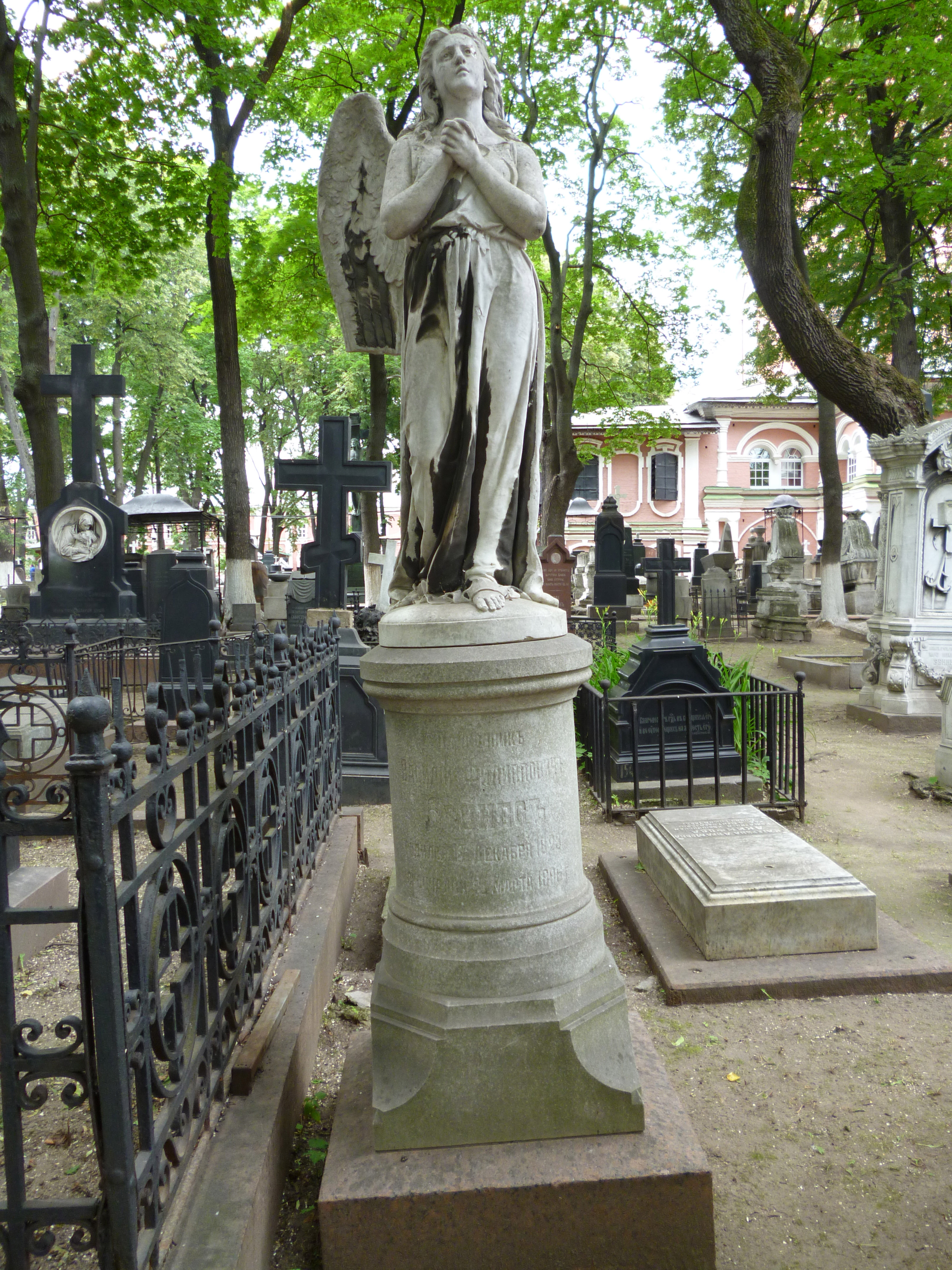
Дейнес Василий Филиппович

- Дейнес Василий Филиппович (1823—1896) — полковник
- Делицын Михаил Александрович (ум. 1792) — гвардии сержант (4-х летний сын 20-ти летнего полковника А. А. Делицына, побочного сына вице-канцлера А. М. Голицына)
- Дембская Екатерина Васильевна (1820—1852) — ротмистрша
- Демидовы:
  - Демидов Александр Петрович (1827—1847) — умерший от холеры сын Петра Петровича Демидова, участника войны 1812 года, титулярного советника, масона
  - Демидов Александр Васильевич (1728—1790) — капитан
  - Демидов Михаил Петрович (17.06.1825 — 4.10.1869) — правнук П. А. Демидова, полковник (не сохранилась его могила, бывшая в группе родственных захоронений Хозиковых)
  - Демидов Николай Павлович (1840—1841)
  - Демидов, Прокофий Акинфиевич (1716—1786) — заводчик, создатель первого в России ботанического сада (с осени 2021 года ведётся реставрация надгробия по разработанной в 2020 году технической документации, содержащей также и ценные сведения из архивных источников о близлежащих захоронениях родственников Демидова); на соседнем участке найдено надгробие с утерянными надписями, принадлежащее согласно архивным данным его сыну Льву Прокофьевичу(1741—1801)
  - Демидова Елена Васильевна (1738—1778) — девица, дочь действительного статского советника
  - Демидова Татьяна Васильевна (1746—1800) — 2-я жена П. А. Демидова (урожд. Семёнова)
  - Демидова Софья Всеволодовна (ум. 1907) — праправнучка Прокофия Акинфиевича Демидова (её отец — Всеволод Петрович Демидов, был внуком Аммоса Прокофьевича Демидова)
- Деникины (см. Перезахоронение останков Деникина и Ильина в России. В исходном списке М. Д. Артамонова этих захоронений ещё не было, равно как захоронений И. С. Шмелёва, В. О. Каппеля, А. И. Солженицына, А. Н. Киселёва, И. С. Сарычева и некоторых других):
  - Деникин, Антон Иванович (1872—1947) — военачальник, один из наиболее известных руководителей Белого движения (в 1946 году адресовал личное послание американскому президенту Г. Трумэну с призывами применения военной силы запада против СССР для сокрушения большевизма; первоначально он был похоронен на кладбище в американском штате Мичиган, через год его вдова перезахоронила мужа на русском кладбище в Джексоне)
  - Деникина, Ксения Васильевна (1892—1973) — его жена (первоначально была похоронена на кладбище Сент-Женевьев-де-Буа под Парижем)
- Денисов Лиодор Леонидович (1925—1951)
- Денисьев Дмитрий Михайлович (1780—1809) — штабс-капитан
- Деньгины:
  - Деньгин Фантин Александрович (1829—1898) — потомственный почетный гражданин (московский купец 1-й гильдии, чаеторговец)
  - Деньгина Софья Васильевна (1841—1904) — его жена
- Деревягины:
  - Деревягин Александр Александрович(1884 - 1951) - инженер, специалист в области лесохимии
  - Деревягина Анна Владимировна (ум. 1917)
- Дзиско М. Т. (1883—1952)

- Дмитриевы:

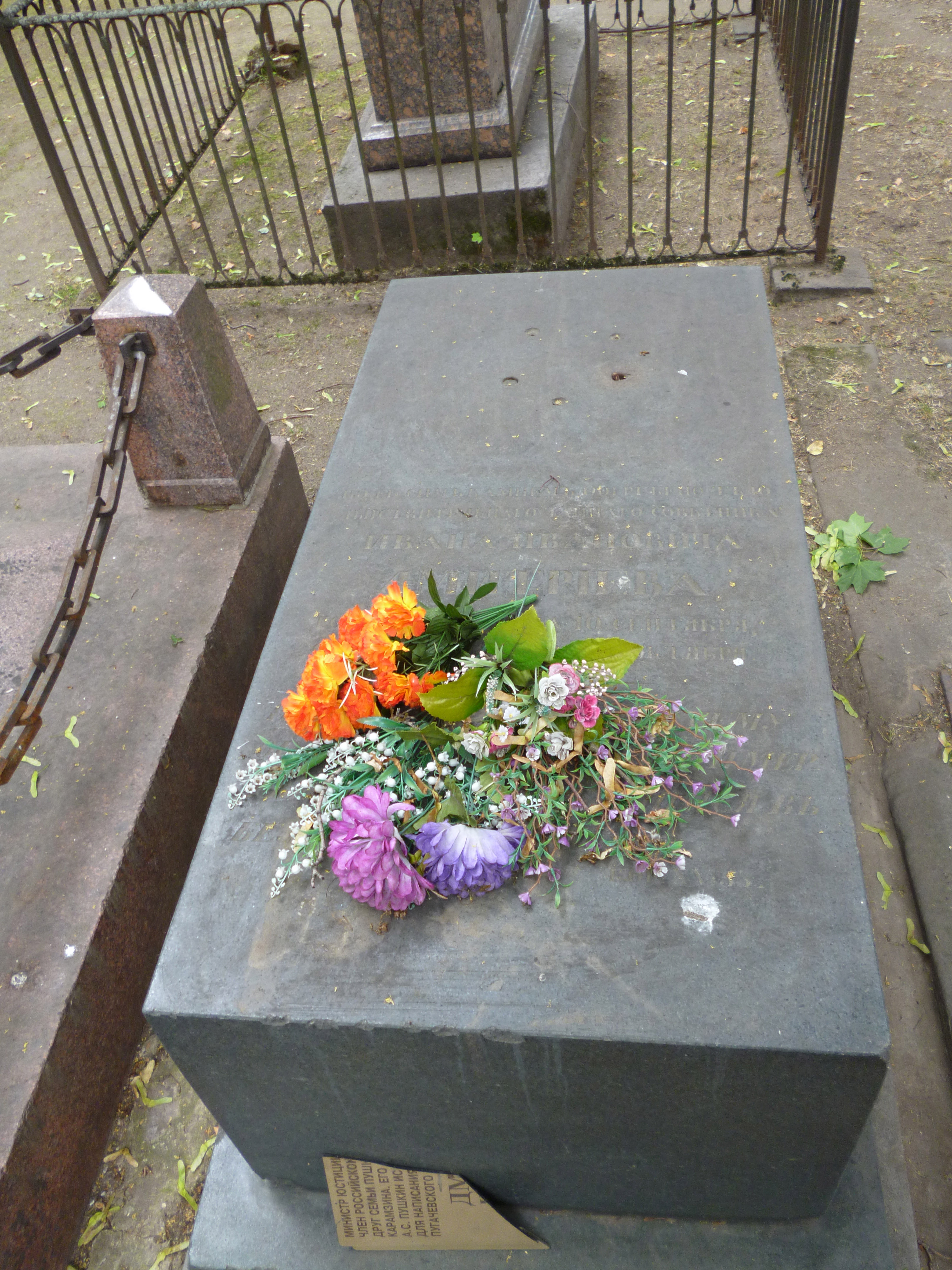
Дмитриев Иван Иванович

  - Дмитриев Александр Михайлович (ум. 1889)
  - Дмитриев Валентин Николаевич (1798—1819)
  - Дмитриев Василий Семёнович (ум. 1874) — капитан
  - Дмитриев Иван Иванович (1760—1837) — поэт и государственный деятель. Могила имеет статус объекта культурного наследия федерального значения[2] (за место его погребения было выплачено монастырю 944 рубля ассигнациями)
  - Дмитриев Семён Васильевич (ум. 1893) — действительный статский советник, профессор, архитектор (был помощником главного архитектора Комиссии для построения храма Христа Спасителя)
  - Дмитриев Ф. Г. (1895—1952)
  - Дмитриев Фёдор Михайлович (1829—1882) — первый русский профессор-текстильщик (первоначально был похоронен в Раменском; не путать его с похороненным в Даниловом монастыре тёзкой-юристом; прах перенесён по инициативе родственников из Раменского в 1959 году)

- Дмитриевы-Мамоновы:

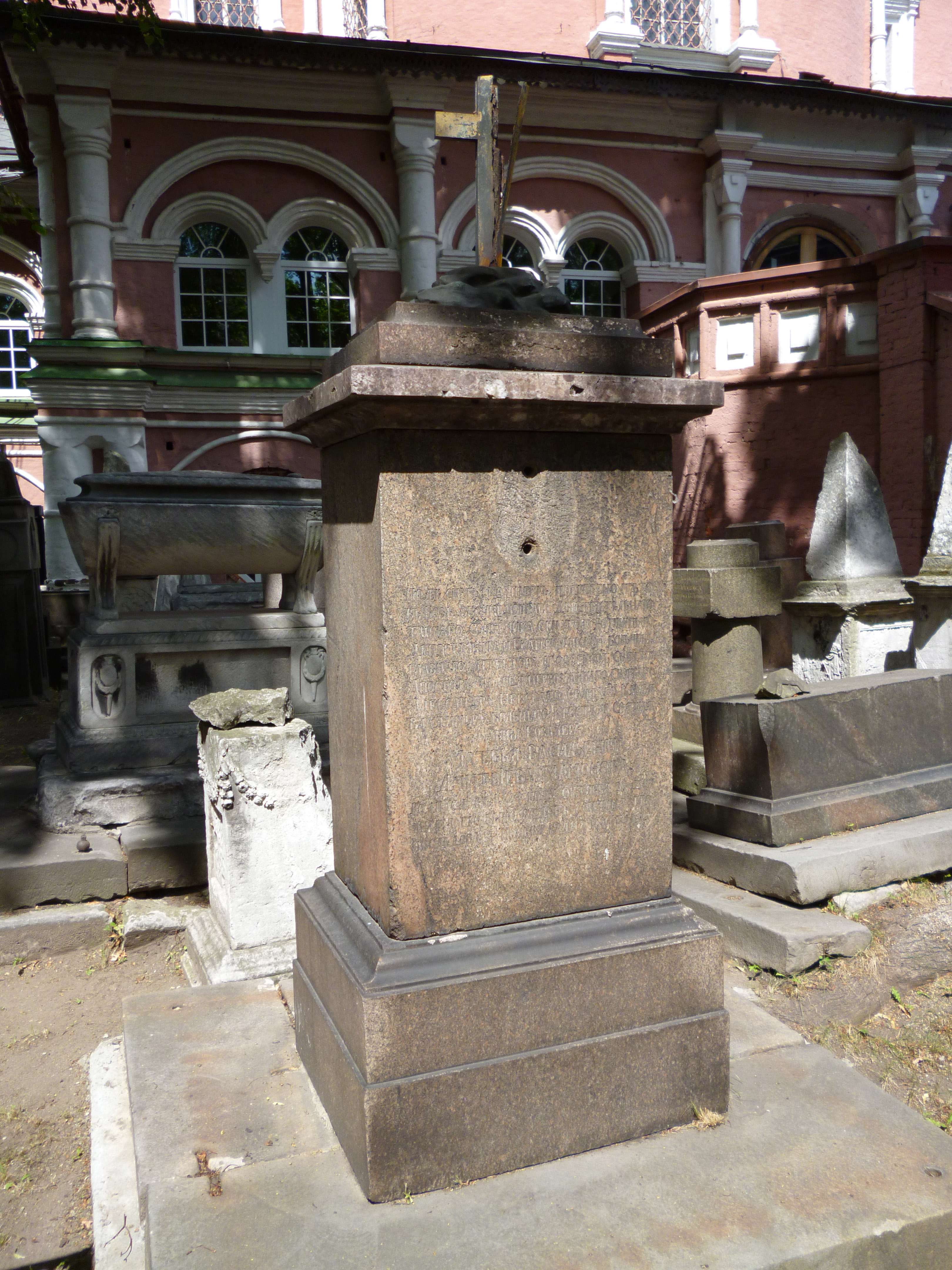
Дмитриев-Мамонов Матвей Васильевич

  - Дмитриев-Мамонов Александр Иванович (1787—1836) — участник Бородинского сражения, художник-баталист. Могила имеет статус объекта культурного наследия регионального значения[2].
  - Дмитриев-Мамонов Александр Матвеевич (1758—1803) — граф, генерал-адъютант, отец декабриста М. А. Дмитриева-Мамонова
  - Дмитриев-Мамонов Иван Ильич (1680—1730) — генерал-аншеф (похоронен был у церкви Флора и Лавра, близ Мясницких ворот; документальные данные о нахождении когда-лобо его надгробия в Донском монастыре отсутствуют)
  - Дмитриев-Мамонов Иван Фёдорович (16.06.1754 — 16.01.1812) — генерал-майор (2.09.1793), шеф Софийского мушкетерского полка (3.12.1796-8.08.1797);(надгробие перемещено с места захоронения близ могилы отца на соседний участок некрополя)
  - Дмитриев-Мамонов Матвей Александрович (1790—1863) — граф, генерал-майор, декабрист, участник Бородинского сражения
  - Дмитриев-Мамонов Матвей Васильевич (1724—1810) — сенатор, действительный тайный советник, дед декабриста, главный директор Екатерининской больницы (он, в отличие от своего сына, графского титула не имел, но в ряде источников, как бы «по инерции», именуется графом)
  - Дмитриев-Мамонов Михаил Александрович (ум. 1879) — (годы жизни 1827 — 18.05.1879; сын Александра Ивановича; надгробная плита в плачевном состоянии)
  - Дмитриев-Мамонов Павел Михайлович (1859—1883) — внук Александра Ивановича Дмитриева-Мамонова
  - Дмитриев-Мамонов Фёдор Иванович (1727—1805) — сын Ивана Ильича-младшего, полковник (точнее, отставной бригадир), писатель и переводчик (сохранилось его надгробие непритязательного вида)
  - Дмитриева-Мамонова Анастасия Матвеевна (1759—1803)
  - Дмитриева-Мамонова (ур. Извольская) Анна Григорьевна (1835—1861)
  - Дмитриева-Мамонова Анна Ивановна (ум. 1792) — жена сенатора
  - Дмитриева-Мамонова Дарья Фёдоровна (1762—1801) — мать декабриста М. А. Дмитриева-Мамонова (фрейлина, жена А. М. Дмитриева-Мамонова, дочь ген.-поручика князя Фёдора Фёдоровича Щербатова)
  - Дмитриева-Мамонова Прасковья Матвеевна (1751—1823) — фрейлина
  - Дмитриева-Мамонова Софья Ивановна (1795—1863)
- Добровы:
  - Добров Алексей Васильевич (1831—1896) — доктор медицины
  - Добров Николай Васильевич (ум. 1903)
  - Добров Сергей Васильевич — действительный статский советник
  - Доброва Вера Федосеевна (1837—1882), в первом браке - Вишнякова, жена потомственного почетного гражданина Ивана Петровича Вишнякова.
- Доброгурские (ошибка автора списка; правильно - Доброгорские):
  - Доброгурский Александр Аркадьевич(1840—1902) - протоиерей, потомственный священник
  - Доброгурская Ольга Александровна (1878—1881)
- Догель (ур. кн. Оболенская) Наталья Алексеевна (ум. 1886)
- Долгоруковы (Долгорукие):
  - Долгоруков Александр (ум. 1857) — князь, отрок
  - Долгорукий, Александр Александрович (1746—1805) — князь, действительный тайный советник
  - Долгорукий Александр Алексеевич (1718—1782) — князь
  - Долгоруков Александр Иванович (1793—1868) — князь, поэт и литератор, путешественник, участник Отечественной войны 1812 года, сын поэта (могила не сохранилась)
  - Долгоруков Алексей Алексеевич (1714—1793) — князь (младший брат казненного Ивана Алексеевича, попавший вместе с семьей в Березов 16-ти лет от роду, а затем отправленный Бироном на Камчатку простым матросом)
  - Долгоруков Алексей Иванович (ум. 1840) — князь, камергер
  - Долгоруков Алексей Юрьевич (1831—1888) — князь
  - Долгоруков Василий Владимирович (ум. 1813) — князь, действительный тайный советник (не путать его с тёзкой-фельдмаршалом)
  - Долгоруков Борис Алексеевич (1810—1812) — князь
  - Долгоруков Владимир Николаевич (1893—1966) — писатель(псевдоним В. Владимиров;автор исторических романов; сын князя Николая Дмитриевича Долгорукова)
  - Долгоруков (1742—1803)
  - Долгоруков Григорий Алексеевич (1809—1828) — князь
  - Долгоруков Григорий Сергеевич (1729—1778) — князь, гвардии капитан
  - Долгоруков Дмитрий Иванович (1797—1867) — князь, сенатор, дипломат и литератор, секретарь русской миссии в Константинополе, Мадриде, Риме, Лондоне, посол в Иране; сын поэта И. М. Долгорукова
  - Долгоруков Иван Алексеевич (ум. 1783) — князь
  - Долгорукий, Алексей Николаевич (1750—1816) — князь, генерал-лейтенант, участник Бородинского сражения (в надписи на его надгробии он Долгорукий, а не Долгоруков)
  - Долгорукий Иван Михайлович (1764—1823) — князь, известный поэт (надгробие новодельное, середины 20-го века)
  - Долгорукий Михаил Иванович (1729—1794) — его отец, князь; статский советник, почётный опекун Московского Воспитательного дома; сын казнённого князя Ивана Алексеевича Долгорукова (1708—1739) и графини Натальи Борисовны Шереметевой
  - Долгоруков Михаил Иванович — князь, младенец
  - Долгоруков Николай Алексеевич (1713—1790) — князь, бригадир
  - Долгоруков Николай Сергеевич (ум. 1784) — князь, секунд-майор
  - Долгоруков Павел Иванович (1787—1845) — князь
  - Долгорукий Рафаил Иванович — младенец
  - Долгорукий Фёдор Александрович (1747—1801) — князь
  - Долгоруков Юрий Алексеевич (1807—1882) — князь, сенатор (был последовательно Виленским, Олонецким и Воронежским губернатором)
  - Долгорукова Анна Сергеевна (1719—1778) — княжна, фрейлина
  - Долгорукова Варвара Николаевна (1769—1849) — княжна
  - Долгорукова Екатерина Алексеевна (1781—1860) — княгиня (урожд. Васильева, жена генерал-лейтенанта князя Сергея Николаевича Долгорукова; не путать её с полной тёзкой и княгиней, но урожд. Малиновской, подругой юности Н.Н. Гончаровой-Пушкиной-Ланской)
  - Долгорукая (ур. Давыдова) Елизавета Петровна (1805—1878) — княгиня, жена Ю. А. Долгорукова, племянница декабриста В. Л. Давыдова
  - Долгорукая Евгения Сергеевна (1770—1804) — княгиня, жена поэта И. М. Долгорукого, актриса-любительница (была похоронена вместе с мужем)
  - Долгорукова Аграфена Михайловна (ум. 1775) — княжна
  - Долгорукова Александра Александровна (1765—1809) — княгиня, жена князя Алексея Николаевича (урожд. Коробовская, в 1-м браке Иваненко)
  - Долгорукова Анна Александровна (1734—1808) — княгиня, бригадирша (2-я жена похороненного рядом с ней Николая Алексеевича)
  - Долгорукова (ур. бар. Боде) Анна Львовна — княгиня
  - Долгорукова (ур. бар. Строганова) Анна Николаевна (1731—1813) — княгиня (жена Михаила Ивановича, мать поэта И. М. Долгорукова, выплатившего монастырю 250 рублей за место погребения матери)
  - Долгорукова Дарья Александровна (1786—1810) — княгиня (жена князя Алексея Ивановича, дочь А. А. Делицына, побочного сына вице-канцлера А. М. Голицына)
  - Долгорукова Елена Алексеевна (1715—1799) — княгиня (её могила не найдена, а единственный источник сведения о её наличии в Донском монастыре, кн. П. В. Долгоруков, не относится к числу авторитетных; но издано «Слово на смерть княгини Елены Алексеевны Долгоруковой, сказыванное при погребении в Богоявленском монастыре 1799 года генваря 30 / [иеромонах Моск. акад. Амвросий]. — [М., 1799]. — 13, [1] с.»)
  - Долгорукова Елена Ивановна (ум. 1776) — княгиня, жена полковника
  - Долгорукова Елена Ивановна (ум. 1850) — княгиня
  - Долгорукова Елизавета Николаевна (1762—1778) — княгиня
  - Долгорукая Екатерина Дмитриевна (ум. 1920)
  - Долгорукая (ур. кн. Голицына) Елизавета Петровна (1800—1863) — княгиня
  - Долгорукая Мария Дмитриевна (ум. 1860) — княжна, младенец
  - Долгорукая Мария Ивановна (ум. 1808)
  - Долгорукая Наталья Дмитриевна (1849—1870) — княжна
  - Долгорукая Наталья Михайловна (1800—1819) — княжна
  - Долгорукова (ур. Скляева) Наталья Федосеевна (1715—1777) — княгиня
  - Долгорукова Мария Петровна (ум. 1779) — княгиня
  - Долгорукова Мария Александровна (род. 1713; ум. 1786) — княжна
  - Долгорукова Прасковья Михайловна (1758—1844) — княжна
  - Долгорукая (урожд. Хитрово (1820—1902) Софья Никаноровна — княгиня, жена Д. И. Долгорукого
  - Долгорукая-Крымская Феодосии Васильевна (1747—1825) — княжна, дочь генерала-аншефа В. М. Долгорукого-Крымского
- Домашева Матрёна Осиповна (1801—1893)
- Донауров Петр Александрович (ум. 1904) — полковник, участник русско-турецкой воины 1878 года; доставлен в Москву после тяжёлого ранения под Ляояном в 1904 году (даты жизни: 16.02.1863 — 24.04.1904)
- Ланская (ур. Грушецкая) Анастасия Васильевна — полковница (в первой версии данного списка фамилия была ошибочно дана в виде: «Донская»; то есть, это ошибочная и лишняя запись в исходном списке М. Д. Артамонова; правильная запись дана в данном списке — см. ниже в перечне на букву «Л»)
- Дриневич Владимир Григорьевич (1797—1854) — коллежский регистратор
- Дробышевская Юлия Степановна (1813—1899)
- Дроздова Лилия Валерьяновна (ум. 1902)
- Дружинины:
  - Дружинин Александр Иванович (1884—1921)
  - Дружинина Августа Васильевна (1812—1881)
  - Дружинина Елена Павловна (ум. 1954)
  - Дружинина Анастасия Николаевна (1904—1920)
  - Дружинина Вера Онуфриевна (1875—1907) — мещан-ка г. Богородска
  - Дружинина, Татьяна Николаевна (1909—1979) — заслуженный архитектор РСФСР (окончила высший архитектурно-строительный институт в 1931 году; вместе с ней похоронен архитектор Б. Ф. Рогайлов (1908—1981), окончивший в 1930 году ВХУТЕИН)
- Друцкие:
  - Друцкий Сергей Андреевич (1765—1840) — князь, бригадир
  - Друцкая (ур. Тутолмина) Варвара Васильевна (1769—1844) — его жена
- Дубовиковы (члены семьи фабриканта К. К. Тиля):
  - Дубовиков Фёдор Георгиевич (1883—1969) — сотрудник ЦСУ СССР, экономист-статистик и географ
  - Дубовикова Анна Карловна (1887—1953) — его жена, дочь фабриканта К. К. Тиля (здесь же и их дочь, Галина Федоровна Дубовикова (1913—1980))

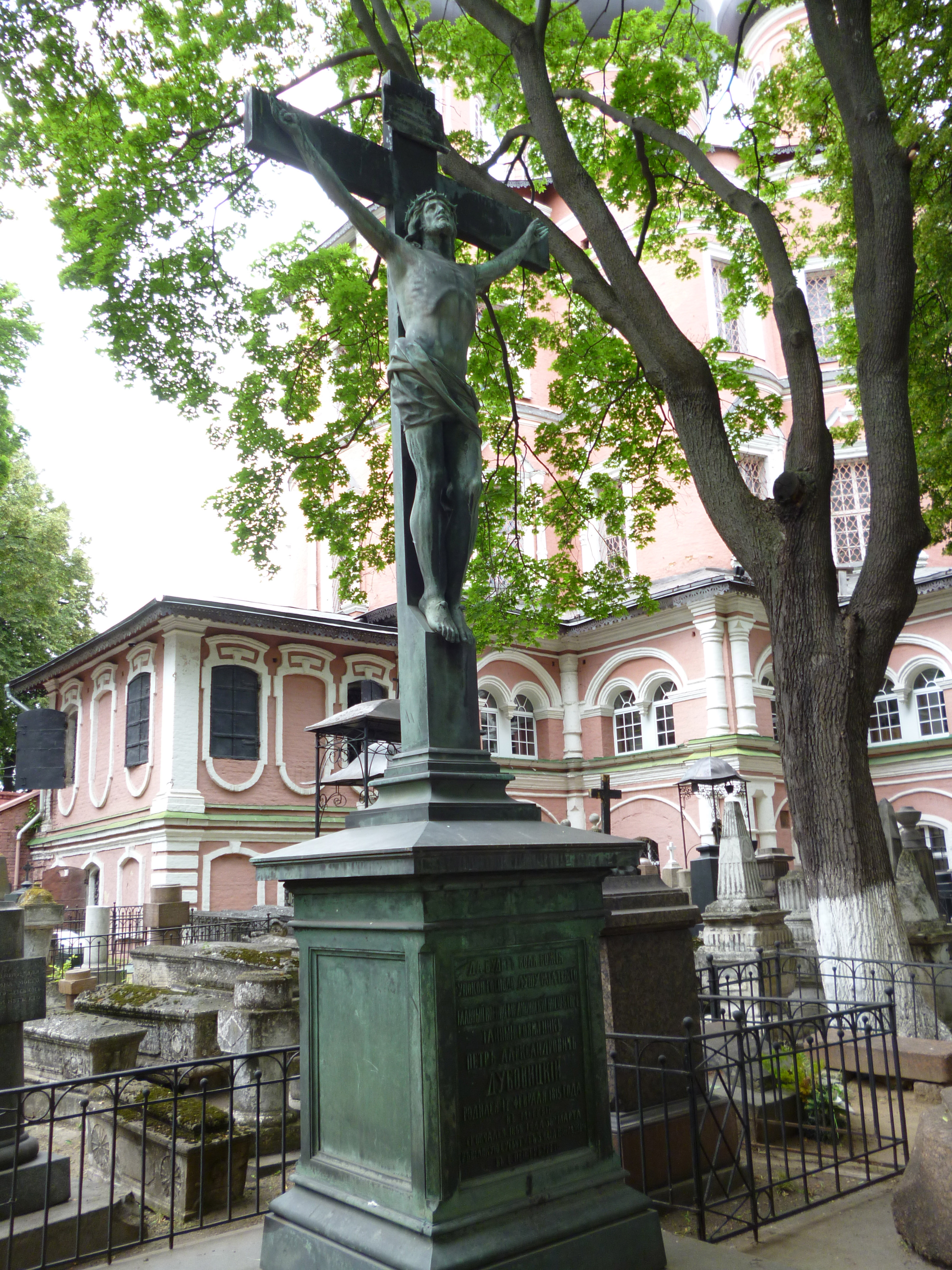
Дубовицкий Пётр Александрович

- Дубовицкие (разбогатевшие потомки дворян Ломовских, владельцев деревни Дубовицкая):
  - Дубовицкий Александр Петрович (1782—1848) — религиозный «диссидент»[неизвестный термин] своего времени
  - Дубовицкий Лев Николаевич (ум. 1825) — видимо, ошибочная запись в списке М. Д. Артамонова
  - Дубовицкий, Петр Александрович (1815—1868) — президент Медико-хирургической академии, главный военно-медицинский инспектор. Могила имеет статус объекта культурного наследия регионального значения[2]; надгробие работы российского скульптора немецкого происхождения А.Р. фон-Бока
  - Дубовицкий Петр Николаевич (1753—1825) — надворный советник
  - Дубовицкая (ур. Стахович) Мария Александровна (1827—1872) — жена П. А. Дубовицкого (на его могиле огромное скульптурное распятие), следов её захоронения не найдено
  - Дубовицкая (ур. Озерова) Мария Ивановна (ум. 1821)
  - Дубовицкая, Надежда Александровна (1817—1897) — художник-пейзажист
- Дубровины:
  - Дубровин Александр Александрович (ум. 1901)
  - Дубровин Николай Сергеевич (1775—1829) — коллежский асессор
  - Дубровин Николай Фёдорович (ум. 1891)
  - Дубровин Фёдор Николаевич (ум. 1869)
  - Дубровина Варвара Даниловна (ум. 1906)
  - Дубровина Екатерина Ивановна (1814—1844)
  - Дубровина (ур. Леонтьева) Анна Фёдоровна — коллежская советница
  - Дубровина Екатерина Николаевна (1824—1866) — дочь коллежского асессора
  - Дубровины: дети А. Н. Дубровина — Николай, Екатерина, Павел, Софья
  - Дубровская Анна Васильевна (ум. 1893)
- Дуглас-Гамильтон (ур. Суханова-Подколзина) Евдокия Гавриловна (1846—1887) — леди (её первым мужем был с 1866 по 1875 годы Иван Степанович Паскевич; а вторым — Чарльз Джордж Дуглас-Гамильтон, 7-й граф Селкирк, род. 18 мая 1847, ум. 2 мая 1886)
- Дудов Н. (1878—1960)
- Дунин Василий Иванович — поручик (точнее, 19-летний прапорщик Новороссийского драгунского полка), убит в Бородинском сражении
- Дука Иван (1778) — доктор

- Дурасовы:

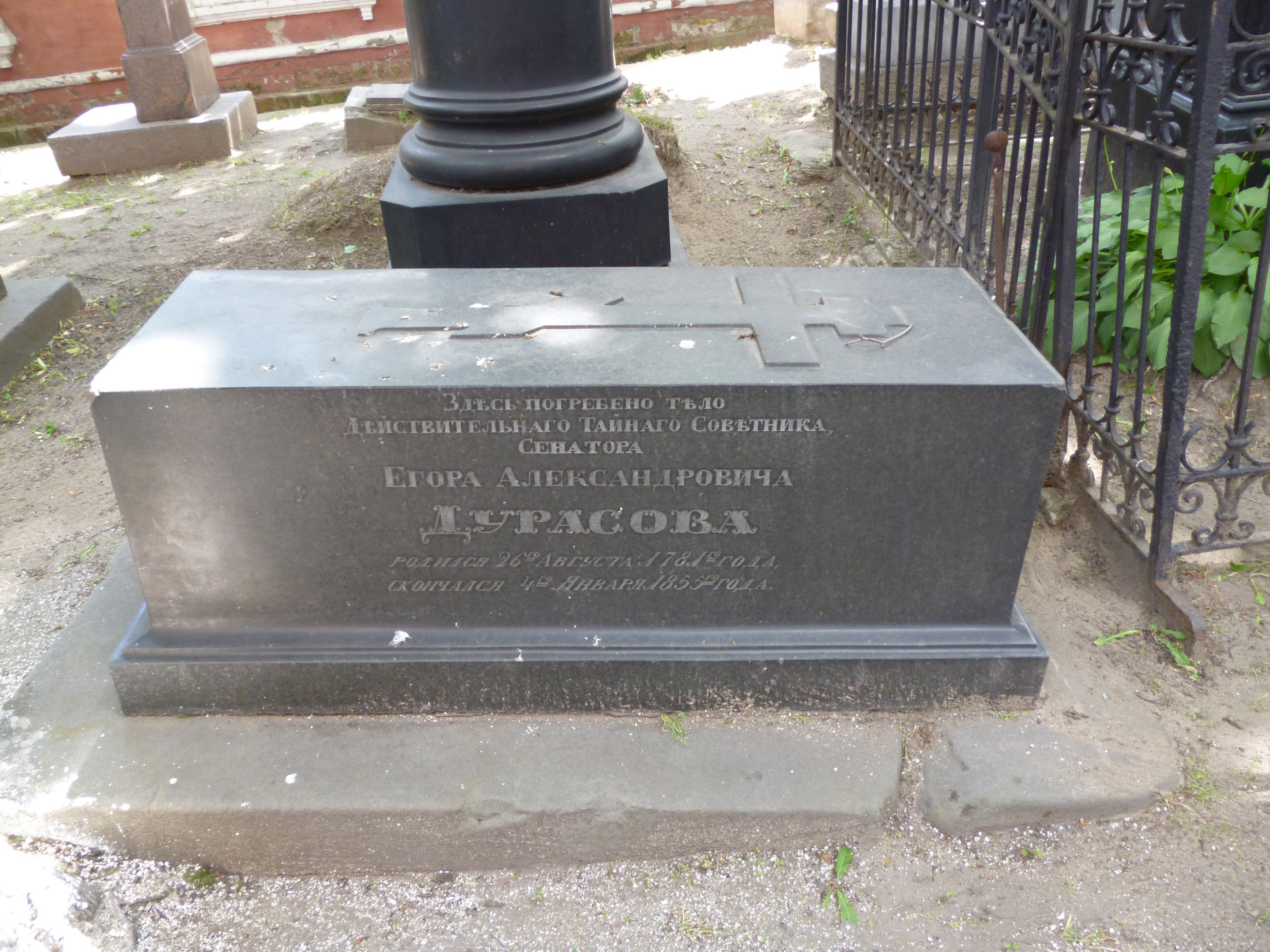
Дурасов Егор Александрович

  - Дурасов Егор Александрович (1781—1855) — действительный тайный советник, сенатор (вице-губернатор Москвы в период: 1813—1817 годы)
  - Дурасов Дмитрий Николаевич (1750—1832) — генерал-майор
  - Дурасов Николай Фёдорович (1729—1782) — действительный тайный советник (по другим источникам он скончался в отставке действительным статским советником)
  - Дурасова Настасья Николаевна (1768—1785) — дочь действительного тайного советника
  - Дурасова Прасковья Матвеевна (1731—1780) — жена действительного тайного советника
- Дурновы:
  - Дурнов Данила Алексеевич (1764—1806) — лейб-гвардии подпоручик
  - Дурнов Михаил Алексеевич (1767—1801) — капитан
  - Дурнов Михаил Михайлович (1792—1794)
- Дурново:
  - Дурново Василий Дмитриевич (1788—1833) — помещик (сосед помещиков Леонтьевых и по их семейной легенде он возможно является биологическим отцом известного религиозного мыслителя и писателя К. Н. Леонтьева)
  - Дурново Ефим Иванович (ум. 1714) — майор (был похоронен в Сергиевском приделе Малого собора; в его память родители начали постройку в монастыре церкви во имя Евфимия Великого)
  - Дурново Степан Васильевич (1821—1890) — генерал-майор
  - Дурново (ур. кн. Одоевская) Екатерина Сергеевна (1787—1815)
  - Дурново Наталья Дмитриевна (1792—1811) — девица
  - Дурново Пелагея Алексеевна (1670—1725) — жена стольника (урожд. Мансурова; могила была в больничной церкви Евфимия, радикальо перестроенной под усыпальницу Голицыных)
  - Дурново Степанида Львовна (ум. 1761) — жена полковника (урожд. Вельяминова-Зернова; могила была в больничной церкви Евфимия, радикальо перестроенной под усыпальницу Голицыных)
  - Дурново Татьяна Ивановна (ум. 1779) — жена полковника
- Дьяков Степан (1855—1861)

### Е
- Евгения (ум. 1904) — монахиня
- Евгений (в миру Казанцев Андрей Евфимович; 1778 -1871) - архиепископ Ярославский и Ростовский
- Евлашев Алексей Дмитриевич (ум. 1786) — сын премьер-майора
- Евневич:
  - Евневич, Николай Игнатьевич (30.01.1831 — 28.07.1897) — генерал-майор (с 17.11.1884; в 1849 - прапорщик)
  - Евневич Мария Петровна (1836—1910) — его жена
- Евнины:
  - Евнина Анна Львовна (1882—1955)
  - Евнина Мира Марковна (1903—1946)
- Евпраксея Петровна — монахиня
- Евреиновы (русский дворянский род; фамилия происходит от переселившегося в Россию польского купца-еврея):
  - Евреинов Дмитрий Павлович (1842—1892)
  - Евреинов Дмитрий Петрович (ум. 1852)
  - Евреинов Михаил Михайлович (1820—1898)
  - Евреинов Николай Иванович (ум. 1831) — действительный статский советник, прокурор (на сохранившемся надгробии указаны даты жизни: 1728—1831; но статский советник с 1805 г. , прокурор и литератор Николай Иванович Евреинов в публикациях упоминается с другими годами жизни: 1743—1818)
  - Евреинов Павел Александрович (ум. 1857) — двоюродный дядя М. Ю. Лермонтова (сын сестры бабушки Лермонтова Елизаветы Алексеевны — Александры Алексеевны Евреиновой (урожд. Столыпиной))
  - Евреинов Петр Алексеевич (1768—1786) — сержант Преображенского полка
  - Евреинова Аграфена Павловна (1837—1853) — девица
  - Евреинова (ур. кн. Оболенская) Софья Александровна (1815—1852) — жена Павла Александровича (их могилы не найдены)
- Егоровы:
  - Егоров Александр (ум. 1817) — младенец, сын полковника
  - Егоров Аркадий Александрович (1862—1895)
  - Егоров Василий Егорович (1813—1872) — крестьянин Ярославской губернии
  - Егоров, Леонид Георгиевич (1862—1890) — архитектор
  - Егоров Михаил Семёнович
  - Егоров Петр Егорович (ум. 1793) — надворный советник
  - Егорова (ур. Карцева) Варвара Ивановна (ум. 1856) — жена полковника
  - Егорова Варвара Захаровна (1809—1830) — дочь полковника
  - Егорова Лидия Фёдоровна (1887—1962)
  - Егорова Раиса Дмитриевна (ум. 1909)
  - Егорова (ур. Стуковенкова) Софья Николаевна (1868—1894)
  - Егорова Юлия Викторовна
- Еения (так у автора списка) (1890—1951)
- Елагины:
  - Елагин Алексей Петрович (1748—1801) — секунд-майор (сохранилось его надгробие с нечитаемой надписью)
  - Елагина Александра Николаевна (1776—1818) — жена ротмистра (Николая Александровича Елагина; урождённая Бегичева; её надгробие отреставрировано в 2021 году)
  - Елагина (ур. кн. Щербатова) Анна Александровна — без дат жизни на плохо сохранившейся надгробной плите (её родители — Александр Фёдорович и Варвара Петровна Щербатовы; похоронена неподалёку от могилы сестры, Е. А. Свербеевой)
  - Елагина Надежда Ивановна (1757—1835) — коллежская советница
  - Елагина Надежда Михайловна (1761—1815)
- Елена (1821—1821) — младенец, крестница генерала Ф. И. Талызина
- Елисей (ум. 1792) — архимандрит Афонской горы Халкидонского монастыря
- Елфимовы:
  - Елфимов Василий Александрович (1803—1843) — полковник корпуса инженеров путей сообщения (надгробие отреставрировано за летне-осенний период 2020 года)
  - Елфимова Мария Фёдоровна (в монашестве — Маргарита) (1778—1854)
  - Елфимов Николай Александрович (1815—1872) — майор
- Ельчанинов Сергей Алексеевич (1821—1869) — артиллерии подполковник (участник Крымской войны)
- Епанешниковы:
  - Епанешников Яков Васильевич (ум. 1874)
  - Епанешников Александр Иванович (ум. 1847) — купеческий сын
  - Епанешникова Елизавета Николаевна (1833—1891)
- Ерарские:
  - Ерарский Виктор Владимирович (1876—1937)
  - Ерарский Константин Викторович (1907—1956)
  - Ерарская Валечка (1933—1935)
  - Ерарская Зинаида Евгеньевна (1883—1958)
- Ергольские:
  - Ергольский, Владимир Николаевич (1776—1836) — генерал-майор (могила утеряна)
  - Ергольская Екатерина Петровна (1814—1897)
- Еремеевы:
  - Еремеев Александр Матвеевич (1875—1884) — отрок
  - Еремеев Лев Иванович (1784—1853) — гвардии поручик
  - Еремеев Матвей Алексеевич (1882—1910) — потомственный почетный гражданин
  - Еремеев Николай Матвеевич (ум. 1913) — потомственный почетный гражданин
  - Еремеев Пётр Матвеевич (1869—1894) — сын потомственного почетного гражданина
  - Еремеева Анна Матвеевна (ум. 1906) — дочь потомственного почетного гражданина
  - Еремеева Елена Матвеевна (1864—1885) — девица
  - Еремеева Елена Петровна (1842—1915) — потомственная почетная гражданка
  - Еремеева Надежда Матвеевна (ум. 1899) — её дочь
  - Еремеева Ольга Матвеевна (1869—1897) — девица
  - Еремеева (ур. Прокопович-Антонская, дочь Михаила Антоновича) Анна Михайловна (1795—1865)
- Ермишкина (ур. Вититина) Т. Ф.
- Ермоловы:
  - Ермолов Фёдор Александрович (1796—1845) — сын фаворита Екатерины II — А. П. Ермолова (1754—1835)
  - Ермолова (ур. кн. Волконская) Екатерина Семёновна (1743—1818) — надворная советница, мать фаворита Екатерины II — А. П. Ермолова (1754—1835)
  - Ермолова (ур. кн. Голицына) Елизавета Михайловна (1767—1833) — генерал-майорша, жена фаворита Екатерины II — А. П. Ермолова (1754—1835)
- Ершовы:
  - Ершов Владимир Иванович (1844—1899) — сын Ивана Ивановича; наказной атаман Оренбургского казачьего войска и оренбургский губернатор (4 августа 1899 г., находясь в Берлине на лечении, скончался от паралича сердца; могила его, бывшая рядом с могилой сына-подростка, не сохранилась)
  - Ершов Иван Владимирович (1883—1895) — сын В. И. Ершова (воспитанник 3-го класса кадетского корпуса, умер от скоротечного дифтерита; надгробие тщательно отреставрировано зимой 2020—2021 г.г.)
  - Ершов Иван Иванович (1806—1864) — сын Ивана Захаровича (отставной полковник гвардии, брат Николая Ивановича; в 1851 году вместе с отцом был в судебном порядке признан виновным в клевете на бывшего калужского губернатора Н. М. Смирнова и приговорен Сенатом к тюремному заключению на 6 месяцев)
  - Ершов, Иван Захарович (1777—1852) — генерал-лейтенант, участник Отечественной войны 1812 года; скончался 19 января в Петербурге и отпет 23 января в Исаакиевском соборе (затем в соответствии с распоряжениями властей организована доставка тела в Москву и погребение в Донском монастыре)
  - Ершов Николай Иванович (1811—1875) — сын Ивана Захаровича; ротмистр, владелец конного завода, ему принадлежал знаменитый конь Резвый (могила не сохранилась)
  - Ершова (ур. Хрущёва) Екатерина Васильевна (ум. 1783) — жена майора
  - Ершова (ур. Михалкова) Елизавета Сергеевна (1822 - 14.03.1896) — жена Николая Ивановича Ершова (и тётя похороненного на соседнем участке Бориса Владимировича Михалкова)
- Есаулова Татьяна Михайловна (ум. 1833) — статская советница
- Ефимова (точнее, Яфимович, ур. Нарышкина) Прасковья Семёновна (1762—1844) — действительная статская советница (дочь С.В. и М. И. Нарышкиных, племянница похороненного поблизости Алексея Васильевича Нарышкина; тёща А. И. Дмитриева-Мамонова; вдова, муж её, Иван Николаевич, погребён в калужском имении в 1817 году)
- Е(Я)фимович Алексей Иванович (ум. 1823) — действительный статский советник (её сын)
- Ефимовские:
  - Ефимовская Анна Петровна (1788—1789) — графиня
  - Ефимовская Елизавета Петровна (ум. 1793) — графиня, девица
- Ефремов Кузьма Ефремович (1823—1901) — названый отец К. и О. Мессинг, старец (простой богочестивый мастеровой, опекавший до смерти мать и дочь семьи Мессинг; а К. и О. Мессинг — это Клеопатра Владимировна Каблукова, жена некого Г. Мессинга, и её дочь Олимпиада)

### Ж
- Ждановы:
  - Жданов Александр Александрович (1883—1954)
  - Жданов Борис Александрович (1885—1965)
  - Жданова Мария Севастьяновна (ум. 1775) — коллежская асессорша
- Жегалкины:
  - Жегалкин Александр Васильевич (1793—1821) — купеческий сын
  - Жегалкин Дмитрий Александрович (1819—1857) — коллежский асессор (окончил Моск. коммерческое училище, выпуск 1838)
- Жемочкины (ударение на втором слоге):
  - Жемочкин Александр Михайлович (1845—1892)
  - Жемочкин, Борис Николаевич (1887—1961) — заслуженный деятель науки и техники РСФСР, генерал-майор, профессор ВИА имени В. В. Куйбышева, лауреат Сталинской премии (1951)
  - Жемочкин Володя (1892—1908)
  - Жемочкин, Дмитрий Николаевич (1891—1966) — инженер ЦНТИКОП, лауреат Сталинской премии (1946), специалист и изобретатель в области кожевенного дела
  - Жемочкин Михаил Петрович (1809—1887) — владелец нескольких кожевенных заводов, глава Товарищества кожевенного и сыромятного заводов «Михаил Жемочкин с сыновьями в Москве»
  - Жемочкин Павел Михайлович (1853—1875) — его сын
  - Жемочкин Николай Михайлович (1851—1930) — сын Михаила Петровича, отец лауреатов Б. Н. и Д. Н. Жемочкиных
  - Жемочкин Пётр Михайлович (1844—1866) — ученик училища живописи (сын Михаила Петровича)
  - Жемочкин Сергей Михайлович — старший сын Михаила Петровича
  - Жемочкина Агния Ивановна (1871—1905)
  - Жемочкина Анна Сергеевна — ур. Гомановская, жена М. П. Жемочкина
  - Жемочкина Александра Фёдоровна (ум. 1902)
  - Жемочкина Мария Васильевна (1889—1953)
  - Жемочкина Наталья Семёновна (1867—1918)
- Жемчужникова (ур. Могилевская) Елена Павловна (1821—1869) — действительная статская советница (её муж — черниговский, курский и подольский вице-губернатор Фёдор Аполлонович Жемчужников)
- Жеребцовы:
  - Жеребцов, Александр Алексеевич (1754—1807) — действительный камергер, масон, основатель и первый досточтимый мастер ложи «Соединённых друзей», зять графа А. Н. Зубова
  - Жеребцов, Дмитрий Сергеевич (1777—1845) — действительный статский советник (новгородский гражданский губернатор с 26 авг. 1818 по 1826 г.; имел репутацию одного из самых ретивых сторонников Аракчеева; но предан был суду с удалением от должности в 1827 году)
  - Жеребцова Надежда Сергеевна (ум. 1861) — его жена (урожд. Олсуфьева, фрейлина великой княгини Анны Фёдоровны)
  - Жеребцова Анна Александровна (1783—1785) — дочь-младенец камергера Александра Алексеевича Жеребцова, женатого на скандально известной О. А. Зубовой-Жеребцовой
  - Жеребцова (урожд. Квашнина-Самарина) Прасковья Никитична (ум. 1783) — генеральша (её муж — Николай Григорьевич Жеребцов)
- Жигарев В. Я. (1741—1802) — московский городской голова (купец Василий Яковлевич, в 1788—1802 гг. — именитый гражданин, в 1786—1789 гг. — заседатель совестного суда, в 1789—1792 гг. — градский голова, в 1801 г. — надворный советник; надгробие перенесено из Андроникова монастыря)
- Жиллет:
  - Жиллет Александр Иванович (1816—1888) — полковник артиллерии
  - Жиллет Дмитрии Иванович (1817—1868) — полковник
  - Жиллет Иван Николаевич (ум. 1830) — коллежский советник
  - Жиллет Александра Ефимовна (1788—1828) — его жена
  - Жиллет Ольга Николаевна (ум. 1893) — полковница
- Жихаревы:
  - Жихарев Александр Александрович (1827—1887) — штабс-ротмистр (сын Александра Матвеевича и Веры Павловны Жихаревых)
  - Жихарев Александр Матвеевич (1787—1852) — артиллерии полковник (капитан-лейтенант флота. В 1812 г. — лейтенант на корабле «Смелый»)
  - Жихарева Александра (1819—1820)
  - Жихарева Александра (1824—1833)
  - Жихарева Вера Павловна (1795—1881) — урожд. кн. Шаховская (её муж — артиллерии полковник Александр Матвеевич Жихарев)
- Жичкин Петр (ум. 1782) — князь, прапорщик (именно так зафиксировано в Путеводителе 1795 года и повторено в «Московском некрополе» начала XX века, хотя сведений о князьях Жичкиных не найдено)
- Жолубова Агриппина Петровна (ум. 1785) — бригадирша
- Жуковы:
  - Жуков Алексей Алексеевич (1857—1886)
  - Жуков Алексей Николаевич (1823—1873) — потомственный почетный гражданин
  - Жуков, Афанасий Семёнович (1714—1792) — генерал-поручик (начальник Тульского оружейного завода); был женат на Феодоре Николаевне Ивановой, сестре "Салтычихи"
  - Жуков Евфимий Гаврилович (1768—1823) — купец
  - Жуков Иван Афанасьевич (1739—1815) — премьер-майор (сын Афанасия Семёновича, на 1770 год майор артиллерии; состоятельный помещик Московской и Тульской губерний, имел 1000 душ крепостных)
  - Жуков Николай Ефимович (1801—1846) — почетный гражданин
  - Жукова Екатерина Илларионовна (1775—1860) — почетная гражданка
  - Жукова Софья Ивановна (1788—1818) — коллежская советница
- Жуковские:
  - Жуковский Игнатий (ум. 1777) — ротмистр
  - Жуковский, Николай Егорович (1847—1921) — «отец русской авиации», профессор; с 1893 года имел чин действительного статского советника. Могила имеет статус объекта культурного наследия федерального значения[2] (портретный барельеф на его надгробии выполнен Вячеславом Андреевым)
  - Жуковский Сергей Николаевич (1900—1924) — его сын
  - Жуковская Елена Николаевна (1894—1920) — его дочь
- Журавлёвы:
  - Журавлёв Иван Миронович (ум. 1779) — купец и фабрикант
  - Журавлёв Николай Иванович (1761—1783) — купец и фабрикант
  - Журавлёва Евдокия Васильевна (ум. 1779) — купчиха
- Журов Александр Иродионович (ум. 1902, род. 1840) — шуйский мещанин, затем купец; почетный блюститель Нелазского двухклассного образцового училища Череповецкого уезда Новгородской губернии; дядя-свойственник (муж тёти) поэта Игоря Северянина; отец оперного режиссёра и певца Витторио Андога
- Жусм Феодосий (ум. 1791) — грек, итальянский купец

### З
- Забалуевы:
  - Забалуев Александр Яковлевич (1898—1952)
  - Забалуева Надежда Николаевна (1901—1959)
- Забиякины:
  - Забиякин Михаил Фёдорович (1835—1873) — капитан
  - Забиякин, Фёдор Михайлович (1803—1859) — доктор медицины, статский советник
  - Забиякин Фёдор Фёдорович (1842—1874)
  - Забиякина Людмила Николаевна (1810—1867) — статская советница
- Заблоцкий Владимир Андреевич (ум.1967) — сотрудник Главного управления металлургической промышленности НКТП (Народный комиссариат тяжёлой промышленности), похоронен вместе с режиссёром Е. И. Страдомской (см. ниже в списке)
- Заболотские-Платоновы:
  - Заболотский-Платонов Василий Иванович (1789—1856) — протоиерей (протопресвитер Большого Успенского собора в Москве)
  - Заболотская-Платонова Александра Яковлевна (1796—1848) — его жена
- Заболоцкая Лидия (ум. 1859) — младенец
- Завадовские (по «Московскому некрополю» — Заводовские):
  - Завадовский Михаил Михайлович (ум. 1878) — по отчеству он Иванович; похоронен вместе с К. И. Шервудом-Верным
  - Завадовская Екатерина Иосифовна (ум. 1888) — его жена, урожд. Шервуд (сестра Владмира Иосифовича)
- Завитневич, Александра Георгиевна (1900—1960) — старейший сотрудник Музея архитектуры им. Щусева (она родом из обрусевших немцев; её отец, Круссер Георгий Пафнутьевич, обвинён в связях с врангелевским РОВС и расстрелян в 1938 г.)
- Завьялова Мария Ивановна (ум. 1789)
- Загряжские:
  - Загряжский, Николай Артемьевич (ум. 1788) — генерал-майор (двоюродный прадед Натальи Николаевны Гончаровой; брат строителя усадьбы Ярополец)
  - Загряжская Надежда Николаевна (1823—1847) — дочь князя Н. Н. Чегодаева, жена дворянина Николая Алексеевича Загряжского
  - Загряжская Анастасия Михайловна (1728—1779) — дочь адмирала (князя М. М. Голицына-младшего; жена Николая Артемьевича; сохранилась её надгробная доска в полу трапезной Малого собора; а вплоть до начала 20-го века эта традиционная форма надгробия дополнялась живописным портретом погребённой)
- Зайончковская (ур. Гатцук) Софья Алексеевна (1867—1943)
- Замочнина Александра Алексеевна (1783—1826) — девица
- Замятины:
  - Замятин Александр Иванович (ум. 1771) — капитан
  - Замятин Николай (ум. 1842) — младенец
  - Замятнин Григорий Григорьевич — полковник (на самом деле Замятнин Григорий Егорович, ум. 1790)
- Замятнины:
  - Замятнина Авдотья Афанасьевна — генерал-майорша
  - Замятнина Александра Алексеевна (1783—1826)
  - Замятнина Дарья Алексеевна (1786—1845)
  - Замятнина Софья Карловна (1796—1832) — жена статского советника (Михаила Николаевича Замятнина, урождённая Бланк)
  - Замятнина Фекла Сергеевна (1754—1797) — капитанша
- Занегины:
  - Занегин Николай Фёдорович (1842—1897) — доктор, статский советник (в сентябре 2018 года разработана проектная документация реставрации надгробия; реставрация выполнена в 2020—2021 годы)
  - Занегина Анна Филимоновна (1843—1905) — его жена
- Заремба Софья Владимировна (ур. Аладьина) (1851—1902)
- Зарубин Василий Степанович
- Зарудный Николай Иванович (1819—1853) — полковник
- Затрапезная (ур. Журавлёва) Марфа Романовна (ум. 1799) — статская советница (вдова купца, ставшего статским советником за его заслуги отечественной промышленности)
- Захаровы:
  - Захаров Константин Иванович (1832—1891) — доктор медицины, статский советник (могила утеряна)
  - Захаров Михаил Петрович (1816—1889) — статский советник, автор «Путеводителя по Москве» (1852, 1865, 1868)[9]
  - Захарова Екатерина Михайловна (1872—1872)
  - Захарова (ур. Семёнова) Ольга Васильевна (ум. 1807) — статская советница
- Захарьины:
  - Захарьин Василий Борисович (1788—1870)
  - Захарьина Татьяна Ивановна (1794—1878) — ярославская помещица, жена Василия Борисовича Захарьина, крестная мать Т. А. Берс-Кузминской
- Звягинцевы:
  - Звягинцев Тихон Васильевич (ум. 1869) — коллежский асессор
  - Звягинцева Анна-Варвара Николаевна (ум. 1901)
- Зеленины:
  - Зеленин Владимир Николаевич (ум. 1951)
  - Зеленина Александра Николаевна (1887—1975)
- Землер Надежда Ивановна (ур. Беленченко) (ум. 1895) — жена коллежского асессора (дочь генерал-майора)
- Зенбулатов Фёдор Иванович (ум. 1833) — гвардии поручик
- Зенины:
  - Зенин Иван Гаврилович (ум. 1897) — потомственный почетный гражданин (на пышном беломраморном надгробии отчётливо указан год смерти - 1879, что подтверждается и архивными документами)
  - Зенина Мария Николаевна (ум. 1906) — потомственная почетная гражданка (его жена, а с 1879 года вдова, откупившая себе могильное место рядом с могилой мужа за 200 рублей)
- Зиловы (русифицированная форма старинной немецкой фамилия Sylow; означает: «заброшенные, никчемные земли, пустоши») :
  - Зилов К. А. (1888—1946) — Кирилл Алексеевич, замдиректора государственного литературного музея по хозяйственным и финансовым вопросам
  - Зилов Сергей Алексеевич. (1876—1953) — юрист (по детскому праву)
  - Зилова Е. Д. (1891—1954) — ур. Елизавета Дмитриевна, дочь похороненных рядом с ней Д. Ф. и В. В. Повалишиных
  - Зилова Е. П. (1885—1962) — ур. Ильина Екатерина Петровна (жена Сергея Алексеевича Зилова)
- Зиновьевы:
  - Зиновьев Андрей Степанович (1704—1781) — статский советник
  - Зиновьев, Степан Андреевич (1743—1805) — его сын, бригадир, масон (бригадир с 01.01.1777)
  - Зиновьев Яков Дмитриевич (1824—1884)
  - Зиновьева (ур. кн. Меншикова) Екатерина Александровна (1748—1781) — дочь генерал-аншефа князя А. А. Меншикова (фрейлина, затем жена генерал-поручика и дипломата Степана Степановича Зиновьева)
  - Зиновьева Наталья (ум. 1781) — жена поручика
- Золотовы:
  - Золотов Всеволод Николаевич (1914—1956)
  - Золотов Николай Доримедонтович (1884—1957)
  - Золотова Лидия Алексеевна (1888—1953)
- Зонова (ур. Соколова) Екатерина Васильевна (1772—1803)
- Зорины:
  - Зорин Иван Григорьевич (1865—1922)
  - Зорин Павел Сергеевич (1852—1911)
  - Зорин Рафаил Павлович (1889—1956)
  - Зорина Агриппина Ивановна (1854—1907)
  - Зорина Софья Павловна (1900—1961)
- Зорина-Новская Лидия Павловна (1887—1963)
- Зосимы (греческие купцы):
  - Зосима, Зой Павлович (1757—1827) — меценат, издатель, член академии и университета
  - Зосима Феодосий Павлович (ум. 1791) — грек, его старший брат
- Зотова (ур. Нейдгардт) Елизавета Александровна (1820—1878) — жена графа Петра Ивановича Зотова (дальнего потомка по прямой линии от дьяка Никиты Зотова, воспитателя Петра Великого)
- Зубковы:
  - Зубков Аврам Петрович (1791—1856) — клинский уездный судья (брат В. П. Зубкова)
  - Зубков Борис Васильевич (1829—1834)
  - Зубков, Василий Петрович (1799—1862) — декабрист (получивший оправдательный аттестат). Могила имеет статус объекта культурного наследия федерального значения[2]. (Нынешний новодельный памятник установлен в 1950-х годах в 3-х метрах от могилы)
  - Зубков Иван Аврамович
  - Зубков Николай Абрамович (1762—1804) — майор
  - Зубков Петр Абрамович (ум. 1887)
  - Зубков Петр Аврамович (1821—1850)
  - Зубкова Надежда Петровна (1802—1876)
  - Зубкова (ур. Евреинова) Наталья Петровна (16.04.1775-5.06.1845) — мать Василия Петровича Зубкова
  - Зубкова Мария Михайловна(1773—1796) — графиня (графов Зубковых в истории не существовало)
  - Зубкова Ульяна Фёдоровна (ум. 1777) — купчиха
- Зубовы:
  - Зубов, Александр Николаевич (1727—1795) — граф (возведен императором Францем II в графское достоинство Римской империи), сенатор, тайный советник (над его могилой семейная усыпальница в виде храма во имя Александра Свирского)
  - Зубов Василий (1773—1782) — граф, внук сенатора (точнее, сын-подросток Александра Николаевича Зубова)
  - Зубова Екатерина (1761—1781) — графиня, внучка (точнее, дочь Александра Николаевича Зубова)
  - Зубова (ур. кн. Голицына) Надежда Дмитриевна (1794—1830) — ротмистрша (сохранился лишь фрагмент её надгробия работы И. П. Витали: он находился среди груды неопознанных обломков надгробий, лежащих с 2010 года на неком помосте близ Большого собора, а с 2016 года размещённых у восточной стены монастыря; к середине 2017 года этот фрагмент надгробия исчез оттуда и найден под западным крыльцом Большого собора)
- Зуева Е. П. (ум. 1951)
- Зыбины:
  - Зыбин В. Д. (1698 - 1770;Василий Давыдович) — действительный статский советник (могила в трапезной Малого собора не сохранилась)
  - Зыбин Полуэкт Васильевич(1742—1791) — секунд-майор
  - Зыбина Екатерина Васильевна (1734—1826) — дочь генерал-майора
  - Зыбина Наталья Васильевна (1780—1832)
  - Зыбина Ольга Васильевна (ум. 1833) — дочь действительного статского советника
- Зяблова Зинаида Андреевна (1865—1946)

### И
- Иаков (1811—1885) — епископ Муромский
- Ивановы:
  - Иванов Александр Николаевич (1894—1959)
  - Иванов Аркадий Иванович (1878—1952)
  - Иванов Владимир Николаевич (1905—1991) — историк (внёс значит. вклад в дело сохранения некрополя Донского монастыря, первый заместитель председателя Центрального совета, почетный член ВООПИиК, вице-президент ИКОМОС при ЮНЕСКО)
  - Иванов Евгений Николаевич (1913—1951)
  - Иванов Михаил Адрианович (1851—1906) — статский советник
  - Иванов Павел Андреянович (1819—1874) — купец
  - Иванов Петр Иванович (ум. 1951)
  - Иванов Трофим — гренадер лейб-гвардии Измайловского полка (могила утеряна; место её известно лишь с точностью до участка некрополя)
  - Иванов, Фёдор Иванович (ум. 1788) — генерал-майор (могила не найдена)
  - Иванов, Фёдор Фёдорович (1777—1816) — драматург, поэт, участник Отечественной войны 1812 года (отец загадочной «НФИ», ставшей адресатом некоторых лирических стихотворений М. Ю. Лермонтова)
  - Иванова Аксинья Ивановна (ум. 1851) — жена титулярного советника
  - Иванова Евгения Алексеевна
  - Иванова Екатерина Николаевна (1889—1959)
  - Иванова М. А.
  - Иванова Т. С.
- Иваненко:
  - Иваненко Ника (1876—1883)
  - Иваненко (ур. Хвощинская) Софья Николаевна (1852—1876)
- Ивановские:
  - Ивановский Иван Степанович (1811—1875) — коллежский асессор
  - Ивановская Елизавета Фёдоровна (1819—1909) — его жена
- Иванчина-Писарева Мария Андреевна (ум. 1789) — коллежская асессорша
- Игнатьевы (родовитые, но нетитулованные дворяне) :
  - Игнатьев Александр Алексеевич (ум. 1913)
  - Игнатьева Софья Дмитриевна (ум. 1912)
  - Игнатьев Афанасий Иванович (р. 1765) — сын Ивана Михайловича Игнатьева (бригадир и тульский помещик)
  - Игнатьев Иван Михайлович (ум. 1792) — действительный статский советник (и среднепоместный помещик нескольких губерний)
  - Игнатьева Пелагея Ивановна (1760—1787) — его дочь
- Игумновы (их семейное захоронение с надгробиями было вблизи северного входа Большого собора):
  - Игумнов Гавриил Матвеевич (1805—1888) — потомственный почетный гражданин (петербургский купец, соучредитель «Товарищества Ярославской Большой мануфактуры бумажных изделий», золотопромышленник; дядя Н. В. Игумнова — владельца сказочного дома-терема на Якиманке)
  - Игумнова Вера Яковлевна (1811—1876) — его жена
- Ижорины:
  - Ижорин Петр Алексеевич
  - Ижорин Алексей Петрович (1758—1790) — лейб-гвардии прапорщик
  - Ижорина (ур. Колюбакина) Александра Алексеевна (1756—1784)
- Иевлевы:
  - Иевлев Василий Никитич (ум. 1791)
  - Иевлева Ирина (1703—1793) — майорша
- Извольские:
  - Извольский Владимир Григорьевич (ум. 1897)
  - Извольский Григорий Павлович (1789—1867) — прапорщик (на военной службе с 1810 г. юнкером, уволен по болезни гвардии прапорщиком)
  - Извольская (ур. Губарева) Екатерина Андреевна (1802—1866) — его жена
  - Извольская Екатерина Никифоровна (1744—1794) — жена подпоручика
  - Извольская Елизавета Петровна (1851—1889) генерал-майорша (урожд. Языкова, жена Григория Григорьевича Извольского)
- Измайловы:
  - Измайлов Алексей Михайлович (ум. 1783) — капитан лейб-гвардии
  - Измайлов Дмитрий Львович (1737—1779) — полковник (отец боевого генерала Л. Д. Измайлова со скандальной «славой» жестокого помещика-крепостника и самодура)
  - Измайлов Михаил Михайлович (1722—1800) — генерал-поручик (его общее с женой надгробие перенесено из Малого собора в усыпальницу Голицыных)
  - Измайлова Анна Владимировна (ум. 1786)
  - Измайлова Елизавета Львовна (1801—1813)
  - Измайлова Мария Александровна (24 марта 1730 — 15 мая 1780) — жена М. М. Измайлова (дочь Александра Львовича Нарышкина, троюродная сестра и фрейлина с 1749 года имп-цы Елизаветы Петровны; 14 февраля 1756 вышла замуж за камер-юнкера Михаила Михайловича Измайлова; была погребена в трапезной Малого собора)
  - Измайлова Наталья (1765—1784)
- Измаильские:
  - Измаильский Иван Фёдорович (ум. 1839) — чиновник
  - Измаильская Екатерина Николаевна (ум. 1832) — его жена
- Измалкова (ур. гр. Девиер) Клеопатра Александровна (ум. 1916) — мать актрисы Ольги Петровны Измалковой (сценический псевдоним Игорева)
- Изъединов Петр Львович (1821—1853)
- Изюмова Евдокия Васильевна (1844—1902)
- Иконников Иван Алексеевич (1806—1831) — купеческий сын
- Икринская Анна (ум. 1785) — майорша

- Иловайские:

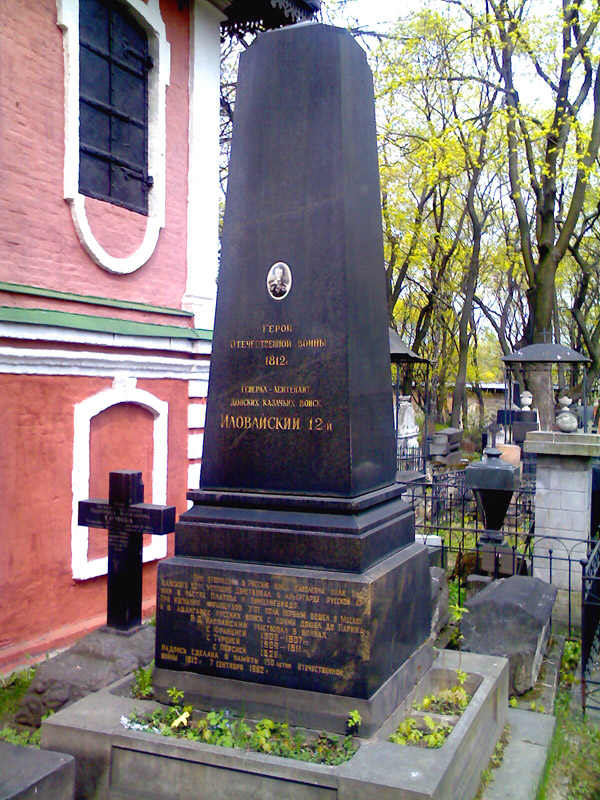
Иловайский Василий Дмитриевич

  - Иловайский, Алексей Иванович (1735—1792) — генерал от кавалерии, атаман Войска Донского (надгробие не сохранилось, но место могилы известно, поскольку зафиксировано на фотоснимке 1929 года)
  - Иловайский, Василий Дмитриевич (1788—1860) — герой Отечественной войны (Иловайский 12-й), генерал-лейтенант
  - Иловайский Лев Павлович(1799—1818) — его племянник, поручик Войска Донского
  - Иловайская Л. С. (Людмила Сергеевна; учредитель и владелица частной Московской женской гимназии Л. С. Иловайской в Марьиной роще в 1910—1918 годы)
- Ильины:
  - Ильин, Василий Васильевич (1800—1880) — генерал-майор (многодетный отец, одна из дочерей которого удочерена князем Александром Никитичем Волконским и стала в замужестве маркизой Кампанари)
  - Ильин Василий Васильевич (1847—1896)
  - Ильин Николай Васильевич (1842—1878)
  - Ильина Екатерина (1873—1878)
  - Ильина Екатерина Николаевна (1820—1873)
  - Ильина Зинаида Васильевна (1847—1882)
  - Ильина Ольга Арсеньевна (1878—1952)
  - Ильин, Иван Александрович (1883—1954) — философ, см. Перезахоронение останков Деникина и Ильина в России
  - Ильина, Наталия Николаевна — его жена (урожд. Вокач, племянница Сергея Андреевича Муромцева)
- Ильинские:
- Ильинский Александр Семёнович (1828—1899) — протопресвитер
- Иноевс, Константин Харлампиевич (1838—1898) — действительный статский советник, главный доктор Голицынской больницы
- Иноземцевы:
  - Иноземцев Иван (1851—1852)
  - Иноземцев Павел Иванович (1808—1854) — коллежский советник (поэт, участник моск. альманахов)
  - Иноземцев Сергей Фёдорович (ум. 1878)
  - Иноземцев, Фёдор Иванович (1803—1869) — действительный статский советник, известный врач-хирург. Могила имеет статус объекта культурного наследия федерального значения[2].
- Ипполит (1819—1896) — архимандрит
- Иоаким Покровский (1805—1878) — настоятель (настоятель Покровского монастыря)
- Иов (схимонах; в миру думный дьяк Яков Аверкиевич Кириллов; ум. 1695) — щедрый на денежные посулы вкладчик монастыря (погребён патриархом Адрианом)
- Ириней (ум. 1829) — иеромонах Донского монастыря (по «Московскому некрополю» он иеромонах Даниловского монастыря)
- Исаевы (в семейном захоронении с Шибинскими — см.ниже в списке):
  - Исаев Леонид Михайлович (1886—1964) — видный бактериолог и эпидемиолог (его содержательное жмзнеописание вошло в "Повесть о Леониде Исаеве. Марк Поповский ")
  - Исаева Вера Ивановна (1898—1960) — его жена (ур. Котович, сестра художницы Раисы Котович -Борисяк — Померанцевой)
- Исаковский Степан Иванович (ум. 1721) — прапорщик
- Исидор — архимандрит Донского монастыря (в 1881 году принят в число братии Александро-Невской лавры, в 1885 году назначен благочинным лавры; в 1887 году возведён в сан игумена, а в 1889 году назначен архимандритом и наместником Донского монастыря)
- Истленьевы:
  - Истленьев Алексей Васильевич (ум. 1780) — полковник (и тульский помещик)
  - Истленьев Василий Васильевич (ум. 1788) — ротмистр (и тульский помещик, брат предыдущего)
  - Истленьева Анна Алексеевна (1757—1783) — дочь полковника
  - Истленьева Анна Ивановна (1733—1787) — жена полковника
  - Истленьева Софья Александровна (1740—1775) — дочь поручика
- Истомина Ольга Игнатьевна (1895—1958) — репрессирована в 1938 — 43 годы по категории «жён изменников родины» (мать похороненного рядом с ней кинодокументалиста А. С. Истомина)
- Ишутин Дмитрий Карпович (1730—1774) — секунд-майор полиции

### К
- Каблуковы:
  - Каблуков, Владимир Иванович (1781—1848) — действительный тайный советник, сенатор, генерал-лейтенант, участник Бородинского сражения
  - Каблукова (ур. гр. Завадовская) Татьяна Петровна (ум. 1884) — дочь министра народного просвещения (графа П. В. Завадовского)
- Каверзнев Николай Иванович (1830—1901) — статский советник
- Каверин Нил Андреевич (1863—1901)
- Кайгородов, Алексей Иванович (1881—1951) — академик АН БССР
- Кайнарские:
  - Кайнарский Яков Семёнович
  - Кайнарская Вера Николаевна
- Каковинские (также Коковинские — см. ниже):
  - Каковинский Никита Фёдорович (ум. 1799) — статский советник
  - Каковинская Екатерина Васильевна (1858—1886)
- Калантаев, Стефан Козьмич (1761—1832) — отставной майор, участник Отечественной войны 1812 года
- Калачовы:
  - Калачов Алексей Васильевич (1830—1863)
  - Калачев Алексей Владимирович (1850—1894)
  - Калачев, Василий Андреевич (1785—1843) — артиллерии штабс-капитан, участник Отечественной войны 1812 года, отец академика Н. В. Калачева
- Калкатин Иван Степанович (1801—1856) — действительный статский советник (1-й Ковенский губернатор; энергичный, но болезненный чиновник)
- Каллист (Поборский) (ум. 1711) — архиепископ Тверской
- Калгопанов Николай Владимирович (1774—1844) — действительный статский советник
- Калашников Иван Яковлевич (ум. 1801) — купеческий сын
- Калганова Таисия Фёдоровна (1908—1978)
- Камаровские (также и Комаровские — см. ниже):
  - Камаровский Алексей Евграфович (ум. 1895) — граф (не путать его с племянником Алексеем Егоровичем, потомство которого преследовала нелёгкая и порой трагическая судьба)
  - Камаровский Ипполит Алексеевич (1849—1875) — граф
  - Камаровский, Леонид Алексеевич (1846—1912) — граф, ординарный профессор Московского университета (юрист, ДСС с 1890, член-корр. АН)
  - Камаровская Аполлинария Алексеевна (1847—1849) — графиня
  - Камаровская Вера (ум. 1876) — младенец
- Каменецкий Иосиф Кириллович (1750—1823) — доктор медицины, профессор Медико-хирургической академии, статский советник (с 1823 действительный статский советник), лейб-медик Двора Е. И. В. (в ряде публикаций значится как участник войны 1812 года, но документальных подтверждений этому не найдено; надгробие было отреставрировано в 2012 году, а в  2024 году  проведена очередная реставрация, уже и с золочением текстов надписей, чего не было сделано при предыдущей реставрации)
- Каменские:
  - Каменский Иван Борисович (1769—1825) — губернский секретарь
  - Каменский, Николай Сергеевич (1898—1951) — подполковник ГРУ(сотрудник Военного института иностранных языков Красной Армии); потомок графов Каменских (в 2010-х г. г. пропал с надгробия фаянсовый медальон с его фотографией; а в ряде интернетовских публикаций о нём вместо его портрета даётся фото маршала Ф. И. Толбухина)
  - Каменский Николай Иосифович (ум. 1882) — действительный статский советник (ДСС с 1879. Сл. по МВД. Ум. 15 марта 1882 г.)
  - Каменская Екатерина Андреевна (1780—1812) — губернская секретарша
  - Каменские: Михаил (ум. 1815), Александр (ум. 1816) — её дети
- Камынины:
  - Камынин Лукьян Иванович (ум. 1788) — действительный тайный советник (Обер-прокурор Сената, сенатор, вышел в отставку в 1786 г.; могила утеряна)
  - Камынина (ур. Тутолмина) Анна Васильевна (1770—1844) — действительная статская советница (сестра похороненного неподалёку её брата И. В. Тутолмина; её муж — действительный статский советник Василий Дмитриевич Камынин, известный масон)
- Каны:
  - Кан Владимир Лазаревич (1881—1951) — инженер и экономист
  - Кан Розалия Самуиловна (1888—1964)
- Кандауров Дмитрий Николаевич (1822—1854)
- Кантемир Сергей Дмитриевич (ум. 1780) — князь, бригадир (могила его считалась утерянной, но с помощью архивных данных найдена, хотя надписи на его сохранившемся надгробии утеряны; не сохранились надписи и на лежащих поблизости почти разрушенных надгробных плитах его внука и внучки — Всеволода и Екатерины Степановых)
- Капканьщиков Алексей Петрович (1800—1850) — воронежский почетный гражданин
- Каптелины (сохранилась только могила А. П. Каптелина):
  - Каптелин Алексей Петрович (09.03.1891—04.07.1910) — младший сын П. С. Каптелина
  - Каптелин Петр Сергеевич (06.09.1842—15.07.1903) — потомственный почетный гражданин, московский купец 1-й гильдии, родом из г. Сергиев Посад; проживал с семьей в собственном доме по адресу ул. Малая Ордынка, д. 13
  - Каптелин Федор Васильевич (14.02.1821—24.11.1882) — московский купец 1-й гильдии, родом из г. Сергиев Посад; дядя П. С. Каптелина
  - Каптелина (ур. Баранова) Анна Васильевна (01.02.1853—22.01.1910) — жена П. С. Каптелина
  - Каптелина (ур. Титова) Юлия Ивановна (1884—22.10.1904) — первая жена Никиты Петровича Каптелина, сына П. С. Каптелина
- Каппель, Владимир Оскарович (1883—1920) — военачальник, один из руководителей Белого движения, см. Перезахоронение останков Деникина и Ильина в России
- Капустин А. В. (ум. 1920)
- Каракозов Михаил Гаврилович (22.03.1792 — 30.08.1840) — губернский секретарь (депутат дворянства от Аткарского уезда; его потомки после покушения их дальнего родственника Д. В. Каракозова на жизнь императора в 1867 году стали дружно менять свою якобы компрометирующую их фамилию)
- Карамышева (ур. Перепечина) Анна Ивановна (1751—1823) — майорша
- Карасевич, Порфирий Леонтьевич (1844—1878) — профессор Московского университета

- Карачинские:

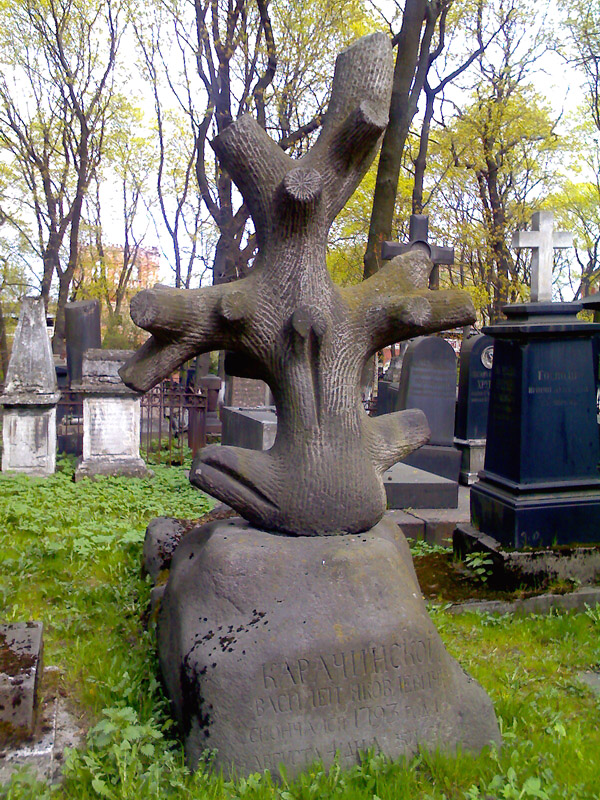
Карачинский Василий Яковлевич

  - Карачинский, Василий Яковлевич (1751—1793) — коллежский советник, масон, участник второй турецкой войны, управитель территории царской екатерининской резиденции Царицыно (член ложи Озириса с ноября 1781 по 1786 год)
  - Карачинский Иван Яковлевич (1750—1805) — статский советник (владелец усадьбы Каргашино; памятник на могиле поставлен сыновьями его в 1833 году)
- Карзинкина (ур. Шелапутина) Елизавета Григорьевна (ум. 1884) — была второй женой купца И. И. Карзинкина
- Карнеева Мария Павловна (1863—1908) — почетная гражданка
- Калюжный Владимир Максимович
- Кареиицкая (ур. Норова) Мария Владимировна (1832—1897)
- Карновичи:
  - Карнович Анатолий (1867—1868)
  - Карнович Борис (1863—1865)
  - Карнович Гавриил (1832—1834)
  - Карнович Гавриил Степанович (1764—1837) — статский советник
  - Карнович (1839—1840)
  - Карнович, Степан Ефимович (1707—1788) — бригадир (могила не сохранилась)
  - Карнович Аглаида (1831—1834)
  - Карнович Вера Гавриловна (1802—1872)
  - Карнович (ур. Засецкая) Екатерина Андреевна (1764—1833) — статская советница
  - Карнович Любовь (1874—1876)
  - Карнович Надежда Степановна
  - Карнович (ур. Неронова) Софья Васильевна (1736—1807)
  - Карнович Софья Гавриловна (1792—1858) — дочь статского советника
- Карпенко-Бережецкий Фёдор Петрович (1831—1901) — статский советник
- Карповы:
  - Карпов Афанасий Акимович (1801—1856) — генерал-майор (командир лейб-атаманского Е. И. В. наследника-цесаревича полка)
  - Карцев Василий Петрович (1827—1848)
  - Карпов Михаил Петрович
  - Карпов Семён Дмитриевич (1744/7—1810) — подполковник
  - Карпова Анна Дмитриевна (ум. 1791) — дочь капитан -поручика лейб-гвардии Преображенского полка.
- Карповский Иван (ум. 1789) — капитан
- Карташевы:
  - Карташев Алексей Алексеевич (ум. 1777) — подпоручик
  - Карташева Мария Алексеевна (ум. 1761)
- Карцевы:
  - Карцев Николай Петрович (ум. 1862) — почетный гражданин
  - Карцев Михаил Анисимович (1793—1863)  — купец 3-й гильдии
  - Карцев Петр Анисимович (1791—1857) — почетный гражданин
  - Карцев Тимофей Иванович (1826—1888) — купец
  - Карцева Александра Михайловна (1798—1827)
  - Карцева Елизавета (1826—1843) — девица
  - Карцева (ур. Боткина) Юлия Николаевна (1828—1882) — потомственная почетная гражданка
- Каткова (ур. Лопатина) Мария Матвеевна (1816—1852)
- Каховская Анна — младенец
- Кацманы:
  - Кацман Л. В. (ум. 1949)
  - Кацман Ф. Л. (ум. 1944)
- Квашневские:
  - Квашневский Ростислав Сергеевич (1913—1933)
  - Квашневский Сергей Владимирович (1879—1920)
  - Квашневская Евдокия Яковлевна (1899—1951)
  - Квашневская Мария Сергеевна (1908—1951)
- Квашнины-Самарины (родовитые, но нетитулованные дворяне):
  - Квашнин-Самарин Семён Павлович (ум. 1789) — сержант Измайловского полка
  - Квашнина-Самарина Прасковья Алексеевна (ум. 1784) — княгиня (так было записано лишь в Путеводителе конца 18-го века и повторено с выражением сомнения в «Московском некрополе» 20-го века; подтверждений о наличии княжеского титула нет)
- Кекишев Иван Александрович (1819—1871)— мещанин
- Кивокурцев Юрий (1906—1938)
- Киктевичева Мария Дмитриевна (ум. 1834) — купчиха
- Киприан (ум. 1883) — иеромонах
- Киреевские:
  - Киреевский Александр Ильич(1791—1865) — действительный статский советник
  - Киреевский Александр Сергеевич (1860—1865)
  - Киреевский Алексей Никитич (1745—1812) — премьер-майор
  - Киреевский Валентин — младенец
  - Киреевский Василий (ум. 1828) — младенец
  - Киреевский Василий Степанович (1807—1826) — кандидат Московского университета
  - Киреевский Степан Алексеевич (1799—1835) — поручик
  - Киреевская (ур. Бибикова) Анна Степановна (1754—1781) — жена Алексея Никитича Киреевского
  - Киреевская Анна Степановна (1809—1821)
  - Киреевская (ур. Нелидова) Екатерина Васильевна (1788—1865) — жена Александра Ильича Киреевского
  - Киреевская Наталья (1791—1847)
  - Киреевская Лидия — дочь ротмистра
  - Киреевская Мария Васильевна (1811—1859) — девица, дочь племянницы поэта В. А. Жуковского (Авдотьи Петровны, урождённой Юшковой, а в замужестве Киреевской, затем Елагиной), сестра братьев-славянофилов Ивана и Петра Киреевских
  - Киреевская Марья Степановна (1819—1863) — девица, дочь отставного поручика Степана Алексеевича
  - Киреевские: младенцы — Наталья (1836—1838) и Екатерина Ивановны (дети Ивана Васильевича Киреевского; двое из восьми)
- Кириков Алексей Семёнович (1850—1907)
- Кириллов Иван Александрович (1786—1817) — купец
- Киселёвы (семейное захоронение; о них повествуется бойким пером В. Королёва в его романе «Киселёвы: три брата, две сестры. Век ХIХ-й»):
  - Киселёв Дмитрий Иванович (1761—1820) — действительный статский советник, первый член Московской Оружейной палаты, отец братьев П. Д., Н. Д. и С. Д. Киселёвых, дед генерал-фельдмаршала Д. А. Милютина, знакомый Н. М. Карамзина (а некий Ю. А. Асадов в публикации «Главноначальствующие на Кавказе» безосновательно включает в число таковых и Д. И. Киселёва, наделяя его ещё и чином генерал-лейтенанта)
  - Киселёв, Николай Дмитриевич (1802—1869) — дипломат
  - Киселёв, Павел Дмитриевич (1788—1872) — граф, участник Отечественной войны 1812 года, генерал от инфантерии, государственный деятель, первый министр государственных имуществ (капитальная реставрация семейного надгробия проведена на средства нынешнего Федерального агентства по управлению государственным имуществом)
  - Киселёва (ур. кн. Урусова) Прасковья Петровна (1767—1841)— его мать
- Кислинский Николай Иванович (1774—1811) — обер-провиантмейстер
- Кленус (ур. Измаильская) Софья Ивановна — штабс-капитанша
- Клименко, Михаил Никитич (1784—1840) — участник войны 1812 года, инженер-генерал-лейтенант, Главный строитель Динабургской крепости (с 1819 г.)
- Клименков Иван Степанович (1838—1880) — доктор медицины, статский советник
- Клюева Ефросинья Григорьевна (1838—1910)
- Ключаревы:
  - Ключарев Иван Павлович (1794—1848) — коллежский советник
  - Ключарев Михаил Иванович (1827—1903)
  - Ключарева Евдокия Сергеевна
  - Ключарева Мария Гавриловна (1809—1854) — коллежская советница
  - Ключарева Мария Ильинична
  - Ключаревы: младенцы — два Гавриила, Иван и Мария Ивановны
- Ключевские:
  - Ключевский, Василий Осипович (Иосифович) (1841—1911) — выдающийся историк. Могила имеет статус объекта культурного наследия федерального значения[2].
  - Ключевская Анисья Михайловна (1837—1909) — его жена
- Клюшникова Евгения Евграфовна (1849—1877)
- Ковальский Яков Иванович (1898—1951) — полковник (найдена забытая бедная могила с этим ФИО, но с указанными на ней другими годами жизни: 1868—1951)
- Кожевниковы:
  - Кожевников Афанасий Никитич (1761—1833) — дворянин (калужский купец, который в воздаяние своего человеколюбивого подвига, оказанного спасением 15 человек, тонувших в реке Днепр 11- го июня 1816 года, награждён орденом Св. Владимира 4 степени и пожалованием ему с потомством диплома на дворянское достоинство)
  - Кожевников Алексей (ум. 1823) — младенец
  - Кожевников Владимир Михайлович — муж внучки фабриканта Н. Н. Коншина, сын одесского купца-коммерсанта, прапорщик 6-й артиллерийской бригады. Убит 29-ти лет в бою на Русско-японской войне 1904—1905 годов (единоутробный брат художника В. В. Кандинского; брат профессора-невропатолога А. М. Кожевникова, лечившего В. И. Ленина; отец русско-французского философа А. В. Кожева).
  - Кожевников Дмитрий (1822—1823)
- Кожухова Анна Петровна (ур. кн. Трубецкая) (1793—1827) — жена действительного статского советника Алексея Степановича Кожухова, внучка Н. Н. Трубецкого, внучатая племянница (полукровная) поэта М. М. Хераскова (с ноября 2017 года начата капитальная реставрация скульптурного надгробия, завершённая вчерне в декабре; при этом оригинальную чугунную облицовку постамента реставраторы покрыли толстыми слоями краски, возможно, для некой защитной консервации; летом 2018 года памятник опять был закрыт защитным коробом для продолжения реставрации, оконченной в августе 2018 года без заметных на глаз положительных результатов)
- Козаковы (проектная документация реставрации надгробия семейной четы Н.Ф. и Е. Н. Козаковых предусматривает и восполнение утраченных фрагментов надгробия):
  - Козаков Дмитрий Дмитриевич (ум. 1884) - отставной штабс-капитан гвардии
  - Козаков Николай Фёдорович (1797—1851) - статский советник
  - Козакова Елизавета Николаевна (1805—1865) — статская советница (его жена, дочь генерала Н.М.Бороздина, героя ОВ 1812 г.)
  - Козакова Надежда Дмитриевна (1795—1859)
- Кирилл Иерусалимита (ум. 1747) — архимандрит Донского монастыря
- Козинская Варвара Степановна (1754—1794) — дочь гвардии прапорщика С. А. Козинского (похоронена в семейной усыпальнице Зубовых)
- Козлинские:
  - Козлинский Александр Витольдович (1872—1940)
  - Козлинская Ольга Александровна (1877—1952)
- Козловы:
  - Козлов Ваня (1892—1895)
  - Козлов Александр Степанович (6.10.1837—1888) — боевой офицер и неудачливый в карьере искатель приключений, сын Степана Павловича
  - Козлов Виктор Козьмич (1871—1892) — прапорщик
  - Козлов Иван Иванович (1716—1788)— действительный тайный советник, сенатор, дед поэта И. И. Козлова (с ноября 2017 года начата подготовка капитальной реставрации надгробия; реставрация практически завершена к концу сентября 2018 года)
  - Козлов Иван Иванович-младший (20.03.1750—1808) — действительный статский советник, отец поэта И. И. Козлова (и свояк Павла Ивановича Фонвизина)
  - Козлов Козьма Васильевич (1840—1905) — потомственный почетный гражданин
  - Козлов Николай Козьмич (1872—1909) — потомственный почётный гражданин
  - Козлов Николай Павлович (1800—1863) — надворный советник, «болярин» (редко употребимый в XIX веке неофициальный символический титул в среде потомков родовитого дворянства); четвероюродный брат М. Ю. Лермонтова по линии своей матери, Е. Н. Арсеньевой (запечатленной в молодости на портрете-шедевре работы В. Л. Боровиковского в образе задорной пастушки)
  - Козлов, Павел Алексеевич (1841—1891) — поэт, переводчик, музыкант
  - Козлов, Павел Михайлович (24.7.1755—1799) — сенатор, тайный советник (могила и место её расположения утрачены)
  - Козлов Сергей (1867—1868)
  - Козлов Степан Павлович (1804—1879) — капитан лейб-гвардии Измайловского полка;четвероюродный брат М. Ю. Лермонтова (их матери были троюродными сёстрами Арсеньевыми)
  - Козлов Степан Степанович (15.4.1844—1849)
  - Козлов Фёдор Михайлович (7.2.1751—27.5.1785) — лейб-гвардии прапорщик
  - Козлова Анастасия Георгиевна (ум. 1880)
  - Козлова Анна Георгиевна (ум. 1886)
  - Козлова (ур. Хомутова) Анна Аполлоновна (1754—1789) — первая жена И. И. Козлова-младшего, мать поэта И. И. Козлова
  - Козлова (ур. кн. Голицына) Анна Павловна (17.5.1759—1815) — жена сенатора П. М. Козлова (считалось, что могила и место её расположения утрачены, но реставраторами по архивным данным обнаружено её надгробие с утраченными памятными  надписями)
  - Козлова Вера Ивановна (ум. 1786) — дочь И. И. Козлова-младшего
  - Козлова Екатерина Константиновна (1818—1829)
  - Козлова (ур. Толстая) Елизавета Васильевна (21.4.1766—9.3.1797) — вторая жена И. И. Козлова-младшего (сестра Марии Васильевны, ставшей второй женой Павла Ивановича Фонвизина)
  - Козлова Елизавета Ивановна (ум. 1922)
  - Козлова Надежда Николаевна (1799—1829) — чиновница
  - Козлова Ольга (1876—1878)
  - Козлова Феодосия Константиновна (1816—1821) — дочь К. Н. Козлова
- Козловские:
  - Козловский, Николай Ильич (1791—1878) — академик архитектуры. Могила имеет статус объекта культурного наследия федерального значения[2].
  - Козловская Прасковья (ум. 1779) — княгиня, надворная советница
  - Козловская Анна Фердинандовна (1882—1951)
  - Козловская Мария Михайловна (1891—1952)
- Козляниновы:
  - Козлянинов Николай Александрович (1860—1918) — дед народной артистки РСФСР Надежды Ивановны Слоновой
  - Козлянинов, Николай Фёдорович (1818—1892) — генерал-адъютант, участник русско-турецкой войны (член Военного совета Российской империи)
  - Козлянинова Евгения Николаевна (1886—1907) — мать народной артистки РСФСР Надежды Ивановны Слоновой
  - Козлянинова Екатерина Васильевна (1848—1901) — жена генерала Николая Фёдоровича Козлянинова
  - Козлянинова Зинаида Васильевна (1865—1915) — бабушка народной артистки РСФСР Надежды Ивановны Слоновой
- Козьмины (близко породнённые с Бороздиными):
  - Козьмин, Борис Павлович (ум. 1958) — профессор (историк и литературовед)
  - Козьмин-Бороздин Олег (ум. 1954) — его сын, 1926 г. р., погибший в ДТП ; поблизости и могила его старшего брата, Мстислава Борисовича (1920—1992), литературоведа и участника ВОВ
  - Козьмина-Бороздина Тамара Николаевна (ум. 1959) — египтолог, сестра И. Н. Бороздина, жена Б. П. Козьмина
- Кознова Анна Алексеевна (ум. 1793) — купчиха
- Ко(а)ковинские:
  - Коковинский, Николай Никитич (1736—1814) — генерал-поручик
  - Коковинская Мария Михайловна (1742—1821) — его жена
- Коковцова (ур. Озерова) Елизавета Дмитриевна (1808—1838) — полковница
- Кокошкины:
  - Кокошкин Александр Фёдорович (ум. 1826) — подполковник
  - Кокошкин Алексей Александрович (1788—1795)
  - Кокошкин Алексей Фёдорович (ум. 1787) — гвардии сержант
  - Кокошкин Дмитрий Фёдорович (ум. 1792) — бригадир
  - Кокошкин Павел Фёдорович (ум. 1832)
  - Кокошкин, Фёдор Иванович (1720—1786) — генерал-поручик, участник семилетней войны, отец писателя Ф. Ф. Кокошкина
  - Кокошкин, Фёдор Фёдорович (1773—1833) — действительный статский советник, писатель
  - Кокошкина — жена генерал-поручика (Федора Ивановича Кокошкина (1720—1786))
  - Кокошкина Аграфена Фёдоровна (ум. 1822) — девица
  - Кокошкина Анастасия Фёдоровна (р. 1754) — девица, дочь генерала
  - Кокошкина (ур. Архарова) Варвара Ивановна (1786—1811) — жена писателя драматурга Ф. Ф. Кокошкина
  - Кокошкина Варвара Фёдоровна (1767—1807) — дочь генерал-поручика
  - Кокошкина Екатерина Михайловна (ум. 1778) — жена генерал-поручика
  - Кокошкина — дочь генерал-майора
- Колесников Петр Николаевич (ум. 1901)
- Колмыковы:
  - Колмыков Александр Николаевич (1818—1849) — почетный гражданин
  - Колмыков Василий Дмитриевич (ум. 1898) — почетный гражданин
- Колобовы:
  - Колобов Александр Васильевич (ум. 1898) — потомственный почетный гражданин
  - Колобова Варвара Григорьевна (ум. 1888)
- Кологривовы:
  - Кологривов Александр Михайлович (1743—1794) — полковник
  - Кологривов Евгений Петрович (1831—1848)
  - Кологривов Михаил Алексеевич (1719—1788) — капитан
  - Кологривова (ур. Хитрово) Александра Александровна (1736—1796)
  - Кологривова Варвара Алексеевна (ум. 1780 41года) — жена полковника А. М. Кологривова, дочь князя Алексея Семёновича Козловского
- Колодкин Иван Иванович (1796—1879) — купец (могила утеряна; его сильно попорченное надгробие с 2010-х годов валялось у восточной стены монастыря)
- Коломейцева Мария Никифоровна (1888—1951)
- Колошина Александра Борисовна (ум. 1781) — жена полковника
- Колчины:
  - Колчин Иван Михайлович (1870—1903) — потомственный почетный гражданин
  - Колчин Николай Иванович (1826—1906)
  - Колчины: младенцы — Александр и Сергей
- Кольчугина Н. С. (1859—1921)
- Колюбакины:
  - Колюбакин Алексей (ум. 1789) — ротмистр
  - Колюбакина Елизавета Васильевна (ум. 1789) — ротмистрша
- Колычевы:
  - Колычев Илья Андреевич (ум. 1842) — купец
  - Колычева И. Г. (начало XVII в.) галерея (то есть, надгробие в нижней галерее Большого собора монастыря)
  - Колычева Екатерина Николаевна (ум. 1840) — купчиха
- Комаровы:
  - Комаров Михаил Иванович (ум. 1782) — артиллерии подпоручик (жил 27 лет; его белокаменное надгробие-саркофаг отреставрировано за летне-осенний период 2020 года)
  - Комаров Иван Яковлевич (1723—1775) — сенатский секретарь
  - Комаров Петр Александрович (1753—1777) — отставной секунд-майор
- Комаровские (российские дворяне с польскими корнями):
  - Комаровский Алексей Ипполитович (ум. 1815)
  - Комаровский Василий Алексеевич (1881—1914) — граф, сын Алексея Егоровича, поэт (единственная его книжка «Первая пристань», издана в 1913 году, умер в психиатрической клинике в припадке унаследованной от матери эпилепсии; могила утрачена)
  - Комаровский Владимир Егорович (1835—1886) — граф, полковник, племянник (с материнской стороны) поэта Д. В. Веневитинова; а сам дядя поэта Василия Алексеевича и художника Владимира Алексеевича Комаровских
  - Комаровский Евгений Евграфович (ум. 1895)
  - Комаровский Иоанн Григорьевич (ум. 1771) — протоиерей Московского Архангельского собора
  - Комаровский Леритий Алексеевич (ум. 1912)
  - Комаровская Аделаида Альбертовна (ум. 1901) — графиня (жена графа Алексея Евграфовича Комаровского; её отец — барон Альберт Карлович Пирх, генерал-майор, в 1830—1831 гг. исполняющий должность казанского гражданского губернатора)
  - Комаровская (ур. гр. Панина) Леонилла Викторовна (1840—1913) — дочь гр. В. Н. Панина, жена графа Владимира Егоровича Комаровского, рядом с которым и похоронена (их беломраморные надгробия отреставрированы в 2022 году)
- Комнино-Варваци (потомки византийско-греческого рода, малолетние правнуки национального героя Греции И. А. Варваци; с мая 2018 года начата реставрация заметно разрушающегося надгробия, оконченная в марте 2019 года):
  - Комнино-Варваци Дмитрий (1853—1863)
  - Комнино-Варваци Вера (ум. 1869) — девица
- Кондратова Екатерина Петровна (1830—1849)
- Кондратьева… Васильевна
- Коноваловы:
  - Коновалов Петр Алексеевич (1853—1876) — сын статского советника
  - Коновалова Наталья Сергеевна (1818—1879) — жена статского советника
- Константин Давыдович (1784—1844) — имеретинский царевич, генерал-майор (участник Отечественной войны 1812 года)
- Константинов Валериан Петрович (1872—1952)
- Коновницын Петр Иванович (1839—1891) — граф
- Кондратьевы (захоронения, вошедшие в состав запланированного в 2021 году к реставрации семейного захоронения В.С. и К. Н. Баршевых, В. М. Кожевникова, А. Ф. Лемкуля; это семейное захоронение, повреждённое в 1920-е годы, было в 1967 году восстановлено по эскизному проекту художника Ф. В. Лемкуля, племянника А.Ф.Лемкуля; новая реставрация, завершённая весной 2023 года, носила преимущественно косметический характер):
  - Кондратьев Петр Александрович (умер в 1975, 3-й муж внучки фабриканта Н. Н. Коншина)
  - Кондратьева (ур. Ушакова) Александра Митрофановна (1879—1967) — его жена (её сын от первого брака, Александр Владимирович Кожевников — видный русско-французский философ-неогегельянец)
- Корганашвили Елисей Александрович (ум. 1693) — князь, крестник Александра Арчиловича
- Корейши:
  - Корейш, Андрей Петрович (ум. 1874) — генерал-майор (могила не сохранилась), прототип полковника-экзекутора из рассказа Л. Н. Толстого «После бала»
  - Корейша Дмитрий Михайлович (1862—1896)
  - Корейша Варвара Александровна (ум. 1874) — (жена Андрея Петровича, урожд. Бажанова)
  - Корейш Софья Андреевна (ум. 1879) — (их дочь, даты жизни: 18.01.1836 - 26.11.1879)
- Корина Серафима Сергеевна(1870—1954) — вдова художника (Алексея Михайловича Корина 16.03.1865 - 13.02.1923; в семье было 7 детей); она дочь художника-пейзажиста С. Н. Аммосова (женатого на А. Ф. Воскресенской) и племянница архитектора С. Ф. Воскресенского, рядом с могилой которого подзахоронен её прах
- Коржи:
  - Корж Александр Сергеевич (ум. 1896)
  - Корж Стефан Григорьевич (ум. 1884)
- Корнеев Василий Феофанович (1888—1919)
- Корниловы (потомки героя ОВ 1812 года генерала Петра Яковлевича Корнилова (1770—1828)):
  - Корнилов Фёдор Юрьевич (1877—1914) — капитан, погиб в бою на Галицийском фронте Первой мировой войны
  - Корнилова Александра Юрьевна (1880—1905), его сестра (медсестра на фронте русско-японской войны; рядом могила другой сестры, Елены Юрьевны)
  - Корнилова Софья Николаевна — жена Ф. Ю. Корнилова (урожд. Лубенцова)
- Ко(а)ро(а)бановы:
  - Коробанов Владимир Владимирович (1841—1851)
  - Коробанов, Леонтий Михайлович (1700—1775) — генерал-лейтенант (место утерянной могилы — на участке с южной стороны Малого собора; возможна сохранность надгробия — среди утерявших все надписи)
  - Коробанов Павел Владимирович (1842—1852)
  - Коробанова (1728—1782) Агриппина Алексеевна (ур. Шаховская) — дочь генерал-аншефа, жена генерал-лейтенанта
- Коробовы:
  - Коробов Петр Иванович (1752—1819) — купец
  - Коробова Елизавета Ивановна (1757—1797) — купчиха
- Коробьина (ур. Аршеневская) Вера Николаевна (1797—1827)
- Коротковы:
  - Короткова З. П. (1874—1923)
  - Короткова Прасковья Александровна (ум. 1820) — купчиха
- Коротневы:
  - Коротнева Любовь Михайловна (1824—1876)
  - Коротнева Мария Антоновна (ум. 1877)
- Корши:
  - Корш Зинаида Фёдоровна (ум. 1885) — предмет увлечения молодого А. Н. Островского; послужила прототипом центральной героини его пьесы «Бедная невеста»
  - Корш (урожд. Радецкая) Ольга Александровна (1862—1897) — жена Евгения Евгеньевича Корша, племянника Зинаиды Фёдоровны (похоронена в семейном захоронении Радецких)
- Костомарова Ольга Николаевна (1828—1849) — дочь генерал-майора
- Коста Анастасий Ходжи (прожил 64 года)
- Костромины:
  - Костромин Александр Дмитриевич — отрок
  - Костромина… Михайловна (ум. 1831)
- Костылев Паша (1876—1889)
- Котелевская (ур. Терещенко) Надежда Филипповна (ум. 1884) — сестра генерала И. Ф. Терещенко; (возможно, она перезахоронена в построенную в 1899 г. семейную усыпальницу, где она упомянута в поминальной надписи наряду с отцом, матерью и братом)
- Котельниковы:
  - Котельников Петр Ардалионовнч (ум. 1836) — купец 2-й гильдии и фабрикант (производство и торговля ситцем)
  - Котельников Сергей Петрович (1818—1876) — его сын, потомственный почетный гражданин
  - Котельникова Екатерина Павловна (1794—1832) — купчиха
  - Котельникова Прасковья Фёдоровна (1790—1810) — купчиха
- Кошутский Митрофан Дмитриевич (1872—1951)
- Краевский Прохор Демьянович (1899—1976) — профессор, литературовед (доктор филологических наук, профессор Московского педагогического института; известен созданием институтов русского языка в странах Восточной Европы; здесь же подзахоронен прах его сына, литератора Бориса Прохоровича Краевского (1929—2004))
- Кочетова, Зоя Разумниковна (1857—1892) — оперная певица (дочь и ученица похороненной вместе с ней Александры Доримедонтовны Александровой-Кочетовой)
- Краевская Людмила Ивановна (жена Прохора Демьяновича)
- Красильниковы:
  - Красильников Павел Матвеевич (1795—1814) — поручик
  - Красильникова Татьяна Ивановна (ум. 1737) — жена статского советника
- Краснов, Иван Кузьмич (1752—1812) — генерал-майор Войска Донского, погиб в Бородинском сражении
- Красноглазов Михаил Михайлович (ум. 1789) — купец
- Краснокутские:
  - Краснокутский Михаил Николаевич (ум. 1873) — титулярный советник
  - Краснокутская Екатерина Павловна (ум. 1861)
- Крашенинникова Варвара Даниловна (1800—1882)
- Крестовы:
  - Крестов Михаил Александрович
  - Крестова Александра Терентьевна (1895—1955)
  - Крестова Евгения Николаевна (1889—1962)
  - Крестова Нина Михайловна
- Кривотулов Григорий Борисович (1904—1951)
- Кристи Василий (1884—1884)
- Критские (представители обрусевшего греческого дворянского рода):
  - Критский Андрей Фёдорович (1741—1810) — коллежский регистратор
  - Критский Иван Фёдорович — губернский секретарь
  - Критская Мелания Никитична (1733—1799) — была в услужении при доме князя Сергея Михайловича Голицына
- Кровяковы:
  - Кровяков Николай Сергеевич (1913—1962) ― военный историк, кандидат исторических наук, капитан 1-го ранга; участник обороны г. Ленинграда
  - Кровякова Авдотья Васильевна
- Кропоткин, Александр Степанович (ум. 1873) — князь, полковник
- Кропотова Прасковья Ианнуариевна (ум. 1777) — майорша
- Кротковы:
  - Кротков Андрей Алексеевич (1836—1917)
  - Кротков Евгений Львович (1903—1962)
  - Кроткова Анастасия Николаевна (1836—1905)
  - Кроткова Любовь Яковлевна (1872—1945)
  - Кроткова Наталья Львовна (1893—1965)
- Кругловы:
  - Круглов Василий Фёдорович (ум. 1795) — титулярный советник
  - Круглов Сергей Фёдорович (1761—1792) — коллежский асессор
  - Круглов Фёдор Фёдорович (ум. 22.06.1777, 50 лет) — коллегии экономии секретарь
  - Круглова Марфа (ум. 1778) — жена титулярного советника
- Кружков Филипп Иванович (1854—1893) — надворный советник
- Крупенина (ур. Карачинская) Анна Ивановна (1799—1865) — жена участника ОВ 1812 г.,отставного полковника лейб-гвардии Измайловского полка, коллежского советника Владимира Павловича Крупенина (с мая 2018 по март 2019 года велась очередная реставрация надгробия; предыдущая была проведена 15-ю годами ранее и применённое тогда защитное покрытие уже потеряло свои свойства)
- Крутиков Гавриил Иванович (1765—1801) — купец
- Крыловы:
  - Крылов Иван Васильевич (1830—1912)
  - Крылов, Никита Иванович (1808—1879) — профессор римского права Московского университета (могила не сохранилась)
- Крюковы:
  - Крюков Аполлинарий (ум. 1910)
  - Крюков Василий Васильевич (ум. 1907)
  - Крюков Гавриил (ум. 1898)
  - Крюков Иона Васильевич (ум. 1914) — участник Первой мировой войны, 289-й пехотный Коротоякский полк, погиб 31 октября 1914 г.
  - Крюков Петр Васильевич (ум. 1914) — выпускник Императорского Московского коммерческого училища, прапорщик, смертельно ранен на фронте Первой мировой войны
- Ксино Кирилл Демьянович (ум. 1792) — грек, купец
- Кузисы:
  - Кузис Илья Степанович (1820—1877)
  - Кузис (ур. Морозова) Елизавета Сергеевна (ум. 1885)
  - Кузис Павла Фёдоровна (ум. 1911)
- Кузмина Наталья Васильевна (ум. 1777)
- Кузнецовы:
  - Кузнецова Анна Васильевна (1902—1952)
  - Кузнецова Наталья Трифоновна
- Кузьмин Василий Иванович (1895—1956)
- Куликовская Наталья Никаноровна (1846—1847)
- Куперман Клара Моисеевна (1890—1950)
- Куракины:
  - Куракин Борис Александрович (1733—1764) — князь, придворный обер-гофмейстер (генерал-лейтенантского ранга), президент Коллегии Экономии и Камер Коллегии, отец канцлера А. Б. Куракина (надгробие перевезено из уничтоженного Чудова монастыря); скончался в возрасте 30 лет, оставив жене и детям много долгов.
  - Куракина (ур. гр. Гурьева) Мария Александровна (1818—1890) — княгиня (жена Александра Борисовича (1813 — 6.02.1870))
- Курбатовы:
  - Курбатов Александр Дмитриевич (1800—1858) — коллежский асессор
  - Курбатов Дмитрий Петрович (1760—1804) — гвардии прапорщик
  - Курбатов Петр Александрович (1835—1854) — студент Московского университета
  - Курбатов Петр Петрович (1707—1786) — действительный статский советник, член коллегмм иностранных дел, литератор, владелец подмосковного села Загорье (могила не найдена, но место её известно — в группе могил Курбатовых за алтарём Малого собора; с 2020 года начата реставрация находящегося в этой группе безымянного белокаменного надгробия с масонской символикой, определённого в реставрационной проектной документации как « Захоронение с надгробием А. А. Хлоповой»)
  - Курбатова Елена Александровна (1838—1839)
  - Курбатова (ур. Хвощинская) Ольга Богдановна (1797—1876)
- Курилко Людмила Петровна (1898—1965)
- Курманалеева Екатерина Фёдоровна (1790—1836) — надворная советница
- Куровы:
  - Курова Наталья Сергеевна (1810—1844)
  - Курова (ур. Вечеслова) Феодосия Егоровна (1821—1868) — коллежский асессорша
- Куруты:
  - Курута Иван Эммануилович (1780—1853) — тайный советник, сенатор, губернатор во Владимире, знакомый А. И. Герцена
  - Курута Екатерина Ивановна (ум. 1848) — девица, его дочь
- Кутузовы:
  - Кутузов Иван Ильич (1882—1951)
  - Кутузова (ур. Александрова) Александра Сергеевна (1891—1960)
  - Кутузова Мария Васильевна — статская советница
- Кухнова (ур. Биллуань) Ольга Александровна (1849—1883)
- Кучиновы:
  - Кучинов Михаил Яковлевич
  - Кучинова Любовь Степановна
- Кушашникова Мария Андреевна (ум. 1793) — купчиха

### Л
- Лаврентий Грузинец (ум. 1720) — архимандрит Донского монастыря (могила в подклете Большого собора; по терминологии 19-го века он: «Лаврентий Мелитинский, грузинский архимандрит, в Донской монастырь определён 18 марта 1705; ум. 20 мая 1720»; в некоторых публикациях 20-го века он упоминается как Лаврентий Габашвили, но без указания авторитетных первоисточников для этого)
- Лагина (ур. кн. Щербатова) Анна Александровна — техническая ошибка: нужно «Елагина»; но правильная запись уже есть в данном списке — см. на букву Е
- Лагучевы:
  - Лагучев Георгий Тимофеевич (1822—1878)
  - Лагучев Дометий Дометиевич (ум. 1903) — студент-техник
  - Лагучева Анна Дометиевна (1823—1885)
- Ладогина (ур. Гостищева) Олимпиада Васильевна (1893—1916)
- Ладыгины:
  - Ладыгин Николай Дмитриевич (ум. 1885)
  - Ладыгина Марья Васильевна (ум. 1884)
- Ладыженские:
  - Ладыженская Анастасия Дмитриевна (ум. 1847)
  - Ладыженская (ур. Чернцова) Анна Фёдоровна (ум. 1779) — жена прокурора (муж — Тверской губернский верхней расправы прокурор и коллежский асессор)
  - Ладыженская Прасковья Александровна (ум. 1791) — титулярная советница
- Лазарев Юрий (ум. 1790) — секунд-майор (грек Венецианской республики)
- Лазаревич Надежда Васильевна (ум. 1793) — дочь надворного советника
- Лазарев-Станищев Павел Константинович (1883—1952) — сотрудник НКПС СССР, племянник белогвардейского генерала Павла Николаевича Лазарева-Станищева
- Ланские:
  - Ланской Василий (1787—1788)
  - Ланская (ур. Грушецкая) Настасья Васильевна (1768—1792) — жена полковника, племянница генерал-аншефа В. М. Долгорукова-Крымского (надгробие в виде саркофага сложной формы с обильной христианской символикой масонского пошиба и следами подлинной старинной окраски)
- Лапаури Александр Александрович (не путать с полным тёзкой, известным деятелем балета, похороненным на Введенском кладбище)
- Лапин Иван Александрович (1835—1890) — купец
- Лаптева (ур. кн. Голицына) Александра Васильевна (1767—1808) — первая жена (с 1808 года) известного своим крутым нравом и боевой доблестью генерала В. Д. Лаптева (её надгробие отреставрировано в 2023 году; а её муж-генерал был погребён в провинциальном Николо-Пешношском монастыре)
- Лапшин С. И. (1911—1952)
- Ларины:
  - Ларин, Николай Павлович (23.04.1904 — 19.06.1982) — заслуженный артист РСФСР (МХАТ) с 1965 г. (признанный мастер небольших ролей)
  - Ларина Любовь Григорьевна (1878—1950) — его мать
- Ларионовы:
  - Ларионов Николай Иванович (ум. 1799) — коллежский прокурор
  - Ларионова Анна Васильевна (1725—1793) — могила утрачена; ныне её надгробие вида канелированой колонки на постаменте — в нижней западной галерее Большого собора
  - Ларионова Мария Леонтьевна (1724—1791) — дочь бригадира
- Ласковские:
  - Ласковский Николай Иванович (1829—1877) — статский советник (юрист, выпускник Императорского Училища Правоведения, председатель совета присяжных поверенных в Москве)
  - Ласковская (ур. Ильина) Александра Васильевна (1840—1882) — его жена
- Ласточкина Катя (1910—1921)
- Латыревы:
- Латырев Егор Николаевич (1754—1824) — купец
- Латырева Александра Фёдоровна (1773—1828) — купчиха
- Лачиновы:
  - Лачинов Александр Петрович (ум. 1850) — участник Отечественной войны 1812 года (а затем действительный статский советник; начальник Одесского и Радзивилловского таможенных округов)
  - Лачинова Евгения Александровна (ум. 1882) — его дочь (ск. 15.12.1882, фрейлина императрицы Александры Федоровны)
  - Лачинова Евдокия Дмитриевна (ум. 1856, ур. гр. Толстая, дочь гр. Дмитрия Александровича Толстого) — жена похороненного рядом с ней Александра Петровича Лачинова
  - Лачинова Ольга Александровна (ум. 1889) — дочь д.с.с. А. П. Лачинова (ск.12.03.1889, девица; в 1884 году откупила это место 2-го разряда рядом с могилой сестры за 200 рублей)
  - Лачинова Юлия Александровна (ум. 1868) — её сестра, дочь д.с.с. А. П. Лачинова (ск. 14.08.1868, девица)
- Лебедевы:
  - Лебедев Василий Иванович(1824—1863) — священник
  - Лебедев Иван Георгиевич (1849—1895) — потомственный почетный гражданин
  - Лебедев Нерсес Иванович (1880—1943) — уроженец Кишинева, дворянин. После окончания Кишиневского реального училища поступил в Харьковский технологический институт в 1898 г.
  - Лебедев Николай Николаевич (1872—1951)
  - Лебедев Николай Степанович (1866—1905)
  - Лебедева Агриппина Петровна (ум. 1902)
  - Лебедева Наталья Владимировна (1874—1953)
  - Лебедева Прасковья Фёдоровна (1779—1809)
  - Лебедева Софья Николаевна (1889—1956)
- Леванда:
  - Леванда Е. М. (ум. 1947)
  - Леванда Николай Владимирович (1884—1952)
  - Леванда Ольга Леонидовна (1878—1962)
- Левачев, Илларион Михайлович (1837—1901) — генерал от инфантерии, военный педагог (по свидетельствам его потомков неподалёку был похоронен его сын, георгиевский кавалер Василий Илларионович Левачев (1871—1914))
- Левашовы:
  - Левашов, Александр Александрович (1790—1864) — гвардии полковник (в 1812 году — прапорщик Минского пехотного полка), участник Отечественной войны 1812 года (могила утеряна, но к юбилейному 2012 году было отреставрировано некое безымянное старинное надгробие, безосновательно приписанное А. А. Левашову всего лишь из-за стоящего рядом с ним надгробия А. Н. Левашовой, жены его двоюродного брата)
  - Левашов Александр Фёдорович (ум. 1871) — гвардии полковник
  - Левашов Иван Александрович(1769—1848) — статский советник, сын генерал-поручика Александра Ивановича Левашова (1739—1811) и его первой жены Екатерины Владимировны Грушецкой (1750—1770)
  - Левашов Никита Фёдорович (1799—1832) — гусарский полковник
  - Левашов Фёдор Иванович (1751—1819) — тайный советник, сенатор
  - Левашов Павел Артемьевич (1699—1820) — действительный статский советник, дипломат, писатель (указанные годы жизни обоснованно оспариваются историками: по надписи на надгробии «умер в 1820 году на 121-м году жизни»; и год смерти документально подтверждён, но при этом год рождения 1699 подтверждения не имеет)
  - Левашов Яков Александрович (1783—1820) — артиллерии капитан
  - Левашова (ур. Хитрово) Авдотья Николаевна (1775—1837) — тайная советница (жена Фёдора Ивановича)
  - Левашова Александра Николаевна (1798—1848) — жена Г. Я. Голицына, затем Н. Ф. Левашова (оба включены в данный список; скончалась она «дважды-вдовой» в Ганновере, похоронена вблизи от могилы первого мужа)
  - Левашова (ур. Зиновьева) Мария Васильевна (1796—1858) — полковница
  - Левашова (ур. Рахманова) Наталья Алексеевна (ум. 1881)
  - Левашова Татьяна Ивановна (1738—1829) — девица, дочь генерал-поручика (Ивана Васильевича Левашова)
- Левентали:
  - Левенталь Михаил (1834—1844)
  - Левенталь Софья Михайловна (1808—1837) — жена коллежского асессора (за место её погребения получено монастырём 354 рубля)
- Левины:
  - Левина Варвара Андреевна (ум. 1847) — девица
  - Левина Екатерина Андреевна (1840—1868) — девица
- Левченко (из рода малороссийских дворян):
  - Левченко Иосиф Иосифович (ум. 1900) — отставной ротмистр (род.1823, в службе с 1840)
  - Левченко — семейство (часовня-усыпальница с единственным визуально заметным ахоронением — И. И. Левченко); архивные изыскания реставраторов в 2021 году показали, что в склепе часовни были также и захоронения титулярного советника Александра Иосифовича Левченко (8 декабря 1820 г. — 9 февраля 1899 г.) и его жены Татьяны Владимировны Левченко, урождённой Крупениной († осень 1911 г.)
- Ледицкая (ур. Скорятина) Агриппина Васильевна (1758—1777) — жена подпоручика (точнее, гвардейского подполковника И. С. Ледицкого)
- Лемкуль Алексей Фёдорович (1879 - 1917) - заведующий золотым отделением магазина Московского отделения фирмы Фаберже; убит бандитами летом 1917 года при попытке отстоять с ружьем в руках свое имущество
- Ленжи Анастас Кузьмич (ум. 1787) — купец г. Янина
- Леон Бакарович Грузинский (1728—1763) — царевич (на надгробии поименован принцем), секунд-майор
- Леновы (владельцы кондитерской фабрики и торгового дома):
  - Ленов Георгий Антипович (1850—1916)
  - Ленов Николай Георгиевич (1885—1952)
  - Ленова Екатерина Сергеевна (1853—1912)
  - Ленова Надежда Васильевна (1888—1963)
- Лепёшкины (московские купцы):
  - Лепёшкин Дмитрий Семёнович (1828—1892) — владелец «Товарищества Вознесенской мануфактуры Д. Лепёшкина и сыновей» (в качестве жертвователя на благоустройство монастыря он отмечен на установленном в 1893 году обелиске «Летопись Донского монастыря», но его могила утеряна)
  - Лепёшкин Семён Дмитриевич (1855—1886)
  - Лепёшкин Сергей Николаевич (1860—1902) — семейное надгробие купцов С.Н. и Л. Н. Лепёшкиных подлежит реставрации по документации, разработанной в конце 2018 года
  - Лепёшкина Любовь Николаевна (1866—1901) — его жена
- Лермонтовы (представители Острожниковской ветви рода; поэт М. Ю. Лермонтов — из Измайловской ветви, пресекшейся на нём):
  - Лермонтов Геннадий Геннадиевич (1865—1908) — дипломат (первый секретарь посольства в Белграде и Риме)
  - Лермонтов Николай Геннадиевич (1901—1965) — вернувшийся из эмиграции сын Г. Г. Лермонтова
  - Лермонтов, Пётр Николаевич (1896—1975) — подполковник, ветеран ВОВ (а также 1-й мировой и гражданской), «потомок» М. Ю. Лермонтова; один из первых кавалеров ордена Красного Знамени (1918)
  - Лермонтова Мария Дмитриевна (1832—1901) — похоронена вместе с сыном, Г. Г. Лермонтовым
- Линдквист Георгий Оскарович (1890—1958)
- Липаева Матрёна Петровна (ум. 1920)
- Липатовы (семейное захоронение — вместе с Прохоровыми):
  - Липатов Степан Игнатьевич
  - Липатова Александра Фёдоровна (урожденная Прохорова)
- Литвинов Никифор Демьянович (ум. 1777) — подполковник
- Липец Адель Исааковна
- Лихаревы (семья небогатых рязанских помещиков):
  - Лихарев Александр (1796—1846)
  - Лихарев Николай Александрович (1819—1863) — коллежский регистратор
  - Лихарева Софья (1799—1828)
- Лисовская Ольга Васильевна (1809—1863)
- Лихонин Григорий Васильевич (1714 или 1715—1777) — 1-й гильдии купец. Директор московских и петербургских питейных сборов. Владелец суконной фабрики.
- Лобановские:
  - Лобановский Василий Александрович (1863—1866)
  - Лобановский Владимир Михайлович (ум. 1873) — подпоручик
  - Лобановская (ур. Елфимова) Надежда Александровна (1799—1877)
  - Лобановская Софья Александровна (1870—1873)
- Лобковы:
  - Лобков Василий Дмитриевич (1775—1796) — бригадир (а на самом деле родился 3 февраля 1755 года, умер 29 октября 1796 года; бригадир с 01.01.1783)
  - Лобкова Екатерина (1745—1819) — девица (эта запись уже включена в список, см. ниже)
- Логачёвы:
  - Логачёв Валериан Фёдорович (1892—1954) — кандидат геологических наук
  - Логачёва Ксения Александровна
- Лобковы:
  - Лобкова (ур. Игнатьева) Анна Ивановна (ум. 1827 в 63 года) — бригадирша, мать рождённого вне брака С. А. Соболевского, друга А. С. Пушкина
  - Лобкова Екатерина Дмитриевна (1745—1819) — девица, предположительно сестра В. Д. Лобкова, золовка матери С. А. Соболевского А. И. Лобковой; тёткой С. А. Соболевского не является
- Логвиненко Петр Яковлевич (1890—1966)
- Лопатина Дарья Исаевна (ум. 1885)
- Лопухины:
  - Лопухин, Алексей Александрович (1813—1872) — статский советник, друг М. Ю. Лермонтова (не сохранились могилы его сына, юриста Сергея Алексеевича, и внука, орнитолога Рафаила Сергеевича, убитого на фронте в 1915 г.)
  - Лопухин Александр (ум. 1787) — прапорщик
  - Лопухина Варвара Александровна (1819—1873) — жена похороненного рядом с ней Алексея Александровича ( она дочь князя Александра Петровича Оболенского и племянница похороненного поблизости Андрея Петровича Оболенского)
  - Лопухин Сергей Алексеевич (1853—1911) — сын Алексея Александровича (брат девиц Лидии и Марии, рядом с могилой которых был он похоронен; на его утраченной могиле был деревянный крест без памятника)
  - Лопухина Екатерина Андреевна — младенец
  - Лопухина Екатерина (1835—1841)
  - Лопухина Лидия Алексеевна (1842—1895) — девица, дочь Алексея Александровича
  - Лопухина Мария Александровна (1802—1877) — друг М. Ю. Лермонтова (следов её захоронения не найдено, хотя по дореволюционному справочнику «Московский некрополь» она похоронена вместе с Алексеем Александровичем Лопухиным, своим братом; но известно, что ей приходилось жить в доме брата, в то время как она мягко сказать, недолюбливала свою невестку, Варвару Александровну Лопухину; в Алексеевском женском монастыре похоронена некая Мария Александровна Грегоржевская, урождённая Лопухина, «генерал-майорша», род.1 января 1809 и сконч. 17 марта 1864 (Московский некрополь, т. 1, стр. 328); и в книге «Лопухины в истории отечества», Б. П. Краевский, Центрполиграф, 2001 именно эта персона почему-то отождествляется с приятельницей М. Ю. Лермонтова)
  - Лопухина Мария Алексеевна (1840—1886) — девица, дочь Алексея Александровича
- Лотарева Пелагея Леонтьевна (ум. 1902) — дочь крестьянина, жена владимирского мещанина; бабушка поэта Игоря Северянина (Игоря Васильевича Лотарева, 1887 - 1941)
- Лугвенева Варвара Ивановна (1814—1881)
- Лукины:
  - Лукин Игнатий Игнатьевич (ум. 1775) — полковник, масон (могила не сохранилась)
  - Лукина Пелагея Ивановна (ум. 1775) — жена генерал-поручика
- Лукошковы:
  - Лукошков Петр Васильевич (1801—1861) — камергер
  - Лукошкова Александра Николаевна (1804—1861) — его жена
  - Лукошкова Надежда Петровна (1835—1854) — дочь камергера
- Лукутины(погребены на самом обширном семейном участке некрополя; тут похоронены более 20 представителей рода Лукутиных):
  - Лукутин Александр Семёнович (ум. 1886) — купец
  - Лукутин Александр Васильевич (ум. 1845)
  - Лукутин Александр Петрович(1819—1888) — купец (унаследовавший от отца фабрику лакированных изделий из папье-маше в селе Данилково под Москвой)
  - Лукутин Андрей Васильевич (1723—1806) — купец
  - Лукутин Валериан Ильич (1819—1875)
  - Лукутин Георгий Николаевич (1883—1912)
  - Лукутин Василий Петрович (1814—1841)
  - Лукутин Иван Семёнович (ум. 1873)
  - Лукутин Николай Александрович (1853—1902) — фабрикант лаковых изделий в с. Федоскино (рядом подзахоронены урны с прахом его дочери Л. Н. Пржевальской и её родственников по линии Пржевальских)
  - Лукутин Николай Петрович (1825—1834)
  - Лукутин Николай Семёнович (ум. 1874)
  - Лукутин Павел Васильевич (1789—1855)
  - Лукутин Петр Александрович (1849—1881)
  - Лукутин Петр Васильевич (1784—1864) — фабрикант лакированных изделий (табакерок и шкатулок из патье-маше) в селе Данилкове
  - Лукутин Семён Андреевич (ум. 1853)
  - Лукутин Сергей Андреевич (1753—1777) — купец
  - Лукутина Александра Семёновна (ум. 1873)
  - Лукутина Варя (1884—1899)
  - Лукутина Екатерина Петровна (1790—1867) — жена П. В. Лукутина (дочь купца П. И. Коробова, зачинателя производства лакированных изделий в России)
  - Лукутина Елизавета Васильевна (ум. 1866) — жена губернского секретаря
  - Лукутина Елизавета Петровна
  - Лукутина Капитолина Ивановна (1829—1867)
- Лукьяновы:
  - Лукьянов Василий Иванович (1783—1848) — купец
  - Лукьянов Иван Иванович (1774—1822) — купец 2-й гильдии
  - Лукьянов Николай Григорьевич (1866—1899) — провизор
- Лупандины:
  - Лупандина Любовь Никитична (1817—1842)
  - Лупандина Надежда Романовна (ум. 1866) — жена губернского секретаря
- Лурье Макс Давыдович (1888—1959)
- Лутковская Варвара Васильевна (ум. 1854) — девица
- Лутовинов Григорий Алексеевич (1806—1838) — майор
- Львовы (преимущественно нетитулованные дворяне):
  - Львов Андрей Михайлович (1799—1868) — генерал-майор
  - Львов Александр Афанасьевич (1755—1797) — лейб-гвардии прапорщик, сын тайного советника (Афанасия  Ивановича Львова, обер-прокурора Святейшего Синода в 1753-1758 гг.)
  - Львов Алексей Владимирович (ум. 1899) — младенец
  - Львов Михаил (ум. 1837) — младенец
  - Львов Дмитрий Михайлович (1793—1842) — тайный советник, камергер, участник Бородинского сражения, директор Дворцового архитектурного училища
  - Львов Михаил Лаврентьевич (1758—1825) — его отец; генерал-майор по флоту, участник русско-турецких войн и Отечественной войны 1812 года
  - Львов Николай (4 года) — сын генерал-майора
  - Львов Николай Николаевич (1831—1890)
  - Львов Николай Фёдорович (1800—1871)
  - Львов, Сергей Александрович (1843—1844) — князь
  - Львов Фёдор Фёдорович (1820—1895) — директор Строгановского училища, секретарь Академии художеств (в 2022 году завершена ведущаяся в 2020—2021 годах реставрация надгробия, включающая и восполнение утерянных элементов)
  - Львова (ур. кн. Долгорукова) Александра Александровна (1831—1916) — жена Николая Николаевича Львова
  - Львова (ур. Хераскова) Елена Александровна (ум. 1812) — княгиня, 1-я жена кн. Д. С. Львова, племянница поэта М. М. Хераскова
  - Львова Анна Егоровна (1765—1826)
  - Львова Дарья Михайловна (ум. 1872)
  - Львова Евдокия Александровна (ум. 1839) — княжна, младенец
  - Львова Мария Александровна (ум. 1812) — княгиня, 2-я жена кн. Д. С. Львова; бригадирша, ур. Павлова
  - Львова (ур. Куламзина) Маргарита Васильевна (ум. 1866) — жена Николая Фёдоровича Львова
  - Львова (ур. Зыкова) Елизавета Николаевна (1769—1846) — полковница
  - Львова Мария Николаевна (ум. 1915)
  - Львова Мария (сконч. 8 месяцев) — дочь генерал-майора
- Любимовы:
  - Любимов Анатолий Львович (1882—1960)
  - Любимов Николай Иванович (1811—1875)
  - Любимов Фёдор Дмитриевич (1836—1887) — священник
  - Любимова (ур. Баранова) Ольга Ивановна (1824—1856)
- Ляпины:
  - Ляпин Василий Фёдорович (1759—1826) — надворный советник
  - Ляпин Иван Фёдорович (1762—1811) — надворный советник
  - Ляпин Петр Иванович (ум. 1839) — дворянин
  - Ляпин Фёдор Петрович (ум. 1782) — коллежский асессор
  - Ляпина Анна Фёдоровна (1776—1796) — титулярная советница
- Ляпуновы:
  - Ляпунов Алексей Дмитриевич (1798—1830, а по данным 1850-х гг. год его смерти 1839) — коллежский секретарь, за место для его погребения выплачено 375 руб.; надписи на надгробии не сохранились, но вплоть до 2017 года безосновательно выдвигалась версия о принадлежности этого надгробия похороненному в Донском монастыре И. С. Сарачинскому (именно в этом качестве памятник и был отреставрирован к 2012 году), а в 2017 году найдено частично сохранившееся подлинное надгробие И. С. Сарачинского
  - Ляпунова Мария Алексеевна (1837—1849) — девица
- Лясковские:
  - Лясковская (ур. Волоцкая) Мария Алексеевна (1866—1893)
  - Лясковская (ур. Варгина) Мария Ивановна (1828—1910) — крестная мать Андрея Белого (двоюродная племянница купца-патриота В. В. Варгина 2-го и мать автора первого биографического очерка о нём, В. Н. Лясковского)

### М
- Мазовские:
  - Мазовский Александр Николаевич (ум. 1878)
  - Мазовская (ур. Циммерман) Екатерина Александровна (ск. в 1914) — воспитанница парижского пансиона, затем помещица Тамбовского уезда (на монументальном надгробном обелиске фамилия её отчётливо читается как Мазевская; близ этой могилы в начале 1980-х годов была временно подзахоронена урна с прахом Татьяны Александровны Шуцкой-Бенкендорф)
  - Мазовская (ур. Терская) Екатерина Аркадьевна (1783—1820) — вдова генерала Н. Н. Мазовского (1756—1807), героя Фридлянда
  - Мазовская Екатерина Николаевна — младенец
- Мазур (семейное колумбарное захоронение с неказистой мемориальной дощечкой):
  - Мазур Г. Л. (Гдалий Леонтьевич, сконч. 1976, видный, но забытый инженер-конструктор; в 1937 году доцент кафедры «Детали машин» Московского Политеха Гдалий Леонтьевич Мазур разработал проект конструкции и механизма Кремлёвских звезд. За эту работу он был награждён орденом Трудового Красного знамени)
  - Мазур З. А. (на надгробии читаются инициалы: Э.А., то есть его жена Эсфирь Абрамовна)
- Майковы:
  - Майков Анатолий Аполлонович (1886—1953) — ктитор церкви Спаса Нерукотворного Образа в Спасском-Кощейкове (сын слависта Аполлона Александровича Майкова (1826—1902))
  - Майков Аполлоша (1909—1919) — его сын
  - Майков, Василий Иванович (1728—1778) — поэт, баснописец и драматург, бригадир. Могила имеет статус объекта культурного наследия федерального значения[2] (могила утеряна ещё к середине XIX века; нынешний надгробный памятник установлен на бездоказательно предполагаемом месте могилы в середине XX века. В сентябре 2016 года памятник был намеренно повален. В ходе устранения последствий урагана в июне 2017 года надгробие установлено на место; верхняя часть расколота)
  - Майкова Надежда Сергеевна (1886—1957) — жена Анатолия Аполлоновича Майкова
- Макаровы:
  - Макаров Петр Иванович (1791—1847) — майор, предположительно (не доказано) партизан из отряда Д. В. Давыдова (не путать с литератором П. И. Макаровым). Могила имеет статус объекта культурного наследия регионального значения[2].
  - Макарова Татьяна Петровна (1831—1851) — дочь майора, девица
  - Макарова (ур. Мартошева) Екатерина Константиновна (1836—1858)
  - Макаров Петр Павлович (1812—1878) — статский советник
  - Макарова Евдокия Александровна (ум. 1932)
  - Макарова (ур. Звенигородская) Ольга Викторовна (1829—1879) — вдова статского советника Петра Павловича Макарова (их зять, статский советник В. А. Башкиров, исполнял в конце 19-го века должность Главного Попечителя калмыцкого народа, а затем должность Правительственного комиссара Кавказских Минеральных Вод; могильное место 4-го разряда откуплено им для тёщи за 50 рублей)
  - Макарова Раиса Георгиевна (1896—1951)
- Макулов, Петр Васильевич (1730—1778) — князь, статский советник, архитектор; активный член «Комиссии для предохранения и врачевания от моровой заразительной язвы» в 1770—1772 гг. (могила утеряна)
- Малиновский Порфирий Николаевич (ок. 1861—1922)[10]
- Малово (ур. Карнович) Надежда Гавриловна (1823—1848)
- Мальцева Наталья (ум. 1833) — купчиха
- Мальцов Василий Афанасьевич (1769—1831)
- Малютины:
  - Малютин Лев Николаевич (1909—1959) — генерал-майор авиации (в 1942 году он военинженер 2 ранга; награждён орденом Красной Звезды); в эту могилу подзахоронен также прах известного хирурга Галины Дмитриевны Чесноковой (1912—1999)
  - Малютин Михаил Епифанович (1820—1902) — коллежский асессор (чиновник и домовладелец; дядя и довольно нерадивый опекун своего малолетнего племянника-сироты, ставшего известным художником Сергеем Васильевичем Малютиным)
  - Малютина Александра Дмитриевна (ум. 1898) — его 2-я жена
- Мамуровские:
  - Мамуровский, Антон Григорьевич (1857—1920) — профессор, выдающийся специалист в области анатомии и бактериологии. Могила имеет статус объекта культурного наследия регионального значения[2].
  - Мамуровский, Александр Антонович (1893—1961) — член-корр. Академии строительства и архитектуры СССР, один из разработчиков технологии производства отечественных искусственных алмазов
  - Мамуровский Владимир Антонович(1893—1974)- искусствовед, музейный работник
- Мамут Соломон Абрамович (1899—1954) — дед миллиардера А. Л. Мамута и отец юриста-ельциниста Л. С. Мамута
- Мансурова (ур. кн. Баратаева) Елизавета Семёновна (ум. 1814) — дочь кн. Семена Михайловича Баратаева, казанского губернатора
- Манцев Михаил Григорьевич (ум. 1952)
- Мария (ур. Лукошкова) Любовь Петровна (1829—1899) — монахиня
- Марковы:
  - Марков Иван Никифорович (ум. 1778) — полковник
  - Марков Константин Маркович (1901—1922)
  - Марков Марк Фёдорович (1855—1922)
  - Марков Павел Михайлович (1841—1860) — юнкер
  - Марков Сергей Иванович (ум. 1909) — врач Голицынской больницы
  - Марков Симеон Архипович (ум. 1844) — иерей (умер 23 ноября 1884 года; многодетный отец)
  - Маркова (ум. 1904)
  - Маркова (ур. Морозова) Мария Ивановна (1857—1880)
- Маркушина, Вера Яковлевна (1886—1927) — двоюродная племянница В. И. Ленина (дочь похороненной здесь же О. А. Вяткиной)
- Мартынюк Евгений Андреевич (1898—1954) — инженер
- Мартынова Серафима Семёновна (1898—1960)
- Мартьяновы (фамилия происходит от имени Мартин, точнее от его разговорной формы Мартьян (Мартын)):
  - Мартьянов Николай Мартьянович (1836—1894) — купец 2-й гильдии, владелец товарных складов и трактирчика
  - Мартьянов Петр Николаевич (1862—1911) — его сын, владелец популярного ресторана «Мартьянычъ» (многодетный отец; убит одним из своих сыновей)
- Марфа Ивановна (ум. 1784) — княгиня (супруга сербского князя Петра Никитича; могила утеряна)
- Маскатинин Николай Иванович (ум. 1783) — коллежский советник
- Маскины:
  - Маскин Савелий Лазаревич (1900—1962)
  - Маскина Сима Исаевна (1899—1964)
- Маслов А. (1916—1947)
- Масленниковы:
  - Масленников Григорий Андриянович (1747—1803) — прапорщик
  - Масленникова Евдокия (ум. 1776) — купчиха
- Масловы:
  - Маслов Александр Семёнович (1750—1814) — коллежский асессор (владелец земель в окрестностях нынешнего города Видное; с мая 2018 года начата реставрация надгробия, завершённая первым этапом в июле 2018 года, но без воссоздания утраченных деталей — креста и бронзового барельефа, видных на фотографии 1930-х годов; к маю 2019 года указанные утраченные детали были всё-таки воссозданы и установлены)
  - Маслов Николай Иванович (1734—1803) — действительный тайный советник (главный попечитель воспитальных домов в России; надписи на его предполагаемом надгробии полностью утрачены; по архивному документу конца 1840-х годов: основной частью надгробия была бронзовая урна с обвивающей её бронзовой змеёй, стоящая на гранитной колонке фиолетового оттенка)
  - Маслов Сергей Гаврилович (ум. 1932)
  - Маслова Аграфена Никитична (ум. 1776) — подполковница
  - Маслова Александра Николаевна (ум. 1919)
  - Маслова Елизавета Михайловна (1779—1825)
  - Маслова Мария Владимировна (ум. 1921)
  - Маслова Софья Ивановна (1848—1902)
  - Маслова Татьяна Сергеевна (ум. 1919)
  - Маслова (ур. Лачинова) Юлия Павловна (1837—1912)
  - Маслова (ур. кн. Голицына) Наталья Борисовна (1750—1877) — жена Н. И. Маслова (см. выше); приведённая в данном списке дата её смерти нереалистична (и в "Московском Некрополе" эта персона не зафиксирована)
- Матвеевы:
  - Матвеев Иван Кузьмич (1771—1797) — премьер-майор
  - Матвеева Ольга Андреевна (1782—1841) — майорша
- Матвей Осипович (ум. 1730) — стольник царя Арчила Вахтанговича
- Матфей Шушерин (ум. 1728) — архимандрит Донского монастыря
- Матюшкины:
  - Матюшкин, Николай Дмитриевич (ум. 1775) — граф, флигель-адъютант
  - Матюшкина (ур. Нарышкина) Прасковья Ивановна (1729—1795) — майорша
- Медведовщикова Евгения Андреевна
- Медведские:
  - Медведская Антонина Александровна (1892—1960)
  - Медведская Евдокия Александровна
  - Медведская Мария Афанасьевна (ум. 1889)
- Меженинов, Сергей Степанович (ум. 1792) — действительный статский советник, бывший вице-президент Мануфактур-коллегии
- Меликов Захар (ум. 1782) — князь, полковник
- Меллер-Закомельская Софья (1838—1839) — баронесса (за место для погребения этого младенца выплачено в монастырскую казну 1050 рублей)
- Мельгуновы:
  - Мельгунов Ефрем Лукьянович (1770—1869)
  - Мельгунов Михаил Васильевич (1850—1911) — потомственный дворянин (судебный чиновник)
  - Мельгунова Мария Алексеевна (1850—1901) — его жена
  - Мельгунов Николай Михайлович (1885—1894) — их сын
- Мельгунова-Петрова Анна Николаевна (1798—1881)
- Менделеева (ур. Кутузова) Ирина Ерастовна (1799—1848)
- Меншиковы:
  - Меншиков Александр Александрович (1714—1764) — князь, сын сподвижника Петра I (надгробие в западной галерее Большого собора; перевезено с места захоронения в Богоявленском монастыре без перезахоронения праха)
  - Меншиков Сергей Александрович (1745—1815) — светлейший князь, действительный тайный советник
  - Меншикова Екатерина Николаевна (ум. 1832) — его жена
  - Меншикова (ур. гр. Протасова) Анна Александровна (1790—1849) — княгиня (дочь гр. А. С. Протасова; жена с 1812 года кн. А. С. Меншикова)
  - Меншикова Екатерина Алексеевна (1747—1791) — княгиня (жена кн. П. А. Меншикова, дочь кн. А. А. Долгорукова; переводчица французской литературы морализаторской направленности)
- Меркурьев Иван (ум. 1776) — надворный советник
- Мерлины (место ударения в фамилии остаётся под вопросом):
  - Мерлин, Яков Данилович (1.10.1753 — 21.11.1819) — генерал-майор, участник Отечественной войны 1812 года
  - Мерлин, Даниил Афанасьевич (ум. 1783) — генерал-поручик, его отец
  - Мерлина (ур. Засецкая) Марфа Осиповна (1713—1778) — жена Даниила Афанасьевича
  - Мерлин Анастасия Васильевна (ум. 15.08.1848) — жена Я. Д. Мерлина (урожд. Лачинова)
- Мерхелевичи:
  - Мерхелевич Фаддей (Сигизмунд) Венедиктович (1800—1872) — генерал от артиллерии (член Военного совета)
  - Мерхелевич (ур. Дитерихс) Елизавета Николаевна (1858—1887) — жена его сына Александра (двоюродная сестра белогвардейского генерала М. К. Дитерихса)
- Месновы:
  - Меснов Фёдор Никитич (1749—1775) — артиллерии капитан
  - Меснова (ур. Челищева) Елена Степановна (1719—1807) — монахиня
  - Меснова Татьяна Фёдоровна (1776—1824) — девица, дочь капитана
- Мессинг (вместе с временно попавшими в нужду дворянами Мессингами погребён и их названый отец Кузьма Ефремович Ефремов, простой сапожник, опекавший их до смерти):
  - Мессинг (ур. Каблукова) Клеопатра Владимировна (1828—1901) — дочь героя ОВ 1812 года В. И. Каблукова
  - Мессинг Олимпиада Георгиевна (1849—1901) — её дочь
- Мецовитова (1792—1809) — дочь грека.
- Мечи:
  - Меч Александр Павлович(1854—1884) — кандидат естественных наук
  - Меч Павел Николаевич (1816—1894) — штаб-лекарь (его отец, доктор медицины; автор научных публикаций в отечественных и зарубежных медицинских изданиях)
- Мечниковы:
  - Мечников Иван Ильич (1836—1881) — (брат известного биолога Ильи Ильича Мечникова, юрист, считается прототипом героя повести Л. Н. Толстого «Смерть Ивана Ильича»)
  - Мечников Илья Иванович (ум. 1901) — его сын, 1867 г.р.
- Мешкова-Циркунова Елена Юлиановна (1904—1961)
- Мещанинов Андрей Александрович (1830—1853) — студент
- Мещерские:
  - Мещерский Василий Никитич (1754—1800) — князь, генерал-майор (идентификация его надгробия с полностью утерянными ныне надписями стала возможной на основе данных архивного документа 1850-х годов)
  - Мещерский Петр (ум. 1780) — князь, гвардии сержант
  - Мещерский Семён (ум. 1788) — князь, бригадир
  - Мещерская (ур. Зиновьева) Авдотья Андреевна (1745—1788) — княгиня (дочь похороненного поблизости Андрея Степановича; с 29.03.1763 жена князя Ивана Никаноровича Мещерского, надворного советника)
  - Мещерская Евдокия Андреевна (ум. 1761) — княгиня
  - Мещерская (ур. Измайлова) Мария Петровна (1760—1812) — дочь П. И. Измайлова, супруга князя Василия Никитича
  - Мещерская (ур. Подлинева) Анна Андреевна (1776—1818)
- Миклашевская (ур. Бороздна) Любовь Петровна (1802—1841) — сестра поэта И. П. Бороздны (её могила не сохранилась, но место известно)
- Микулины:
  - Микулин Петр Яковлевич (1711—1783) — лейб-гвардии поручик
  - Микулина (ур. Корейш) Александра Андреевна (1831 - 1874) — дочь Андрея Петровича Корейша
  - Микулина (ур. Тарасенкова) Елизавета Алексеевна (1853—1895)
- Милевская (ур. Бахметева) Екатерина Алексеевна (ум. 1878)
- Миллеры:
  - Миллер, Павел Иванович (1813—1885) — знакомый А. С. Пушкина (могила не сохранилась), не путать с тёзкой-министром
  - Миллер (ур. Барышникова) Мария Ивановна (1825—1871) — дочь надворного советника Ивана Ивановича, жена Николая Ивановича Миллера (старшего брата Павла Ивановича)
  - Миллер Настасья Александровна (1848—1870)
  - Миллер Наталья Богдановна (1779—1843)
- Мильнеры:
  - Мильнер Михаил Фёдорович (1889—1922)
  - Мильнер Петр Фёдорович (1899—1922)
- Миловские:
  - Миловский Александр Николаевич (1898—1919)
  - Миловская Мария Викторовна (1868—1920)
  - Миловская Софья Николаевна (1901—1919)
- Милославские:
  - Милославский Александр Николаевич (ум. 1768) — титулярный советник (потомок иссякшего боярского рода)
  - Милославские И. М. и М. В. (XVII в.) — родственники царевны Софьи (их могилы в храме Николы в Столпах не сохранились; ныне их надгробные плиты находятся под западным крыльцом Большого собора)
  - Милославская Анна Михайловна
  - Миславская Татьяна Григорьевна (ум. 1832 на 86-м году) — жена (вдова) статского советника (Тимофея Григорьевича, надгробие которого, стоявшее рядом, не сохранилось)
- Михаил (ум. 1854) — «Раб Божий»
- Михаил Алексеевич (ум. 1800) — придворный протодиакон
- Михайловы:
  - Михайлов Борис (1858—1862)
  - Михайлов Василий Михайлович (ум. 1849) — действительный статский советник (с 1841; служил по Ведомству православного исповедания)
  - Михайлов Владимир (ум. 1867) — младенец
  - Михайлов Александр Дмитриевич (1851—1872)
  - Михайлов Константин (ум. 1865) — младенец
  - Михайлов Павел Дмитриевич (ум. 1865) — младенец
  - Михайлов Павел Дмитриевич (1849—1882)
  - Михайлова Александра (ум. 1861) — младенец
  - Михайлова Аня (1899—1914)
  - Михайлова Наталья Васильевна (1855—1900)
  - Михайлова (ур. кн. Оболенская) Наталья Петровна (ум. 1856)
  - Михайлова Раиса Павловна (1830—1887)
- Михайловский Виктор Александрович (1845—1868) — лекарь
- Михаленко Антонина Нестеровна(1914—1952) —доктор
- Михалковы:
  - Михалков Борис Владимирович (1861—1893) (сын Владимира Сергеевича Михалкова и Елизаветы Никоваевны (урожд. кн. Голицыной); двоюродный дед поэта С. В. Михалкова; других биографических данных о нём не найдено, а надгробие выполнено с большим запасом стойкости к внешним воздействиям)
  - Михалков Василий Сергеевич (1820—1847) — кандидат Дерптского университета (свою семью создать не успел; доводится двоюродным прадедом поэту С. В. Михалкову; могила, место которой известно лишь приблизительно, не сохранилась)
  - Михалков Николай Сергеевич (1832—1879) — гвардии полковник (ярославский помещик, офицер Конногвардейского полка; могила утеряна)
  - Михалкова (ур. Унковская) Варвара Ивановна (1867—1894) — дочь контр-адмирала И. С. Унковского, вторая жена А. В. Михалкова, мать О. А. Глебовой(1894—1972)
- Минутко:
  - Минутко Александр Дмитриевич (ум. 1904)
  - Минутко Станислав Антонович (ум. 1902) — юрист (надгробие реставрировано на средства родственников)
- Миодовичи:
  - Миодович Абрам Вадиевич (1889—1951)
  - Миодович Софья Натановна
- Михеев Павел Петрович (1791—1845) — купец
- Мичурина (ур. Львова) Мария Григорьевна (1787—1848) — жена капитана 2 ранга
- Мишина Надежда Ивановна (ум. 1877)
- Мишихин Сергей Иванович (1856—1892)
- Мишхин И. Н. (1886—1967)
- Мищенко Валентина Николаевна (1920—1979)
- Могилатов Степан Степанович (1800—1865) — статский советник (его надгробие тщательно отреставрировано за летне-осенний период 2020 года)
- Можжухина Пелагея Кирилловна (1834—1898)
- Памятник на могиле П.П. Моисеева (участок 3)Моисеевы:

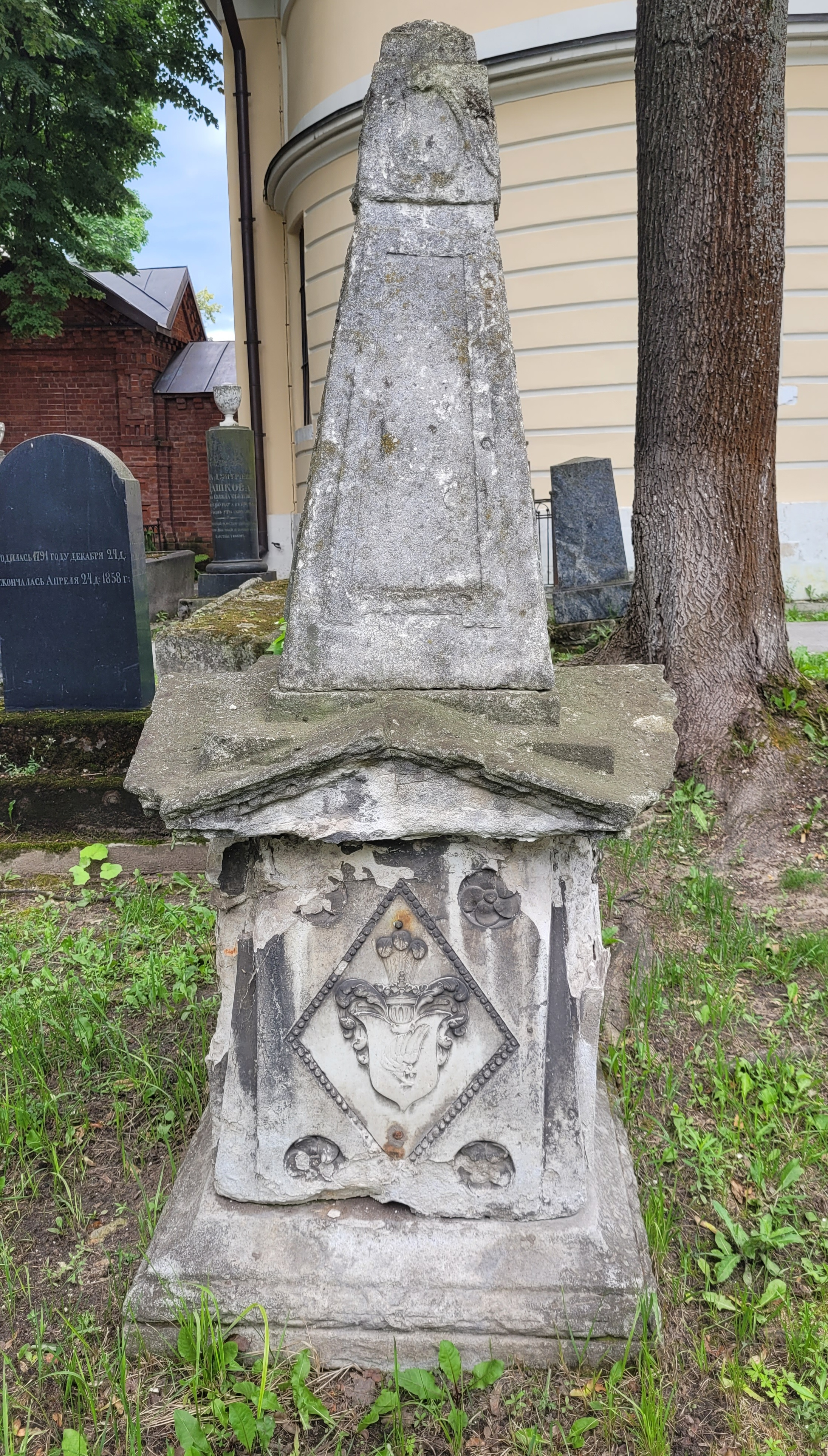
Памятник на могиле П.П. Моисеева (участок 3)

  - Моисеев Дмитрий Петрович (1790—1795)
  - Моисеев Петр Петрович (1728—1797) — статский советник
  - Моисеева Евдокия Андреевна (1731—1776) — жена статского советника
- Моисей (1837—1893) — иеромонах Донского монастыря
- Моисей Богаевский (ум. 1742) — капеллан, священноиерей
- Моллер (ур. Постникова) Наталья Васильевна (ум. 1836) — генеральша
- Молочников Гавриил Петрович (1834—1901) — потомственный почетный гражданин
- Молчановы:
  - Молчанов Александр Прокофьевич (1824—1858) — дворянин
  - Молчанов Николай Петрович (1834—1858) — дворянин
  - Молчанова Варвара Андреевна (ум. 1772)
  - Молчанова Мария Афанасьевна
- Монкевич Борис Афанасьевич (1908—1951) — участник ВОВ 1941—1945 гг.; среди его боевых наград медали «За оборону Москвы», «За взятие Кенигсберга», «За победу над Германией в Великой Отечественной войне 1941—1945 гг.» и орден «Красной Звезды»; здесь же подзахоронена урна с прахом его жены, Ольги Ивановны Чечёткиной (1909—1996), известной журналистки (бывшей в своё время заместителем председателя Комитета советских женщин)
- Мордвинова Варвара Васильевна (ум. 1900)
- Морков Яков Дмитриевич (ум. 1780) — подполковник
- Морозовы:
  - Морозов Сергей Дмитриевич (ум. 1894) — коллежский секретарь
  - Морозова Акилина Васильевна (1790—1879)
  - Морозова Мария Михайловна (ум. 1893)
  - Морозова Надежда Дмитриевна (1836—1884)
- Москвитин Иван Николаевич (1896—1959)
- Мосягины:
  - Мосягин Александр Сергеевич (1888—1943)
  - Мосягин Коля (1890—1899)
  - Мосягин Сергей Николаевич (1852—1891) — штабс-капитан
  - Мосягина Елизавета Степановна (1899—1953)
- Мочалов Фёдор Иванович (1750—1810) — купец
- Моэль Иоганн Мартин (конец XVI в.) — купец (надгробная плита с инославного кладбища; находится в помещении под крыльцом западного входа Большого собора)
- Мудрецовы:
  - Мудрецов Константин Григорьевич (ум. 1919)
  - Мудрецова Мария Ивановна (ум. 1922)
- Музалевские:
- Музалевский Георгий (Юрий) Григорьевич (1887—1953) (профессор металлург; похоронен вместе с женой и её близкими родственниками Серебряковыми)
  - Музалевский Петр Авксентьевич (1801—1877) — коллежский советник
  - Музалевская Анна Александровна (1818—1902) — его жена (ур. Гончарова; сестра писателя И. А. Гончарова)
- Музалевская Софья Дмитриевна (урожд. Серебрякова, жена Г.Г.Музалевского)
- Мунц:
  - Мунц Владимир Оскарович — архитектор
  - Мунц Магдалина Львовна (1876—1961) — его мать
  - Мунц Наталья Оскаровна — художник-график
- Муравьёвы:
  - Муравьёв Семён Саввич (1728—1799) — майор (секунд-майор; в конце 2018 года разработана проектная документация реставрации надгробия; завершена реставрация сенью 2022 года). Родители: капитан конных драгунских полков Савва Тимофеевич Муравьев и Василиса Васильевна Муравьева. Был женат на Аграфене Петровне Павловой. В браке родилось 3 ребёнка: два сына и дочь.
  - Муравьёва Екатерина Петровна (ум. 1861) — жена его внука
- Муриновы:
  - Муринов Иван Иванович (ум. 1780) — надворный советник
  - Муринов Петр Иванович (ум. 1780) — капитан
  - Муринова Прасковья Ивановна (1710—1788) — вдова надворный советника
- Муромцевы:
  - Муромцев Алексей Андреевич (1857—1879) — прапорщик
  - Муромцев Андрей Алексеевич (1818—1879) — отец председателя 1-й Госдумы С. А. Муромцева
  - Муромцева Анна Николаевна (1822—1901) — его жена, урожд. Костомарова
  - Муромцева Екатерина Кузьминична (1731—1814) — подпоручица
- Мусина-Пушкина Ольга Владимировна (1837—1839) — графиня
- Мухановы:
  - Муханов Лев Николаевич (1861—1865)
  - Муханов Николай Сергеевич (1831—1862)
  - Муханов Яков Сергеевич (1852—1900)
- Мухины:
  - Мухин Захарий Иванович (1818—1886)
  - Мухин Филимон Михайлович (1812—1863) — купец
  - Мухина Наталья Александровна (1825—1904) — его жена
  - Мухина Олимпиада Фёдоровна (1798—1858)
- Мыльниковы:
  - Мыльников Илья Васильевич — купец
  - Мыльникова Агриппина Фёдоровна (1781—1809) — купчиха
  - Мыльников Иван Алексеевич (ум. 1776) — купец
  - Мыльников Петр Иванович (ум. 1794) — купец
  - Мыльников Семён Иванович (ум. 1790) — купец
  - Мыльникова Прасковья Семёновна (ум. 1785) — купчиха
- Мякишев Аркадий Петрович (ум. 1874)
- Мясникова Евдокия Лукинична (1750—1779) — вдова купца Афанасия Мясникова (с 2020 года начата реставрация белокаменного надгробия-саркофага, заинвентаризированного в 1950 — 60-х г.г. как безымянное)
- Мясновы (Месновы):
  - Мяснов Фёдор Никитич (1742—1775)
  - Мяснова (ур. Челищева) Елена Степановна (1719—1807) — монахиня
  - Мяснова Мария Васильевна (1743—1820) — дочь действительного статского советника
  - Мяснова Татьяна Фёдоровна (1776—1824) — дочь капитана
- Мясоедовы:
  - Мясоедов Александр Петрович (1769—1811) — подполковник
  - Мясоедов Николай Ефимович (1750—1825) — московский вице-губернатор, директор Главной соляной конторы
  - Мясоедова (ур. кн. Щербатова) Аграфена Сергеевна (1750—1801) — 1-я жена действительного тайного советника Н. Е. Мясоедова
  - Мясоедова (ур. Измайлова) Мария Алексеевна (1763—1812) — 2-я жена Н. Е. Мясоедова, фрейлина

### Н
- Надеждины:
  - Надеждин Алексей Иванович (ум. 1900) — священник
  - Надеждин Василий Кузьмич (1831—1902) — инженер-технолог
  - Надеждин, Василий Павлович (1897—1949) — архитектор
  - Надеждина Софья Фёдоровна
- Назаровы:
  - Назаров Всеволод Иванович (ум. 1965) — профессор, доктор хим. наук
  - Назарова Анна Дмитриевна (ум. 1946) — заслуженный учитель РСФСР
- Найденовы:
  - Найденов, Дмитрий Иванович (1835—1884) — доктор медицины, доцент Московского университета
  - Найденов Геннадий (1881—1888)
  - Найденов Сергей (1878—1880)
- Нарышкины (знатные, но нетитулованные дворяне):
  - Нарышкин, Алексей Васильевич (1742—1800) — поэт, переводчик, тайный советник, камергер (в декабре 2018 года разработана проектная документация реставрации надгробия; реставрация выполнена в 2021)
  - Нарышкин, Алексей Иванович (1795—1868) — участник Отечественной войны 1812 года («был большим оригиналом» — так загадочно отозвалась о нём мемуаристка Е. П. Янькова)
  - Нарышкин Александр (1841—1843) — сын А. М. Нарышкина
  - Нарышкин, Василий Васильевич (1712—1779) — генерал-поручик, отец поэта А. В. Нарышкина
  - Нарышкин, Григорий Иванович (1790—1835) — полковник, участник Отечественной войны 1812 года
  - Нарышкин, Иван Александрович (1761—1841) — тайный советник, действительный камергер, сенатор, дядя (точнее, муж двоюродной тёти) Н. Н. Пушкиной — жены поэта
  - Нарышкин, Кирилл Михайлович (ум. 1857) — генерал-майор, участник Отечественной войны 1812 года, брат декабриста М. М. Нарышкина (могила не сохранилась)
  - Нарышкин Кирилл (1860—1860)
  - Нарышкин Кирилл (1848—1849)
  - Нарышкин, Михаил Михайлович (1798—1863) — полковник, декабрист. Могила имеет статус объекта культурного наследия федерального значения[2].
  - Нарышкин, Кирилл Александрович (1844—1883) — бездетный внук М. П. Нарышкина; не путать его с полным тёзкой, известным вельможей
  - Нарышкин, Михаил Петрович (1754—1825) — отец декабриста (подполковник, состоятельный помещик Тульской губернии)
  - Нарышкин, Николай Кириллович (1832—1864)
  - Нарышкин Павел (1837—1838)
  - Нарышкин, Семён Кириллович (1710—1775) — генерал-аншеф, обер-егермейстер, изобретатель роговой музыки (место могилы в Малом соборе монастыря известно, надгробная доска не сохранилась)
  - Нарышкин Сергей (ум. 1852) — младенец
  - Нарышкина Анна Ивановна (ум. 1780) — генеральша
  - Нарышкина (ур. Хитрово) Анна Михайловна (1852—1878)
  - Нарышкина (ур. кн. Волконская) Варвара Алексеевна (1762—1827) — жена подполковника М. П. Нарышкина, мать декабриста М. М. Нарышкина
  - Нарышкина Варвара Михайловна (1787—1834) — девица
  - Нарышкина Вера (1840—1842) — дочь A.M. Нарышкина
  - Нарышкина-Драгадзе Дарья Сергеевна (1917—1997) — жена князя П. А. Драгадзе (английского журналиста, президента сомнительной зарубежной общественной организации с претенциозным названием «Фонд Всероссийской Академии художеств»)
  - Нарышкина Екатерина Алексеевна (1811—1812) — графиня-младенец (в известных родословных росписях дворян Нарышкиных такой личности нет, а тем более с графским титулом)
  - Нарышкина (ур. Строганова) Екатерина Александровна (1769—1844)
  - Нарышкина Елена Ивановна (1791—1858) — фрейлина (дочь похороненного неподалёку И. А. Нарышкина; на её хорошо сохранившемся надгробии её имя — Елизавета; имя Елена появилось в сомнительных источниках по генеалогии)
  - Нарышкина (ур. Хрущёва) Елизавета Александровна (1803—1887) — похоронена вместе с мужем, Алексеем Ивановичем; устроила на свои средства благоустроенный городской Нарышкинский сквер, ставший частью Страстного бульвара Памятник на могиле Елизаветы Александровны Нарышкиной (ур. Хрущевой) и Алексея Ивановича Нарышкина. Донской некрополь, участок 3

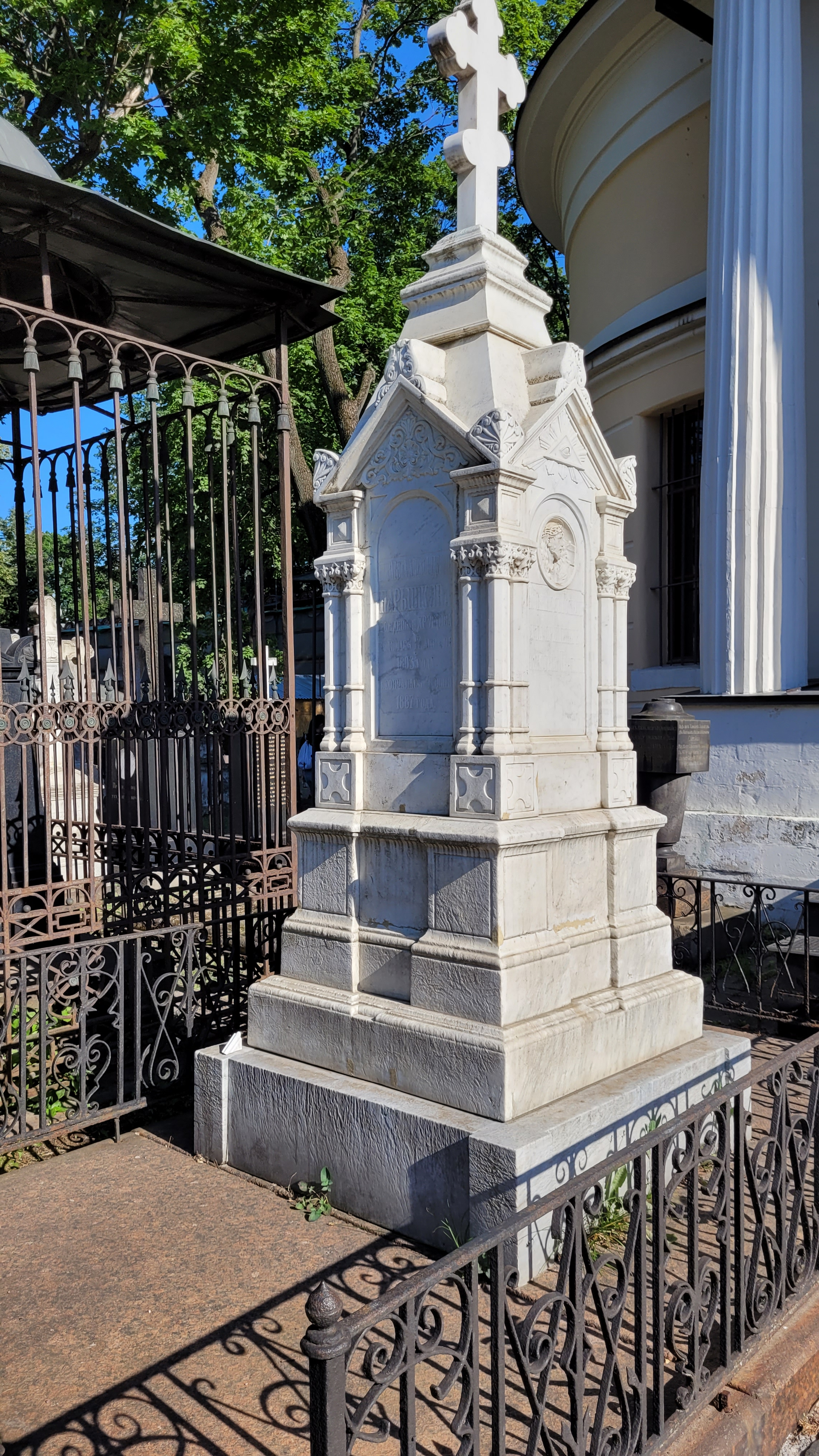
Памятник на могиле Елизаветы Александровны Нарышкиной (ур. Хрущевой) и Алексея Ивановича Нарышкина. Донской некрополь, участок 3

  - Нарышкина (ур. гр. Коновницына) Елизавета Петровна (1801—1867) — жена декабриста, дочь героя Отечественной войны 1812 года. Могила имеет статус объекта культурного наследия федерального значения[2].
  - Нарышкина Мария (1846—1849)
  - Нарышкина (ур. Салтыкова) Мария Ивановна (1738—1807) — статская советница (племянница Г. А. Салтыкова, мужа «Салтычихи»; похоронена рядом с могилой своего деверя, А. В. Нарышкина; с июня 2018 года начата реставрация скульптурного надгробия, оконченная летом 2021)
  - Нарышкина (ур. кн. Долгорукова) Мария Ивановна (1712—1781)
  - Нарышкина Наталья (1825—1825) — дочь подполковника (точнее, полковника, декабриста М. М. Нарышкина; похоронена в могиле своего деда, подполковника М. П. Нарышкина)
  - Нарышкина Наталья (1851—1851)
  - Нарышкина Наталья Михайловна (1804—1817) — дочь подполковника М. П. Нарышкина
  - Нарышкина Наталья Ивановна (1744—1817) — девица, дочь статского советника (И.М.Нарышкина) и М.И.Нарышкиной (ур. Долгоруковой), рядом с которой она похоронена
  - Нарышкина Софья Михайловна (1788—1829) — девица
- Насакины:
  - Насакина Мария Васильевна (1821—1822) — дочь капитана гвардии Василия Абрамовича Насакина (от 1-го брака с княжной Н. Ф. Хованской, скончавшейся через полтора года года после замужества)
  - Насакина (ур. кн. Хованская) Наталья Фёдоровна (1792—1821) — её мать («полковница», как обозначено на надгробии; двоюродная сестра А. И. Герцена)
- Насоновы:
  - Насонов Виктор Александрович (1805—1885) - губернский секретарь (на 1849 г.)
  - Насонов, Дмитрий Викторович (1845—1874) — талантливый хирург. Могила имеет статус объекта культурного наследия регионального значения[2].
- Наумов:
  - Наумов Николай Павлович (1828—1848)
  - Наумова Мария Ивановна
  - Наумова Авдотья Васильевна (ум. 1798)
  - Наумова Мария Александровна (ум. 1797)
- Нафанаил (1729—1790) — Греческого монастыря архимандрит
- Нахимовы:
  - Нахимов Володя (1907—1908)
  - Нахимов Миша (1911—1927)
  - Нахимов Николай Нилович (1853—1883) — троюродный племянник адмирала П. С. Нахимова
  - Нахимов Сергей Николаевич (1884—1939) — сын Н. Н. Нахимова, выпускник Морского кадетского корпуса, участник Первой мировой войны, офицер Красной армии, двоюродный брат биолога Н. В. Тимофеева-Ресовского
  - Нахимова (ур. Семёнова) Мария Владимировна (1882—1969) — жена Сергея Николаевича Нахимова
  - Нахимова Анастасия Сергеевна (1911 - 2001) - её дочь
- Находкины:
  - Находкин Дмитрий Петрович (1864—1939)
  - Находкин Борис Дмитриевич (ум. 1904)
  - Находкина Мария Николаевна (1872—1946)
- Нахоткины:
  - Нахоткин Василий Петрович (1781—1808) — купеческий сын
  - Нахоткин Петр Иванович (1746—1818) — купец (назначен администрацией Наполеона главой московского муниципалитета; на надгробии нестандартная стихотворная эпитафия)
  - Нахоткина Екатерина Ивановна (1740—1810) — его жена
  - Нахоткина Мавра Ивановна (1721—1806) — купеческая вдова
- Небольсины:
  - Небольсин Александр Григорьевич (1795—1854) — племянник Василия Александровича (коллежский секретарь, восприемник при крещении актрисы М. Н. Ермоловой; не путать его с полным тёзкой, известным педагогом)
  - Небольсин Василий Александрович (1744—1803) — действительный статский советник (краткое время был Московским гражданским вице-губернатором; на надгробном памятнике под портретным бюстом сохранилась эпитафия, бывшая много лет скрытой под слоем накопившейся грязи и копоти московской атмосферы; с ноября 2017 года начата капитальная реставрация скульптурного надгробия, завершённая в основном к маю и окончательно к июлю 2018 года)
  - Небольсин, Иван Фёдорович (1836—1869) — инженер-архитектор (после окончания в 1857 году строительного училища Главного управления путей сообщения служил в Нижнем Новгороде городовым архитектором)
  - Небольсин, Николай Андреевич (1785—1846) — тайный советник, сенатор, Московский гражданский губернатор, участник Отечественной войны 1812 года (племянник Василия Александровича Небольсина, вдова которого, Авдотья Селиверстовна (1767—1836), похоронена на месте 1-го разряда, выбранном и оплаченном Николаем Андреевичем)
  - Небольсина (ур. кн. Львова) Авдотья Дмитриевна (1796—1825) — жена сенатора Н. А. Небольсина
  - Небольсина Александра Николаевна (1845—1847)
  - Небольсина Анна Александровна (ум. 1865)
- Небольсина (ур. Озерова) Елизавета Семёновна (1820—1846) — жена Александра Григорьевича Небольсина, дочь сенатора С. Н. Озерова, двоюродная племянница Ф. И. Тютчева
- Невежины:
  - Невежин Павел Васильевич (ум. 1879)
  - Невежин Сергей Павлович (ум. 1877)
  - Невежина Елизавета Прохоровна (1825—1891)
- Нежина Наталья Алексеевна (1928—1972)
- Нейдгардт Мария Александровна (ум. 1884, а точнее годы жизни: 1825—1891; не путать её с полной тёзкой, погребённой в Новодевичьем монастыре; незамужняя сестра графини Елизаветы Александровны Зотовой — см. выше в данном списке)
- Неклюдовы:
  - Неклюдов Василий Анатольевич
  - Неклюдов Василий Сергеевич (1818—1880) — публицист, отец дипломата и мемуариста А. В. Неклюдова
  - Неклюдова Мария Гавриловна (ум. 1901)
- Некрасовы:
  - Некрасов Иван Александрович (1797—1836) — капитан
  - Некрасов Иоаким Петрович (1828—1883) — священник
- Нектарий (ум. 1908) — иеромонах
- Нектарий Чернавский (1735—1792) — архимандрит (дух. писат., архимандрит Воскресенского Новоиерусалимского монастыря)
- Нелединский-Мелецкий Стефан Петрович (ум. 1739) — был последним, по времени пожалования (1725), русским боярином (род. в 1666 г., ум. 5 апреля 1737 г., погребен в Сретенской церкви; неуклюжая эпитафия на надгробии писана в 1739 г.)
- Нелидовы:
  - Нелидов Алексей Васильевич (ум. 1828) — отставной штабс-ротмистр
  - Нелидов, Василий Иванович (1751—1810) — действительный тайный советник (директор главной соляной конторы; сенатор)
- Немиров-Колодкин Николай Васильевич (1819—1886)
- Ненароковы:
  - Ненароков Николай Васильевич (1867—1919) — Владимирский вице-губернатор, расстрелян как заложник в ответ на теракт анархистов (взрыв в Леонтьевском переулке 25 сентября 1919 года)
  - Ненарокова Алевтина Геннадиевна (1876—1919) — племянница С. Т. Морозова
- Неелова (ур. кн. Меншикова) Елена Петровна (1771—1837) — первая жена литератора С. А. Неелова, дочь кн. Петра Александровича
- Непомнины:
  - Непомнин Ефим Яковлевич (р. 1898)
  - Непомнин Яков Акимович (р. 1867)
- Нератовы:
  - Нератов Алексей Иванович (1822—1853) — тульский помещик, знакомец Л. Н. Толстого
  - Нератова Екатерина Васильевна
- Нероновы:
  - Неронов Александр Борисович (ум. 1780) — полковник
  - Неронов Александр Васильевич (ум. 1790) — ротмистр
  - Неронов Василий Борисович (ум. 1782) — капитан (тесть Михаила Матвеевича Хераскова)
  - Неронова Мария Гавриловна (ум. 1781) — жена капитана
  - Неронова Мария Гавриловна (ум. 1782) — генеральша
- Неспанов Павел (ум. 1793) — сын архивариуса
- Нестеровы:
  - Нестеров Марк Нестерович (1793—1865) — надворный советник
  - Нестеров Сергей Маркович (ум. 1891)
  - Нестеров Сергей Михайлович (ум. 1777, 70 лет) — статский советник
  - Нестерова Варвара Александровна (1774—1803) — девица
- Нечаевы:
  - Нечаев Александр Александрович (1871—1908)
  - Нечаев Александр Дмитриевич (1835—1890) — купец
  - Нечаев Владимир (1867—1868)
  - Нечаев Дмитрий Козьмич (1806—1882)
  - Нечаев Николай Александрович (1850—1890)
  - Нечаев Николай Васильевич (1818—1877) — коллежский советник (доктор-хирург ординатор Голицынской больницы в Москве)
  - Нечаева (ур. Молчанова) Анна Прокофьевна (1823—1863)
  - Нечаева Варвара Никифоровна (1835—1887)
  - Нечаева Екатерина Ивановна (1852—1894)
  - Нечаева (ур. кн. Вяземская) Зинаида Николаевна (1845—1894) — дочь кн. Н. С. Вяземского; была замужем (с 05.06.1864, Брюссель) за полковником Андреем Глебовичем Нечаевым (1835—1871).
  - Нечаева Мария Ивановна (1847—1902)
- Никита Осипов (ум. 1778) — протоиерей
- Никитины:
  - Никитин Николай Андреевич (1892—1893)
  - Никитина (ур. Берг) Александра Павловна (1857—1894)
- Никитников, Фёдор Фёдорович (1838—31.03.1902) — доктор медицины, тайный советник (докторская диссертация лекаря Ф. Ф. Никитникова опубликована в 1885 году тиражом 500 экз.)
- Никифоров Александр Иванович(1778—1819) — надворный советник
- Никлас:
- Никлас Николай Иванович (1805—1880)
- Никлас (ур. Слепцова) Вера Лаврентьевна (ум. 1884) — его жена (1813 г.р.)
- Никодим (ум. 1899) — монах
- Николаевы:
  - Николаев Павел Фёдорович (1892—1965)
  - Николаева Варвара Ивановна (1890—1951)
  - Николаева Мария Романовна (1898—1952)
  - Николаева Эмилия Николаевна (ум. 1880) — домашний учитель
- Никольские:
  - Никольский Стефан Петрович (1764—1839) — протопресвитер
  - Никольский Стефан Петрович (1807—1883) — протопресвитер
  - Никольский Яков Дмитриевич (1764—1839) — протопресвитер Успенского собора (могила не сохранилась, место её известно)
- Никон (1824—1892) — иеромонах Донского монастыря
- Нил Мосягин (1838—1889) — иеромонах
- Нисченкова Надежда Васильевна (1855—1877)
- Ниротморцев, Андрей Петрович (1776—1827) — гвардии поручик, участник Отечественной войны 1812 года
- Новиковы:
  - Новиков Алексей Сафонович
  - Новиков Гавриил Дмитриевич (1826—1871) — уволен по болезни капитан-лейтенантом в 1853 году (а его младший брат Модест в 1891 году произведён в вице-адмиралы и назначен старшим флагманом Черноморского флота)
  - Новиков Дмитрий Гавриилович (1851—1914) — его сын (статский советник, саратовский вице-губернатор в период 13.04.1903—02.12.1905)
  - Новиков Иван Васильевич (1848—1906) — действительный статский советник (описка М. Д. Артамонова, автора данного списка,- годы жизни сдвинуты на 100 лет вместо правильных:1748—1806)
  - Новиков Исаак Абрамович (1892—1956)
  - Новиков Михаил Александрович (1843—1908) — купец, владелец галантерейной фирмы, прадед художника и архитектора С. М. Бархина (1937—2020)
  - Новиков Николай Александрович (1835—1890) — купец
  - Новиков Павел Фомич (1832—1897)
  - Новиков Петр Александрович (1797—1876) — забытый поэт 19-го века, зять позта кн. И. М. Долгорукого, тайный советник.
  - Новиков С. А. (1897—1961)
  - Новиковы-младенцы: Александр, Николай, Михаил
  - Новикова (ур. кн. Долгорукая) Антонина Ивановна (1794—1877) — жена П. А. Новиова, дочь кн. И. М. Долгорукого
  - Новикова Вера (1764—1833)
  - Новикова Екатерина Дмитриевна (1822—1896)
  - Новикова Мария Александровна (1832—1906)
  - Новикова Мария Ивановна (1806—1888) — крестьянка
  - Новикова Наталья — младенец
  - Новикова Татьяна Евдокимовна (1855—1917)
  - Новикова Ф. А. (1895—1959)
- Новокшенова Варвара Михайловна (ум. 1782) — жена прапорщика
- Новосильцев В. Д. (1800—1825) — погиб на дуэли с К. П. Черновым, погребён в подклете Спасо-Преображенского собора Новоспасского монастыря, где ныне сохранился постамент его надгробия (скульптурная часть надгробия работы В. И. Демут-Малиновского «спрятана» от обозрения в дальнем углу подклета Большого собора Донского монастыря)
- Новосильцова Надежда (ум. 1812)
- Новские:
  - Новский Алексей Владимирович (1891—1961)
  - Новская Таисия Ивановна (1871—1934)
- Ноевы:
  - Ноев Николай Фёдорович — сын цветовода Фёдора Ноева
  - Ноева Елена Григорьевна (дочь Григория Ивановича и Елены Сергеевны Петуховых)
- Норовы:
  - Норов Андрей Владимирович — юноша, погиб на пожаре в 1864 г.
  - Норов Дмитрий Владимирович (1839—1897)
  - Норов Михаил Сергеевич (1801—1812)
  - Норовы-младенцы: Екатерина (1874—1878), Александр (1877—1878)
  - Норова Евдокия Сергеевна (1799—1835) — сестра декабриста B.C. Норова, друг П. Я. Чаадаева
  - Норова Татьяна Михайловна (1766—1838) — мать декабриста (жена надворного советника С.А,Норова; за место для её погребения выплачено 600 рублей)

### О
- Оболенские:
  - Оболенский, Алексей Григорьевич (р.1838, ум. 1877) — генерал-лейтенант, князь (год смерти 1887, а чин — под вопросом)
  - Оболенский, Андрей Петрович (1769—1852) — князь, участник ОВ 1812 г., тайный советник, попечитель Московского учебного округа
  - Оболенский (1839—1840) — князь
  - Оболенский, Владимир Андреевич (1815—1877) — сын Андрея Петровича, тесть Сергея Николаевича Трубецкого (не путать с несколькими тёзками)
  - Оболенский, Сергей Алексеевич (1820—1890) — князь (зарайский уездный предводитель дворянства; брат писательницы В. А. Вадбольской)
  - Оболенская Александра Андреевна (ум. 1844) — княжна
  - Оболенская Анна Ивановна (р. 1840, ум. 1915) — княгиня (урожд. Капнист, жена с 1872 Алексея Григорьевича Оболенского, умершего 10.01.1887 от болезни сердца)
  - Оболенская Анна Михайловна (1817—1840) — княгиня
  - Оболенская (ур. кн. Голицына) Варвара Сергеевна (ум. 1861) — мать Сергея Алексеевича Оболенского
  - Оболенская Екатерина (ум. 1840) — младенец
  - Оболенская (ур. Маслова) Елизавета Николаевна (1860—1912) — княгиня (жена Александра Андреевича Оболенского)
  - Оболенская (ур. Воейкова) Надежда Николаевна (1821—1849) — княгиня
  - Оболенская Софья Ивановна (1822—1869) — княгиня (урожд. Миллер, жена Владимира Андреевича)
  - Оболенская Софья Павловна (1787—1860) — княгиня (урожд. Гагарина, жена Андрея Петровича)
- Обольяниновы:
  - Обольянинов, Михаил Михайлович (1790—1855) — полковник, участник Отечественной войны 1812 года
  - Обольянинова (ур. кн. Горчакова) Елизавета Михайловна (1800—1840) — внучка А. В. Суворова (на самом деле её родство с родом Суворовых более отдалённое: она всего лишь троюродная внучка И. Р. Горчакова, мужа сестры А. В. Суворова; зато она родная сестра государственного канцлера А. М. Горчакова)
  - Обольянинова Анна (1827—1834)
  - Обольянинова Елена (1828—1834)
  - Обольянинова Наталья (1830—1833)
- Обресковы:
  - Обрескова Варвара Петровна (1828—1854) — девица (дочь нижеуказанной)
  - Обрескова (ур. кн. Щербатова) Софья Александровна (1800—1824) — похоронена рядом с родителями, Александром Фёдоровичем и Варварой Петровной Щербатовыми
- Обуховы:
  - Обухов Василий Иванович (1764—1813) — бригадир (бригадир с 01.01.1793)
  - Обухов Дмитрий Петрович (1809—1810)
  - Обухова (ур. Бестужева) Анна Борисовна (1745—1805) — жена действительного статского советника (мать Василия Ивановича Обухова)
  - Обухова А. И. (ум. 1917)
- Огаревы (родственное захоронение с Баскаковыми):
  - Огарев Александр Платонович (ум. 1806) — младенец (младший брат Николая Платоновича Огарева)
  - Огарева (ур. Безобразова) Анна Сергеевна (1748—1826) — его бабушка (сватья Баскаковых)
- Огнева Анна Андреевна (1860—1883)
- Огонь-Догановские (семейное захоронение; на двух из трёх надгробий фамилия дана в форме «ОгонЪ-Догановские»):
  - Огонь-Догановский Василий Семёнович (1776—1838) — помещик, знакомый А. С. Пушкина (с мая по июль 2018 года проведена реставрация трёх надгробий этой семьи, а также и нескольких соседних надгробий)
  - Огонь-Догановская Екатерина Васильевна (1803—1829) — его дочь
  - Огонь-Догановская Екатерина Николаевна (1788—1855) — его жена, дочь смоленского предводителя дворянства Н. Б. Потёмкина и друг великого хирурга Н. И. Пирогова (на её надгробии фамилия дана в форме Огонъ-Догановская)
- Одинцов Михаил Никанорович (1882—1960)
- Одоевские:
  - Одоевский Владимир Фёдорович (1803—1869) — князь, писатель, музыкант и критик, друг Пушкина, Гоголя и Лермонтова. Могила имеет статус объекта культурного наследия федерального значения[2].
  - Одоевская Ольга Степановна (1797—1872) — княгиня, его жена
  - Одоевская Авдотья Михайловна (1713—1774) — жена действительного тайного советника (князя Ивана Васильевича Одоевского)
  - Одоевская Екатерина Сергеевна (ум. 1778) — княжна
  - Одоевская (ур. кн. Львова) Елизавета Алексеевна (1743—1800) — бабушка Владимира Фёдоровича Одоевского, тёща Алексея Фёдоровича Грибоедова
- Озеровы:
  - Озеров Андрей Сергеевич (1845—1897) — генерал-майор, управляющий Двором Великого Князя Михаила Николаевича; муж Озеровой (ур. Лопухиной) Ольгой Алексеевной (1845—1883)
  - Озеров Иван Артемьевич (1887—1915)
  - Озеров Николай (ум. 1819) — младенец
  - Озеров Семён Николаевич (1776—1844) — тайный советник, сенатор
  - Озерова Анастасия Борисовна (1796—1841) — его жена (дочь князя Б. И. Мещерского; двоюродная сестра Фёдора Ивановича Тютчева;мать 12-ти детей)
  - Озерова Авдотья Николаевна (1761—1845) — девица, дочь полковника
  - Озерова Александра Васильевна (ум. 1855) — жена сенатора
  - Озерова Елизавета (ум. 1813) — младенец
  - Озерова Мария (1816—1817) — дочь обер-прокурора
  - Озерова Мария Григорьевна (ум. 1803) — девица
  - Озерова Надежда Семёновна (1825—1858) — девица (дочь С.Н. и А. Б. Озеровых; автор семейного альбома акварельных зарисовок)
  - Озерова (ур. Лопухина) Ольга Алексеевна (1845—1883)
  - Озерова Прасковья Неофитовна (1771—1816) — болярыня (урожд. Шеншина; родная тётя поэта Афанасия Афанасиевича Фета)
- Окерманы:
  - Окерман Альфред Борисович (1900—1933)
  - Окерман Маргарита Александровна (1894—1980) — его жена (урожд. Дудина)
- Окороков Александр Алексеевич (1819—1879) — купец
- Окуловы (место ударения в фамилии документально не зафиксировано, хотя есть случаи использования формы: Акуловы):
  - Окулов Алексей Матвеевич (1766—1821) — херсонский губернатор, действительный статский советник, литератор (могила не сохранилась, место её известно)
  - Окулов Матвей Герасимович (1734—1819) — его отец
  - Окулов Сергей Алексеевич (1811—1878) — отставной штабс-капитан
  - Окулова Анна Алексеевна (1794—1861) — камер-фрейлина Высочайшего Двора (в некоторых публикациях о ней приводится невпопад портрет её бабушки «Анны Алексеевны Окуловой во фрейлинском костюме»)
  - Окулова Варвара Алексеевна (1802—1879)
  - Окулова Прасковья Семёновна (1772—1864) — действительная статская советница (урожд. Хвостова, жена Алексея Матвеевича Окулова)
  - Окулова Софья Алексеевна (1795—1872)
- Олданина … Даниловна (ум. XVIII в.) — жена статского советника
- Оленевы:
  - Оленев Дмитрий Родионович (1707—1778) — купец
  - Оленев Онуфрий Дмитриевич (1753—1793) — купец
- Оленины:
  - Оленина (ур. кн. Волконская) Анна Семёновна (ум. 1842) — статская советница(мать Алексея Николаевича Оленина; её годы жизни: р. 1737 ум. 1812; она дочь генерал-аншефа, участника Семилетней войны князя Семена Федоровича Волконского)
  - Оленина (ур. Веневитинова) Елизавета Петровна (1768—1793) — коллежская асессорша
- Олив (обрусевшие французы):
  - Олив Иосиф (1836—1891) — (Иосиф Вильгельмович Олив, сын С. С. Олив, дядя М. К. Олив)
  - Олив Елизавета
  - Олив Наталья (1842—1855)
  - Олив (ур. Щербинина) Софья Сергеевна (1806—1883) — жена Вильгельма Николаевича Олив (адъютанта вел. кн. Константина Павловича); мать указанных выше троих детей и генерала С. В. Олива, бабушка М. К. Олив, известной по её портретам работы В. А. Серова, И. Е. Репина, Ф. А. Малявина
- Оливиер(ур. Курманалеева) Екатерина Михайловна (1818—1854) — жена горного инженера
- Олимпиада (1830—1901) — монахиня Зачатьевского монастыря (могила утеряна)
- Олисова Гликерия Семёновна (1824—1897) — дворянка
- Олсуфьевы:
  - Олсуфьев Павел Матвеевич (ум. 1786) — генерал-поручик (участник русско-турецкой войны 1768-74 гг., с 1776 в отставке)
  - Олсуфьева Гликерия (ум. 1785) — госпожа
  - Олсуфьева Екатерина Алексеевна (ум. 1775) — генеральша (урожденная Жолобова, жена похороненного рядом генерал-поручика П. М. Олсуфьева)
  - Олсуфьева Мария Дмитриевна (1787—1792) — дочь полковника (Дмитрия Адамовича Олсуфьева; похоронена вместе со своим двоюродным братом, М. А. Делицыным)
- Оппель Варвара Леонидовна (1854—1912) — урождённая Михайловская-Данилевская (внучка известного историка, мать известного врача В. А. Оппеля, жена популярного музыканта А. А. Оппеля)
- Оремус Иван Николаевич (1902—1962) — под этим же надгробием на участке 6 — Баркгаузен Евгения Васильевна, без указания дат жизни
- Орехов, Александр Михайлович (1887—1951) — член РСДРП с 1907 г. (активный партийно-хозяйственный работник; не путать его с полным тёзкой-историком партии)
- Ордин Юрий Павлович (ум. 1813) — грек
- Орлинковы:
  - Орлинков Матвей Иванович (ум. 1874) — священник
  - Орлинков Матвей Матвеевич (ум. 1886) — коллежский советник
- Орловы:
  - Орлов Алексей Алексеевич (1834—1903) — действительный статский советник
  - Орлов Владимир Фёдорович (27.09.1775 — 20.03.1797) — дворянин (один из воспитанников графа Фёдора Григорьевича Орлова)
  - Орлов Григорий Никитич (ум. 1803) — обер-гофмаршал императорского двора, камергер (двоюродный брат пяти братьев, графов Орловых)
  - Орлов Иван Васильевич (1873—1923)
  - Орлов Леонид Иванович
  - Орлова Анна Алексеевна (1875—1953)
  - Орлова Елизавета Фёдоровна (1791—1796) — сестра декабриста М. Ф. Орлова (одна из воспитанниц графа Фёдора Григорьевича Орлова)
  - Орлова Елизавета Фёдоровна (ум. 1834) — жена графа И. Г. Орлова, сестра похороненного неподалёку генерала Н. Ф. Ртищева
  - Орлова Надежда Константиновна (1840—1897) — жена похороненного рядом Алексея Алексеевича Орлова (урожд. Цорн)
- Орловы-Денисовы (московские представители казачьего дворянского рода):
  - Орлов-Денисов, Алексей Васильевич (1809—1834) — граф, поручик (могила не сохранилась, место её известно)
  - Орлов-Денисов, Петр Васильевич (1822—1860) — его брат, граф (подполковник, могила не сохранилась, была вблизи могилы брата, Алексея)
  - Орлова-Денисова (ур. гр. Васильева) Мария Алексеевна (1784—1829) — кавалерственная дама, жена генерала от кавалерии (графа В. В. Орлова-Денисова)
- Орловский Стефан Андреевич (ум. 1892) — действительный статский советник
- Осиповы:
- Осипов Андрей (ум. 1792) — кригс-цалмейстер (Андрей Григорьевич Осипов (1725-1792) – московский купец 2-й гильдии, кригс-цалмейстер)
- Осипова Дарья Лукинична (1738—1797) — его жена
- Осипов Илья Осипович (1794—1861) — мещанин
- Осипова Екатерина Михайловна (1810—1875) — его жена
- Остапец-Свечников Александр Романович (1898—1955) — здесь же и его сын Александр Александрович (1929—2002), известный активист физкультуры и туризма, педагог
- Остелецкие:
  - Остелецкий Яков Васильевич (1778—1848) — статский советник, военный лекарь (участник войны 1812 года)
  - Остелецкая Ольга (1829—1841) — девица
  - Остелецкая Софья Яковлевна (ум. 1855)
  - Остелецкий Павел Яковлевич (1819—1900) — генерал-лейтенант (военный педагог, отец белогвардейского адмирала П. П. Остелецкого)
- Островские:
  - Островская Софья Яковлевна
  - Островский Фёдор Иванович (ум. 1843) — протоиерей костромской Благовещенской церкви, дед драматурга А. Н. Островского
- Остерман-Толстая (ур. кн. Голицына) Елизавета Алексеевна (1779—1835) — графиня, жена героя Отечественной войны 1812 года генерала А. И. Остермана-Толстого (могила не сохранилась, место известно по архивным документам и фотографии 1920-х годов её могилы, но с ошибочной атрибуцией: якобы это могила А. И. Остермана-Толстого)
- Отвагины:
  - Отвагин Мефодий Иовлевич (1818—1888)
  - Отвагина Секлитиния Ивановна (1819—1891)
- Отрощенко:
  - Отрощенко Михаил Михайлович (ум. 1878)
  - Отрощенко Михаил Афанасьевич (1741—1800) — полковник
  - Отрощенко Михаил Яковлевич (1822—1856) — подпоручик
  - Отрощенко Яков Осипович (1779—1862) — генерал от инфантерии, сенатор (следов его могилы к началу XX века не было найдено, хотя могила его сына сохранилась)
  - Отрощенко Евдокия Александровна (ум. 1901)
- Офросимовы:
  - Офросимов Михаил Афанасьевич (1741—1800) — полковник (и помещик Тульской губернии, дальний родственник А. Т. Болотова)
  - Офросимова Екатерина Михайловна (1782—1825) — его дочь
  - Офросимова (ур. Кокошкина) Мария Фёдоровна (1745—1782) — дочь генерала
  - Офросимова Татьяна Крестьяновна (ум. 1776)
- Охерналь:
  - Охерналь Илья Богданович (1780—1855) — статский советник (главный врач Павловской больницы; в документах XIX века его фамилия оканчивается твёрдым знаком, а не мягким)
  - Охерналь Екатерина Родионовна (1794—1880)
- Охотниковы:
  - Охотников Павел Яковлевич (1776—1841) — гвардии корнет (брат неудачливого тайного фаворита имп — цы Елизаветы Алексеевны)
  - Охотникова Наталья Васильевна (1778—1858) — его жена (дочь похороненного неподалёку Василия Осиповича Шатилова)
- Ощепков Иван Васильевич (а точнее, Гаврилович) (1825—1899) — с мая 2019 года начата реставрация надгробия

### П
- Павел (1800—1870) — архимандрит Донского монастыря, наместник
- Павлинский Александр Никандрович (1834—1880) — статский советник
- Павловы:
  - Павлов Александр Петрович (ум. 1781) — полковник (Измайловского полка, но более известен как переводчик с латинского и французского)
  - Павлов Иван Иванович (1770—1827) — купец
  - Павлов Петр Никитич (1713—1782) — боярин (отставной прапорщик гвардии, богатый помещик)
  - Павлов Семён Петрович (ум. 1789) — его сын
  - Павлов Степан Павлович (1848—1890)
  - Павлова Авдотья Михайловна (1747—1812) — полковница
  - Павлова Анна Григорьевна (1854—1911)
  - Павлова Варвара Павловна (1800—1828) — купчиха
  - Павлова (ур. Спорова) Варвара Егоровна (1827—1889)
  - Павлова Екатерина Ивановна (1753—1810) — жена поручика
- Павловская Е. И.
- Павлуцкие:
  - Павлуцкий Анатолий Сергеевич (1881—1912)
  - Павлуцкая Александра Никитична (1830—1909)
- Палеов Иван Павлович (1751—1809) — грек
- Панаевы:
  - Панаева Анна Ивановна (1808—1843) — подполковница (на надгробии она поименована Понаевой) и эта запись уже включена в список (см. ниже)
  - Панаева (ур. Жмакина) Прасковья Александровна (1804—1877) — вдова тайного советника В. И. Панаева (женой его она была с 1824 года; племянник её мужа литератор И. И. Панаев был женат на А. Я. Панаевой, близкой приятельнице поэта Н. А. Некрасова)
- Панины:
  - Панин Александр Никитич (22.03.1791—15.02.1850) — граф, полковник, участник Бородинского сражения
  - Панин Николай Никитович (ум. 1803) — младенец (надгробие в виде маленькой круглой колонки перемещено с известного места могилы на другой участок некрополя)
  - Панина Аглаида (1840—1843) — графиня, дочь Александра Никитича Панина
  - Панина Аглаида Никитична (1798—1829) — графиня, девица, дочь Софьи Владимировны Паниной; родственники именовали её вовсе не Аглаидой (Аглаей), а Аделаидой (Аделью)
  - Панина (ур. Толстая) Александра Сергеевна (1800—1873) — графиня (жена Александра Никитича Панина)
  - Панина Вера Никитична (08.09.1808—09.04.1841) — девица, дочь действительного тайного советника графа Н. П. Панина (могила была под папертью Большого собора, рядом с могилами её сестры Софьи и матери)
  - Панина (ур. гр. Орлова) Софья Владимировна (1775—1844) — графиня (жена гр. Н. П. Панина; благотворительница; владела с 1831 г. подмосковной усадьбой Марфино; прабабушка и полная тёзка графини С. В. Паниной (1871—1956)); изначально могила её была под папертью Большого собора, рядом с могилами двух дочерей, а ныне её надгробие - снаружи собора (и имеет заметные повреждения)
  - Панина Софья Никитична (05.03.1797—20.12.1833) — девица, дочь Н. П. Панина
- Пановы:
  - Панов Кузьма Андреевич (1836—1852) — купеческий сын
  - Панов Сергей Николаевич (1806—1891)
  - Панова Елизавета Петровна (1806—1865) — купчиха
  - Панова (ур. Мазурина) Любовь Алексеевна (1835—1872)
  - Панова Пелагея Филипповна (1827—1887)
- Панько:
- Панько Галя (1907—1933)
  - Панько К. А. (1903—1973)
  - Панько Пелагея Ефимовна (1878—1894)
- Панфиловы:
  - Панфилов Георгий Леонидович
  - Панфилова Софья Николаевна
- Папунов Парасадян или Парсадон (ум. 1733) — грузинский генерал (настенная плита-надгробие из Николо-Греческого монастыря)
- Парфений (1720—1786) — митрополит Палеопатрский (греческий священник высокого сана; был похоронен в Сретенской церкви рядом с другим греческим митрополитом Анфимом Эрсекием)
- Пасхали (три брата, родом нежинские греки):
  - Пасхали Константин Дмитриевич (ум. 1844)
  - Пасхали Павел Дмитриевич (ум. 1852) — нежинский грек
  - Пасхали Иван Дмитриевич (ум.  8.04.1812 )
- Пеганов Александр Арсентьевич (1888—1952) — канд. техн. наук (автор ряда справочников по строительной технике)
- Пащенковы-Тряпкины:
  - Пащенков -Тряпкин Василий Иванович (1809—1894) — коммерции советник (главный приказчик купца Тряпкина, затем его компаньон, а затем наследник умершего Тряпкина, завещавшего все свое состояние Пащенкову при условии, что тот его фамилию присоединит к своей)
  - Пащенкова-Тряпкина (ур. Вишнякова) Людмила Петровна (1822—1880)
- Пельские:
  - Пельский Афанасий Иванович (ум. 1784) — коллежский советник, с 1768 г. — директор Синодальной типографии в Москве
  - Пельский Пётр Афанасьевич (1763—1803) — писатель и переводчик, друг Н. М. Карамзина
- Перваго:
  - Перваго Алексей Васильевич (1789—1873) — губернский секретарь (на 1818 год), член масонской ложи «Ищущих Манны»
  - Перваго Софья Григорьевна (1855—1892)
- Первухин Александр Алексеевич (1835—1892) — титулярный советник
- Первушины:
  - Первушин Иван Андреевич (ум. 1878) — коммерции советник (несохранившиеся могилы его и семьи были в нижней части построенной его вдовой семейной усыпальницы — храме Иоанна Златоуста и св. великомученицы Екатерины)
  - Первушина Валентина Федотовна (1915—1962) — однофамилица вышеуказанного;здесь же и подзахоронение её сестры (с фотографией) — Первушина Татьяна Федотовна (1922—1997)
- Перепечины:
  - Перепечина (ур. Ростиславская; но это по матери, а по отцу - Мясоедова; а по первому браку Лопухина) Анисья Ивановна (1717—1779) - дважды вдова и опекаемая монастырём стоическая страдалица от тяжких болезней
  - Перепечина Анисья Ивановна (ум. 1779) — вдова коллежского асессора (предположительно та же личность)

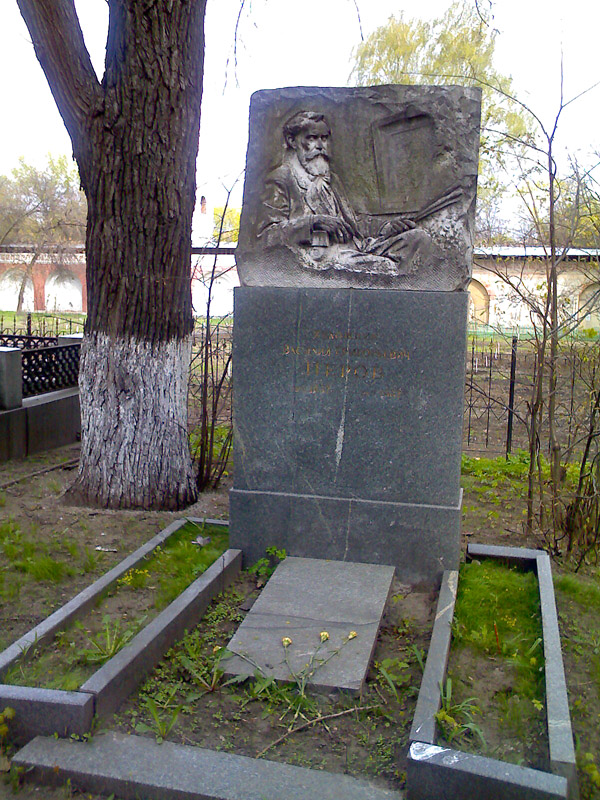
Перов Василий

- Перов Василий Григорьевич (1832—1882) — художник (прах перезахоронен из Данилова монастыря в начале 1950-х годов; новое надгробие работы скульптора А. Е. Елецкого). Могила имеет статус объекта культурного наследия федерального значения[2]
- Перхуровы (младенцы):
  - Перхурова Елизавета Дмитриевна (1839—1842)
  - Перхурова Любовь Дмитриевна (1850—1851)
- Пётр (1758—1833) — священноархимандрит, настоятель двух провинциальных монастырей (могила не сохранилась, место её известно)
- Пётр Андреев (ум. 1793) — протодьякон Успенского собора
- Пастушкова А. Г.
- Петровы:
  - Петров Василий Васильевич (1865—1921)
  - Петров Иван Петрович (1789—1861) — коллежский асессор, участник Отечественной войны 1812 года
  - Петров Михаил Егорович (1852—1898)
  - Петров В. И.
  - Петрова Анна Васильевна (1760—1828) — девица
  - Петрова Анна Васильевна (1866—1921)
  - Петрова (ур. кн. Урусова) Вера Васильевна (1810—1835)
  - Петрова (ур. Давыдова) Елизавета Петровна (ум. 1843)
  - Петрова Мария Ефремовна (1823—1902)
  - Петрова Е. М.
- Петрово-Солововы:
  - Петрово-Соловово Андрей Александрович (1760—1830) — действительный статский советник (с 23 февраля 1804 г.); был присутствующим в Комитете об уравнении городских повинностей в Москве
  - Петрово-Соловово Василий Михайлович (1851—1908) — землевладелец, общественный и политический деятель (в 1907 году избран членом Государственной думы от Тамбовской губернии, активный член фракции «Союза 17-го октября», был председателем аграрной комиссии; скончался после прививки от оспы; могила его утрачена при перепланировке территории некрополя; была рядом с могилами дочерей Евдокии и Софьи)
  - Петрово-Соловово Михаил Фёдорович (1813—1887) — отставной полковник (отец Василия Михайловича; полковник Кавалергардского полка, в отставке с 1848 г.)
  - Петрово-Соловово Николай Михайлович (1855—1914) — коннозаводчик; не путать его с полным тёзкой-белоэмигрантом
  - Петрово-Соловово Фёдор Михайлович (1852—1918) — его брат, отставной ротмистр лейб-гвардии Гусарского Е. В. полка, Моршанский уездный предводитель дворянства
  - Петрово-Соловово Анна Васильевна (1760—1828) — девица
  - Петрово-Соловово (ур. Сухово-Кобылина) Евдокия Васильевна (1819 - 1893) — жена М. Ф. Петрово-Соловово, сестра драматурга А. В. Сухово-Кобылина и писательницы графини Е. В. Салиас де Турнемир
  - Петрово-Соловово Евдокия (1888—1896) — её внучка (Эда), дочь члена III Государственной думы В. М. Петрово-Соловово
  - Петрово-Соловово (ур. Левашева) Екатерина Александровна (1782—1847), вдова А. А. Петрово-Соловово
  - Петрово-Соловово (ур. Измайлова) Екатерина Львовна (1731—1783) — дочь Л. В. Измайлова, вдова секунд-майора (её мужем был отставной лейб-гвардии секунд-майор Василий Лаврентьевич Петрово-Соловово)
  - Петрово-Соловово Софья Васильевна (1886—1902) — дочь члена III Государственной думы В. М. Петрово-Соловово (в 2022 году выполнена реставрация её надгробия и надгробия её младшей сестры Евдокии)
- Петровская Варвара Михайловна (ум. 1827) — девица
- Петуховы (купеческая семья; владельцы дома, в котором ныне Музей В. А. Тропинина):
  - Петухов Григорий Иванович
  - Петухов Николай Григорьевич (1879—1965) — родом из купеческой семьи; профессор Института народного хозяйства им. Плеханова, сын похороненных рядом Г. И. и Е. С. Петуховых
  - Петухова Елена Сергеевна (1863—1937) — благотворительница (ур. Хомушенникова)
  - Петухова Елизавета (1884—1886)
- Печенкины:
  - Печёнкин Константин Николаевич (1923—1942)
  - Печёнкина Варвара Антоновна (1890—1940)
- Пилихина Ольга Алексеевна
- Пироговы:
  - Пирогов Василий Сергеевич (1812—1880) — купец (владелец небольшой мастерской в Заяузье по изготовлению карет, колясок и других экипажей)
  - Пирогова Екатерина Васильевна (1801—1882) — купчиха
- Писарев Петр Николаевич (ум. 1789) — фурьер лейб-гвардии Измайловского полка (унтер-офицер ниже 14-го класса)
- Писемские (в составе семейного захоронения Сахаровых):
  - Писемская (ур. Сахарова) Анна Александровна (1772—1850) - замужняя дочь А.И.Сахарова
  - Писемская Мария Александровна (ум. 1801) — младенец, её дочь
- Писарева Прасковья Львовна(1754—1845) — девица (скончалась на 91-м году; в ранней молодости играла в детском театре, основанном А. Т. Болотовым)
- Плаутины:
  - Плаутин Платон Сергеевич (ум. 1899) — племянник поэта Н. П. Огарева; выпускник Александровского лицея
  - Плаутина Анна (1831—1832)
- Плаховы:
  - Плахов Алексей Дмитриевич (ум. 1858) — губернский секретарь
  - Плахова Ядвига Эдуардовна (1866—1942) — тёща художника В. Г. Бехтеева, похороненная в семейной могиле Бехтеевых вместе с художником, его матерью, А. Н. Бехтеевой, и женой, Н. И. Бехтеевой (ур. Плаховой)
- Плебен фон Анна Михайловна (1777—1829) — девица, дочь майора

- Плещеевы:

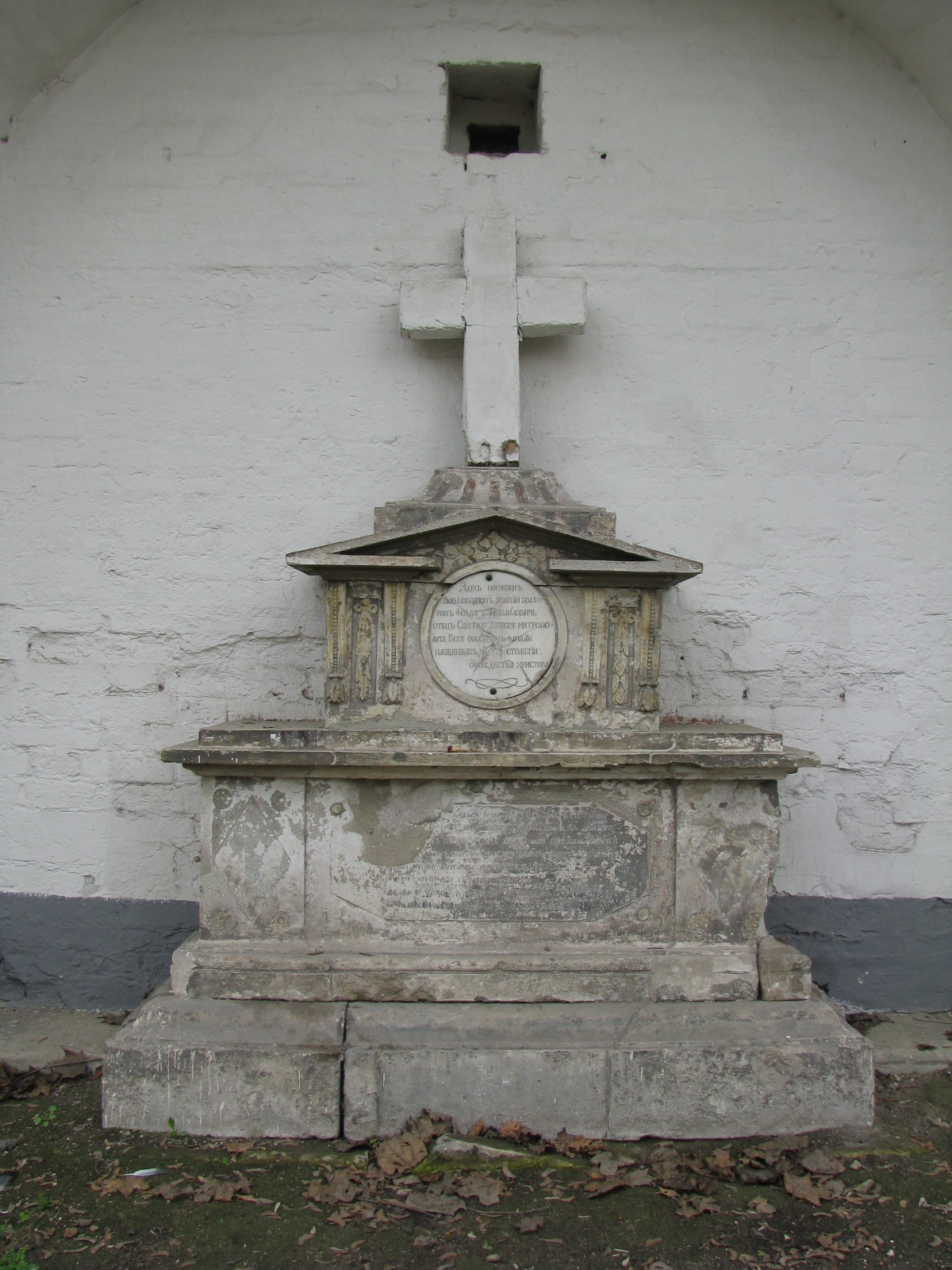
Плещеев Фёдор Михайлович

  - Плещеев Лавр Ферапонтович (ум. 1777) — генеалоги полагают, что здесь похоронен под вымышленным именем и отчеством Плещеев Александр Алексеевич (1726—1777), секунд-майор, масон (но мемуаристы 19-го века безосновательно отождествляют его с Алексеем Александровичем Плещеевым, близким знакомцем семьи Карамзиных)
  - Плещеев (Бяконт) Фёдор Михайлович — отец митрополита Алексея (надгробие, поставленное потомками в 1803 году, перенесено из разорённого некрополя в подклете Казанского собора Богоявленского монастыря без перезахоронения праха; сохранилась с трудом читаемая нестандартная стихотворная эпитафия)
- Плотниковы:
  - Плотников Василий Васильевич (1796—1817) — купеческий сын
  - Плотникова Елена Ивановна (ум. 1953)
- Плющевский-Плющик Василий Николаевич (ум. 1869) — полковник (родом из белорусских дворян)
- Повалишины:
  - Повалишин Д. Ф. (1854—1916) — действительный статский советник, помещик Дмитрий Фёдорович Повалишин (сын капитан-лейтенанта Ф. Ф. Повалишина /не путать с контр-адмиралом Ф. Ф. Повалишиным/)
  - Повалишин Николай Алексеевич (1819—1844) — брат Варвары Алексеевны Вальцовой, похороненной на этом кладбище
  - Повалишин Федя (1867—1870)
  - Повалишина В. В. (1857—1922) — Вера Викторовна дочь В. Т. Тимофеева, жена Дмитрия Фёдоровича Повалишина, тётя биолога Н. В. Тимофеева-Ресовского (сохранились надгробия с могил четы Повалишиных в виде двух больших плоских плит из песчаника, использованные в качестве отмостки у восточной стены монастыря; а на предполагаемом месте их могил стоит маленькая наклонная плитка белого мрамора на цементном основании). На этом же кладбище похоронена их дочь Елизавета Дмитриевна Зилова (Повалишина)
  - Повалишина Прасковья Фёдоровна (1794—1870) — тётя Дмитрия Фёдоровича
- Погожев Николай Николаевич (1867—1877)
- Подлиневы:
  - Подлинев Иван Павлович (1867—1877) — дворянин
  - Подлинев Михаил (1843—1858)
  - Подлинев Петр (1844—1851)
- Подкованцев Дмитрий Дмитриевич.(1790—1833) — калужский купец 1-й гильдии
- Подчиненнова-Тарасенкова Анна Алексеевна (1857—1919) — дочь А. Т. Тарасенкова, отрудница Румянцевского музея
- Поздняковы:
  - Поздняков Андрей Иванович (1713—1798) — титулярный советник
  - Позняков Пётр Андрианович (1753—1814) — генерал-майор (19.01.1753 г. — 7.12.1814 г.; владелец театральной труппы крепостных актёров; предположительно дед с материнской стороны Н. М. Смирнова)
  - Позднякова Ольга (род. 1795)
- Позняковы:
  - Позняков Иван Петрович (ум. 1842)
  - Позняков Пётр — коллежский асессор
  - Позняков Пётр Иванович (ум. 1839) — из надписи на надгробии: "Позняковъ, Петръ Ивановичъ, котораго сердце было преисполнено евангельскими добродетелями, ск-ся 29 марта 1839, на 40 г. своей праведной жизни. Памятникъ сооруженъ другомъ покойнаго С. П. Т. Ави "
  - Познякова Александра Андреяновна (1740—1786) — девица
  - Познякова Александра Ивановна (ум. 1888)
  - Познякова Марфа Васильевна (1745—1775) — купчиха
  - Познякова (ур. Сандунова) Марфа Николаевна (1777—1839) — коллежская асессорша, мать указанного выше П. И. Познякова, сестра актёра С. Н. Сандунова и профессора-юриста Н. Н. Сандунова
  - Познякова Пелагея Ивановна (ум. 1799) — генерал-майорша (2-й муж — генерал-майор Иван Андреянович Позняков, 1-й муж — Алексей Никитич Демидов)
- Покровские:
  - Покровский Михаил Павлович (1831—1893) — коллежский асессор (один из активистов студенческого революционного движения 1860-х гг., знакомец и почитатель Ф. М. Достоевского)
  - Покровский Павел Иванович (1837—1882) — доктор медицины (статский советник, окончил медицинский факультет ИМУ в 1862 г.; Главный доктор 2-й Московской городской больницы. Член Московского Общества русских врачей)
  - Покровская Анна (1875—1882) — его дочь
  - Покровская Александра Петровна
  - Покровская Надежда — младенец, её дочь
- Полевые:
  - Полевой Василий Иванович (ум. 1895)
  - Полевой Иван Иванович (ум. 1902)
  - Полевая Александра Николаевна (ум. 1892)
  - Полевая Анна Васильевна (1854—1856)
  - Полевая Вера Васильевна (ум. 1890)
  - Полевая Елизавета Дмитриевна (ум. 1856) — московская 2-й гильдии купчиха, почетная гражданка

- - Полевая Елизавета Николаевна (ум. 1895)
- Полетаевы:
  - Полетаев Василий Максимович (ум. 1838)
  - Полетаев Иван (ум. 1834) — младенец
  - Полетаев Николай Васильевич (1836—1872)
- Поливановы:
  - Поливанова Мария Васильевна (1777—1827)
  - Поливанова (ур. Дубровина) Екатерина Фёдоровна (1852—1872)
- Ползунов Василий Петрович (1807—1848) — губернский секретарь
- Половинкины:
  - Половинкин Кузьма Прокофьевич (1766—1830) — купец 1-й гильдии
  - Половинкина Мария Алексеевна (1777—1847) — его жена
- Полозовы:
  - Полозов Иаков Анисимович (ум. 1924) — келейник Патриарха Тихона (первоначально был захоронен на смежном с монастырём Новом Донском кладбище, а при перепланировке его в связи с устройством крематория появилась возможность перезахоронения на теперешнее место близ могилы Патриарха; впоследствии здесь же были подзахоронены урны с прахом его жены Натальи Васильевны и сына Алексея)
  - Полозов Николай Порфирьевич (ум. 1876) — полковник
  - Полозов Фёдор Андреевич (ум. 1778) — статский советник
  - Полозова Александра Никифоровна (ум. 1779) — вдова бригадира
  - Полозова … Фёдоровна (ум. 1779) — девица, дочь статского советника
  - Полозова Мария Степановна (ум. 1918)
  - Полозова (ур. Годеин) Наталья Петровна (ум. 1861)
- Полонский Григорий Иванович (ум. 1779) — статский советник
- Полтинины:
  - Полтинин Вася (1848—1860)
  - Полтинина (ур. Тишина) Авдотья Васильевна (1825—1863) — генеральша (жена генерал-лейтенанта Ф. П. Полтинина, дочь генерал-майора В. Г. Тишина; она похоронена вместе с сестрой, Ольгой Васильевной Траскиной)
- Полуденские:
  - Полуденский Михаил Петрович (1829—1868) — библиограф (приятель С.А.Соболевского)
  - Полуденская (ур. Ржевская) Мария Михайловна (1836—1863) — его жена (племянница ненавидимого лермонтоведами Н. С. Мартынова)
- Полунины:
  - Полунин Алексей Иванович (1820—1888) — известный врач, профессор Московского университета. Могила имеет статус объекта культурного наследия регионального значения[2].
  - Полунина Екатерина Васильевна (1830—1901) — его жена
- Поляковы:
  - Поляков Алексей Петрович
  - Поляков Пётр Алексеевич
  - Поляков Пётр Николаевич (1833—1904)
  - Поляков Леонтий Васильевич (1807—1883)
  - Поляков Максим Николаевич (1855—1915) — фельдшер Голицынской больницы
  - Поляков Матвей Петрович (1820—1875) — купец
  - Полякова А. М. (1889—1968)
  - Полякова Мария Густавовна (183?—1915)
- Померанцевы:
  - Померанцев, Николай Семёнович (1862—1926) — священник, историк, искусствовед
  - Померанцев Симеон Петрович (1828—1905) — протоиерей
  - Померанцева Ольга Семёновна (ум. 1903) — его жена
  - Померанцевы Н. С. (Николай Семёнович), К. Я. (Капитолина Яковлевна), Д. С. (Дмитрий Семёнович), М. Н. (Мария Николаевна), А. А. (Алексей Александрович), Г. Е. (Галина Евгеньевна), Н. Н. (Николай Николаевич) — в середине мая 2015 года это семейное надгробие Померанцевых радикально обновлено с расшифровкой бывших на старом надгробии малоинформативных инициалов, но только для пяти персоналий из семи, указанных инициалами на старом памятнике (при зтом Д. С. и А. А. были как бы вычеркнуты из исторической памяти ?)
- Понаева Анна Ивановна (1808—1843) — подполковница (с ноября 2017 года начата капитальная реставрация скульптурного надгробия, завершённая в декабре)
- Пономарёвы:
  - Пономарёв Вячеслав Дмитриевич (1837—1842)
  - Пономарёва (ур. Языкова) Ольга Дмитриевна (1894—1959)
- Попандопуло:
  - Попандопуло, Константин Анастасиевич (1787—1867) — военный врач, автор «Российско-греческой грамматики», знакомый Пушкина
  - Попандопуло Анна Самуиловна (1870—1958)
  - Попандопуло Екатерина Константиновна (ум. 1896)
  - Попандопуло (ур. Мартынова) Любовь Дмитриевна (ум. 1867)
  - Попандопуло (ур. Петрова) Софья Георгиевна (ум. 1868)
- Поповы:
  - Попов Алексей Васильевич (ум. 1903)
  - Попов Андрей Матвеевич (ум. 1790) — поручик
  - Попов Гавриил Гавриилович (1796—1880) — купец (золотокружевной товар), потомственный почётный гражданин, благотворитель
  - Попов Михаил Гавриилович (1832—1867)
  - Попова Аграфена Александровна — девица
  - Попова Александра Гавриловна (1796—1880)
  - Попова Александра Гавриловна (1837—1894)
  - Попова Вера Яковлевна (1819—1882) — купчиха, жена Г. Г. Попова
  - Попова Екатерина Яковлевна (ум. 1775) — жена полковника
  - Попова (ур. Гусятникова) Елизавета Михайловна (ум. 1791) — вдова полковника (камердинера императорского двора полковничьего ранга), мать героя Отечественной войны 1812 года декабриста М. Ф. Орлова
  - Попова Клавдия Гавриловна (1842—1902) — купчиха (торговля золотокружевным товаром), потомственная почётная гражданка, дочь Г.Г. и В. Я. Поповых, благотворительница
  - Попова Надежда Ивановна (1877—1960)
  - Попова Ольга Николаевна (1890—1944)
  - Попова Ульяна (ум. 1776) — коллежская советница
- Пороховщиковы (предки актёра А. Ш. Пороховщикова):
  - Пороховщиков Александр Александрович (1809—1894) — сын последующего; прапрадед актёра А. Ш. Пороховщикова (надгробие не сохранилось)
  - Пороховщиков Александр Алексеевич (ум. 1827) —отец предыдущего; коллежский советник
  - Пороховщикова Александра Михайловна (ум. 1837 скончалась 25-ти лет) — жена коллежского секретаря Александра Александровича Пороховщикова (заплатившего за место её погребения 200 рублей)
- Поршневы:
  - Поршнев Борис Фёдорович (1905—1972) — профессор
  - Поршнева Екатерина Федоровна (1903—1978) — его сестра (старший преподаватель на кафедре МВТУ «Высшая математика»)
  - Поршнев Фёдор Иванович (1878—1920) — его отец, инженер-химик
  - Поршнева (ур. Тинтурина) Аделаида Григорьевна (1873—1959) — мать профессора Б. Ф. Поршнева
- Посниковы:
  - Посников Николай Васильевич (ум. 1854)
  - Посникова Евдокия Николаевна (ум. 1857)
  - Посникова Софья Николаевна (ум. 1860)
  - Посникова Феодосия Степановна (ум. 1848)
- Постников Александр Петрович (1872—1919)
- Поспелова Мария Алексеевна (1780—1805) — поэтесса (Павел I наградил её бриллиантовым перстнем за «Оду на разбитие генерала Массены в Швейцарии Суворовым»; скончалась от скоротечной чахотки)
- Потёмкины (нетитулованные дворяне, дальние родичи князя Г. А. Потёмкина; надгробия из села Никольское-Колычево Подольск. уезда):
  - Потемкин Д. Ф. (1673—1748) — Дмитрий Фёдорович, статский советник
  - Потемкина М. И. (ум. 1706) — его мать Матрёна
  - Потемкин Михаил Сергеевич (1744—1791) — генерал-поручик (внук Дмитрия Фёдоровича, сын Сергея Дмитриевича; генерал-кригс-комиссар, действительный камергер; муж племянницы князя Г. А. Потёмкина Татьяны Васильевны Энгельгардт; брат графа Павла Сергеевича Потемкина)
- Похвисневы:
  - Похвиснева Анна Игнатьевна (1730—1805) — жена тайного советника, сенатора М. С. Похвиснева
  - Похвиснева Александра Михайловна (1785—1820) — дочь тайного советника
- Прежевский Николай Иванович (1782—1829) — полковник, участник Отечественной войны 1812 года (он также упоминается в свидетельствах его современников как Пряжевский)
- Приклонские:
  - Приклонский Иван Васильевич (1730—1777) — надворный советник (секретарь мануфактур коллегии; не путать его с полным тёзкой-воеводой)
  - Приклонский Петр Иванович (1772—1855) — статский советник
  - Приклонская Прасковья Фёдоровна (1738—1808) — надворная советница
- Прозорова Варвара Петровна (ум. 1913)
- Прозоровские (ударение на втором слоге):
  - Прозоровский Б. И. (1654—1705) — приближенный царевны Софьи (и царевича Ивана Алексеевича;надгробие перенесено из собора Сретенского монастыря; на надгробии даты жизни другие — 1661—1718)
  - Прозоровский, Иван Иванович (1754—1811) — князь, генерал-поручик (и шурин А. В. Суворова)
  - Прозоровский Иван Иванович (ум. 1891) — священник Софийской церкви
  - Прозоровский Михаил Иванович (1804—1811) — князь (малолетний сын И. И. и Т. М. Прозоровских)
  - Прозоровская (ур. Измайлова) Екатерина Ивановна (1710—1793)
  - Прозоровская (ур. кн. Голицына) Татьяна Михайловна (ум. 1840) — княгиня (жена генерал-поручика князя И. И. Прозоровского; свояченица А. В. Суворова; погребена вместе с мужем в усыпальнице Голицыных)
- Прокопович-Антонские:
  - Прокопович-Антонский, Антон Антонович (1762—1848) — действительный статский советник, ректор Московского университета, председатель Общества любителей российской словесности (похоронен в Малом соборе рядом с братом Василием, ставшим архимандритом Виктором)
  - Прокопович-Антонский Владимир Михайлович (1790 −1849) — рязанский губернатор, тайный советник, сенатор (его надгробие рядом с могилой отца не сохранилось)
  - Прокопович-Антонский Михаил Антонович (1760—1844) — статский советник, его отец
  - Прокопович-Антонская (ур. Бологовская) Варвара Алексеевна (1775—1821) — жена Михаила Антоновича
- Пронины:
  - Пронин Николай Петрович (ум. 1905) — потомственный почётный гражданин
  - Пронина Мария Самсоновна (ум. 1899) — его жена
  - Пронина А. М. (1887—1920)
- Простяковы (купцы; ниже перечислены Простяковы, не вошедшие в число пяти родственных персон, похороненных в отдельной семейной часовне-усыпальнице):
  - Простяков Григорий Яковлевич (1818—1876) — его могила на уч-ке 5, а его сын Иван Григорьевич Простяков (1843—1915), потомственный почётный гражданин, двоюродный племянник и наследник М.Г. и В. Г. Солодовниковых, благотворитель, похоронен со своей семьёй в отдельной часовне-усыпальнице на уч-ке 6
  - Простякова Елизавета Григорьевна (ум. 1909)
  - Простякова Мария Михайловна (1904—1934)
  - Простякова Татьяна Алексеевна (1829—1898)
  - Простякова Татьяна Григорьевна (1862—1919)
- Протасовы:
  - Протасов А…вич (1759—1798) — полковник
  - Протасов Александр Степанович (ум. 1792) — отставной бригадир (покончил с собой в возрасте 30 лет, проиграв серьёзный судебный процесс)
  - Протасов Александр Яковлевич (1742—1799) — действительный тайный советник, сенатор, один из воспитателей Александра I, автор «Записок» (могила не сохранилась; была поблизости от семейного захоронения Глебовых-Стрешневых)
  - Протасов Алексей Николаевич (1800—1866) — протоиерей (Калужского девичьего монастыря)
  - Протасов Григорий Александрович (1791—1793)
  - Протасов, Николай Александрович (1798—1855) — граф, обер-прокурор Священного Синода, генерал-адъютант (в трапезной Малого собора Донского монастыря поблизости от надгробной доски графа Н. А. Протасова сохранилась сильно попорченная чугунная доска с едва различимым именем «графа Николая Алексеевича Протасова — Бахметева», но без дат жизни).
  - Протасов Павел Иванович (ум. 1828) — действительный статский советник (исполняя должность курского губернатора, прослыл «великим лихоимцем»; но оказывал финансовую поддержку выходцу Обоянского уезда, в последующем великому русскому актёру М. С. Щепкину)
  - Протасов Иван Яковлевич (1721—1778) — статский советник (отец первой жены Н. М. Карамзина; в декабре 2017 года проведена реставрация надгробия, продолженная летом 2018 года)
  - Протасов Степан Александрович (1793—1809) — граф, юнкер
  - Протасов, Яков Яковлевич (1716—1779) — генерал-поручик, участник семилетней войны
  - Протасова Александра Ивановна (1750—1782) — жена генерал-майора
  - Протасова Александра Максимовна (1773—1829) — бригадирша
  - Протасова Анастасия Яковлевна (1744—1827) - девица, дочь Якова Яковлевича, сестра Александра Яковлевича
  - Протасова (ур. Орлова) Анисья Никитична (1721—1775) — вдова сенатора, действительная статская советница (вдова Степана Фёдоровича Протасова, сестра обер-гофмаршала императорского двора Г. Н. Орлова)
  - Протасова (ур. Бахметева) Варвара Алексеевна (1770—1847) — графиня, действительная статская советница (а точнее, вдова действительного тайного советника Александра Яковлевича)
  - Протасова (ур. кн. Голицына) Мария Александровна (1803—1880) — графиня, гофмейстерина императрицы Марии Александровны, жена похороненного рядом с ней графа Н. А. Протасова (На самом деле её звали Натальей Дмитриевной, что подтверждает и сохранившаяся надгробная доска. Причина неувязки в том, что автор данного списка М. Д. Артамонов поверил не своим глазам, а ошибочной записи в очень авторитетном дореволюционном «Московском некрополе»)
  - Протасова Мария Николаевна (1760—1830) — ур. Новосильцева, вдова действительного статского советника (П. И. Протасова)
  - Протасова Мария Степановна (ум. 1807) — дочь действительного статского советника
- Протасьевы:
  - Протасьев Иван Алексеевич (1802—1875) — землевладелец, предприниматель, административный и общественный деятель, в основном, в Вязниковском уезде Владимирской губернии (но отчество его — Александрович)
  - Протасьева Елизавета Сергеевна (1800—1852) — титулярная советница
- Прохоровы (весной 2021 года разработана проектная документация реставрации неплохо сохранившегося надгробия из долговечного материала):
  - Прохоров Леонид Фёдорович (1875—1953) — крестьянин
  - Прохоров Михаил Фёдорович (1886—1957) — его младший брат; заслуженный врач РСФСР (родом из крестьян; окончил медицинский факультет Варшавского университета; главный врач родильного дома им. Фрунзе; не путать его с полным тёзкой-историком)
  - Прохорова Анна Васильевна (1856—1937)
  - Прохоров Дмитрий Николаевич (1816—1855) — коллежский советник
- Прудниковы:
- Прудников Лев Михайлович (1836—1903) — генерал-майор (начальник Московского жандармского дивизиона;осенью 1884 года жандармский дивизион впервые был использован для усмирения организованных студентами Московского университета беспорядков на Тверской улице)
- Прудников Михаил Михайлович (ум. 1880)
- Прытков Юрий Павлович (1933—1959) — старший лейтенант
- Путиловы:
  - Путилов Сергей Фёдорович (1803—1858) — действительный статский советник
  - Путилова (ур. Иванова) Анна Павловна (1817—1840) — жена надворного советника
  - Путилова (ум. 1828) — жена секретаря департамента Сената
  - Путилов — её сын
- Пучков Степан Устинович (ум. 1781) — генерал-майор
- Пушкины:
  - Пушкин, Василий Львович (1766 −1830) — поэт, дядя А. С. Пушкина
  - Пушкин, Лев Александрович (1723 −1790) — подполковник, дед поэта А. С. Пушкина (точное место захоронения в Сергиевском приделе Малого собора не определено)
  - Пушкин Никита Борисович (1621—1715) — инок Нифонт (точное место захоронения в Сергиевском приделе Малого собора не определено)
  - Пушкина Анна Львовна (1769—1824) — девица, тетя А. С. Пушкина
  - Пушкина (ур. кн. Волконская) Наталья Абрамовна (1746—1819) — жена осуждённого за фальшивомонетничество М. А. Пушкина, с которым прожила 20 лет в ссылке (в Тобольске) до его смерти в 1793 году и родила там троих детей (В.Л. и С. Л. Пушкины были знакомы с Н. А. Пушкиной и её сыном, но не могли с ними «счесться родством» и считали их однофамильцами)
  - Пушкина Екатерина Михайловна (1786—1802) — её дочь (одна из рождённых в Тобольске; другая дочь стала княгиней Варварой Михайловной Гагариной)
  - Пушкина (ур. Чичерина) Ольга Васильевна (1737—1801) — бабушка поэта со стороны отца (бабушка со стороны матери, Мария Алексеевна Ганнибал-Пушкина, приходилась позту также и троюродной тётей)
- Пясковский Тимофей Иванович (1762—1807) — коллежский советник

### Р
- Равдели:
  - Равдель Александр Давыдович (ум. 1941)
  - Равдель Евгений Давыдович
- Радецкие:
  - Радецкий Александр Николаевич — отставной статский советник (умер 2 июля 1901 года от паралича сердца)
  - Радецкая Александра Сергеевна
  - Радецкая Мария Александровна (1853—1875)
  - Радецкая Софья Петровна (1827—1884) — жена Александра Николаевича, мать Марии Александровны
- Радилова (ур. Поливанова) Федосья Афанасьевна (1729—1801) — вдова вахмистра, помещица
- Раевские:
  - Раевский Дмитрий (ум. 1775) — лейб-гвардии сержант
  - Раевский Иван Иванович (ум. 1780) — инженер-генерал-майор (Иван Иванович Раевский был военным инженером и служил советником Московской Конторы Главной артиллерии и фортификации; инженер-полковник (ранг бригадира армии) с 01.01.1770, генерал-майор с 23.02.1771)
  - Раевская (ур. Кириллова) Мария Ивановна (1736—1805)
  - Раевская Прасковья Ивановна (1779—1788) — дочь генерал-майора
- Раздеришин Николай Васильевич (1750—1792) — полковник (из семьи мастеров горного дела; младший брат литератора-дилетанта А. В. Раздеришина, избранного член-корреспондентом академии наук за передачу в академию ценной коллекции отечественных минералов)
- Разумовские:
  - Разумовский, Лев Кириллович (1757—1818) — граф, генерал-майор, сын гетмана Украины, известный «светский лев»
  - Разумовская Мария Григорьевна (урожд. кн. Вяземская; 1772—1865) — кавалерственная дама, графиня, его жена
  - Разумовская Александра Дмитриевна (1871—1899)
  - Разумовская Анастасия Евдокимовна (ум. 1854)
  - Разумовская Екатерина Арсеньевна (1777—1857)
- Разцветов, Александр Павлович (1823—1902) — професспр-хирург, тайный советник (в службе и классном чине с 1848. ДСС с 1888, ТС с 1896; служил по Мин-ву народного просвещения; могила не сохранилась); в авторитетном «Московском некрополе» имеется лишь такая крайне куцая запись: «Разцветов, Александр умер 9 апреля 1902 г. (Донской монастырь)»
- Райкович Рафаил Юрьевич (ум. 1787 52-х лет) — коллежский советник
- Рамантова Анна Ивановна (ум. 1778) — жена поручика
- Расловлевы:
  - Расловлева Матрёна Степановна (1757—1799) — девица
  - Расловлева Наталья Александровна (ум. 1783) — жена генерал-поручика
- Растиславский Александр Макарьевич (ум. 1788) — бригадир; нижегородский (1740, дер. Ельховка) и симбирский (1747 — село Архангельское — Бекташка) помещик
- Ратькова-Рожнова Вера Яковлевна (1841—1919) — вдова В. А. Ратькова-Рожнова, городского петербургского головы
- Ратушинская Ольга Николаевна (ум. 1885)
- Рахманиновы (похороненные рядом младенцы — брат и сестра):
  - Рахманинов Михаил Фёдорович (1864—1864)
  - Рахманинова Мария Фёдоровна (1863—1866)
- Рахмановы (также Рохмановы — см. ниже по алфавиту):
  - Рахманов Александр (1829—1830)
  - Рахманов Алексей Степанович (1755—1827) — бригадир
  - Рахманов Михаил Фёдорович (ум. 1871)
  - Рахманов Алексей Фёдорович (1799—1862) — штаб-ротмистр, двоюродный брат Дельвига (поскольку их матери — сёстры Красильниковы), знакомый А. С. Пушкина
  - Рахманов Николай Степанович (1760—1795) — капитан-поручик
  - Рахманов Фёдор Степанович (1759—1820) — майор
  - Рахманов Степан Миронович (ум. 1780) — гвардии капитан (тамбовский помещик, конфликтный сосед А. Т. Болотова)
  - Рахманова Прасковья Васильевна (ум. 1789) — его жена (ур. Зимбулатова; на надгробии обозначена как жена купца)
  - Рахманова (ур. Лопухина) Анна Александровна (ум. 1830) — коллежская асессорша
  - Рахманова Анна Фёдоровна (1786—1804)
  - Рахманова Елена Алексеевна (ум. 1831) — младенец
  - Рахманова (ур. кн. Голицына) Елизавета Яковлевна (1803—1837) — дочь Я. А. Голицына, жена А. Ф. Рахманова, за место её погребения выплачено монастырю 708 рублей
- Ратниковы:
  - Ратников Василий Степанович
  - Ратников Николай Степанович (1878—1963)
  - Ратников Степан Степанович (1845—1921)
- Ребровские:
  - Ребровский Саша (ум. 1844) — младенец
  - Ребровская Мила (1838—1845)
- Редованская Екатерина (ум. 1776) — жена полковника
- Резниковы:
  - Резников Пантелеймон Артемьевич (1878—1951) — дипломированный садовод, автор издаваемых в 1920-х г.г. пособий по переработке плодово-ягодной продукции
  - Резникова Виктория Киприановна (1880—1960)
- Резцов Николай Варламович (1890—1916) — прапорщик (31.05.1916 г. утонул купаясь в р. Барыш близ г. Корсун; он сын интеллигента-либерала конституционно-демократических воззрений, помещика Варлаама Александровича Резцова (1844—1907))
- Рейсих фон (ур. Дубовицкая) Варвара Николаевна (ум. 1878) — генеральша (вдова генерал-майора Константина Корнильевича фон-Рейсих; двоюродная внучка Петра Николаевича Дубовицкого)
- Рек Елизавета Францевна (ум. 1846)
- Репнин Николай Васильевич (1734—1801) — князь, генерал-фельдмаршал, полководец и дипломат
- Ржевская (ур. Лопухина) Анна Николаевна (ум. 1778) — жена коллежского асессора (Николая Юрьевича, разжалованного в матросы в 1743 году за участие в придворном заговоре)
- Ресницкая Надежда Романовна (1885—1963)
- Ризарий Матвей Родионович (ум. 1824) — грек (Мантос Ризарис, греческий предприниматель, меценат, и революционер XIX века)
- Римские-Корсаковы:
  - Римский-Корсаков, Александр Васильевич (1729—1781) — генерал-поручик, участник первой турецкой войны
  - Римская-Корсакова (ур. кн. Мещерская) Екатерина Васильевна (1798—1819) — 1-я жена Андрея Петровича Римского-Корсакова (имевшего от 2-й жены сыновей Воина и Николая, известных адмирала и композитора)
  - Римская-Корсакова (ур. кн. Волконская) Мария Семёновна (1731—1796) — в 2014 году из надгробия выпал и раскололся медальон с изображением замысловатого вензеля ФИО похороненной, и памятник стал безымянным
  - Римский-Корсаков, Николай Александрович (1762—1833) — генерал-майор (чиновник военного ведомства по интендантской части в чине обер-кригскомиссара; чина генерал-майора не имел; сын указанных выше Александра Васильевича и Марии Семёновны); не путать его с тёзкой — сыном генерала от инфантерии Александра Михайловича Римского-Корсакова
  - Римский-Корсаков Николай Сергеевич (1829—1875) — участник Севастопольской обороны 1854—1855 годов; сын указанных ниже Сергея Александровича и Софьи Алексеевны. Могила имеет статус объекта культурного наследия регионального значения[2].
  - Римский-Корсаков Сергей Александрович (1798—1883) — участник войны 1812 года в составе Московского ополчения
  - Римская-Корсакова, Софья Алексеевна (1805—1881) — его жена, двоюродная сестра А. С. Грибоедова (предположительный прототип Софьи Фамусовой в «Горе от ума», если учесть, что прототипом Фамусова считался её отец, А. Ф. Грибоедов)
- Ринг Петр Васильевич (1854—1862)
- Рипп Х. Г. (Ханон Григорьевич, экономист) (1888—1951)
- Риттер Николай (1841—1849)
- Рогаилов Борис Фёдорович — архитектор (точнее, Рогайлов Борис Федорович (1908—1981), окончил ВХУТЕИН в 1930)
- Родиславские:
  - Родиславский Владимир Иванович (1828—1885) — писатель, драматург
  - Родиславский Иван Иванович (1799—1845) — полковник
  - Родиславская Елизавета (ум. 1863) — младенец
  - Родиславская (ур. Мичурина) Елизавета Фёдоровна (1801—1871) — полковница
- Рожалин Иван Васильевич (ум. 1882)
- Рождественские:
  - Рождественский Виктор Петрович (1826—1892) — протоиерей (деятель духовного просвещения, педагог, духовный писатель; не путать его с полным тёзкой-кинологом)
  - Рождественский Лаврентий Иванович (1805—1878)
  - Рождественская Елизавета Алексеевна (1836—1910) — жена протоиерея (Виктора Петровича)
  - Рождественский Николай Викторович (1877—1920) — историк, архивист, археограф, москвовед, сын В. П. Рождественского, брат И. В. Рождественского
  - Рождественский Иван Викторович (1861—1890) — педагог, писатель, сын В. П. Рождественского
  - Рождественский Сергей Викторович (1858—1918)
  - Рождественская Ольга Александровна (1815—1881)
- Розанов Николай Алексеевич (1854—1887) — коллежский асессор, учитель Донского духовного училища
- Романа (1847—1892) — монахиня Страстного монастыря
- Романовы (купцы-фабриканты):
  - Романов Василий Самуилович (1842—1904)
  - Романов Самуил Андреевич (1791—1870) — купец
  - Романов Митрофан Самуилович (1839 -1906) - его сын; был московским купцом II гильдии и почетным гражданином
  - Романова Екатерина Александровна (1857—1881)
- Романовский Яков Владимирович (1910—1961)
- Ромодановские:
  - Ромодановский Константин Тимофеевич (ум. 1887)
  - Ромодановская Агриппина Фёдоровна (1874—1951)
- Рославлева Матрёна Степановна (ум. 1799) — девица
- Росляков Александр Георгиевич (1864—1901) — коллежский асессор
- Россинские:
  - Россинский Николай Матвеевич (1774—1846)
  - Россинская Анастасия Николаевна (ум. 1844)
- Резцов Александр Павлович (1819—1881) — петербургский купец, потомственный почетный гражданин, дед включённого в данный список Н. В. Резцова (см. выше, и простим автору списка нарушение алфавитного порядка)
- Ротрофи (ур. Охотникова) Анна Павловна (1820—1859) — дочь П. Я. Охотникова, по первому замужеству Коробанова, тётя-свойственница писателя К. Н. Леонтьева (второй её муж — Александр Эдуардович Ротрофи — врач, домашний доктор Охотниковых, ординатор московской больницы для чернорабочего класса)
- Рохмановы:
  - Рохманов Алексей Степанович (1755—1827) — бригадир
  - Рохманов Александр (1829—1830)
  - Рохманов Михаил Фёдорович (ум. 1871)
  - Рохманова (ур. Лопухина) Анна Александровна (ум. 1830) — коллежская асессорша
- Ртищевы:
  - Ртищев, Василий Михайлович (1698—1762) — адъютант соратника Петра I А. Д. Меншикова, подпоручик (нет достоверной информации о факте захоронения в Донском монастыре данной личности, тем более с указанными в этой записи явно ошибочно годами жизни и низким чином, хотя В. М. Ртищев скончался генерал-майором)
  - Ртищев, Николай Фёдорович (1754—1835) — главнокомандующий в Грузии, генерал от инфантерии
  - Ртищева Елена Николаевна (1775—1828) — его жена (с 1799 года; по первому браку она была Генриетта Мильет, а в России звалась Екатериной Николаевной)
  - Ртищева Мария Васильевна (1728—1793) — вдова капитана Ф. А. Ртищева (мать генерала Н. Ф. Ртищева и графини Е. Ф. Орловой, рядом с которой похоронена сама)
- Рудневы:
  - Руднев Игорь Борисович (1923—1960)
  - Руднева (ур. Жемочкина) Раиса Николаевна
- Рудометкин Фёдор Акимович (05.02.1856 — 27.04.1912) — московский купец
- Румянцевы:
  - Румянцев Василий Александрович (ум. 1921)
  - Румянцев Василий Егорович (1822—1897) — действительный статский советник (археограф, библиограф, археолог)
  - Румянцев Владимир Михайлович (ум. 1919)
  - Румянцева, Екатерина Михайловна (1724—1779) — графиня, жена фельдмаршала П. А. Румянцева-Задунайского (её могила в Малом соборе не сохранилась, но место могилы известно)
- Рунт Петр Матвеевич (1890—1909) — молодой шурин поэта В. Я. Брюсова
- Русаков Михаил Филиппович (1852—1900)
- Рыбко, Александр Стефанович (1900—1923) — лётчик (военлёт 4-го отдельного авиаотряда, нагр. Орденом Кр. Знамени (РСФСР), Прик. РВСР № 200: 1923 г.; надгробие практически разрушено); его младший брат Николай Степанович Рыбко, известный советский лётчик-испытатель военных самолётов, похоронен на соседнем Новом Донском кладбище
- Рыжовы:
  - Рыжов Борис Иванович (1767—1810) — купец (был трижды женат)
  - Рыжов Иван Борисович (1806—1837) — харьковский купец 2-й гильдии (было 7 детей)
  - Рыжова Прасковья Андреевна (ум. 1812) — его жена (в книге М. Д. Артамонова «Московский некрополь» ошибка. П. А. Рыжова — третья жена Бориса Ивановича Рыжова. Об этом написано на её памятнике: «Под сим камнем погребено тело московского купца бариса ивановича рыжова супруги Его вдовы третьяго брака прасковьи Андреевной Рыжовой скончавшиеся сего 1819 года Апреля 5 числа во 2 часу пополудни в замужестве была 2 года 10 месецов вдовела 1 год 4 месеца всего жития Ея Было 22 года и 6 месецов»)
  - Рыжова Настасья Сергеевна (ум. 1807) — жена купца Бориса Ивановича Рыжова (в книге М. Д. Артамонова «Московский некрополь» её нет. Её памятник находится рядом с захоронением П. А. Рыжовой на участке 4)
- Рыкачева Дарья Ивановна (1760—1795) — обер-провиантмейстерша; урождённая Лутовинова (тётя В. П. Тургеневой, матери писателя; послужила писателю прототипом литературной Ольги в его рассказе «Три портрета»)
- Рыковы:
  - Рыков Василий Сергеевич (ум. 1858)
  - Рыков Михаил Сергеевич (1793—1851)
  - Рыкова Ирина Михайловна (1765—1838)
- Рышкова Вера Ивановна (ум. 1886)
- Рясовская Мария Григорьевна (1844—1876) — свояченица (рано осиротевшая сестра жены) присутствующего в данном списке В. Т. Тимофеева — деда биолога Н. В. Тимофеева-Ресовского

### С
- Сабинины:
  - Сабинин Иван Николаевич (1809—1837) — студент Медико-хирургической академии
  - Сабинина Лидия Александровна (1878—1896)
  - Сабинина Мария Николаевна (1804—1850) — купеческая дочь
- Сабуровы:
  - Сабуров Иван Иванович (1841—1903) — врач
  - Сабуров Михаил Васильевич (ум. 1894) — потомственный почетный гражданин
  - Сабурова Дарья Кузьминична (ум. 1779) — бригадирша
- Савина Матрёна Михайловна (ум. 1825)
- Савинская Генриэтта (1854—1921) — точнее, по надгробию: Савинская Генриета Леонтьевна, сконч. в 1921 году(а рядом Слатова Амалия Леонтьевна, сконч. в 1936 году)
- Савинов Никанор Осипович (1803—1856) — надворный советник
- Савинцева Мария Неофитовна
- Савостьяновы:
  - Савостьянов Константин Иванович (1805—1871) — коллежский советник, знакомец А. С. Пушкина
  - Савостьянов Николай Иванович (1815—1875) — подполковник
  - Савостьянова Анфиса Михайловна (1782—1841)
  - Савостьянова Вера (1859—1873)
- Савчук Вера Афанасьевна (1895—1958)

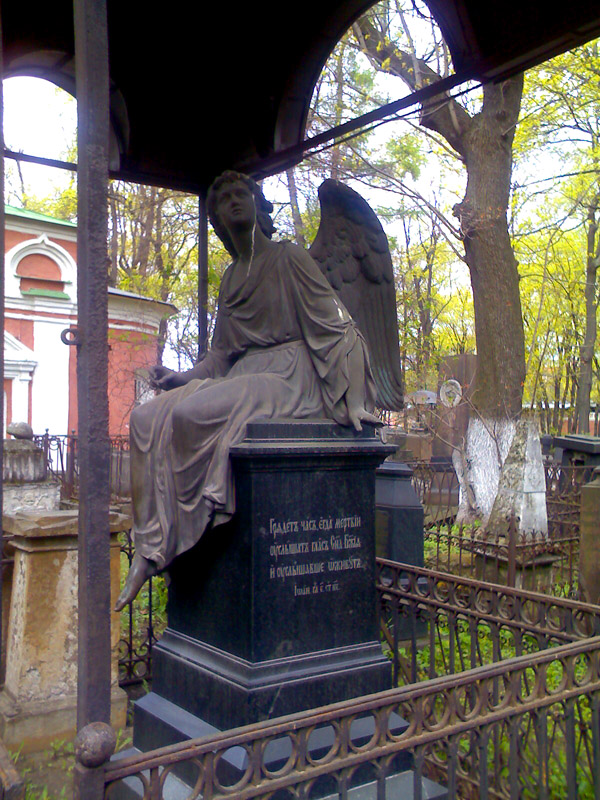
Сазикова Анна Александровна

- Сазиковы (семья владельцев фирмы серебряных изделий):
  - Сазиков Игнатий Павлович (1796—1868) - в 1837 году получил «Высочайшее дозволение именоваться Придворным фабрикантом серебряных изделий»
  - Сазиков Сергей Игнатьевич (1833—1880) — его сын; по надгробию годы жизни: 1823—1880
  - Саэикова Александра Игнатьевна (1816—1836) — девица
  - Сазикова Анна Александровна (1827—1892) — жена Сергея Игнатьевича (в 1880 году она откупила себе место 2-го разряда для погребения рядом с могилой мужа за 200 рублей)
  - Сазикова Надежда Лукинична (ум. 1838) — жена Игнатия Павловича (за место её погребения выплачено монастырю 300 рублей ассигнациями)
- Сазонова Анастасия Яковлевна
- Салтыковы:
  - Салтыков, Александр Николаевич (1775—1837) — князь, камергер, член Гос. совета, управляющий министерства иностранных дел (могила не сохранилась)
  - Салтыков Глеб Алексеевич (ум. 1756) — ротмистр, муж «Салтычихи» (могила не сохранилась)
  - Салтыков Николай Глебович (ум. 1775) — подпоручик (могила не сохранилась)
  - Салтыков Федор Глебович (1750-1801) — сын Глеба Алексеевича и Дарьи Николаевны («Салтычихи») Салтыковых
  - Салтыков Фёдор Николаевич (ум. 1790) — сын Николая Глебовича Салтыкова, гвардии сержант (могила его не сохранилась, но сохранилось надгробие его дяди, Фёдора Глебовича)
  - Салтыков-Головкин Алексей Александрович (1824—1874) — князь (сын А.Н. и Н. Ю. Салтыковых; Курский предводитель дворянства в 1865 -1870 годы ;могила не сохранилась)
  - Салтыкова Александра Николаевна — княгиня (могила не найдена и в «Московском Некрополе» не зафиксирована)

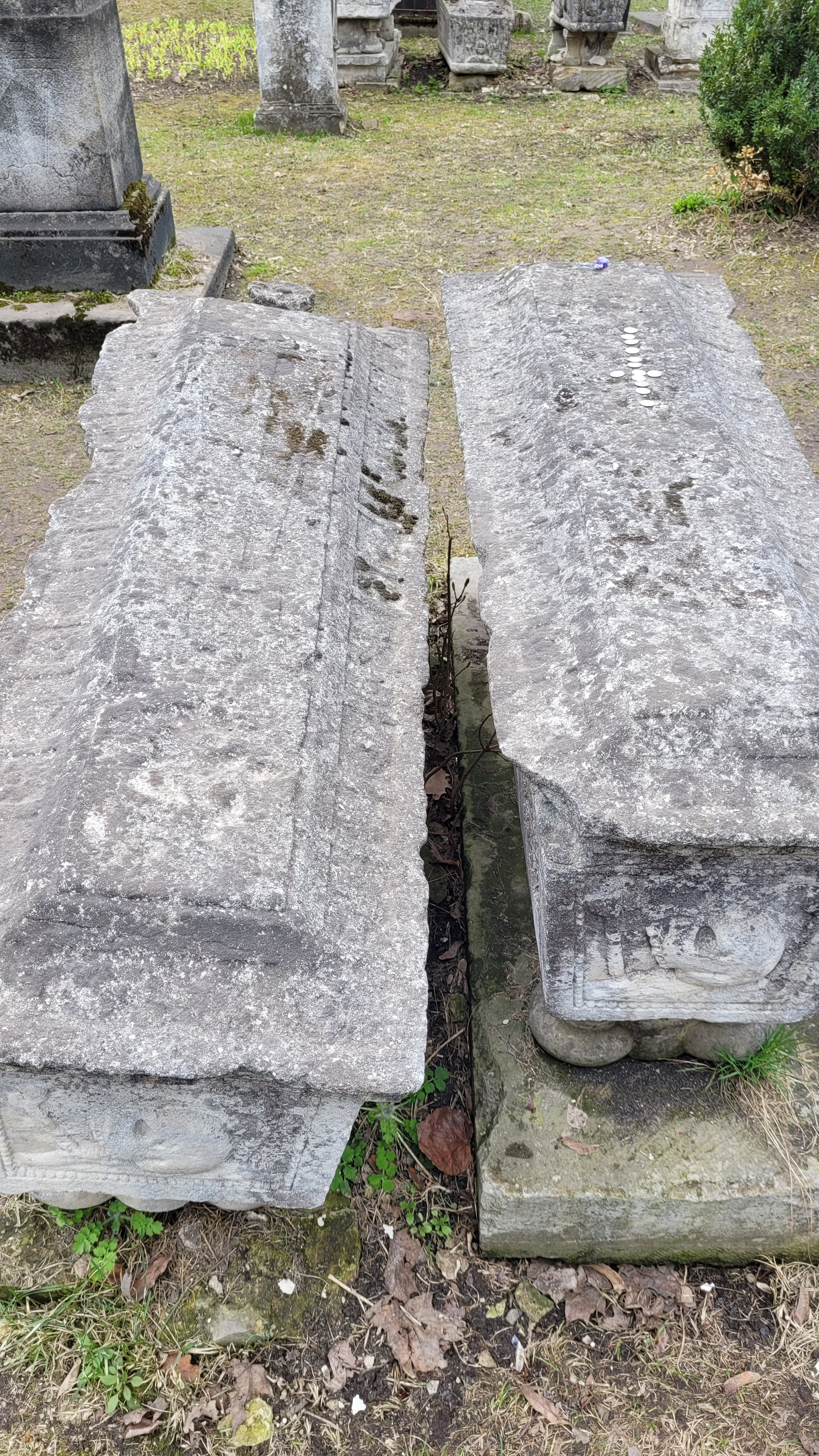
Надгробия Д.Н. Салтыковой (справа) и Ф.Г. Салтыкова. 2025 год

  - Надгробия Д.Н. Салтыковой (справа) и Ф.Г. Салтыкова. 2025 годСалтыкова, Дарья Николаевна (1730—1801) — «Салтычиха» — жестокая помещица, замучившая до смерти 139 крепостных (достоверная атрибуция её захоронения по сохранившимся надписям на надгробии-саркофаге относится к концу 1980-х годов, до этого общепринятое место её могилы было бездоказательно связано с неким безымянным надгробием-обелиском на другом участке некрополя; летом 2020 года надпись на надгробии грубо поновлена красной краской)
  - Салтыкова (ур. кн. Голицына) Наталья Алексеевна (1706—1779) — жена (с 1739 г.) камергера П. М. Салтыкова, затем вдова его же, но уже тайного советника; помещица
  - Салтыкова-Головкина, Наталья Юрьевна (1787—1860) — княгиня, жена тайного советника (подлинная надпись на надгробной стеле не сохранилась и заменена небрежно выполненной и сомнительной по содержанию)
  - Салтыкова-Головкина Вера Ивановна (1832—1885) — княгиня (урожд. Лужина, жена Алексея Александровича)
  - Салтыкова-Головкина Екатерина Алексеевна (ум. 1914) — княжна, скончалась в возрасте 56 лет 24 июня 1914 года), дочь Алексея Александровича, девица, фрейлина имп-цы Марии Александровны, жены Александра II
- Сальская Софья Наумовна (1904—1960)
- Самарины (семейное надгробие, капитально отреставрированное в 2019 году):
  - Самарин Фёдор Дмитриевич (1858—1916) — выборный член Государственного совета (с 7 апреля 1906 года)
  - Самарина Антонина Николаевна (1864—1901) — его жена (урожд. кн. Трубецкая)
  - Самарин Дмитрий Фёдорович (1890—1921) — их сын (перспективный философ, сражённый в 1912 году душевной болезнью; университетский однокурсник Б. Л. Пастернака; стал отчасти прототипом литературного Юрия Живаго)
- Сарачев Иван Иванович (1864—1869) — дворянин (жил 5 лет)
- Сарачинские (не сохранилось монументальное надгробие супружеской четы Сарачинских в виде сени на шести чугунных колонках, увенчанной пятиглавием пирамидальных шпилей):
  - Сарачинская (Сарочинская) (ур. Кутузова) Екатерина Михайловна (1787—1826) — дочь фельдмаршала М. И. Кутузова (могила не сохранилась, место её известно, рядом с мужем; а неподалёку была похоронена её сестра — Прасковья Михайловна Толстая)
  - Сарачинский (Сарочинский) Илья Степанович (1786—1845) — генерал-майор, участник Бородинского сражения, зять М. И. Кутузова (могила не сохранилась, место её известно и по архивным данным ЦГА Москвы 1850-х гг., и по фотографии А. Т. Лебедева 1929 г.; в 2017 году частично сохранившееся подлинное надгробие И. С. Сарачинского найдено и установлено приблизительно на старое место у северного крыльца Большого собора)
- Сафоновы:
  - Сафонов С. Н.
  - Сафонова Т. Н. (1897—1951)
- Сахаровы:
  - Сахаров Фёдор Моисеевич (1794—1856) — крестьянин
  - Сахарова Анна Евсеевна (1798—1853) — его жена
  - Сахаров Александр Игнатьевич (1732—1799) — действительный статский советник (в 1759 камердинер Императорского Двора, в 1766 полковник в отставке, в 1791—1792 лаишевский уездный предводитель дворянства, владелец села Алексеевское Лаишевского уезда Казанской губернии)
  - Сахарова Анастасия Александровна (1784—1805) — девица (дочь Александра Игнатьевича)
- Свербеевы:
  - Свербеева (ур. кн. Щербатова) Екатерина Александровна (1808—1892) — друг П. Я. Чаадаева, М. Ф. Орлова, А. И. Тургенева, знакомая А. С. Пушкина, Н. М. Языкова и др.
  - Свербеева Екатерина Дмитриевна (ум. 1897) — её дочь
  - Свербеева Софья Дмитриевна (ум. 1903) — издатель и редактор (совместно с братом, А. Д. Свербеевым) известных мемуарных записок её отца, Д. Н. Свербеева
- Свечниковы; здесь же и Остапец-Свечников Александр Александрович (1928—2002) — активист массовой физкультуры и туризма:
  - Свечников Дмитрий Иванович (1874—1922)
  - Свечникова Татьяна Абрамовна (1876—1949)
- Свешникова Екатерина Григорьевна (дочь Григория Ивановича и Елены Сергеевны Петуховых)
- Свистунов, Петр Николаевич (1803—1889) — декабрист. Могила имеет статус объекта культурного наследия федерального значения[2].Его прах перенесён в 1929 году с разорённого кладбища бывшего Алексеевского монастыря, а новодельный памятник на новой могиле установлен в 1951 году
- Свищевы:
  - Свищев Василий Алексеевич (ум. 1907)
  - Свищева (ур. Арцыбашева) Марья Егоровна (1753—1790) — жена подпоручика
- Селецкий Михаил Васильевич — действительный тайный (по документам действительный статский) советник, Курский вице-губернатор (в 1850 — 57 г.г.), племянник поэта кн. И. М. Долгорукого
- Селивановы:
  - Селиванов Василий Алексеевич (1817—1877)
  - Селиванова Елизавета Яковлевна (1828—1895)
- Селицкая-Гатцук Надежда Алексеевна (ум. 1917)
- Сельские (московские купцы):
  - Сельский Ларион Кириллович (1744—1809) — купец
  - Сельский Сергей Ларионович(1778—1816) — сын купца
  - Сельская Анна Ивановна (1702—1766) — на утерянном надгробии годы жизни были обозначены в форме: сконч. 1792, род. 1766
  - Сельская Елена (ум. 1774) — купчиха
- Семён Виктория Александровна (ум. 1875)
- Семёновы:
  - Семёнов Александр Алексеевич (1744—1788) — бригадир (в 1771 году он, артиллерии поручик, за боевые подвиги в Крыму произведён в чин артиллерии капитана и награждён орденом св. Георгия 4-й ст.)
  - Семёнов, Александр Георгиевич (1907—1958) — профессор Московской консерватории (кларнетист; участник Великой Отечественной войны; см. ресурс «Дорога памяти»)
  - Семёнова Александра Яковлевна (1865—1924)
  - Семёнова Анна Васильевна (1756—1798) — девица
  - Семёнова (ур. Вельяминова-Зернова) Варвара Сергеевна (1762—1796) — бригадирша (жена Александра Алексеевича Семёнова)
  - Семёнова Глафира Александровна (1790—1876) — дочь бригадира (помещица Ржевского уезда)
  - Семёнова Дарья Александровна (ум. 1863) — дочь бригадира
  - Семёнова Дарья Петровна (1817—1886)
  - Семёнова Елизавета Сергеевна (1877—1905)
  - Семёнова Татьяна Ильинична (ум. 1792) — жена прапорщика
- Семенчев Михаил Павлович (1895—1951)
- Семичевы:
  - Семичев Иван Алексеевич (1741—1828) — титулярный советник
  - Семичева Анна Алексеевна (ум. 1828) — титулярная советница
- Сенюков Фёдор Семёнович (1699—1786) — надворный советник, дипломат (а правильнее — Фёдор Спиридонович; источник ошибки — авторитетный «Московский некрополь» 1907 г.; на его надгробии надпись: «из любви к отечеству всю почти жизнь свою препроводил вне отечества, в походах воинских и посольских в Турцию и Персию»)
- Сент-При (ур. кн. Голицына) Софья Алексеевна (1777—1814) — графиня, сестра Марии Алексеевныы Толстой, Елизаветы Алексеевны Остерман-Толстой, Егора Алексеевича Голицына, рядом с могилами которых она похоронена (сохранилось лишь захоронение с надгробием Егора Алексеевича); она замужем за пэром Франции, российским действительным статским советником графом Карлом Францевичем де-Сен-При
- Сергия (княгиня Волконская Софья Васильевна, урожд. княжна Урусова) (1808—1884) — игуменья (могила не сохранилась; место её известно по фотографии конца 1920-х годов её часовни-усыпальницы у южного крыльца Большого собора)
- Серебряковы:
  - Серебряков Дмитрий Алексеевич (1835—1909)
  - Серебрякова Елена Алексеевна (1844—1906)
  - Серебрякова Пелагея Васильевна (ум. 1906)
- Сессаревский Иван Маркович (1784—1844) — действительный статский советник (обер-прокурор VIII (московского) департамента Правительствующего Сената; не путать его с полным тёзкой-полковником)
- Сидоров Фёдор Семёнович (1904—1965)
- Силантьева Елизавета Григорьевна (1852—1880)
- Силины:
  - Силин Иван Петрович (1799—1851)
  - Силин Михаил Иванович (1826—1850)
- Сильвинская Варвара Козьминична (1835—1875)
- Симеон (Авдуловский) (1811—1852) — архимандрит, настоятель Донского монастыря (ректор Екатеринославской, Воронежской и Черниговской духовных семинарий; сохранилась его надгробная доска под колокольней Малого собора; не путать его с архиепископом Симеоном, как это сделано в известных «Рассказах бабушки…» авторства Д. Д. Благово;в 1846 году, будучи ректором Воронежской семинарии, руководил процессом переноса обретённых мощей святителя Тихона Задонского из обветшавшего помещения в монастырский собор с фиксацией их вида художником)
- Симашко Николай Францевич (ум. 1905) — ротмистр гвардии, кавалерист (род. 1855)
- Симоны:
  - Симон Андрей Романович (1892—1915)
  - Симон Константин Романович
- Симоновы:
  - Симонов Алексей Фёдорович (1831—1872) — потомственный почетный гражданин (дядя фабриканта С. Т. Морозова с материнской стороны)
  - Симонов Фёдор Иванович (1805—1846) — почетный гражданин (бумагопрядильный фабрикант, покровитель Рогожского кладбища; дед фабриканта С. Т. Морозова с материнской стороны)
  - Симонова Наталья Андреевна (1785—1860) — девица, дочь статского советника
- Симоновичи:
  - Симонович В. П. — Владимир Павлович (1892—1957)
  - Симонович 3.П. — Зинаида Павловна (? — 1977)
  - Симонович П. С. (1891—1950) — Прасковья Степановна
- Синельникова Александра Евграфовна(1840—1873) — дворянка
- Синявины:
  - Синявин, Сергей Наумович (ум. 1782) — генерал-поручик, действительный камергер (сын и брат известных адмиралов)
  - Синявина Мария Фёдоровна (1825—1895)
- Сипягины:
  - Сипягин Николай (ум. 1846) — младенец
  - Сипягина (ур. Берг) Елена Павловна (1858—1883)
- Сиротинины:
  - Сиротинин Василий Егорович (ум. 1878) — статский советник
  - Сиротинина Мария Васильевна (ум. 1904) — его жена
  - Сиротинин Петр Егорович (1825—1845) — сын коллежского советника
  - Сиротинин Сергей Васильевич (ум. 1910)
  - Сиротинина Матрёна Матвеевна (1803—1851) — жена коллежского советника
- Ситников Дмитрий Терентьевич (ум. 1921)
- Скалон Юрий (1868—1879)
- Скворцовы:
  - Скворцов Александр Фёдорович (1911—1951)
  - Скворцов Фёдор Васильевич (1886—1942)
  - Скворцова Анна Ефремовна (1822—1879)
  - Скворцова Екатерина Александровна (1888—1965)
  - Скворцова Наточка (1944—1944)
- Скиаданы (обрусевшие греки):
  - Скиадан Георгий Афанасьевич (1724—1804) — доктор, генерал-майор (точнее, доктор генерал-майорского ранга, а генеральского чина не имел)
  - Скиадан Анна Ивановна (1731—1774) — его жена (урожд. Топильская; её могила была отмечена медной надгробной доской на южной стене юго-западного угла трапезной Малого собора)
  - Скиадан Мария Егоровна (1779—1794) — его дочь
  - Скиадан Мария Петровна (ум. 1792) — его вторая жена
- Склифосовская-Яковлева Ольга Николаевна(1865—1960) — дочь профессора Н. В. Склифосовского (в 2020 году вышла в свет малым тиражом очень содержательная книга «Дочь профессора Склифосовского»)
- Скобелкин Тимофей Меркурьевич (ум. 1775) — полицейский майор
- Скобельцына Мария Евдокимовна (ум. 1790) — полковница (место могилы утеряно; чугунная надгробная доска находится у восточной стены монастыря)
- Скопины:
  - Скопин Владимир Петрович (ум. 1889, жил 52 года) — коллежский советник (известный методист преподавания литературы в гимназиях и реальных училищах; знакомец Л. Н. Толстого)
  - Скопина Евгения (ум. 1839) — младенец, его дочь (не дочь, а младшая сестра)
  - Скопина Мария Карповна (1810—1874) — мать вышеуказанных
- Скринниковы:
  - Скринников Александр Николаевич (1868—1920)
  - Скринникова Зинаида Васильевна (1866—1936)
- Скрипицыны:
  - Скрипицын Александр Владимирович (ум. 1836)
  - Скрипицын Валерий Александрович (1771—1799) — кригс-цалмейстер
  - Скрипицын Валерий Валерьевич (1799—1874) — тайный советник (директор департамента духовных дел иностранных исповеданий)
  - Скрипицын Николай Фёдорович Большой (1751—1807) — коллежский асессор
  - Скрипицына А. А.
  - Скрипицына Александра (1797—1797)
  - Скрипицына Мария Васильевна (ум. 1782) — жена подполковника
  - Скрипицына Юлия Ивановна (1813—1884) — тайная советница
- Скундина Роза Яковлевна
- Славущевы:
  - Славущев Алексей Михайлович (1892—1966)
  - Славущев Иван Маркович (1827—1898)
  - Славущев М. И. (1859—1900)
  - Славущева А. Я. (1863—1914)
  - Славущева Домна Артемьевна (1827—1883)
  - Славущева Елена Артемьевна (1839—1889)
- Слабодской Дмитрий Андрианович (ум. 1885) — купец
- Слатова Амалия (1850—1936) — врач (точнее: Слатова Амалия Леонтьевна, сконч. в 1936 году; год рождения и профессия на надгробии не указаны; из адресно-справочных изданий следует, что она с 1906 года учительница гигиены и врач при Каменец-Подольском епархиальном женском училище; рядом могила Савинской Генриеты Леонтьевны)
- Слепцовы:
  - Слепцов Аркадий Александрович (ум. 1900)
  - Слепцова Любовь Александровна (1837—1880) — девица
  - Слепцова Мария Ефимовна (1815—1891) — вдова губернского секретаря (в 1884 году откупила для себя место 3-го разряда за 150 рублей)
- Слонимские:
  - Слонимский, Александр Леонидович (1881—1964) — писатель
  - Слонимская, Лидия Леонидовна (1900—1965) — его жена, писательница, правнучка сестры А. С. Пушкина О. С. Павлищевой
  - Слонимский Владимир Александрович (1923—1944) — участник ВОВ, потомок О. С. Павлищевой
- Смагуновы:
  - Смагунов Григорий Архипович (1805—1883) — купец (купец 3-й гильдии, имел в Москве ювелирную лавку)
  - Смагунова Анна Михайловна(1820—1893) — его жена
- Смирновы:
  - Смирнов Александр Павлович (1813—1836)
  - Смирнов, Василий Степанович (1881—1958) — профессор
  - Смирнов Владимир Саввич (1784—1865) — тайный советник (племянник Евгении Сергеевны Долгорукой, жены поэта Ивана Михайловича Долгорукого); астраханский (1824 −1828), владимирский (1828—1835), новгородский (1835 −1837) вице-губернатор
  - Смирнов В. В.
  - Смирнов Александр (1834—1837)
  - Смирнов Андрей Кузьмич (ум. 1819) — надворный советник
  - Смирнов, Дмитрий Михайлович (1896—1919) — член Президиума Замоскворецкого Совета, политкомиссар полка (а не дивизии, как это ошибочно указывается в некоторых источниках) им. Володарского; пал смертью храбрых на Колчаковском фронте у Воткинска 8 марта 1919 г. (не путать его с другими известными тёзками)
  - Смирнов Иван Григорьевич (1768—1848) — протоиерей Казанской церкви
  - Смирнов Мефодий Андреевич (1817—1893) — протоиерей
  - Смирнов, Николай Михайлович (1807—1870) — тайный советник, дипломат. Калужский и Петербургский губернатор, друг А. С. Пушкина
  - Смирнов Петр Иванович (1824—1851) — учитель Донского училища
  - Смирнов Семён Кузьмич (ум. 1785) — домоправитель кн. Голицыных
  - Смирнова (ур. Россет) Александра Осиповна (1809—1882) — мемуаристка, друг А. С. Пушкина, Н. В. Гоголя, М. Ю. Лермонтова
  - Смирнова Александра Владимировна (1885—1955)
  - Смирнова (ур. кн. Каланчакова) Елизавета Алексеевна (ум. 1881) — жена тайного советника B.C. Смирнова
  - Смирнова Прасковья Михайловна(1772—1835) — жена протоиерея
  - Смирнова Софья Михайловна (1809—1835) — сестра Н. М. Смирнова
  - Смирнова (ур. Бухвостова) Федосья Петровна (1778—1814) — мать Н. М. Смирнова, свекровь А. О. Смирновой
  - Смирновы — рано умершие дети полковника М. П. Смирнова (и Федосьи Петровны): младенцы Николай (1804—1806), Александр (1813—1814) Лидия (1 год)
- Собакины:
  - Собакин Василий Николаевич (ум. 179…) — статский советник (род. 1744, ум. 1799; с 1779 — отставной полковник, с 1786 — статский советник, служил по горному ведомству)
  - Собакина (ур. кн. Голицына) Марфа Петровна (1750—1780) — надгробие работы И. П. Мартоса — в Михайловской церкви; место могилы в Малом соборе известно
  - Собакина Татьяна Григорьевна (ум. 1779) — девица
  - Собакин Петр Александрович (1744—1821) — премьер-майор, муж М. П. Собакиной (надгробие тщательно отреставрировано зимой 2020—2021 г.г.; обновлённая полировка хорошо выявила текстуру и цветовую гамму камня)
  - Собакина… Николаевна (XVIII век)
- Соболевский, Сергей Александрович (1803—1870) — библиограф, поэт, друг А. С. Пушкина, А. О. Смирновой(Россет)
- Соболевы:
  - Соболев Валериан Алексеевич (1819—1870) — поручик
  - Соболев Дмитрий Иванович (ум. 1849) — коллежский асессор
  - Соболев, Михаил Николаевич (1867—1947) — сын купца-меховщика; профессор, доктор химических наук, заслуженный деятель науки и техники РСФСР, лауреат Государственной премии СССР (не путать его с тёзкой-экономистом). Могила имеет статус объекта культурного наследия регионального значения[2]. Надгробный памятник накренился и зарос слоем грязи
  - Соболев Николай Николаевич (1906—1980) — архитектор-реставратор. Могила имеет статус выявленного объекта культурного наследия[2]
  - Соболев, Николай Николаевич (1874—1966) — сын купца Николая Петровича; профессор, доктор искусствоведения, заслуженный деятель науки РСФСР. Надгробный памятник повалился на ограду могилы, слегка поправлен в 2017 году, но был готов повалиться снова (что и произошло в 2020 году)
  - Соболева Александра Ивановна (1879—1979) — его жена
  - Соболева Елена Николаевна (1904 - 2001) - её дочь
  - Соболева Елена Михайловна (1842—1881) - жена купца-меховщика Николая Петровича Соболева (1837 - 1909)
  - Соболева Лариса Александровна (1912—1980) — архитектор-реставратор (участница реставрации усадьбы Большие Вязёмы; жена Николая Николаевича-младшего)
- Соковы:
  - Соков Мирон Назарович (1816—1873) — купец
  - Сокова Наталья Антоновна (1824—1890)
- Соковнины:
  - Соковнин Николай Иванович (ум. 1790) — коллежский асессор
  - Соковнина Александра Алексеевна (ум. 1844)
  - Соковнина Варвара Николаевна (XVIII век)
- Соколовы:
  - Соколов Александр Александрович (1896—1919) — полковой врач (погиб при исполнении служебных обязанностей)
  - Соколов Александр Васильевич (1870—1906)
  - Соколов Александр Степанович (ум. 1793) — бригадир
  - Соколов Евграф Ильич (1830—1895)
  - Соколов Матвей Иванович (1815—1902)
  - Соколов Михаил Александрович (ум. 1848) — штабс-ротмистр
  - Соколова Авдотья (ум. 1791) — дворянка
  - Соколова Агриппина Терентьевна (ум. 31.07.1879, 76 л.) — вдова священника Тульской губернии, Алексинского уезда, деревни Волкович. Умерла от «старческого изнурения». Отпевание тела состоялось 03.08 в ц. Успенской, что в Казачьей (в списке М. Д. Артамонова и в МН её нет и данных о её захоронении в Донском монастыре нет)
  - Соколова Анна Андреевна (ум. 1800)
  - Соколова Александра Александровна (небольшое белокаменное надгробие в виде ствола дерева — видимо, стилизация под конец XVIII века; а рядом массивное белокаменное надгробие некого Ивана Ивановича Соколова в виде креста с распятием не вполне традиционной иконографии, выполненное предположительно в конце XIX века)
  - Соколова Агния Ивановна (р. 1888)
  - Соколова Дарья Петровна
  - Соколова Е. В. (1900—1972)
  - Соколова Надежда Николаевна (1840—1904)
  - Соколова Наталья Емельяновна (1873—1960)
  - Соколова Прасковья Алексеевна (1835—1894)
- Соколовский Михаил Яковлевич (1837—1884) — действительный статский советник (с 1882 года; цензор)
- Сокольниковы:
  - Сокольников Гавриил Казьмин (1785—1848) — штабс-капитан
  - Сокольникова Мария Сергеевна (1801—1870) — его жена
- Солженицын, Александр Исаевич (1918—2008) — писатель
- Соллогубы (фамилия ведет свое начало от прозвища Сологуб, которое восходит к украинскому слову «салогуб» — «торговец»):
  - Соллогуб, Владимир Александрович (1813—1882) — писатель, поэт, знакомый А. С. Пушкина. Могила имеет статус объекта культурного наследия федерального значения[2].
  - Соллогуб Лев Александрович (1812—1852) — граф, его брат (могила не сохранилась)
  - Соллогуб Матвей Владимирович(1852—1894) — сын писателя, граф
  - Соллогуб, Фёдор Львович (1848—1890) — театральный художник, племянник писателя В. А. Соллогуба (могила не сохранилась)
  - Соллогуб Екатерина Александровна (1811—1812) — графиня
  - Соллогуб (ур. Архарова) Софья Ивановна (1792—1854) — мать писателя, знакомая А. С. Пушкина
- Соловьёвы (лишь некоторые из них родственники):
  - Соловьёв Александр Гурьевич (1862—1882)
  - Соловьёв Петр Гурьевич (1844—1916)
  - Соловьёв Иван Иванович (ум. 1790) — майор
  - Соловьёв Сергей Иустинович (1859—1912) — академик архитектуры
  - Соловьёв Фёдор Фёдорович (ум. 1777) — полковник
  - Соловьёва Матрёна Ивановна (ум. 1778) — прокурорша
  - Соловьёва Мария Петровна (1864—1919) — жена академика архитектуры
  - Соловьёвы: Володя, Женя, Лена, Надя (ум. 1897) — её дети
  - Соловьёва Елизавета Алексеевна (р. 1816)
  - Соловьёва Елизавета Васильевна (ум. 1895)
  - Соловьёва Ксения Савельевна (ум. 1891)
- Смурова Татьяна Константиновна (ум. 1951)
- Солнцева Надежда Андреевна (ум. 1828)
- Сомова Екатерина Васильевна (1838—1843)
- Сонцовы:
  - Сонцов (Солнцев) Матвей Михайлович (1779—1847) — действительный статский советник, камергер, муж Елизаветы Львовны — тети Пушкина
  - Сонцова (Солнцева) Екатерина Матвеевна (ум. 1864) — его дочь, двоюродная сестра А. С. Пушкина
  - Сонцова (Солнцева) Елизавета Львовна (1776—1848) — тетя А. С. Пушкина
  - Сонцова (Солнцева) Ольга Матвеевна (ум. 1880) — её дочь, двоюродная сестра А. С. Пушкина
  - Сонцова (ур. Терская) Надежда Аркадьевна (1779—1818)
- Сорен (ур. Смирнова) Надежда Николаевна (1841—1899) — дочь А. О. Смирновой-Россет и Н. М. Смирнова
- Соханская Евгения Николаевна (1869—1878) — дочь капитана
- Сошины:
  - Сошин Б. А. — (1920—1973; Борис Александрович, сын Александра Васильевича и Натальи Карловны Сошиных)
  - Сошина, Наталья Карловна (1894—1976) — заслуженный работник культуры РСФСР (дочь архитектора Карла Гиппиуса)
- Сперанская Любовь Павловна (ум. 1948)
- Спиридов Андрей Матвеевич (1789—1847) — коллежский асессор, участник Отечественной войны 1812 года
  - Спиридов Иван Матвеевич (1788—1819) — гвардии полковник, участник Отечественной войны 1812 года
  - Спиридонов Александр Семёнович (1818—1898) — типичный образец солидного купеческого надгробия конца 19 — начала XX века с мозаичным образом Христа; тяжёлый крест был снят с надгробия и лежал рядом (видимо с целью безопасности и в порядке подготовки к реставрации), но в сентябре 2016 года взору предстал вид грубо поваленной на этот лежащий крест основной части массивного надгробия, раздавившей и часть металлической ограды (сохранность мозаики под вопросом). В ходе устранения последствий урагана в июне 2017 года основная часть массивного надгробия установлена на своё место, мозаика почти не пострадала, но на полированной поверхности надгробия остались многочисленные глубокие щербины, а крест, на котором лежало поваленное надгробие, оказался расколотым; в 2020 году надгробие полностью восстановлено
  - Спиридонов Сергей Александрович (1869—1945)
  - Спиридонова Елена Михайловна (1808—1837) — девица
  - Спиридонова Ирина Григорьевна (1774—1844)
  - Спиридонова Нина Николаевна (1887—1949)
- Спичинские (чаще Спечинские):
  - Спичинский Александр Фёдорович (1805—1975)
  - Спичинский Никита Фёдорович (1726—1773) — статский советник
  - Спичинский Николай Никитович (ум. 179…) — премьер-майор
  - Спечинский Фёдор Никитьевич (1769—1841) — премьер-майор
  - Спичинская Анна Фёдоровна (1806—1836) — подполковница
  - Спичинская (ур. Азанчевская) Екатерина Михайловна (ум. 1792) — жена майора (сирота, с 1786 фрейлина, с 1789 — жена премьер-майора Фёдора Никитьевича Спечинского)
  - Спичинская Елизавета Владимировна (ум. 1822) — младенец
  - Спичинская Елизавета Ивановна (1768—1847) — майорша
  - Спичинская Елизавета Фёдоровна (1801—1857) — девица
  - Спичинская Мария Владимировна (ум. 1830) — младенец
  - Спичинская (ур. Муромцева) Пелагея Васильевна (1733—1784) — статская советница
  - Спичинская Прасковья Фёдоровна (1802—1816)
  - Спичинская Стефанида Григорьевна (1818—1897)
- Спорова Ф. Е. (1829—1866)
- Спримон (ур. Морозова) Алевтина Тимофеевна (1850—1876) — дочь Тимофея Саввича, сестра Саввы Тимофеевича Морозовых (покончившая с собой в бельгийском городе Остенде)
- Сребрянский Иван Арсеньевич (1824—1900) — действительный статский советник
- Ставровская Анна Ивановна (1818—1890)
- Станиславская Настасья Прокофьевна (ум. 1777) — генерал-майорша
- Станкар Юлия Васильевна (1823—1895) — вдова полковника
- Старченковы[уточнить] (в дореволюционном «Московском некрополе» эти фамилии не зафиксированы):
  - Старченков[уточнить] Петр Семёнович (1799—1873) — купец (на его надгробии отчётливо — «Стариченков»)
  - Старченкова[уточнить] Мария Михайловна (1814—1880) — его жена (Стариченкова Мавра Михайловна)
- Степан Васильевич (ум. 1795) — священноиерей
- Степановы(из утерянных захоронений — Клавдий Петрович Степанов (1854—1910) — русский живописец и общественный деятель-монархист; о наличии факта его захоронения в Донском монастыре данных нет):
  - Степанов Василий Васильевич (1804—1852)
  - Степанов Василий Власьевич (ум. 1898)
  - Степанов Константин — отрок
  - Степанов Константин Наумович (1810—1865)
  - Степанов Наум Николаевич
  - Степанов Николай Константинович (1850—1871)
  - Степанов Павел Фёдорович (1784—1856) — действительный статский советник
  - Степанов Руф Семёнович (1745—1828) — надворный советник, авторитетный масон (надгробие в неполном составе перенесено с разорённого некрополя Андроникова монастыря без перезахоронения праха; крест с розой были утрачены ещё в Андрониковом монастыре)
  - Степанова Анна Яковлевна
  - Степанова (ур. Татаринова) Елена Александровна (1801—1833)
  - Степанова Мария Павловна (1822—1884) — дочь статского советника
  - Степанова Татьяна Николаевна (ум. 1777) — жена коллежского асессора
- Столбковы:
  - Столбкова Александра (1816—1817) — дочь купца
  - Столбкова Елизавета (1815—1817) — дочь купца
  - Столбкова Мария Фёдоровна (1794—1826)
- Столыпин Петр Алексеевич (1780—1797) — умерший в молодости двоюродный дед Петра Аркадьевича Столыпина
- Страдомская Елена Ивановна (ум. 1959) — театральный режиссёр, заслуженный деятель искусств РСФСР
- Страховы:
  - Страхов Иван Иванович (1823—1877) — купец (это солидное купеческое надгробие запечатлено в фильме «Жестокий романс» в слегка «загримированном» для съёмок виде, то есть с надписью: «Дмитрий Степанович Огудалов»)
  - Страхова Александра Илларионовна (ум. 1899) — его жена
- Стрекаловы:
  - Стрекалов Григорий Фёдорович (ум. 1860) — обломки его надгробия в 2023 году перевезены к восточной стене монастыря
  - Стрекалов Степан Степанович (1781—1856) — действительный тайный советник, сенатор (активный участник ОВ 1812 г.; его могила в Малом соборе не сохранилась, но сохранилась надгробная плита супруги, Надежды Евдокимовны)
  - Стрекалова Мария Григорьевна (ум. 1891)
  - Стрекалова Надежда Григорьевна (ум. 1873)
  - Стрекалова Надежда Евдокимовна (1809—1859) — действительная тайная советница (урожд. Купреянова, по 1-му браку Брандорф; адресат стихотворного посвящения Е. А. Боратынского — «Двойною прелестью опасна…»)
- Стремоуховы (дворяне с греческими корнями):
  - Стремоухов Арис Егорович (1806—1887)
  - Стремоухова Ольга Антоновна (1813—1886) — его жена (урожд. Рачинская)
- Стрешневы:
  - Стрешнев Василий Иванович (1707—1782) — тайный советник, камергер, не путать его с тёзкой-воеводой 17-го века (надгробие перемещено с места захоронения, находящегося в подклете Большого собора)
  - Стрешнев Пётр Иванович (1711—1771) — его брат; генерал-аншеф (могила с надписью "....опочивает вечным сном" не сохранилась, была в Малом соборе)
  - Стрешнева (ур. Миклашевская; в 1-м браке Шереметева) Анастасия Никитична (1729—1785) — жена тайного советника (погребена была рядом с 2-м мужем в подклете Большого собора)
- Строганов Григорий Николаевич (1734—1777) — барон, тайный советник (могила не сохранилась, была в подклете Большого собора)
- Строев Константин Владимирович (1843—1896) — коллежский асессор
- Струговщиковы (могилы на участке, прилегающем к южной стороне Малого собора — два сходной формы гранитных надгробия-саркофага с утерянными мемориальными надписями, бывшими на выпавших из надгробий досках белого камня):
  - Струговщиков Борис Петрович (1716 −1777) — титулярный советник (купец I гильдии; 5.08.1762 г., по докладу Правительствующего Сената, «за безпорочную его в Главном магистрате на своем коште службу, именным Е.И.В. всемилостивейшим указом пожалован вечным чином титулярного советника»; тесть С. С. Яковлева, отец М. Б. Яковлевой; свояк Прокофия Акинфиевича Демидова)
  - Струговщикова Фекла Антиповна (1717—1790) — его жена (урожд. Пастухова, дочь тульского купца)
- Струковы:
  - Струков Дмитрий Михайлович (1828—1899) — художник (могила не найдена; но в одном из сохранившихся безымянных надгробий просматриваются формы архитектурного объекта, зафиксированного художником в его прижизненных архитектурных зарисовках; с мая 2019 года начата реставрация этого безымянного надгробия)
  - Струков Фёдор Ильич (ум. 1906)
  - Струкова Любовь Фёдоровна (ум. 1889)
- Струпов Алексей Константинович (ум. 1886) — доктор, статский советник, врач Серпуховской полицейской части (в источниках, ошибочно, Струков)
- Стуковенковы:
  - Стуковенков, Николай Иванович (1835—1903) — хирург, действительный статский советник, доктор медицины, главный доктор Голицынской больницы
  - Стуковенкова (ур. Горяинова) Софья Павловна (1845—1914) — жена
  - Стуковенкова (ур. Травелли) Екатерина Карловна (ум. 1887)
- Стулова Екатерина Михайловна (1894—1969)
- Ступишины:
  - Ступишин, Иван Васильевич (1738—1819) — генерал-лейтенант, действительный камергер
  - Ступишина (ур. Ростиславская) Аграфена Александровна (ум. 1822) — его жена
- Сувировы:
  - Сувиров И. С. (1885—1921)
  - Сувиров Ф. И. (1914—1943)
- Суворовы:
  - Суворов М. С.
  - Суворова М. Е.
  - Суворов Фёдор Александрович (ум. 1788) — бригадир (двоюродный брат А. В. Суворова; могила утеряна)
- Сузина (ур. Ясникольская) Мария Львовна (ум. 1910)
- Сулякова (ур. Сахарова) Любовь Александровна (ум. 1862)
- Сумаковы:
  - Сумаков Василий Иванович (ум. 1859) — купец
  - Сумаков Иван Васильевич (ум. 1883) — купец
  - Сумаковы — младенцы: Николай, Варвара, Ольга

- Сумароковы:

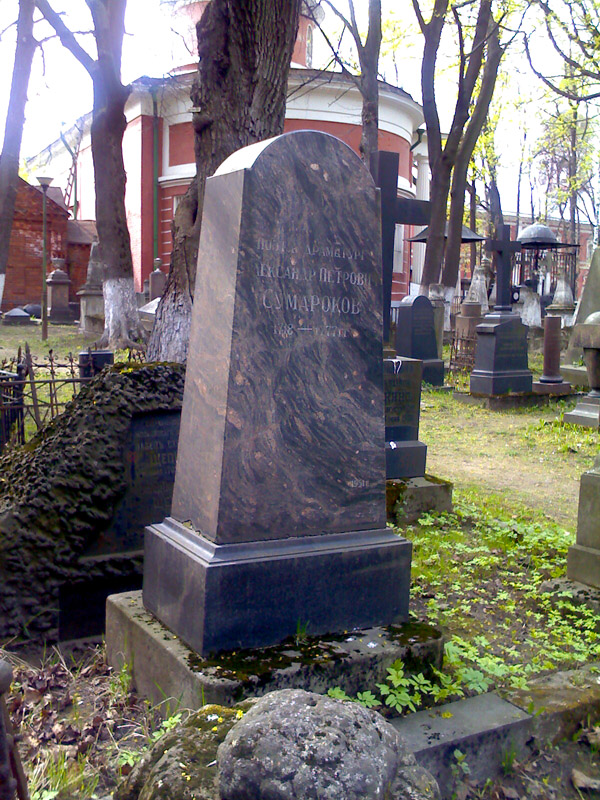
Сумароков Александр Петрович

  - Сумароков, Александр Петрович (1718—1777) — поэт, писатель и драматург. Могила имеет статус объекта культурного наследия федерального значения[2] . Надгробие на предполагаемом месте могилы — новодел (кенотаф) середины XX века (в проектной документации 2020 года на реставрацию этого надгробия-кенотафа приведены документальные данные о месте могилы А. П. Сумарокова на другом участке некрополя — с юго-восточной стороны относительно Малого собора)
  - Сумарокова Вера Прохоровна (ум. 1777) — жена А. П. Сумарокова (могила не сохранилась)
- Сумароцкие:
  - Сумароцкий Александр Владимирович — младенец
  - Сумароцкая (ур. Ключарева) Татьяна Ивановна
  - Сумароцкие: младенцы — два Гавриила, Иван, Мария Ивановна
- Суровщиков Василий Васильевич (1716—1780) — купец (один из первых фабрикантов сукна; имел фабрику в Москве; рядом могила его дочери Натальи Васильевны, умершей в 1794 году; её мужьями были российские именитые граждане: сначала Иван Романович Журавлев, затем Иван Илларионович Голиков)
- Сутягины:
  - Сутягин Анатолий Павлович (1899—1957) — инженер авиации
  - Сутягин Павел Павлович (1902—1979)
  - Сутягин Павел Фёдорович (1854—1918)
  - Сутягин Юрий Павлович (1926—1952) — старший лейтенант (участник ВОВ, медаль «За боевые заслуги»)
  - Сутягина Галина Максимовна (1904—1957)
- Суханова Екатерина Ивановна (ум. 1823) — жена хирурга
- Сухаревы:
  - Сухарев Иван Иванович (ум. 1788) — купец
  - Сухарева Настасья Александровна (ум. 1744) — жена капитана
- Суховольские
  - Суховольский К. М. (1873—1945)
  - Суховольская Ф. (1878—1944)
- Сухотины:
  - Сухотин Михаил Михайлович (23.10.1825 - 21.02.1881) — зять князя Павла Борисовича Голицына, провинциальный автор работ по юриспруденции; жил в Дорогобужском уезде
  - Сухотин Никита Андреевич (1819—1834) — на надгробии этого подростка стихотворная эпитафия горестного содержания авторства княгини Одоевской
  - Сухотина Феодосия Ивановна (ум. 1771) — (её муж — прапрадед И. С. Тургенева (по смешанной родословной линии) капитан Михаил Киприанович Сухотин; её могила была в больничной церкви Евфимия, не сохранилась
- Сухочевы:
  - Сухочев Иван Васильевич (1759—1791) — коллежский асессор
  - Сухочева (ур. Обухова) Клавдия Алексеевна (ум. 1791) — его вдова
- Сушковы:
  - Сушков Владимир Андреевич (ум. 1775) — сын прокурора
  - Сушкова Анна Васильевна (1741—1778)
- Сысоев Андрей Васильевич (1874—1920)
- Счастнев Константин Михайлович (1870—1894) — кандидат Московской духовной академии (сын дьякона; обучался с 1884 по 1890 годы в Московской духовной семинарии, затем с 1890 по 1894 годы в Московской духовной академии и получил диплом кандидата; скончался, возможно, от чрезмерного учебного прилежания)

### Т
- Таболкина Александра Николаевна (1888—1951)
- Таисия (1827—1885) — монахиня Зачатьевского монастыря
- Талызины:
  - Талызин, Александр Иванович (1777—1849) — генерал-майор, участник Отечественной войны 1812 года
  - Талызин Анатолий Александрович (1820—1894) — его сын (один из шести усыновлённых воспитанников неженатого генерала)
  - Талызин Иван Фёдорович (ум. 1780) — ротмистр (помещик Орловской губернии)
  - Талызин, Фёдор Иванович (1773—1844) — генерал-лейтенант, герой Тарутина и Малоярославца (в 1828—1839 г.г. был в опале вследствие обвинения в растрате казённых сумм)
- Танеевы(родители композитора С. И. Танеева, похороненного рядом с ними; в 1940 году его останки были перенесены на Новодевичье кладбище) :
  - Танеев Иван Ильич (1796—1870) — отец композитора С. И. Танеева
  - Танеева Варвара Павловна (1822—1889) — мать С. И. Танеева
- Тарасенковы (в некоторых источниках упоминаются как Тарасёнковы, что вовсе не отменяет транскрипцию «Тарасенковы», но уточняет место ударения — на третьем слоге):
  - Тарасенков, Алексей Терентьевич (1816—1873) — известный врач, лечивший Н. В. Гоголя
  - Тарасенков А. А. (ум. 1912) — Алексей Алексеевич (1852—1912), смотритель Мариинского института на Софийской набережной в Москве, сын А. Т. Тарасенкова
  - Тарасенков Егор Терентьевич (1812—1866) — купец 1-й гильдии
  - Тарасенков Никанор Гаврилович (ум. 1841)
  - Тарасенков Петр Алексеевич (1860—1924)
  - Тарасенков Савва Фёдорович (1768—1841)
  - Тарасенков Сергей Алексеевич (1856—1897)
  - Тарасенков Сергей Петрович (1891—1955)
  - Тарасенков Сергей Сергеевич (1896—1961)
  - Тарасенкова Анна Алексеевна (1895—1961)
  - Тарасенкова Евфимия Алексеевна (ум. 1847) — купчиха
  - Тарасенкова Екатерина Петровна (1861—1889) — учительница
  - Тарасенкова (ур. Чебышёва) Елизавета Львовна (1819—1888) — сестра математика и механика П. Л. Чебышёва
  - Тарасенкова Наля (1888—1891)
  - Тарасенкова Прасковья Ивановна (1889—1930)
- Татариновы (надгробия безвременно погибшим Ивану и Константину Александровичам установлены родителями 30 ноября 1837 года):
  - Татаринов Иван Александрович (1798—1830) — титулярный советник
  - Татаринов Константин Александрович (1796—1830) — титулярный советник
  - Татаринов Иван Харитонович (могила не найдена)
- Татищевы (нетитулованные дворяне, графов Татищевых здесь нет):
  - Татищев, Алексей Евграфович (1760—1832) — генерал-майор (служил при Комиссиях провиантского депо Военной коллегии; участник Отечественной войны 1812 года; а его правнук Никита Алексеевич Татищев в 1916—1917 годах исполнял должность последнего московского губернатора)
  - Татищев Василий Евграфович (ум. 1827) — военный советник (внук историка В. Н. Татищева, знакомец И. А. Крылова)
  - Татищев, Евграф Васильевич (1717—1781) — статский советник, полковник, сын историка В. Н. Татищева
  - Татищев Михаил Евграфович (1771—1791) — подпоручик
  - Татищев Никита Евграфович (1763—1786) — подпоручик
  - Татищев, Николай Алексеевич (1794—1818) — гвардии поручик, сын Алексея Евграфовича, участник Отечественной войны 1812 года (не путать его с полным тёзкой-генералом)
  - Татищев, Ростислав Евграфович (1743—1820) — статский советник (внук историка В. Н. Татищева;надгробие не сохранилось, но место известно)
  - Татищева (ур. Каменская) Аграфена Федотовна (1733—1811) — его жена (на самом деле она его мачеха, третья жена Евграфа Васильевича)
  - Татищева Екатерина Евграфовна (1763—1793) — девица
  - Татищева-Шубская Надежда Борисовна (1754—1783) — коллежская советница (предположительно её муж — коллежский советник Татищев-Шубский Лукьян Иванович, секретарь при Коллегии иностранных дел и малоизвестный литератор)
- Тевешова Александра Васильевна (1763—1800) — девица, внучка (?) историка В. Н. Татищева (эта девица могла бы быть внучкой историка только будучи дочерью его замужней дочери; однако мужем единственной дочери В. Н. Татищева был Римский-Корсаков, а не некий Тевешов)
- Тафлеб Капитон Максимович (1797—1846)
- Тахтамиров, Константин Фёдорович (1867—1912) — предприниматель, депутат Государственной Думы (занимался внутридумскими оргвопросами); его старшая замужняя дочь Евгения известна как аргентинская писательница русского происхождения Маргарита Арзамасцева
- Тепловы (потомки известного деятеля елизаветинского и екатерининского времени Григория Николаевича Теплова):
  - Теплов Алексей Николаевич (1826—1892) — полковник (кавалергардского полка), сын Н. А. и Ф. Н. Тепловых (родился в 1816 году, а не в 1826); двоюродный брат И. С. Тургенева; надгробие не сохранилось
  - Теплов Алексей Григорьевич (1763—1826) — тайный советник (сын известного деятеля елизаветинского и екатерининского времени Григория Николаевича Теплова; харьковский губернатор. Его дочь Екатерина — жена декабриста З. Г. Чернышёва)
  - Теплов Григорий Николаевич (1841—1842) — сын указанного ниже (от 2-го брака)
  - Теплов Николай Алексеевич (1791—1871) — дядя-свойственник И. С. Тургенева и официальный поручитель его благонадёжности
  - Теплова (ур. Протасова) Анастасия Яковлевна (1816—1897) — 2-я жена Н. А. Теплова
  - Теплова Мария Николаевна (ум. 1875) — девица
  - Теплова Софья Николаевна (1849—1852)
  - Теплова Федосья Николаевна (1800—1837) — 1-я жена Н. А. Теплова, тётя И. С. Тургенева
  - Терещенко Иван Филиппович (28 марта 1837 — 20 февраля 1907) — генерал-майор интендантской службы, благотворитель (похоронен в семейном храме-усыпальнице;не путать его с однофамильцами-сахарозаводчиками)
- Терские:
  - Терский, Александр Аркадьевич (1791—1856) — поручик, участник Отечественной войны 1812 года
  - Терский Аркадий (р. 1839) — младенец, сын штабс-ротмистра
  - Терский, Аркадий Иванович (1732—1815) — тайный советник, генерал-рекетмейстер (способствовал разрешению имущественного спора семьи О.А. и М. А. Ганнибалов в пользу Марии Алексеевны Пушкиной-Ганнибал)
  - Терский Валериан — младенец
  - Терский Иван Аркадьевич (1770—1832) — подполковник (в 1789 году он, молодой прапорщик, за дисциплинарный проступок в войне со шведами был отправлен воевать с турками, где в боях искупил свою вину и стал кавалером ордена св. Георгия 4-й степени)
  - Терский Николай Аркадьевич (1780—1801) — майор
  - Терская Елизавета Прокофьевна (ум. 1836) — жена А. А. Терского
  - Терская Екатерина Ивановна (1747−1811)
  - Терская Елизавета Фёдоровна (1783—1824) — 1-я жена отставного поручика и поэта-дилетанта К. А. Терского, опубликовавшего в её память «Мысли над прахом друга моего, покоящагося в обители Донскаго монастыря. 1824 года октября 25 дня» (выдержки из этого стихотворного текста были воспроизведены в качестве эпитафии на её надгробии; ныне следы этого текста на надгробии едва-едва видны и нечитаемы)
  - Терская (ур. Карновичева) Прасковья Гавриловна (ум. 1828) — 2-я жена отставного поручика К. А. Терского (дочь Гавриила Степановича Карновича)
  - Терские: дети — Аркадий (р. 1808) , Мария (1812—1814)
- Теряевы (родственники Грибоедовых):
  - Теряев Александр Иванович (1720—1783) — статский советник, обер-секретарь Сената
  - Теряева Анна (1750—1785) — девица (его дочь)
- Тили (обрусевшие австрийцы):
  - Тиль Карл Карлович (1860—1903) — фабрикант, совладелец торгового дама «Карл Тиль и К°» (надгробие выполнено по проекту родственника Тилей, скульптора Л. В. Шервуда)
  - Тиль Ося (1885—1896)
  - Тиль Ольга Михайловна (1861−1936) — жена Карла Карловича Тиля (урожд. Завадовская, племянница Владимира Осиповича Шервуда)
- Тимоненко Ефросинья Климентьевна (1881—1952)
- Тимофеевы (семейное захоронение, бывшее много лет безымянным для всех, кроме их родственников — Нахимовых):
  - Тимофеев Виктор Тимофеевич (1815—1875) — инженер-полковник, дед биолога Н. В. Тимофеева-Ресовского
  - Тимофеев Владимир Викторович (1856—1913) — инженер путей сообщения, отец биолога Н. В. Тимофеева-Ресовского
- Тиньков Илья Яковлевич (ум. 1797) — надворный советник
- Тинтурина Александра Самойловна (1856—1921) — бабушка профессора Бориса Фёдоровича Поршнева
- Титовы:
  - Титов Алексей Михайлович (1798—1866)
  - Титов Василий Михайлович (1799—1840) — купец 2-й гильдии
  - Титов Владимир Васильевич (1785—1853) — воронежский почетный гражданин
  - Титов, Николай Сергеевич (1798—1843) — отставной гвардии капитан, композитор, автор многих романсов (не менее двадцати)
  - Титова (ур. Нератова) Авдотья Степановна (1788—1829) — купчиха
  - Титова Александра Сергеевна (1806—1876) — дочь действительного статского советника (Сергея НиколаевичаТитова)
  - Титова (ур. Быкова) Варвара Родионовна (1769—1831) — жена поручика
  - Титова Евдокия Степановна (ум. 1787) — бригадирша
  - Титова Елизавета Ивановна (1770—1846) — жена действительного статского советника (военного чиновника и музыканта С. Н. Титова; мать похороненного рядом композитора Н. С. Титова; сама была известна как литератор)
- Тихомировы:
  - Тихомиров В. В. (1884—1964)
  - Тихомирова Е. А. (1880—1952)
  - Тихомирова Елена Дмитриевна (1852—1922)
- Тихон (Патриарх Московский) (1865—1925)
- Тихоновы:
  - Тихонов Андрей Иванович (1790—1849) — купец
  - Тиханов Николай Александрович (1843—1893)
- Тишины:
  - Тишина Наталья Андреяновна (1736—1798) — вдова капитана
  - Тишина Софья Васильевна (ум. 1862) — девица, дочь генерал-майора
- Токарева Зинаида Яковлевна (1865—1921)
- Толбугин Авраам (ум. 1777) — подполковник
- Голицынский Иван Павлович (ум. 1886)
- Толмачёва Анна (1758—1793) — майорша
- Толстые:
  - Толстой, Александр Васильевич (1770—1823) — корнет, участник Отечественной войны 1812 года и заграничных походов, происходит из нетитулованной ветви дворян Толстых (на надгробии ошибочно установлен в 2012 году новодельный герб графов Толстых); не путать его с более известными тёзками
  - Толстой Александр Дмитриевич (1794—1858) — граф (отставной полковник, помещик, похоронен вблизи несохранившейся могилы своего дяди, графа Петра Александровича)
  - Толстой Александр Петрович (1719—1792) — граф, майор (секунд-майор конной гвардии; отец известного генерала Петра Александровича)
  - Толстой, Александр Петрович (1801—1873) — граф, генерал-лейтенант (сын Петра Александровича; Обер-прокурор Св. Синода; хорошо знал европейские языки, но в свою французскую речь любил вставлять русские народные пословицы и поговорки, за что в светском обществе его прозвали «Ерёма»; могила не сохранилась, место её приблизительно известно по фотографии А. Т. Лебедева 1929 г.)
  - Толстой Алексей Петрович (1798—1864) — граф, генерал от кавалерии (могила не сохранилась)
  - Толстой Владимир Петрович (1805—1875) — граф (могила не сохранилась)
  - Толстой Дионисии Владимирович (ум. 1862) — младенец
  - Толстой, Егор Петрович (1802—1874) — граф, генерал-лейтенант (могила не сохранилась)
  - Толстой Иван Петрович (1810—1873) — граф, действительный статский советник (младший сын графа Петра Александровича; отказался от участия в разделе наследства отца в пользу братьев; похоронен рядом с могилой сестры, графини Е. П. Гурьевой)
  - Толстой, Николай Иванович (1758—1818) — граф, генерал-майор и главный смотритель московского военного госпиталя, участник Отечественной войны 1812 года (в надписи на надгробии он поименован Толстовым)
  - Толстой, Пётр Александрович (1771—1844) — граф, генерал от инфантерии, член Гос. Совета, посол в Париже, участник Отечественной войны 1812 года (могила не сохранилась, но её место известно)
  - Толстая Авдотья Львовна (ур. Измайлова) (1731—1794) — графиня, мать предыдущего
  - Толстая Александра Ивановна (1737—1812) — урожд. Майкова, жена нетитулованного дворянина В. И. Толстого (сестра В. И. Майкова, тёща П. И. Фонвизина, В. А. Хованского, свойственница многих из похороненных в этом некрополе)
  - Толстая Анна Александровна (1758—1810) — графиня, девица (сестра Петра Александровича)
  - Толстая (ур. кн. Грузинская) Анна Георгиевна (1798—1889) — графиня (могила не сохранилась; была рядом с могилой мужа, А. П. Толстого)
  - Толстая Анна Ивановна (ум. 1775) — графиня, капитанша
  - Толстая (ур. Хитрово) Екатерина Алексеевна (ум. 1851) — жена генерал-адъютанта е. и. в.(Николая Матвеевича Толстого (1802—1879))
  - Толстая Екатерина Николаевна (1823—1823) — графиня
  - Толстая (ур. кн. Долгорукова) Елена Петровна (1774—1823) — рядом с ней похоронены её дочь, А. С. Панина, и зять, А. Н. Панин
  - Толстая (ур. кн. Голицына) Мария Алексеевна (1770—1826) — графиня (могила не сохранилась, но её место известно)
  - Толстая Настасья Александровна (1762—1806) — графиня (сестра Петра Александровича)
  - Толстая Наталья Александровна (1758—1837) — девица, графиня (сестра Петра Александровича)
  - Толстая Наталья Дмитриевна (1793—1887) — графиня (фрейлина императриц Марии Фёдоровны и Александры Фёдоровны)
  - Толстая (ур. кн. Горчакова) Пелагея Николаевна (1762—1838) — тайная советница, графиня, бабушка Л. Н. Толстого
  - Толстая (ур. Голенищева-Кутузова) Прасковья Михайловна (1777—1844) — старшая дочь полководца, жена Матвея Фёдоровича Толстого (1772—1815)
  - Толстая Софья Васильевна (1817—1885) — графиня (ур. гр. Орлова-Денисова, жена графа, генерал-майора Владимира Петровича Толстого)
  - Толстая … Александровна, графиня, дочь гвардии майора графа А. П. Толстого (возле могилы коего и погребена)
- Толи:
  - Толь Константин Карлович (1817—1884) — граф, сын К. Ф. Толя, коллежский советник, владелец усадьбы Федоровское Владимирской губернии.
  - Толь Сергей Константинович (1866—1867) — граф
  - Толь (ур. Долгорукова) Екатерина Николаевна (1826—1899) — графиня
  - Толь Ольга Константиновна (1854—1859) — графиня
- Томазовы:
  - Томазов Алексей Андреевич (1808—1877) — коллежский советник
  - Томазова Любовь Васильевна (1818—1867) — его жена
- Топоровы:
  - Топоров Иван (1836—1837) — сын доктора
  - Топоров, Николай Силич (1803—1888) — медик, профессор Московского университета
  - Топоров Петр Николаевич (1839—1904)
  - Топорова Варвара Ивановна (1818—1887)
  - Топорова Надежда Николаевна (ум. 1891)
  - Торопова Катя (1905—1920)
- Торопцов Николай Андреевич (1893—1950)
- Тормасов, Александр Петрович (1752—1819) — граф, генерал от кавалерии, герой Отечественной войны 1812 года, главнокомандующий Москвы (на бронзовой табличке-подписи к его портрету в Военной галерее Зимнего дворца он поименован Тормазовым)
- Траскина (ур. Тишина; её первый муж — П. Н. Леонтьев, директор императорской шпалерной мануфактуры и брат писателя К. Н. Леонтьева) Ольга Васильевна (1822—1861)
- Третьяковы:
  - Третьяков В. В. (1870—1953)
  - Третьякова Матрёна Абросимовна(1753—1839) — девица
  - Третьякова Ольга Константиновна (ум. 1958)
- Троицкие:
  - Троицкий Алексей Фёдорович (ум. 1877) — подполковник
  - Троицкий, Матвей Михайлович (1835—1899) — заслуженный профессор Московского университета, председатель Психологического общества
- Трофимов Семён Иванович (1818—1879) — коллежский регистратор
- Трояновские:
  - Трояновский Константин Михайлович (1876—1951) — революционер, историк
  - Трояновская Елена Францевна (1888—1974) — его жена, преподаватель в МИМО
- Трубецкие:
- Трубецкой Александр Александрович (1947 - 2025) — функционер ряда франко-российских общественных организаций; родной правнук (по прямой мужской линии) похороненного в этом некрополе музыковеда Николая Петровича Трубецкого (1828 - 1900) и двоюродный внук похороненного здесь-же философа Сергея Николаевича Трубецкого (1862 - 1905); похоронен Александр Александрович в Голицынской усыпальнице, где упокоен его пра- прадед (по смешанной линии) князь Алексей Григорьевич Щербатов (1776—1848)
  - Трубецкой, Александр Никитич (1751—1778) — князь, лейб-гвардии капитан-поручик (его старшие братья-тёзки умирали в малолетстве; брат Юрия Никитича)
  - Трубецкие И. Д. и Е. А. (Иван Дмитриевич и Екатерина Александровна) — надгробия перевезены из Спасо-Андроникова монастыря (ныне находятся в подклете Большого собора)
  - Трубецкой, Николай Петрович (1828—1900) — князь (женат первым браком на гр. Любови Васильевне Орловой-Денисовой (р. 30.III.1828, ум. 13.II.1860), вторым — на Софье Алексеевне Лопухиной (р. 31.III.1841, ум. 23.III.1901). Пятиюродный брат Л. Н. Толстого)
  - Трубецкой, Петр Николаевич (ум. 1801) — князь, годы жизни 1773 −1801; отец А. П. Кожуховой, коллежский советник, помощник директора Московского университета (могила его полного тёзки — монархиста-черносотенца, которая по данным журнала «Искры» за 1911 год была на территории монастыря у Большого собора, не сохранилась); в мае 2018 года начата реставрация этого надгробия, причём подготовлено для завершения реставрации и стоящее рядом надгробие А. П. Кожуховой работы И. П. Мартоса
  - Трубецкой, Сергей Николаевич (1862—1905) — князь, выборный ректор Московского университета
  - Трубецкой, Юрий Никитич (1736—1811) — князь, имел светское прозвище «Тарара»; сводный (единоутробный) брат М. М. Хераскова, близкий друг Н. И. Новикова (зафиксированный в начале 20-го века процесс разрушения надгробия продолжался более века; но летом 2020 года начата реставрация как этого надгробия, так и выявленного поблизости надгробия его сына, Александра Юрьевича)
  - Трубецкой Ю. Ю. (ум. 1811) (наличие инициалов непосредственно в надгробной надписи начала 19-го века ставит под сомнение достоверность данной позиции списка)
  - Трубецкая Александра Александровна (1796—1797) — княжна
  - Трубецкая (ур. кн. Прозоровская) Анна Ивановна (1803—1828)
  - Трубецкая Анна Львовна (1700—1776) — княгиня (урож. Нарышкина, статс-дама при императрице Елизавете Петровне, двоюродная сестра Петра І)
  - Трубецкая Екатерина Дмитриевна (ум. 1780) — княгиня, жена капитана (Ивана Никитича Трубецкого; её надгробие не найдено)
  - Трубецкая Екатерина Никитична (1747—1791) — княжна
  - Трубецкая Елена Николаевна (ум. 1872) — княжна
  - Трубецкая (ур. гр. Орлова-Денисова) Любовь Васильевна (1828—1869) — княгиня (1-я жена Н. П. Трубецкого; могила её не сохранилась; была рядом с могилой брата, Алексея Васильевича Орлова-Денисова)
  - Трубецкая (ур. Иловайская) Мария Григорьевна (1841—1889) — княгиня
  - Трубецкая (ур. Лопухина) Софья Алексеевна (1841—1901) — дочь имеющихся в данном списке А. А. и В. А. Лопухиных, 2-я жена Н. П. Трубецкого
- Трубчанкины:
  - Трубчанкин Петр Семёнович (1748—1792) — коллежский секретарь
  - Трубчанкина (ур. Сальванская) Анна Ивановна (1751—1786)
- Труневский. Яков Фёдорович (ум. 1875) — генерал-майор, участник обороны Севастополя 1854—1855 гг.
- Трусов Павел Семёнович (1884—1955)
- Трутовская Ольга Ивановна (1841—1895)
- Тугаринов Алексей Дмитриевич (1844—1883) — судебный чиновник (захоронение стало семейным после подзахоронения праха его сына, инженера-механика И. А. Тугаринова с женой, и внука, геохимика А. И. Тугаринова)
- Тургеневы:
  - Тургенев, Николай Иванович (ум. 1790) — генерал-майор (не путать его с известными тёзками)
  - Тургенев Николай Алексеевич (1756—1833) — дед писателя И. С. Тургенева (денежный вклад за место в размере 315 рублей был внесен его сыном, полковником Сергеем Тургеевым 10 мая 1833 г.;в августе 2020 года разработана выполненная на достойном научно-техническом уровне проектная документация реставрации надгробия, что даёт надежду на хорошие результаты реализации проекта)
  - Тургенева, Варвара Петровна (1787—1850) — мать И. С. Тургенева (её дядя, генерал Н. И. Лавров, «за мужество и храбрость, оказанные в сражении против французских войск 26-го августа при Бородине» был награждён орденом Св. Георгия 3-й степени)
  - Тургенева (ур. Похвистнева) Екатерина Михайловна (ум. 1825) — тётка-свойственница И. С. Тургенева (её правнучка, антропософка и художница Анна Алексеевна Тургенева, род 1890, ум.1966, — жена писателя Андрея Белого)
- Туркестановы (Туркистановы):
  - Туркестанов Илья Борисович (1736—1788) — князь, коллежский советник (отец известной фрейлины императорского двора княжны Варвары Ильиничны Туркестановой)
  - Туркестанова (ур. Нарышкина) Варвара Александровна — мать митрополита Трифона
- Турчаниновы:
  - Турчанинов Леон Александрович (1817—1841) — подпоручик (сын А. А. Турчанинова; с 1826 г. совладелец уральских Сысертских заводов)
  - Турчанинов Николай Александрович (1819—1856) — ротмистр (сын А. А. Турчанинова; с 1826 г. совладелец Сысертских заводов; погиб во время Крымской войны)
- Тутолмины:
  - Тутолмин, Василий Иванович (1710—1794) — статский советник
  - Тутолмин, Иван Акинфиевич (1752—1815) — действительный статский советник, главный надзиратель Московского воспитательного дома, гражданский герой Отечественной войны 1812 года (в юбилейном 2012 году проведена капитальная реставрация надгробия)
  - Тутолмин, Иван Васильевич (1760—1839) — действительный тайный советник, сенатор (с ноября 2017 года начата капитальная реставрация надгробия четы Тутолминых, завершённая в основном к маю и окончательно к июлю 2018 года; к осени 2021 года замечено пожелтение воссозданных при реставрации беломраморных элементов надгробия)
  - Тутолмина (ур. Воейкова) Анна Ивановна (ум. 1821) — жена В. И. Тутолмина
  - Тутолмина (ур. гр. Панина) Софья Петровна (1772—1834) — жена сенатора, члена Гос. Совета И. В. Тутолмина
- Тюрин Александр Сергеевич (1903—1951)
- Тютчева Агриппина Николаевна (1734—1794) — вдова действительного статского советника (Ивана Никифоровича Тютчева; она урождённая Иванова, сестра «Салтычихи»; могила утеряна)
- Телицыны:
  - Телицын Василий Николаевич (1861—1900) — мещанин Сергиева Посада
  - Телицын Константин Николаевич (1856—1912)
  - Телицына Анна Ивановна (1833—1903)

### У
- Угрюмовы (помещики Покровского и Переславль-Залесского уездов Владимирской губ.):
  - Угрюмов Александр Филиппович (ум. 1790) — коллежский асессор
  - Угрюмова Екатерина Илларионовна (ум. 1777) — его жена
- Удальцовы (российские интеллигенты из среды обедневших дворян):
  - Удальцов Дмитрий Иванович (1851—1903) — доктор (врач 2-й Градской больницы, отец революционера, юриста и экономиста И. Д. Удальцова, прапрадед С. С. Удальцова, активиста левой политической оппозиции РФ)
  - Удальцов Иван Дмитриевич (1818—1899) — потомственный дворянин (отец Дмитрия Ивановича)
  - Удальцова Анна Александровна (1858—1933) — жена доктора Д. И. Удальцова (дочь купца 1-й гильдии, потомственного почетного гражданина Александра Епифановича Поносова)
  - Удальцова Елизавета Ивановна (ум. 1895) — дочь дворянина И. Д. Удальцова
  - Удальцова Ольга Дмитриевна (1886—1933) — дочь Д.И. и А. А. Удальцовых (автор учебника 1920-х г.г. "Орфография в школе взрослых ")
- Узденникова (ур. Сабанина) Варвара Александровна (1872—1910)
- Уланова Татьяна Михайловна (1841—1890) — вдова действительного статского советника
- Ульяновские:
  - Ульяновская Зинаида Александровна (1902—1949)
  - Ульяновская Екатерина Ермолаевна (1867—1951)
  - Ульяновская Надежда Александровна
- Умский Богдан Васильевич (ум. 1780) — коллежский советник (деятель системы опекунства; по преданию, не подтвержденному документально, он сын А. Г. Разумовского и имп-цы Елизаветы; могила утеряна)
- Унковская Евдокия (1869—1879) — младшая сестра включённой в данный список Варвары Ивановны Михалковой
- Ураносов Сергей Александрович (1835—1891) — на его надгробии и во многих других источниках фамилия писалась с двумя «с»; кроме этого одиночного захоронения сохранилась и семейная часовня-усыпальница Ураноссовых, которая после реставрации утратила следы траурности (а в её склепе было 12 родственных захоронений) и приобрела облик лёгкого паркового павильона-беседки
- Урусовы:
  - Урусов, Александр Васильевич (1729—1812) — генерал-майор, князь (брат неудачливого театрала Петра Васильевича Урусова); за место его погребения выплачено монастырю 300 рублей
  - Урусов, Борис Петрович (1840—1841) — младенец, князь
  - Урусов, Дмитрий Николаевич (1817—1861) — князь, брат Сергея Николаевича
  - Урусов, Евгений Петрович (1842—1878) — князь
  - Урусов, Николай Петрович (1847—1850) — князь, младенец
  - Урусов, Петр Васильевич (1733—1813) — князь, губернский прокурор, владелец частного театра (предшественника Большого театра); за место его погребения выплачено монастырю 250 рублей
  - Урусов, Петр Васильевич (1812—1868) — князь (отставной губернский секретарь, двоюродный внук своего полного тёзки-театрала, муж похороненной рядом кн. Варвары Михайловны; брат игуменьи Сергии)
  - Урусов, Сергей Николаевич (ум. 1883) — князь, действительный тайный советник (управляющий министерством юстиции и член Государственного совета; почти друг дома императорской семьи)
  - Урусова (ур. Салтыкова) Александра Сергеевна (1743—1799) — княгиня (жена театрала П. В. Урусова, племянница Г. А. Салтыкова, мужа «Салтычихи»)
  - Урусова Варвара Михайловна (1818—1888) — княгиня (урожд. Яшманацкая, жена отставного губернского секретаря; надгробие запланировано к реставрации)
  - Урусова (ур. кн. Трубецкая) Елизавета Петровна (1825—1905) — супруга похороненного вместе с ней С. Н. Урусова
  - Урусова Ирина Никитична (ум. 1854) — княгиня (годы жизни: 6.01.1784-31.07.1854; урожд. Хитрово; мать С. Н. Урусова)
  - Урусова Мария Петровна (1834—1839) — княжна
  - Урусова Прасковья Васильевна (ум. 1793) — княжна
- Успенские:
  - Успенский Евгений Михайлович (1868—1920) — сын протоиерея; род. 4.11.1868 г. , Александровский уезд; лекарь — сверхштатный ординатор имп. Московского ун-та хирургического отделения клиник, находящегося в имп. Екатерининской больнице
  - Успенский Иван Никифорович (ум. 1911)
  - Успенская (ур. Бромлей) Вера Эдуардовна (1879—1905 ?) — жена врача Евгения Михайловича Успенского (дочь фабриканта Эдуарда Ивановича Бромлея, сама врач-невролог, умерла в 1965; на надгробии год смерти не обозначен; в некоторых генеалогических источниках она безосновательно отождествляется с Верой Эмильевной Успенской-Бромлей)
  - Успенская Прасковья Егоровна (ум. 1920)
- Ушаковы:
  - Ушаков Аврам Иванович (1731—1791) — надворный советник
  - Ушаков, Алексей Александрович (1776—1849) — генерал-майор
  - Ушаков Анатолий Константинович
  - Ушаков Борис Сергеевич
  - Ушаков Дмитрий Кондратьевич (ум. 1919)
  - Ушаков Лёня (ум. 1919)
  - Ушаков Иван Михайлович (1824—1883) — потомственный почетный гражданин
  - Ушаков Константин Сергеевич
  - Ушаков Митрофан Иванович (1853—1882) — купец, первый муж Капитолины Николаевны Коншиной, застрелен случайно на охоте
  - Ушаков Онуфрий Петрович (1766—1803)
  - Ушакова (ур. Юрьева) Анастасия Васильевна (1777—1799) — майорша
  - Ушакова Анна Ивановна (1863—1884)
  - Ушакова (ур. кн. Голицына) Елизавета Александровна (1836—1885)
  - Ушакова Елизавета Дмитриевна (ум. 1903)
  - Ушакова Мария Викторовна (1769—1816)
  - Ушакова Мария Сафоновна(1833—1886) — потомственная почетная гражданка
  - Ушакова (ур. Теряева) Прасковья Александровна (1750—1824) — жена надворного советника (дочь обер-секретаря Сената А. И. Теряева, рядом с могилой которого она похоронена)
  - Ушакова (ур. Левашова) Софья Фёдоровна (ум. 1843) — генерал-майорша

### Ф
- Фабр (ур. Полуэктова) Варвара Владимировна (1780—1843) — полковница
- Фабрициусы:
  - Фабрициус Всеволод (ум. 1883)
  - Фабрициус Вера (ум. 1883)
- Фаворский Граня (1884—1888)
- Фалеевы:
- Фалеева Анна Васильевна (1789—1875)
  - Фалеев Дмитрий Фёдорович (10 мая 1750 — 5 октября 1827) — московский городской голова с декабря 1803 по декабрь 1806 г., именитый гражданин, коллежский асессор, надворный советник (1816), потомственный дворянин (1822), кавалер ордена св. Анны 2-й степени[11] (могила вблизи южной стены трапезной Малого собора под одним из трёх расположенных рядом одинаковых надгробий с утерянными надписями).
  - Фалеев Василий Дмитриевич (1791—1852) — надворный советник
  - Фалеев Иван Дмитриевич (1780—1833)
  - Фалеев Николай Алексеевич (ум. 1901)
  - Фалеев Сергей Дмитриевич (1881—1942)
  - Фалеева Анна Ивановна (1883—1933)
  - Фалеева Марья Семёновна (1761—1822) — надворная советница (жена Дмитрия Фёдоровича, дочь купца С. П. Васильева)
  - Фалеева Татьяна Петровна (ум. 1916)
- Фаминцыны (захоронения на участке поблизости от Михайловской церкви; кроме могилы старшего А. Е. Фаминцына внутри церкви):
  - Фаминцын, Андрей Егорович (1715—1787) — генерал-майор, участник первой турецкой войны (директор Московского генерального госпиталя)
  - Фаминцын Андрей Егорович (1764—1840) — его внук, действительный статский советник (прокурор Коммерц-Коллегии)
  - Фаминцын Василий (ум. 1788) — сержант
  - Фаминцын Егор Андреевич (1736—1822) — действительный статский советник (директор Московского Ассигнационного банка)
  - Фаминцын Николай Петрович (р. 1812) — штабс-ротмистр
  - Фаминцын, Петр Егорович (1773—1832) — подпоручик, участник Отечественной войны 1812 года
  - Фаминцын, Сергей Андреевич (1745—1819) — генерал-поручик, сподвижник П. А. Румянцева-Задунайского и А. В. Суворова
  - Фаминцына (ур. Зыбина) Аграфена Алексеевна (1717—1802) — жена Андрея Егоровича (1715—1787)
  - Фаминцына Екатерина Егоровна (ум. 1838)
  - Фаминцына Марья Андреевна (1744—1822) — дочь генерала (Андрея Егоровича Фаминцына)
- Федулеев Иосиф Григорьевич (1806—1874) — майор
- Фёдорова Г. К. (1851—1924)
- Фельдман Я. Л. (ум. 1950) — композитор (надгробие более 20 лет находилось в аварийном состоянии, и в 2014 году было реставрировано после обрушения; к 2016 году началось частичное обрушение небрежно выполненной цементной облицовки на боковых гранях памятника)
- Феоктист (ум. 1903) — иеромонах Донского монастыря
- Феоктистовы:
  - Феоктистов Никита Михайлович (ум. 1887)
  - Феоктистова Анастасия Максимовна (ум. 1888)
  - Феоктистова Е. Ф. (ум. 1916)
  - Феоктистов Яков Ксенофонтович (ум. 1776) — надворный советник
- Фидель Р. С. (1905—1958) — Роза Савельевна, двоюродная бабушка миллиардера А. Л. Мамута (она, разумеется, об этом не ведала)
- Филимоновы:
  - Филимонов Василий Дмитриевич (1850—1854)
  - Филимонов Владимир Дмитриевич (1851—1870)
  - Филимонов, Георгий Дмитриевич (1829—1898) — археолог, хранитель Оружейной палаты (могила утеряна)
  - Филимонов Иван Фёдорович (1848—1891)
  - Филимонов Николай Дмитриевич (1848—1849)
  - Филимонов Павел Сергеевич (ум. 1843)
  - Филимонова Александра Ивановна (1850—1888)
  - Филимонова Александра Николаевна (ум. 1868)
  - Филимонова Анна Васильевна (ум. 1890)
  - Филимонова Варвара Алексеевна (ум. 1833) — капитанша
  - Филимонова Варвара Дмитриевна (1853—1862)
  - Филимонова Надежда Васильевна (ум. 1885)
  - Филимонова Софья Ивановна (1888—1902) — надгробие со скульптурой ангела на могиле ребёнка (летом 2018 года проведена реставрация повреждённого скульптурного надгробия)
  - Филимонова Софья Павловна (1811—1866)
- Филипповы:
  - Филиппов Серафим (1909—1921)
  - Филиппова М. М. (1904—1922)
- Философовы:
  - Философов, Александр Богданович (ум. 1847) — генерал-майор, начальник Тульского оружейного завода (могила утеряна, место её известно с точностью до участка некрополя)
  - Философова Александра Никитична (ум. 1849)
  - Философова Екатерина (1853—1854)
  - Философова Екатерина (ум. 1856) — младенец
- Филяхмов Филипп Юрьевич (ум. 1791) — купец, грек
- Фишеры (педагоги частной женской гимназии):
  - Фишер Георгий Борисович (ум. 1918)
  - Фишер Софья Николаевна (ум. 1913)
- Фомины:
  - Фомин Александр Кириллович
  - Фомина Мария Петровна (ум. 1781) — жена поручика
- Фон Бруммер Владимир (ум. 1843) — юнкер, воспитанник гусарского полка (и отчима-усыновителя, Платона Васильевича Голубкова)
- Фон Вердеман Мария Егоровна (1808—1827) — дочь капитана
- Фонвизины (Фон Визины):
  - Фонвизин Александр Иванович (1749—1819) — брат писателя Д. И. Фонвизина, отец декабристов М.А. и И. А. Фонвизиных (женат на своей двоюродной сестре Екатерине Михайловне)
  - Фонвизин Павел Иванович (1746—1808) — действительный тайный советник, сенатор, директор Московского университета, брат писателя Д. И. Фонвизина (и сам литератор)
  - Фонвизина Варвара (1798—1799) — его дочь (от второй жены, умершей при родах)
  - Фонвизина (ур. Толстая) Мария Васильевна (1757—1798) — его вторая жена
  - Фонвизина Екатерина Михайловна (1750—1823) — мать декабристов (М.А. и И. А. Фонвизиных)
- Фон Гроте де Буко Александр (ум. 1883)
- Фонплевен (точнее, фон Плебен) Анна Михайловна (1777—1829) — дочь майора (доверенное лицо Е.П. и М. М. Нарышкиных)
- Фрей (ур. Безсонова) Елизавета Фёдоровна (ум. 1826)
- Фроловы:
  - Фролов Леонид Леонидович (1853—1916) — инженер-технолог (по красильному и ситцепечатному производству)
  - Фролова Александра Киприяновна (1856—1933) — его жена
  - Фролова Ольга Леонидовна
  - Фролова Софья Леонидовна (1884—1951) — дочь Л. Л. Фролова, цитолог, цитогенетик, преподаватель Московского университета, доктор биологических наук с 1936 года
- Фурсман Надежда Александровна (ум. 1869)

### Х
- Хагельстремы:
  - Хагельстрем Николай (1857—1859)
  - Хагельстрем Сергей (1863—1868)
  - Хагельстрем (ур. Титова) Поликсена Владимировна (1823—1897)
- Хаджиконста Георгий Константинович (1756—1845) — грек (купец, потомственный почётный гражданин, турецкий подданный)
- Хаджиконста Анастасий — грек
- Хазанова Ревекка Григорьевна (1894—1950)
- Хамутникова (ур. Молчанова) Мария Ефимовна
- Харазы:
  - Хараз Семён Соломонович (1896—1951)
  - Хараз Мария Борисовна (1903—1961)
- Харитонов Александр Григорьевич (ум. 1900)
- Хвостов Иван Николаевич (1780—1836) — статский советник
- Хвощинские:
  - Хвощинский Аврам Петрович (1853—1894) — участник русско-турецкой войны 1877—1878 гг.
  - Хвощинский Аврам Петрович (1793—1860) — камер-юнкер
  - Хвощинский Петр Аврамович (ум. 1893) — звенигородский уездный предводитель дворянства
  - Хвощинская Варвара Андреевна (1828—1880) — дочь Андрея Петровича Корейша; могила не сохранилась (место могилы известно приблизительно)
  - Хвощинская Елена Николаевна (1854—1877)
  - Хвощинская (ур. Львова) Елизавета Николаевна (ум. 1885) — жена Петра Аврамовича Хвощинского
  - Хвощинская Ольга Николаевна (1866—1888)
  - Хвощинская (ур. кн. Горчакова) Софья Михайловна (1802—1836) — сестра государственного канцлера А. М. Горчакова
- Херасковы (русифицированная форма старинной валахской фамилии "Хереско"):
  - Херасков Александр Матвеевич (1730—1799) — действительный тайный советник, брат поэта (а ещё и участвовал в Русско-турецкой войне (1768—1774) в звании генерал-майора, дослужился до чина генерал-поручика)
  - Херасков, Михаил Матвеевич (1733—1807) — действительный тайный советник, поэт, писатель и драматург, друг Н. И. Новикова. Могила имеет статус объекта культурного наследия федерального значения[2].
  - Хераскова (ур. Зыбина) Анна Васильевна (1744—1825) — жена А. М. Хераскова, брата поэта
  - Хераскова Елизавета Александровна (ум. 1790) — её дочь
- Хилковы:
  - Хилкова Анастасия Михайловна (ум. 1777) — княгиня, подполковница (урожд. княжна Львова, вторая жена кн. Василия Михайловича Хилкова)
  - Хилкова (ур. Кокошкина) Татьяна Михайловна (1802—1826) — княгиня, первая жена(с 1824 г.) князя Петра Михайловича Хилкова
- Хитров Михаил Иванович (1851—1899) — протоиерей, русский православный церковный писатель (автор фундаментального труда «Святой благоверный великий князь Александр Ярославич Невский»)
- Хитрово:
  - Хитрово Константин Никанорович (1828—1890) — действительный статский советник с 1879, Казанский вице-губернатор с 1889; шурин князя Д. И. Долгорукого
  - Хитрово Ксения Фёдоровна (ум. 1778) — жена капитана
  - Хитрово Александра Александровна (р. 1786)
  - Хитрово Мария Васильевна (ум. 1783) — жена подпоручика
  - Хитрово (ур. Алмазова) Настасья Николаевна (1762—1842) — даты жизни приведены для её тёзки, урожд. Каковинской (красочно описанной в «Рассказах бабушки» и похороненной согласно «Московскому некрополю» в Андрониковом монастыре); а для ур. Алмазовой правильные даты другие:1740 −1770; она сестра похороненных поблизости брата, Петра Николаевича, и двоюродного внука, Бориса Николаевича Алмазовых
  - Хитрово Татьяна (ум. 1778) — майорша
  - Хитрово Татьяна Родионовна (ум. 1756) — жена контр-адмирала (Софрона Фёдоровича Хитрово; так было зафиксировано в надписи на её несохранившемся надгробии; она по первому браку, с 1724 года, Шувалова и мать известного вельможи И. И. Шувалова, а по второму браку — Хитрово)
- Хлебниковы:
  - Хлебников Николай Иванович (1805—1855) — отставной поручик, прапрадед американского журналиста Пола (Павла Юрьевича) Хлебникова, убитого в Москве в 2004 году
  - Хлебникова Юлия Николаевна (1809—1839) — его 1-я жена (урожд. Казакова, дочь Николая Петровича Казакова)
- Хлопова Феодосия Семёновна (ум. 1778) — прапорщица (вдова прапорщика, небогатая помещица; могила не найдена; но выполнена в 2023 году реставрация безымянного надгробия с масонской символикой, стоящего в группе могил Курбатовых и определённого в реставрационной проектной документации как надгробие её дочери А. А. Хлоповой)
- Хмелева Мария Васильевна (1874—1951)
- Хмырова Настенька (1939—1941)
- Хованские:
  - Хованский, Алексей Васильевич (1731—1792) — князь
  - Хованский, Василий Алексеевич (1755—1830) — князь, тайный советник, сенатор (его несохранившаяся могила была вблизи сохранившейся могилы дочери, Натальи Васильевны Булгаковой)
  - Хованский, Иван Сергеевич (ум. 1797) — полковник, князь
  - Хованский, Николай Васильевич (ум. 1775) — князь
  - Хованский, Николай Сергеевич (1808—1809) — князь
  - Хованский, Петр Алексеевич (1760—1830) — коллежский советник (богатый помещик Рузского уезда и владелец суконной фабрики)
  - Хованский, Фёдор Сергеевич (1754—1824) — премьер-майор, князь (дядя-свойственник А. И. Герцена)
  - Хованская Анна Сергеевна (ум. 1789) — княжна
  - Хованская Екатерина Петровна (в монашестве — Евпраксия) (1725—1801) — княгиня
  - Хованская (ур. Ивашева) Екатерина Петровна (1811—1855) — княгиня
  - Хованская (ур. Толстая) Елена Васильевна (1772—1855) — княгиня (жена Василия Алексеевича Хованского)
  - Хованская (ур. Доброклонская) Елизавета Павловна (1807—1836) — княгиня. Жена ротмистра князя Николая Ивановича Хованского.
- Ходнева Евфимия (ум. 1776) — майорша
- Ходырев Николай Андреевич (ум. 1780) — капитан
- Хозиковы (группа родственных захоронений с утерянными на надгробиях надписями рядом с могилой П. А. Демидова; не все мз указанных ниже сохранились):
  - Хозиков Марк Иванович (1736—1810) — зять П. А. Демидова, секретарь при ведомстве И. И. Бецкого (в несохранившейся надписи на надгробии был поименован «болярином», хотя родом был из дворовых людей)
  - Хозикова (ур. Демидова) Анастасия Прокофьевна (1768—1802) — его жена
  - Хозиков Марк Николаевич (1814—1883) — действительный статский советник (с 1862 года; служил по министерству юстиции)
  - Хозиков Николай Маркович (1784—1857) — коллежский асессор
  - Хозиков Николай Николаевич (1813—1878) — гвардии капитан
  - Хозиков, Фёдор Николаевич (1804—1883) — генерал-майор (состоял для особых поручений при Санкт-Петербургском Военном Генерал-Губернаторе; в 1880 году он откупил два места около могилы родителей для себя и брата Марка по 200 рублей за каждое)
  - Хозикова (ур. Скарятина) Мария Фёдоровна (ум. 1863) — жена Н. М. Хозикова
- Хоментовская O.K. (ум. 1950)
- Хомутовы:
  - Хомутов Александр Михайлович (1832—1867)
  - Хомутов Никифор Григорьевич (1809—1884)
- Хоненева Евфимия (ум. 1776) — майорша
- Хорваты (представители дворянского рода сербского происхождения):
  - Хорват, Иван Осипович (1753—1780) — генерал-поручик (погребённый молодой человек не имел указанного высокого чина генерал-поручика; на самом деле надгробие относится к сыну генерал-поручика Осипа Ивановича Хорвата, рождённому от неизвестной задолго до брака О. И. Хорвата с дочерью графа А. Н. Зубова; очевиден факт ошибочного прочтения плохо сохранившейся надписи на надгробии при составлении в конце XIX — начале XX века справочника «Московский некрополь»; правильное дословное воспроизведение надписи на надгробии имеется в материалах фондов музея архитектуры)
  - Хорват, Николай Осипович (1786—1789) — внук графа Зубова А. Н. (сын от брака О. И. Хорвата с дочерью графа А. Н. Зубова)
- Хотинские:
  - Хотинский Владимир Михайлович (1847—1890)
  - Хотинский Сережа (1883—1883)
  - Хотинская Нина (1885—1891)
- Хотяинцовы (группа из пяти рядом стоящих надгробий-саркофагов с плохо читаемыми надписями подверглась в 2010 году косметической реставрации):
  - Хотяинцов Дмитрий Иванович (1775—1819) — майор
  - Хотяинцов Иван Васильевич (1750—1808) — секунд-майор
  - Хотяинцов Николай Иванович (ум. 1787) — унтер-офицер
  - Хотяинцов Петр Иванович (1783—1787)
  - Хотяинцова Анна Яковлевна (1739—1774) — капитанша
  - Хотяинцова Елизавета Демидовна (1771—1797) — жена секунд-майора
  - Хотяинцова Мария Андреевна (1752—1787) — жена секунд-майора
- Храповицкая Елизавета Демитриевна (ум. 1782) — полковница
- Хрисанф (1833—1883) — епископ (с 1874 года Астраханский и Енотаевский, а с 1877 года Нижегородский и Арзамасский)
- Христиани:
  - Христиани Петр Христианович (1788—1839) — коллежский советник (военный инженер; шурин похороненного рядом генерал-лейтенанта М. Н. Клименко)
  - Христиани Анна Петровна (ум. 1852) — его дочь
  - Христиани Анна Тихоновна (ум. 1854) — его жена
- Хрулева К. А. (1894—1958)
- Хрущовы (в конце XIX века над семью надгробиями семейства Козловых и Хрущёвых была возведена часовня по проекту архитектора Н. В. Султанова; она не сохранилась, а надгробия сохранились); не все из указанных ниже Хрущовых являются родственниками:
  - Хрущов Александр Александрович (1809—1853)
  - Хрущов, Александр Петрович (1765—1842) — боярин (в надписи на надгробии использован этот символический для XIX века титул в форме «болярин»: последний российский боярин умер в 1750 году); не путать его, состоятельного отставного прапорщика, с известным тёзкой-генералом
  - Хрущов Дмитрий Иванович (1818—1885)
  - Хрущов Дмитрий Михайлович (1802—1845) — действительный статский советник
  - Хрущов Евлампий Николаевич (ум. 1787)
  - Хруще(о)в Иван Алексеевич (1774—1824) — генерал-майор, герой Отечественной войны 1812 года
  - Хрущов Николай Михайлович (ум. 1776) — статский советник
  - Хрущов Павел Александрович (1811—1836)
  - Хрущёв Петр Петрович (1765—1829) — боярин
  - Хрущова Агафья Ивановна (1787—1842) — жена Александра Петровича Хрущова (урождённая Улыбышева)
  - Хрущова Александра Васильевна (1754—1776)
  - Хрущова Анна Андреевна (1766—1792) — девица (внучка княгини С. С. Волконской)
  - Хрущова (ур. Кар) Анна Васильевна (1789—1810)
  - Хрущова Мария (ум. 1781) — капитанша
  - Хрущова Мария Ивановна — капитанша
  - Хрущова Мария Петровна (ум. 1787) — младенец
  - Хрущова Мария Семёновна (ум. 1780) — статская советница
  - Хрущова Наталья Семёновна (ум. 1776) — жена бригадира (Андрея Ивановича Хрущова; дочь князя С. Ф. Волконского)
  - Хрущова Цецилия Ивановна (1816—1853)
- Худокормовы:
  - Худокормов Гавриил Фёдорович (1878—1939) — окончил ИМТУ в 1906 г., инженер-технолог
  - Худокормова Екатерина Владимировна
- Худякова Елизавета Сергеевна (1879—1901)

### Ц
- Цабели:
  - Цабель Владимир Робертович (1893—1964) — архитектор (главный архитектор г. Кемерово в 1930-х годах; учился на фабрично-заводском отделении МВТУ у Виктора и Леонида Весниных. Окончил МВТУ в 1926 г.)
  - Цабель Нина Владимировна (1920—1980)
- Цветковы (чиновники высокого ранга родом из потомственного духовенства и их отец-священник):
  - Цветков Григорий Павлович (1830—1884) — действительный статский советник с 1876 г. , член Московской судебной палаты
  - Цветков Михаил Павлович (1828—1886) — действительный статский советник (брат Григория Павловича, служил по МВД)
  - Цветков Павел Григорьевич (1795—1843) — священник
- Целиков Иван Петрович (1828—1874) — купец
- Церевитиновы:
  - Церевитинов Иван Егорович (1780—1840) — купец
  - Церевитинов Михаил Егорович (1792—1838) — купец (гжатский купец 3-й гильдии; за место погребения выплачено 130 рублей)
  - Церевитинова Анисья Григорьевна (1787—1861) — купчиха
- Цетлин Михаил Львович (1924—1966) — видный теоретик и практик отечественной кибернетики (здесь же похоронены его брат Борис Львович и жена брата, Мария Самойловна, научные работники-химики)
- Циркунова Луиза Антоновна (1881—1950)
- Цициника Стефа Ивановна (1742—1782) — руинированное надгробие-саркофаг в западной галерее Большого собора
- Цурканы:
  - Цуркан Гавриил Саввич (1885—1964) — дядя и крестный отец Марии Тимофеевны Мунтян, оставившей безыскусные, но очень искренние воспоминания о жизни её простой рабочей семьи в СССР
  - Цуркан Александра Григорьевна (1887—1946) — его первая жена (здесь же и вторая, Анастасия Григорьевна, сконч. в 1980)
  - Цуркан Софья Савельевна (1925—1952)

### Ч

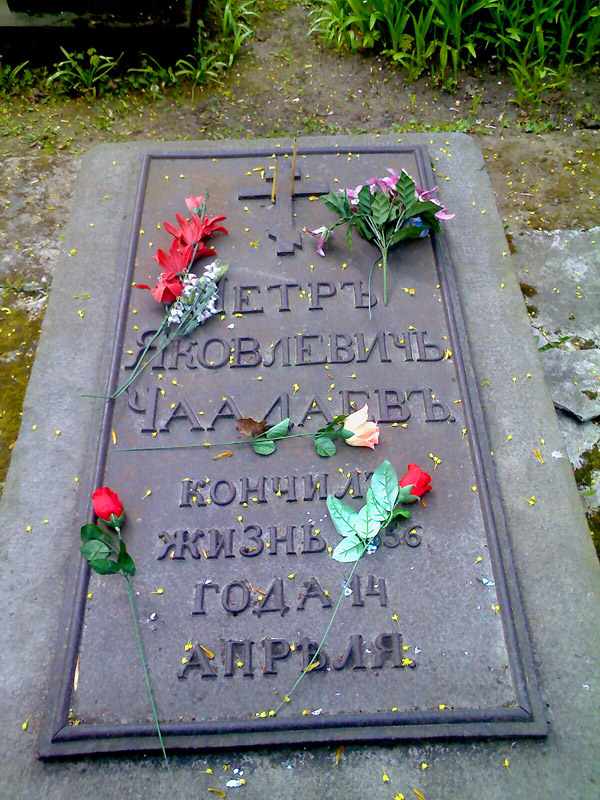
Чаадаев Пётр Яковлевич

- Чаадаев, Петр Яковлевич (1794—1856) — философ, писатель. Могила имеет статус объекта культурного наследия федерального значения[2].
- Чагодаева Анна Фёдоровна (1766—1836) — княгиня (жена татарского князя)
- Чамовы:
  - Чамов Николай Павлович (род. 1844) — главный кассир Московского купеческого банка (на надгробии заготовлено место для указания даты смерти, оставленное незаполненным)
  - Чамова Юлия Васильевна (1846—1884) — жена потомственного почётного гражданина (Н. П. Чамова)
- Чебышёвы:
  - Чебышёв Александр (ум. 1782)
  - Чебышёв Александр Иванович (ум. 1780) — сын бригадира (неоднократно делал вклады в Георгиевский монастырь)
  - Чебышёва Анна Ивановна (ум. 1776) — жена коллежского асессора
- Чевкина (ур. Рахманова) Анна Степановна(1754—1780) — жена прапорщика (на её могиле надгробие-саркофаг, сходное по виду со стоящим рядом надгробием отца, С. М. Рахманова)
- Ченчиковы:
  - Ченчиков Иван Трофимович
  - Ченчикова Виктория Петровна
- Че(р)нцова Екатерина Ивановна (ум. 1776) — жена генерал-поручика (Дмитрия Григорьевича Чернцова); правильная запись об этом захоронении уже есть в данном списке (см. ниже)
- Черевин Павел Дмитриевич (1802—1824) — декабрист «без декабря» (не привлекавшийся к следствию; примечательна стихотворная эпитафия на надгробии авторства его друга, С. Д. Нечаева). Могила имеет статус объекта культурного наследия федерального значения[2].
- Черкасовы:
  - Черкасов Александр Петрович (1843—1871) — купец
  - Черкасов Алексей Терентьевич (ум. 1792) — капитан
  - Черкасов Павел Терентьевич (ум. 1785) — поручик
  - Черкасов Терентий Иванович — юрист по имущественным делам (одно время был доверенным лицом А. В. Суворова, но оказался на практике велеречивым шарлатаном)
  - Черкасов Петр Терентьевич (ум. 1788) — капитан
  - Черкасова Софья Михайловна (ум. 1778) — жена полковника (эта запись в списке М. Д. Артамонова появилась на основании ошибочной записи в «Московском некрополе» 1907 года, попавшей туда из Путеводителя 1795 года. Но правильная запись имеется и в «Московском некрополе» 1907 года, и в списке М. Д. Артамонова — см. ниже: Черкасская Софья Михайловна (1712—1778))

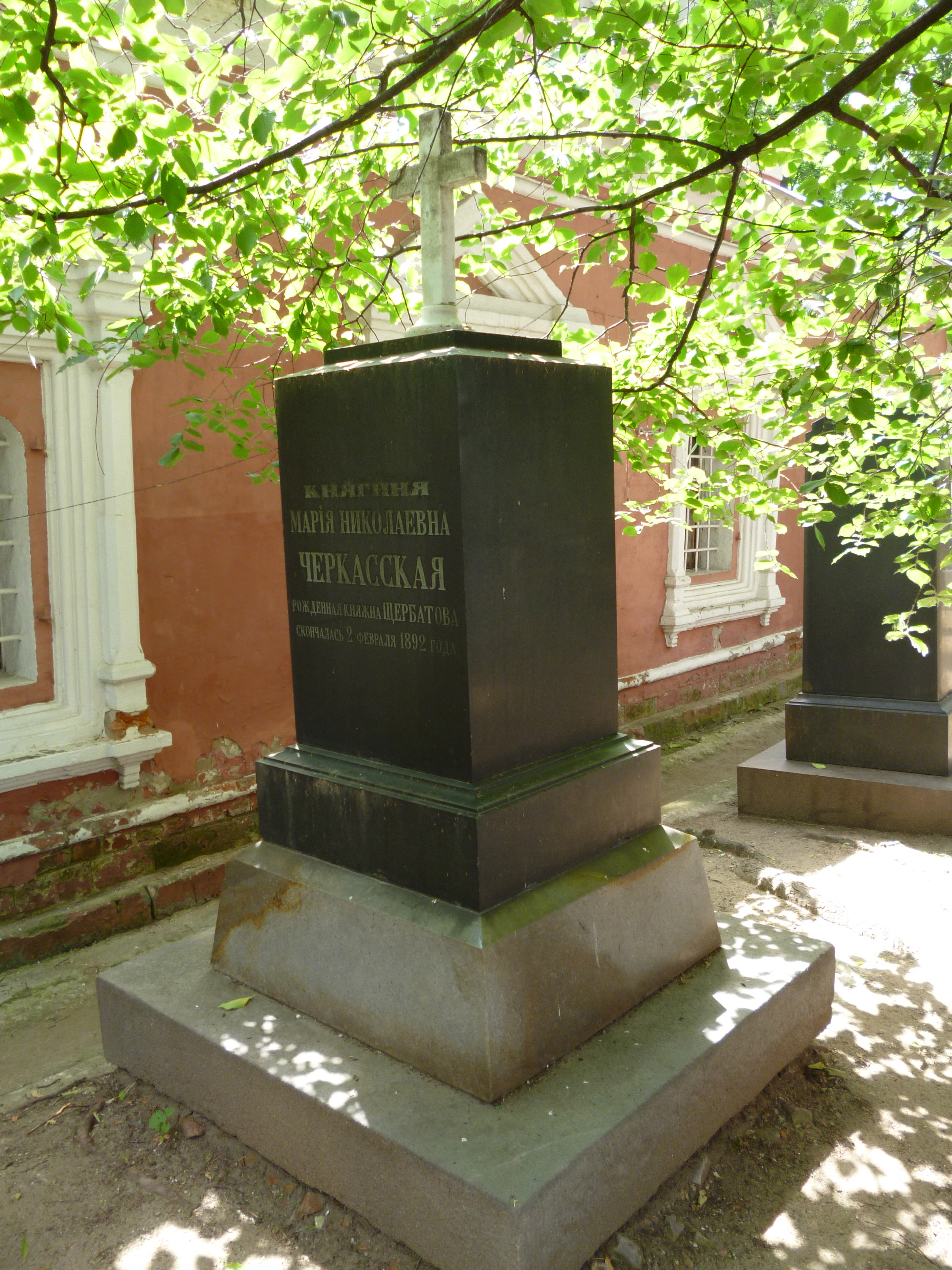
Черкасская Мария Николаевна

- Черкасские (потомки кабардинских князей):
  - Черкасский, Алексей Михайлович (1680—1740) — князь, канцлер (надгробие перенесено из Знаменской церкви Новоспасского монастыря)
  - Черкасский, Александр Александрович-«большой» (ум. 1776) — князь, полковник
  - Черкасский, Алексей Борисович (ум. 1855) — князь (отставной полковник гвардии, помещик, предводитель дворянства Бронницкого уезда)
  - Черкасский, Владимир Александрович (1824—1878) — князь, государственный и общественный деятель (надгробие перенесено в начале 1930-х годов с разорённого некрополя Данилова монастыря, факт перезахоронения при этом останков под вопросом)
  - Черкасский, Владимир Дмитриевич (1854—1878) — князь, корнет (окончил Московский лицей в 1873, корнет гусарского Нарвского полка)
  - Черкасский, Дмитрий Борисович (1806—1864) — князь (отставной гвардии полковник, помещик, проживал в Коломенском уезде Московской губернии)
  - Черкасский, Михаил Михайлович (1848—1881) — князь (окончил Николаевское училище Гвардейских юнкеров (1862), поручик (1867), штаб-ротмистр (1870), подполковник (1876); кавалер Прусского ордена Короны 3-й степени, ордена Св. Станислава 3-й степени)
  - Черкасский Д. М. (1760—1787) — Дмитрий Михайлович, подполковник, надгробие было перенесено из Новоспасского монастыря (подполковник Полтавского легкоконного полка, флигель-адъютант князя В. М. Долгорукова-Крымского)
  - Черкасский Н. М. (1766—1789) — его брат Николай Михайлович; надгробие было перенесено из Новоспасского монастыря (тоже подполковник Полтавского легкоконного полка)
  - Черкасская Александра Петровна (1757—1782) — княгиня (урожд. Левшина, выпускница Смольного института, фрейлина с 1778 года императрицы, жена с 1780 полковника П. А. Черкасского; могила утеряна, место её известно только с точностью до участка)
  - Черкасская Ксения Андреевна (ум. 1791) — княгиня, статская советница
  - Черкасская (ур. Васильчикова) Екатерина Алексеевна (1825—1888) — княгиня, жена В. А. Черкасского (похоронена вместе с мужем)
  - Черкасская (ур. кн. Щербатова) Мария Николаевна (ум. 1892) — княгиня (дочь кн. Николая Григорьевича Щербатова, жена кн. Алексея Борисовича Черкасского)
  - Черкасская Наталья Петровна (1728—1778) — княгиня, бригадирша (жена князя Александра Александровича — меньшого)
  - Черкасская Софья Михайловна (1712—1778) — княгиня, жена полковника (князя Александра Александровича Бекович -Черкасского)
  - Черкасская Юлия Михайловна (1850—1877) — княжна (сестра М. М. Черкасского)
- Черненко Василий Васильевич (ум. 1919)
- Черновы:
  - Чернов Григорий Львович (1904—1961)
  - Чернов Иван Иванович (1813—1878) — мещанин
- Чернцова Екатерина Ивановна (1706—1776) — жена генерал-поручика (Чернцова Дмитрия Григорьевича (1690—1754))
- Чернышёвы:
  - Чернышёв, Иван Львович (ум. 1791) — генерал-поручик, сенатор (считалось,что могила не сохранилась, но реставраторами с привлечением архивных документов найдено предположительно его надгробие, хотя и с утраченными памятными надписями)
  - Чернышёва О. П. (1837—1959) — могила не найдена; указанные годы жизни повидимому ошибочны (год рождения — 1873)
- Чернявская, Мария Макаровна (1853—1891) — артистка императорских театров (популярная опереточная актриса; покинула сцену в 1882 году; могила утеряна)
- Чероковы:
  - Чероков Александр Григорьевич (1790—1857) — почётный гражданин, мануфактур-советник
  - Чероков Григорий Петрович (1756—1824) — купец 1-й гильдии
  - Чероков Иван Петрович (1793—1819)
  - Чероков Михаил Григорьевич (1799—1871) — почётный гражданин, мануфактур-советник
  - Черокова Анна Григорьевна (1807—1826) — дочь купца
  - Черокова Анастасия Алексеевна (1767—1837) — мануфактур-советница

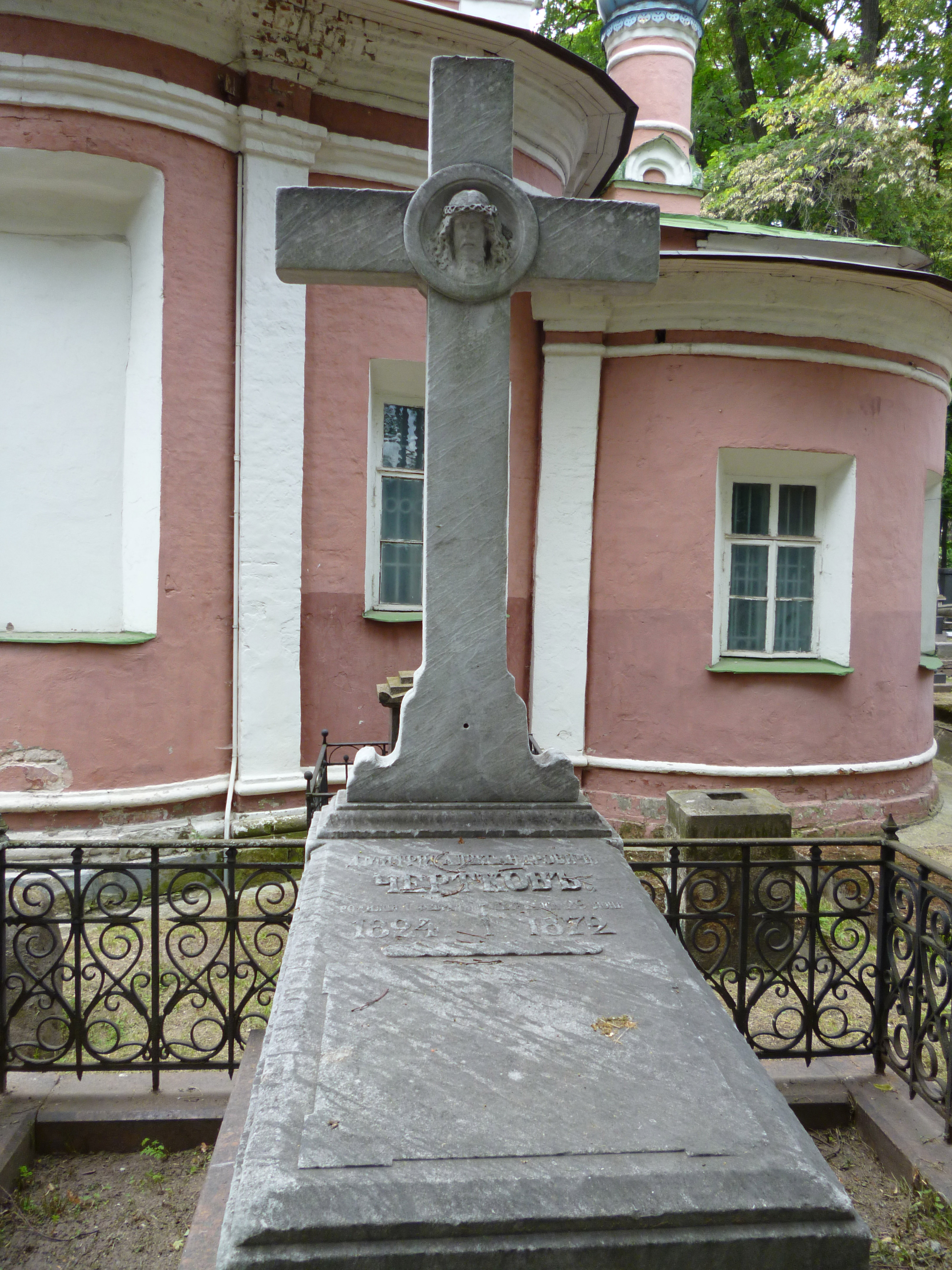
Чертков Дмитрий Александрович

- Чертков Дмитрий Александрович (1824—1872) — коллежский советник, тарусский уездный предводитель дворянства (к известной Чертковской библиотеке непричастен; с мая 2018 года начата капитальная реставрация неплохо сохранившегося, на первый взгляд, надгробия; качественно выполненная реставрация завершена в апреле 2019)
- Чесменский, Александр Алексеевич (1763—1820) — генерал-майор, побочный сын А. Г. Орлова-Чесменского (на надгробии надпись: «Да призрит Господь неутешную мать, как призрила она тебя сим памятником»)
- Чесноковы:
  - Чесноков Дмитрий Афанасьевич (1888—1940)
  - Чеснокова Анна Андреевна (1782—1819)
  - Чеснокова Мария Ивановна (1888—1934)
- Чиликины:
  - Чиликин Михаил Михайлович (1839—1902)
  - Чиликин Михаил Михайлович (1882—1958) — заслуженный деятель науки и техники РСФСР (в 1920-х годах профессор кафедры технологии и технической химии физико-математического факультета МУ)
  - Чиликин Николай Николаевич (1945—1977) — пилот
  - Чиликина Мария Егоровна (1855—1886)
  - Чиликина Мария Лаврентьевна (1798—1882)
  - Чиликина Матрёна Игнатьевна (1805—1881)
- Чириков Василий Алексеевич (ум. 1781) — прокурор
- Чихачева (ур. Кушелева) Варвара Сергеевна (1786—1824)
- Чичерина Анна Васильевна (1730—1793) — дочь полковника, сестра бабушки А. С. Пушкина (на её разрушающемся надгробии в виде белокаменного саркофага надписи нечитаемы)
- Чудаковский Степан Иванович (ум. 1791) — прапорщик
- Чуркин Василий Васильевич (1902—1955)
- Чурукина (ур. Жукова) Анна Ефимовна (1779-1864) — почетная купчиха (официальное внутрисословное звание: почётная гражданка)

### Ш
- Шадрина Прасковья Самуиловна (1835—1899) — статская советница
- Шапошниковы:
  - Шапошников Алексей Павлович (ум. 1807; на надгробии дата смерти — 1870 год; здесь же Шапошникова Анна Антоновна — см.ниже)
  - Шапошников Валентин Кондратьевич (1833—1893) — потомственный почетный гражданин (друг коллекционера С. И. Щукина, отец известного в своё время искусствоведа и музейного работника Б. В. Шапошникова)
  - Шапошников Василий Николаевич (1841—1857)
  - Шапошников Иван Васильевич (1821—1878)
  - Шапошникова Анна Антоновна (ум. 1901)
  - Шапошникова Мария Афанасьевна (1820—1898)
  - Шапошникова Ольга Гавриловна (1827—1902)
- Шарапов, Владимир Фёдорович (1897—1955) — профессор (историк-марксист; см. некролог в ж-ле «Вопросы истории» за 1956 год, № 3)
- Шарлот Михаил Яковлевич (1907—1961)
- Шарф А. Н. (ум. 1960)
- Шатиловы:
  - Шатилов Василий Осипович (ум. 1789) — бригадир (с 01.01.1788) и богатый тульский помещик (дед общественного деятеля Иосифа Николаевича Шатилова, селекционера и лесовода)
  - Шатилова Ульяна Ивановна (ум. 1780) — жена статского советника (Ивана Ивановича Шатилова)
- Шаховы (находившаяся в руинированом состоянии часовня-усыпальница семьи Шаховых отреставрирована в 2013 году на средства неизвестного спонсора без упоминания о погребённых под ней персонах; к осени 2023 года объект готов для того, чтобы именоваться просто часовней во имя иконы Божией Матери «Всецарица»):
  - Шахов Ананий Григорьевич
  - Шахов Семён Васильевич (1838—1898)
  - Шахова Надежда Гурьевна (1846—1913)
- Шаховские:
  - Шаховской, Алексей Николаевич (ум. 1888) — князь
  - Шаховской, Павел Петрович (1769—1838) — князь (многодетный отец)
  - Шаховской, Фёдор Яковлевич (1740—20.12.1782) — статский советник (сын последующего)
  - Шаховской, Яков Петрович (1705—1777) — действительный тайный советник, сенатор, генерал — прокурор, генерал-кригс-комиссар, князь (рядом была похоронена его 2-я жена, княгиня Евдокия Егоровна Шаховская, урожд. Фаминцына)
  - Шаховская Агафоклея Алексеевна (ум. 1849) — княгиня (ур. Бахметева), дочь Алексея Ивановича Бахметева, жена князя Павла Петровича Шаховского (в браке они имели четырёх сыновей и шесть дочерей)
  - Шаховская Агафоклея Павловна (ум. 1846) — княжна
  - Шаховская Анна Фёдоровна (ум. 1824) — княгиня, тайная советница (мать декабриста Ф. П. Шаховского)
  - Шаховская Варвара (ум. 1770) — княгиня, жена премьер-майора князя Николая Григорьевича Шаховского
  - Шаховская (урожд. кн. Голицына) Варвара Алексеевна (ум. 1779) — княгиня, жена майора князя Николая Шаховского (Ардатовская помещица)
  - Шаховская Елизавета Павловна (1807—1839) — княжна
  - Шаховская Ирина Павловна (1796—1866) — княжна
  - Шаховская Ольга Львовна (1850—1884) — княжна (скончалась после сложной операции известного доктора В. Ф. Снегирёва, о чём сообщает в некорректной по отношению к врачу форме надпись на надгробии)
  - Шаховская Софья Павловна (ум. 1885) — княжна
- Швайцер Николай Михайлович (ум. 1951)
- Шведов Иван Иванович (1859—1896) — зубной врач
- Швецовы (купцы; дед и бабушка преподобного Никона Оптинского, в миру Николая Митрофановича Беляева):
  - Швецов Лаврентий Иванович (1824—1901) — моск. купец, торговец скобяным и хозяйственным товаром, церковный староста в кремлёвском Константино-Еленинском храме
  - Швецова Мария Степановна (1833—1902) — его жена
- Шевелкины:
  - Шевелкин Михаил Петрович (1782—1856) — почетный гражданин (и церковный староста храма Воздвижения Креста Господня в Москве на ул. Воздвиженке)
  - Шевелкина Прасковья Захаровна (1793—1846) — его жена
- Шелашниковы:
  - Шелашникова … Ивановна (1808—1833) — девица
  - Шелашникова Мария Ивановна (1802—1869) — девица, дочь коллежского асессора
- Шеншин:
  - Шеншин Василий (1883—1890)
  - Шеншин Иван Васильевич
  - Шеншин Николай Семёнович (1813—1835) — подпоручик Преображенского полка, друг М. Ю. Лермонтова
  - Шеншина Анастасия Алексеевна (1756—1794) — действительная статская советница (бабушка Н. С. Шеншина)
  - Шеншина Ольга Петровна (ум. 1839) — девица
- Шепелева (ур. Баташова) Дарья Ивановна (1793—1818) — жена генерал-лейтенанта (героя войны 1812 года Дмитрия Дмитриевича Шепелева; в декабре 2018 года разработана проектная документация реставрации её надгробия и уцелевшего надгробия её отца, Ивана Ивановича Баташева; реставрация этих двух надгробий завершена весной 2021 года; а вместо утраченных надгробий её матери и брата установлены условные мемориальные плиты-кенотафы с надписями)
- Шервуды:
  - Шервуд, Владимир Иосифович (1834—1898) — академик архитектуры, скульптор и художник. Могила имеет статус объекта культурного наследия регионального значения[2] (все надписи на надгробии выполнены по орфографии советского времени; о виде первоначального надгробия данных не найдено; рядом заброшенная могилка его дочери Веры Владимировны, жены фабриканта Н. Э. Бромлея)
  - Шервуд, Иосиф Владимирович — его внук, архитектор, годы его жизни (1901—1967), неизвестные, видимо, нынешним представителям рода, выяснены пользователями Википедии
  - Шервуд-Верный Константин Иванович (1829—1865) — двоюродный брат архитектора В. И. Шервуда (записан в метрике крестником вел. кн. Константина Павловича в лице сенатора П. И. Голенищева-Кутузова; забытый художник, умер от чахотки)
  - Шервуд-Верная Софья Иосифовна (ум. 1888) — сестра В. И. Шервуда и двоюродная сестра своего мужа, Константина Ивановича
- Шереметевы (нетитулованные дворяне, кроме графини Фетиньи):
  - Шереметев Александр Алексеевич (1733—1794) — лейб-гвардии поручик
  - Шереметев Александр Владимирович (1742—1803) — лейб-гвардии капитан-поручик (двоюродный внук фельдмаршала Б. П. Шереметева)
  - Шереметев Яков Александрович (1761—1823) — зять Степана Ефимовича Карновича
  - Шереметева (ур. Карнович) Евдокия Степановна (ум. 1857) — жена Я. А. Шереметева
  - Шереметева (ур. Воейкова) Марфа Гавриловна (1743—1777) — капитанша (жена А. В. Шереметева)
  - Шереметева Прасковья Сергеевна (1720—1775)
  - Шереметева Прасковья Сергеевна (1734—1777) — дочь генерала (жена А. А. Шереметева, мать Я. А. Шереметева)
  - Шереметева Фетинья (1714—1777) — графиня (ур. кн. Фетинья Яковлевна Лобанова-Ростовская; её надгробие — в западной галерее Большого собора; её муж — граф С. Б. Шереметев, младший брат П. Б. Шереметева, получившего наибольшую часть отцовского наследства)
- Шестаков, Фёдор Матвеевич (1729—1787) — генерал-майор (персонаж псевдоисторических анекдотов, в которых нередко по отчеству именуется Михайловичем)
- Шеффер, Валериан Александрович (1862—1900) — профессор римской словесности Московского императорского университета
- Шибинские (к семейному захоронению Шибинских и Исаевых подзахоронен также прах Раисы Николаевны Померанцевой, переводчицы классической английской литературы, дочери реставратора Н. Н. Померанцева):
  - Шибинский Андрей Андреевич (1869—1950) — инженер-нефтяник, дворянин, офицер, двоюродный дед писателя А. П. Гайдара
  - Шибинская Елизавета Александровна (1870—1951) — его жена (урожд. Машицкая; в первом браке за офицером И. Н. Котовичем; мать художницы Раисы Ивановны Котович-Борисяк-Померанцевой)
- Шидловские (потомки обрусевших польских дворян):
  - Шидловский Николай Михайлович (1794—1863) — участник ОВ 1812 года (затем отставной поручик и помещик; прапрадед известного советского математика А. Б. Шидловского). Скончался в Санкт-Петербурге. Тело перевезено в Москву.
  - Шидловская Авдотья Михайловна (ум. 1871) — его жена (дочь похороненного поблизости генерала М. Л. Львова)
  - Шидловские — дети: Анна, Дмитрий, Михаил
- Шикарзина Вера Васильевна (1774—1795) — девица (в 2020 году начата реставрация надгробия; фамилия на сохранившейся надписи читается как Шикаравина; восстановление утраченного шаровидного навершия надгробия в проекте реставрации не предусмотрено)
- Шиловская (ур. Хрущова) Елизавета Александровна (1839—1878) — замужем за поручиком Шиловским Ипполитом Николаевичем
- Шимко Иван Иванович (ум. 1885) — статский советник
- Шипковы (купцы; в 2021 году проведена реставрация семейного надгробия):
  - Шипков Петр Александрович (1831—1902) — потомственный почетный гражданин (купец 1 гильдии, торговец галантерейным товаром)
  - Шипкова Мария Дмитриевна (1839—1919) — его жена
- Шиповы:
  - Шипов Александр Матвеевич (ум. 1775) — поручик
  - Шипов Николай Сергеевич (1834—1835)
  - Шипов Сергей Павлович (1789—1876) — генерал-адъютант, генерал от инфантерии, член Союза Благоденствия, участник Отечественной войны 1812 года
  - Шипова (ур. гр. Комаровская) Анна Евграфовна (1806—1872) — его жена
- Шишкина Прасковья Николаевна (1792—1880) — дочь Н. И. и В. А. Барановых, фрейлина (точнее, до своего замужества была Фрейлиной императрицы Марии Фёдоровны)
- Шишко, Иван Иванович (1863—1888) — архивный деятель
- Шишковы:
  - Шишков Иван Васильевич (1748—1806) — действительный статский советник
  - Шишков Леонид Николаевич (1928—1952)
  - Шишков Николай Яковлевич (1797—1854)
- Шиятый К. В. (ум. 1961)
- Шкляревский Александр Павлович (1856—1908)
- Шкляринский Л. Б. (1883—1951)
- Шмелёвы:
  - Шмелёв Алексей Георгиевич (1867—1887) — троюродный брат И. С. Шмелёва
  - Шмелёв Георгий Васильевич (1845—1897) — неудачливый владелец кирпичного завода, двоюродный дядя («дядя Егор») И. С. Шмелёва
  - Шмелёв Иван Сергеевич (1873—1950) — писатель, публицист (прах супругов Шмелёвых перенесён с кладбища Сент-Женевьев-де-Буа 30 мая 2000 года; в 2009 году деревянный крест был заменён каменным)
  - Шмелёва Екатерина Семёновна (1841—1909) — жена Г. В. Шмелёва
- Шниткина Мария Васильевна (ум. 1779) — асессорша (скончалась 70-ти лет, вдова коллежского асессора, на её плохо сохранившемся надгробии её фамилия читается довольно отчётливо как Шнитникова)
- Шоры:
  - Шор Лазарь Алексеевич (ум. 1904)
  - Шор Калерия Павловна (1848—1897)
- Шостка Доментий Фёдорович (ум. 1853) — служащий Московского комиссариатского комитета
- Штофельн фон Акилина Ивановна (ум. 1780) — жена генерал-поручика Фёдора Фёдоровича фон Штофельна
- Шульгин Александр Артамонович (1733—1792) — прапорщик
- Шунков Виктор Иванович (1900—1967) — историк, член-корреспондент АН СССР, участник ВОВ, директор Фундаментальной библиотеки общественных наук АН СССР
- Шустов Василий (ум. 1775) — ротный обозный

### Щ
- Щегловы:
  - Щеглов Василий Владимирович (1888—1914)
  - Щеглов Владимир Николаевич (ум. 1922)
  - Щеглова Александра Федосьевна (ум. 1943)
- Щеголькова Екатерина Владимировна (ум. 1901) — начальница училища (Мариинского епархиального женского училища)

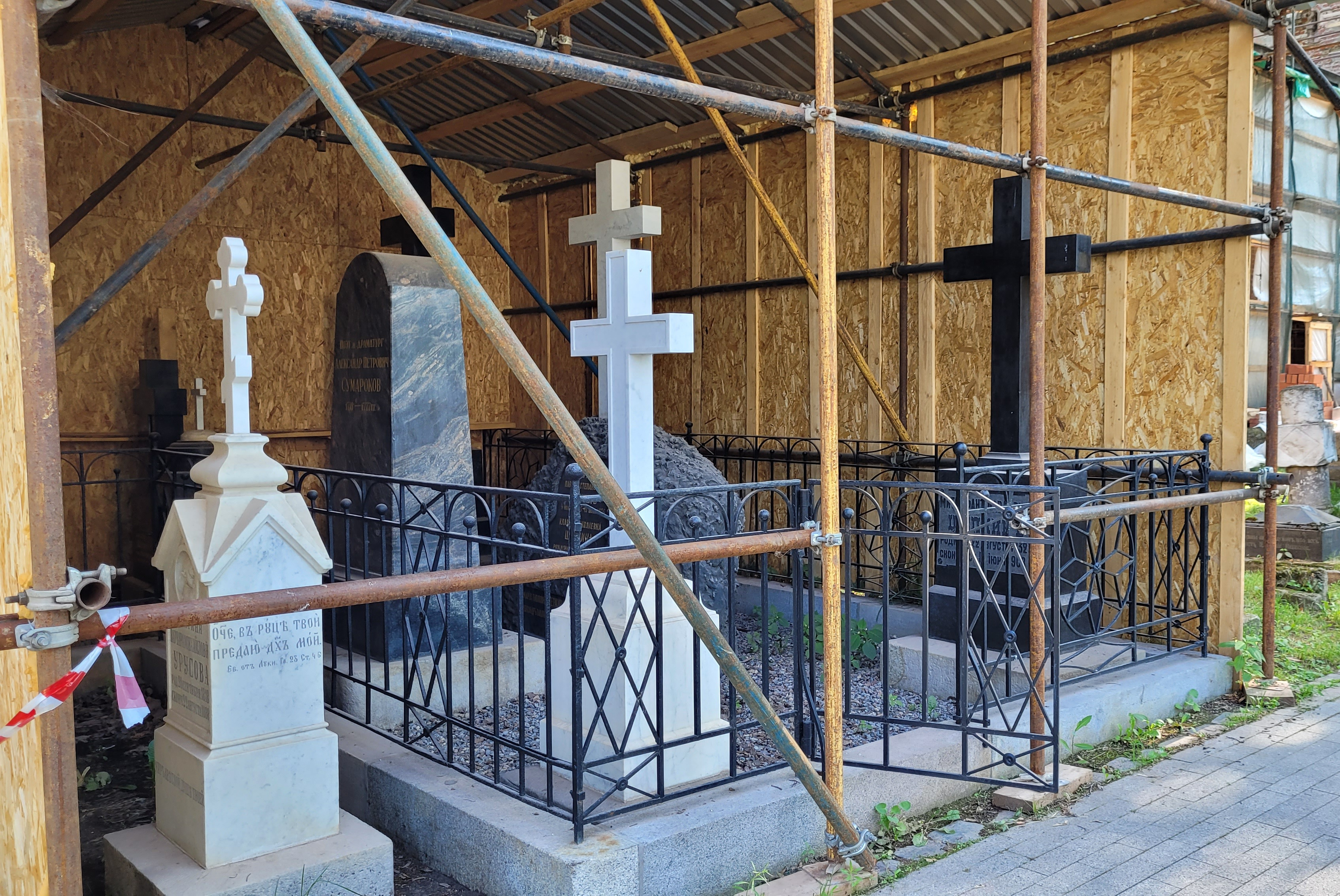
Захоронение Щепкиных, В. М. Урусовой, кенотаф А. П. Сумарокова у стены Донского монастыря. Июнь 2024 года.

- Захоронение Щепкиных, В. М. Урусовой, кенотаф А. П. Сумарокова у стены Донского монастыря. Июнь 2024 года.Щепкины (осенью 2021 года начата интенсивная реставрация надгробий семейного участка):
  - Щепкин Александр Павлович (ум. 1836) — младенец, сын Павла Степановича
  - Щепкин Виктор Митрофанович — младенец, сын Митрофана Павловича
  - Щепкин, Митрофан Павлович (1832—1908) — профессор, публицист и общественный деятель Москвы
  - Щепкин, Митрофан Митрофанович (1871—1921) — профессор, основатель Московского высшего зоотехнического института, почетный член с/х общества
  - Щепкин Николай Степанович (ум. 1911)
  - Щепкин, Павел Степанович (1793—1836) — профессор Московского университета, родственник актёра М. С. Щепкина (троюродный брат); очень живучим оказался злонамеренный и нелепый слух о захоронении профессора якобы в утерянную могилу А. П. Сумарокова (тем не менее в 1951 году рядом с могилой профессора было установлено символическое надгробие-кенотаф А. П. Сумарокова)
  - Щепкин Степан Павлович (1831—1885)
  - Щепкин Степан Петрович (1760—1830) — коллежский секретарь (отец Павла Степановича)
  - Щепкина Калерия Митрофановна (1875—1899)
  - Щепкина (ур. Воскресенская) Калерия Петровна (1849—1917) — жена М. П. Щепкина
  - Щепкина (ур. Миклашевская) Зинаида Николаевна (1875—1921) (жена Митрофана Митрофановича Щепкина, попечительница 3-го женского Якиманского городского училища)
  - Щепкина (ур. Тимирязева) Клавдия Николаевна (1800—1897)
  - Щепкина Мария Павловна (ум. 1833) — дочь Павла Степановича
  - Щепкина Наталья Ефимовна (ум. 1814) — жена Степана Петровича, мать Павла Степановича
- Щепотевы:
  - Щепотев Андрей (ум. 1796)
  - Щепотева Елена Андреевна (ум. 1814)
  - Щепотьев Василий Андреевич (ум. 1866)
  - Щепотьев Михаил Михайлович (1790—1848) — титулярный советник (и кавалер изображённых на его надгробии знаков отличия)
- Щербакова Александра Ивановна
- Щербатовы:
  - Щербатов Александр Александрович (ум. 1868) — князь, младенец
  - Щербатов, Александр Алексеевич (1829—1902) — князь, основатель больницы и первых Женских курсов в Москве, московский городской голова; почётный гражданин города Москвы с 1866 года (не следует путать это внесословное общественное звание с сословным именованием почётных граждан применительно к купцам)
  - Щербатов, Александр Фёдорович (1778—1817) — князь, генерал-адъютант, генерал-майор, шталмейстер, участник Отечественной войны 1812 года (по архивным данным ЦГА Москвы место могилы определяется довольно точно, но её место, указываемое на основании вторичных источников в книгах М. Д. Артамонова и И. Е. Домбровского, не соответствует действительности)
  - Щербатов, Алексей Александрович (1863—1865) — князь
  - Щербатов, Алексей Григорьевич (1776—1848) — князь, генерал-адъютант, генерал от инфантерии, участник Отечественной войны 1812 года
  - Щербатов, Григорий Алексеевич (1819—1881) — князь (попечитель Санкт-Петербургского учебного округа, петербургский губернский предводитель дворянства (1861—1864), действительный статский советник; скончался в Генуе 4 ноября 1881 года)
  - Щербатов, Николай Григорьевич (1777—1848) — князь, генерал-майор, участник Отечественной войны 1812 года (поверхностная косметическая реставрация беломраморного надгробия проведена в 2012 году)
  - Щербатов, Павел Николаевич (1722—1781) — князь, подполковник, участник семилетней войны (сохранилось семейное надгробие в виде склепа-пирамиды со следами начатой в 2017 году подготовки к реставрации; с начала лета 2018 года реставрация продолжена и в основном закончена в конце сентября; но при этом не была реализована предусмотренная проектом реставрации установка обновлённой доски с мемориальными надписями о погребённых в склепе; установка этой обновлённой доски выполнена в июле 2019 года)
  - Щербатов, Пётр Александрович (ум. 06.03.1879, 67 лет, от воспаления лёгких, отпевание состоялось 08.03 в ц. Софийской на Набережной) — отставной поручик, князь (в списке М. Д. Артамонова и дореволюционном «Московском некрополе» даты жизни князя не указаны, могила его не найдена, а полных тёзок несколько; поэтому вышеприведённые биографические уточнения лишь предположительны и относятся к Петру Александровичу Щербатову, сыну Александра Фёдоровича)
  - Щербатов, Сергей Дмитриевич (1717—1777) — статский советник, князь, участник штурма Очакова
  - Щербатов Сергей Осипович (1701—1777) — статский советник
  - Щербатов, Фёдор Александрович (1802—1827) — князь, штабс-ротмистр кавалергардского полка, брат Е. А. Свербеевой (к следствию по делу декабристов не привлекался, но в материалах дела он упоминается)
  - Щербатов, Фёдор Павлович (1748—1810) — генерал-лейтенант, участник первой турецкой войны (затем правитель Выборгского наместничества; могила утеряна, а была рядом со склепом-пирамидой отца, П. Н. Щербатова; в 2020 году было законсервировано реставраторами найденное поблизости безымянное надгробие с утерянными надписями, определённое в реставрационной документации как принадлежащее Василию Павловичу Щербатову (1754—1823))
  - Щербатова Варвара Петровна (1774—1843) — княгиня, супруга А. Ф. Щербатова (её надгробие и надгробие мужа сохранились, но с полностью утраченными надписями)
  - Щербатова Екатерина Михайловна (ум. 1780) — княгиня, статская советница (жена Сергея Осиповича Щербатова, урожд. Стрелкова)
  - Щербатова Екатерина Петровна — княжна (в дореволюционном «Московском некрополе» даты жизни княжны не указаны, но отмечено, что она похоронена вместе с неким князем Петром Александровичем Щербатовым, тоже «лишённым» дат жизни)
  - Щербатова Зинаида Николаевна (ум. 1867) — княжна (род. в 1841; дочь Николая Григорьевича)
  - Щербатова Мария Павловна (1836—1892) — княгиня (жена князя Александра Алексеевича)
  - Щербатова Марфа Гавриловна (1744—1777) — княгиня, статская советница
  - Щербатова (ур. кн. Долгорукая) Наталья Сергеевна (1731—1787) — княгиня (на самом деле не Наталья, а Настасья, вторая жена П. Н. Щербатова; эпизод куртуазного заигрывания с ней на придворном маскараде подробно описан в «Автобиографической памятной заметке императрицы Екатерины II»)
  - Щербатова Настасья Николаевна (1739—1799) — княжна, сестра П. Н. Щербатова
  - Щербатова (ур. гр. Панина) Софья Александровна (ум. 1905) — княгиня (дочь А. Н. Панина, жена Г. А. Щербатова)
  - Щербатова (ур. Апраксина) Софья Степановна (1798—1886) — похоронена рядом с мужем, А. Г. Щербатовым (в Михайловской церкви монастыря)
- Щербачёвы:
  - Щербачёв Александр Петрович (1741—1821) — отставной секунд-майор, надворный советник в  Соляной конторе
  - Щербачёв Владимир Александрович (ум. 1840, род.10.06.1815)
  - Щербачёв, Григорий Дмитриевич (1823—1899) — генерал-майор, писатель-публицист; редактор и издатель (совместно с А. А. Оболонским) журнала «Народное чтение»
  - Щербачёв Николай (ум. 1900) — младенец
  - Щербачёв Павел Александрович (1807—1831) — штабс-ротмистр (похоронен рядом со младшим братом Владимиром)
  - Щербачёв, Петр Максимович (ум. 1785) — действительный статский советник (калужский воевода в 1764—1766 гг., вице-президент Коллегии экономии, обер-прокурор Сената; могила не сохранилась)
  - Щербачёв Платон Александрович (1812—1871) — гвардии поручик
  - Щербачёв Сергей (1896—1898)
  - Щербачёв Фёдор (ум. 1778) — гвардии прапорщик
  - Щербачёва Александра Григорьевна (ум. 1861)
  - Щербачёва Александра Ивановна
  - Щербачёва Анастасия Дмитриевна
  - Щербачёва Анна Ивановна (ум. 1778) — жена бригадира
  - Щербачёва Екатерина Петровна (ум. 1779) — жена майора
  - Щербачёва Елизавета (ум. 1901) — младенец
  - Щербачёва Мария Петровна (1760—1796) — девица
- Щерби(ни)на Акилина Ермолаевна (1707—1784) — жена действительного статского советника (Андрея Григорьевича Щербинина)
- Щербинины
  - Щербинин Иван Андреевич (1746—1799) — коллежский советник
  - Щербинина Арина (ум. 1796)
  - Щербинина Татьяна Яковлевна (ум. 1776) — жена секунд-майора
- Щербовы:
  - Щербов Николай Васильевич (1900—1956)
  - Щербова К. Н.
- Швайцер-Щербакова
- Щукин, Степан Ефимович (1893—1955) — революционер, дипломат, писатель, профессор (участник первой мировой, гражданской и второй мировой войн; не путать его с полным тёзкой, зажиточным крестьянином, бывшим в 1919 году председателем сельсовета села Кунеевка Ставропольского уезда в Самарской Луке)

### Э
- Эвенсон Розалия Исааковна
- Энгельгардт Владимир (ум. 1805) — младенец
- Эттеры:
  - Эттер Павел Николаевич (1869—1872) - сын нижеуказанной
  - Эттер (ур. Спечинская) Софья Александровна (1842—1871) — первая жена полковника, ставшего генерал-лейтенантом после её смерти (с июня 2018 года начата реставрация беломраморного надгробия - колонны; к декабрю 2020 года положительных результатов реставрации пока не замечено)

### Ю
- Юдины:
  - Юдин Сергей Петрович (ум. 1888)
  - Юдина (ур. Давыдова) Варвара Евграфовна (1816—1844) — генерал-майорша, дочь героя войны 1812 года Евграфа Владимировича Давыдова (жена отставного генерала Фёдора Михайловича Юдина)
- Юдичев Дмитрий Васильевич (ум. 1878)
- Юрасовская Елена Станиславовна (ум. 1907) — дочь юриста С. А. Минутко (жена орловского чиновника и помещика А. К. Юрасовского; она скончалась в Москве после операции в гинекологическом институте); здесь же похоронены С.А. и А. Д. Минутко
- Юрьевы:
  - Юрьев Александр Николаевич (ум. 1863) — отставной подполковник квартирмейстерской части (член преддекабристского общества «Союз благоденствия»; могила считается утраченной, но сохранившееся надгробие подлинное)
  - Юрьев Алексей Михайлович (1742—1824) — статский советник (сын Михаила Фёдоровича)
  - Юрьев Дмитрий Михайлович (1757—1825) — капитан, участник Отечественной войны 1812 года (сын Михаила Фёдоровича)
  - Юрьев Михаил Фёдорович (ум. 1778) — титулярный советник (в 1752 году отпущен с детьми на свободу из крепостных людей графа Головкина, затем титулярный советник; его внушительное монументальное надгробие с назидательной эпитафией находится давно уже в плачевном состоянии медленного саморазрушения; летом 2024 года реставраторами разработана проектная документация по сохранению этого объекта культурного наследия)
  - Юрьев Николай Михайлович (1756—1824) — коллежский асессор (сын Михаила Фёдоровича)
  - Юрьев Петр Михайлович (1745—1812) — (сын Михаила Фёдоровича)
  - Юрьева Дарья Михайловна (ум. 1780) — девица
  - Юрьева Елена Васильевна (1784—1818) — девица
  - Юрьева Елизавета Михайловна (1758—1834) — девица
  - Юрьева-Садовская Варвара Петровна (1908—1952)
- Юрьевич (ур. Ниротморцева) Елизавета Андреевна (1809—1858) — жена генерал-лейтенанта С. А. Юрьевича — помощника воспитателя наследника престола цесаревича Александра Николаевича
- Юшков Петр Васильевич (1762—1828) — статский советник (сын отставного прапорщика, оставшийся сиротой в малолетстве на попечении дяди, устроившего его в привилегированный шляхетский корпус, что и определило успешную карьеру молодого дворянина)
- Юшковичева Мария Николаевна (ум. 1828)

### Я
- Яблочков Петр Михайлович (1770—1840) — отставной гвардейский прапорщик, рязанский помещик (двоюродный дед изобретателя Павла Николаевича Яблочкова)
- Ягужинский Иван Никитич (1822—1897)
- Языковы:
  - Языков Андрюша (ум. 1897)
  - Языков Андрей Григорьевич (1861—1880) — внук графини Елизаветы Дмитриевны Гудович (по первому браку Данзас); двоюродный внук поэта Н. М. Языкова
  - Языков, Дмитрий Ксенофонтович (1898—1962) — сын Ксенофонта Михайловича, профессор, ортопед (главный хирург-ортопед Мин-ва здравоохранения СССР; умер от осложнений после противооспенной вакцинации)
  - Языков Дмитрий Михайлович (1857—1899)
  - Языков Дмитрий Сергеевич (1799—1844) — коллежский советник
  - Языков Ксенофонт Михайлович (1865—1901) — его внук, земский врач, основатель Измайловской земской больницы в 1897 г.
  - Языков Федя (ум. 1895) — младенец
  - Языковы — младенцы: Николай (1831—1834), Екатерина (1830—1834), Ольга (1833—1834)
  - Языкова (ур. кн. Гагарина) Агриппина Михайловна (1805—1833) — жена Дмитрия Сергеевича Языкова
  - Языкова Екатерина Михайловна
  - Языкова Елизавета Григорьевна (1863—1885) — девица, внучка графини Елизаветы Дмитриевны Гудович (по первому браку Данзас)
  - Языкова Софья Ксенофонтовна (1832—1895)
  - Якимович Евгений Иосифович (ум. 1951) — врач
- Яковлевы:
  - Яковлев Дмитрий Иванович (1841—1870) — коллежский секретарь (на его сохранившемся надгробии отчество — Павлович)
  - Яковлев Иван Саввич (1746—1801) — коллежский советник, второй из четырёх сыновей петербургского богача С. Я. Яковлева (с 2020 года начата реставрация его надгробия и стоящего рядом безымянного надгробия сходной формы с утраченными надписями, но определённого в реставрационной документации как надгробие его жены, Настасьи Борисовны Яковлевой; воссоздание утраченных надписей в реставрационной документации не предусмотрено)
  - Яковлев Михаил Павлович (ум. 1930) — род. в 1855 г.; хирург, ассистент и зять профессора Н. В. Склифосовского (муж Ольги Николаевны Склифосовской)
  - Яковлев П. И. (1748—1809) — купец (могила не найдена; велика вероятность, что эта запись в данном списке ошибочна)
  - Яковлев Павел (1860—1868)
  - Яковлев Павел Павлович (1806—1870) — штабс-ротмистр

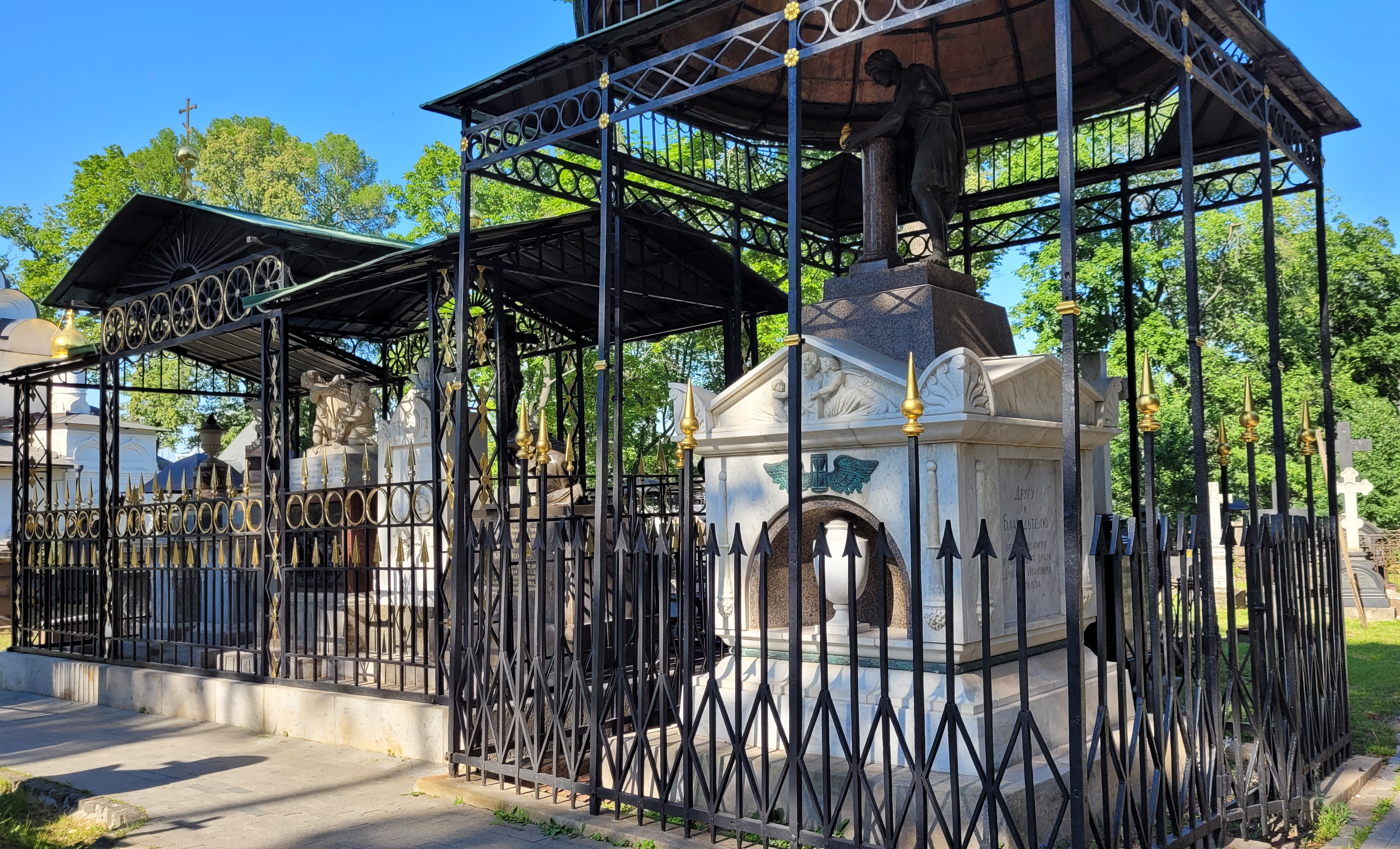
Памятник на могиле П. И. Яковлева. Там же указаны Векшина В. В. (1913—1978) и Векшина Е. В. (1951—1997).

  - Памятник на могиле П. И. Яковлева. Там же указаны Векшина В. В. (1913—1978) и Векшина Е. В. (1951—1997).Яковлев Павел Иванович (1772—1809) — внук петербургского богача С. Я. Яковлева (сын И. С. Яковлева; отставной капитан, с 1801 г. совладелец Верх-Исетских и Холуницких заводов; надгробие, долгое время находившееся в руинированном состоянии, было восстановлено в 1990-х годах дальними родственниками в несколько упрощённом виде; с мая 2018 года велась радикальная реставрация, началом которой стало приведение надгробия в прежнее руинированное состояние; к апрелю 2019 года реставрация завершена с очень хорошим результатом)
  - Яковлева Аделаида Сергеевна (ум. 1935)
  - Яковлева (ур. Тимирязева) Анна Николаевна
  - Яковлева-Склифосовская Анна Михайловна (внучка Н. В. Склифосовского)
  - Яковлева (ур. Калачева) Елизавета Васильевна (1818—1883)
  - Яковлева (ур. Склифосовская) Елизавета Михайловна (внучка Н. В. Склифосовского; урождённой Склифосовской была её мать Ольга Николаевна Яковлева, а она ур. Яковлева)
  - Яковлева Елизавета Николаевна (ум. 1935) (видимо ошибочная запись)
  - Яковлева Калерия (1868—1871)
  - Яковлева-Биркетт Наталья Михайловна (1894—1979) (внучка Н. В. Склифосовского, дочь О.Н. и М.П.Яковлевых; с 1914 года жена Джорджа Артура Биркетта; умерла в Шотландии)
  - Яковлева Татьяна Михайловна (ум. 1932) (внучка Н. В. Склифосовского, дочь О.Н. и М.П.Яковлевых)
  - Яковлева (1805—1881)
- Якубенок Виктор Корнилович (1916—1950)
- Якубовский Иван Андреевич (1770—1864) — слуга-карлик графов Зубовых (родом из польских шляхтичей; могила, бывшая рядом с храмом-усыпальницей Зубовых, не сохранилась)
- Янков Георгий Анастасьевич (1737—1787) — грек, купец
- Янчевская Евдокия Григорьевна (ум. 1921)
- Янышевы:
  - Янышев Алексей Петрович (ум. 1784) — коллежский асессор
  - Янышев Петр (ум. 1774) — коллежский асессор
- Ярославовы (родственные связи этих дворян с Т. Ф. Ярославовой, матерью некоторых детей графа Ф. Г. Орлова, пока не установлены):
  - Ярославов Алексей Тихонович (1796—1856) — статский советник, сын похороненной рядом матери Екатерины Александровны
  - Ярославов Тихон Алексеевич (1753—1806) — действительный статский советник (Саратовский вице-губернатор; изданы «Стихи на кончину его превосходительства, действительного статского советника и кавалера, Тихона Алексеевича Ярославова. — М.: Губ. тип. у А. Решетникова, 1806» ;наличие его захоронения под отдельным надгробием поблизости от сохранившихся надгробий жены и сына документально доказано, но факт сохранности его надгробия до наших дней лишь гадателен)
  - Ярославова Екатерина Александровна (1770—1851) — его жена (её надгробие, по бездоказательному предположению потомков, стоит якобы на надгробии мужа, Тихона Алексеевича)
- Ярцева Анастасия Васильевна (1871—1902)
- Ясюнинский Константин Арсеньевич (1863—1907) — инженер-механик, фабрикант (выборный член обновлённого Госсовета Российской империи; надгробие работы Н. А. Андреева перенесено якобы с кладбища Спасо-Андроникова монастыря без перезахоронения праха)
- Яфа Константин (1882—1890)
- Яценко А. Т. (ум. 1952)
- Яшвили Спиридон Иванович (1772—1827) — имеретинский князь